# Liste der olympischen Medaillengewinner aus den Vereinigten Staaten
Das United States Olympic Committee wurde 1894 gegründet und im selben Jahr vom Internationalen Olympischen Komitee aufgenommen.

## Medaillenbilanz
Bislang konnten Sportler aus den Vereinigten Staaten 3102 olympische Medaillen bei den Sportwettbewerben erringen. Diese teilen sich in 1219 Gold-, 1002 Silber- und 881 Bronzemedaillen auf. Die USA sind damit die erfolgreichste Nation der olympischen Geschichte.
Die Vereinigten Staaten nahmen außer 1980 an allen Olympischen Sommerspielen teil. Die erste Teilnahme erfolgte 1896 in Athen, die bisher letzte 2024 in Paris. 1980 boykottierten die Vereinigten Staaten die Sommerspiele in Moskau aus Protest wegen des Einmarsches sowjetischer Truppen 1979 in Afghanistan.
Die Vereinigten Staaten nahmen bisher an allen Olympischen Winterspielen teil. Die erste Teilnahme erfolgte 1924 in Chamonix, die bisher letzte 2022 in Peking.
| Vereinigte Staaten bei den Olympischen Sommerspielen                                      | Vereinigte Staaten bei den Olympischen Sommerspielen | Vereinigte Staaten bei den Olympischen Sommerspielen | Vereinigte Staaten bei den Olympischen Sommerspielen | Vereinigte Staaten bei den Olympischen Sommerspielen | Vereinigte Staaten bei den Olympischen Sommerspielen |      | Vereinigte Staaten bei den Olympischen Winterspielen | Vereinigte Staaten bei den Olympischen Winterspielen | Vereinigte Staaten bei den Olympischen Winterspielen | Vereinigte Staaten bei den Olympischen Winterspielen | Vereinigte Staaten bei den Olympischen Winterspielen | Vereinigte Staaten bei den Olympischen Winterspielen |
| Jahr                                                                                      | Gold                                                 | Silber                                               | Bronze                                               | Gesamt                                               | Rang                                                 | Jahr | Gold                                                 | Silber                                               | Bronze                                               | Gesamt                                               | Rang                                                 |                                                      |
| 1896                                                                                      | 11                                                   | 7                                                    | 2                                                    | 20                                                   | 1                                                    |      |                                                      |                                                      |                                                      |                                                      |                                                      |                                                      |
| 1900                                                                                      | 19                                                   | 14                                                   | 15                                                   | 48                                                   | 2                                                    |      |                                                      |                                                      |                                                      |                                                      |                                                      |                                                      |
| 1904                                                                                      | 80                                                   | 85                                                   | 83                                                   | 248                                                  | 1                                                    |      |                                                      |                                                      |                                                      |                                                      |                                                      |                                                      |
| 1908                                                                                      | 23                                                   | 12                                                   | 12                                                   | 47                                                   | 2                                                    |      |                                                      |                                                      |                                                      |                                                      |                                                      |                                                      |
| 1912                                                                                      | 25                                                   | 19                                                   | 19                                                   | 63                                                   | 1                                                    |      |                                                      |                                                      |                                                      |                                                      |                                                      |                                                      |
| 1920                                                                                      | 41                                                   | 27                                                   | 27                                                   | 95                                                   | 1                                                    |      |                                                      |                                                      |                                                      |                                                      |                                                      |                                                      |
| 1924                                                                                      | 45                                                   | 27                                                   | 27                                                   | 99                                                   | 1                                                    |      | 1924                                                 | 1                                                    | 2                                                    | 1                                                    | 4                                                    | 5                                                    |
| 1928                                                                                      | 22                                                   | 18                                                   | 16                                                   | 56                                                   | 1                                                    |      | 1928                                                 | 2                                                    | 2                                                    | 2                                                    | 6                                                    | 2                                                    |
| 1932                                                                                      | 41                                                   | 32                                                   | 30                                                   | 103                                                  | 1                                                    |      | 1932                                                 | 6                                                    | 4                                                    | 2                                                    | 12                                                   | 1                                                    |
| 1936                                                                                      | 24                                                   | 20                                                   | 12                                                   | 56                                                   | 2                                                    |      | 1936                                                 | 1                                                    | 0                                                    | 3                                                    | 4                                                    | 8                                                    |
| 1948                                                                                      | 38                                                   | 27                                                   | 19                                                   | 84                                                   | 1                                                    |      | 1948                                                 | 3                                                    | 4                                                    | 2                                                    | 9                                                    | 4                                                    |
| 1952                                                                                      | 40                                                   | 19                                                   | 17                                                   | 76                                                   | 1                                                    |      | 1952                                                 | 4                                                    | 6                                                    | 1                                                    | 11                                                   | 2                                                    |
| 1956                                                                                      | 32                                                   | 25                                                   | 17                                                   | 74                                                   | 2                                                    |      | 1956                                                 | 2                                                    | 3                                                    | 2                                                    | 7                                                    | 6                                                    |
| 1960                                                                                      | 34                                                   | 21                                                   | 16                                                   | 71                                                   | 2                                                    |      | 1960                                                 | 3                                                    | 4                                                    | 3                                                    | 10                                                   | 3                                                    |
| 1964                                                                                      | 36                                                   | 26                                                   | 28                                                   | 90                                                   | 1                                                    |      | 1964                                                 | 1                                                    | 2                                                    | 4                                                    | 7                                                    | 8                                                    |
| 1968                                                                                      | 45                                                   | 28                                                   | 34                                                   | 107                                                  | 1                                                    |      | 1968                                                 | 1                                                    | 5                                                    | 1                                                    | 7                                                    | 9                                                    |
| 1972                                                                                      | 33                                                   | 31                                                   | 30                                                   | 94                                                   | 2                                                    |      | 1972                                                 | 3                                                    | 2                                                    | 3                                                    | 8                                                    | 5                                                    |
| 1976                                                                                      | 34                                                   | 35                                                   | 25                                                   | 94                                                   | 3                                                    |      | 1976                                                 | 3                                                    | 3                                                    | 4                                                    | 10                                                   | 3                                                    |
| 1980                                                                                      | –                                                    | –                                                    | –                                                    | –                                                    | –                                                    |      | 1980                                                 | 6                                                    | 4                                                    | 2                                                    | 12                                                   | 3                                                    |
| 1984                                                                                      | 83                                                   | 61                                                   | 30                                                   | 174                                                  | 1                                                    |      | 1984                                                 | 4                                                    | 4                                                    | 0                                                    | 8                                                    | 3                                                    |
| 1988                                                                                      | 36                                                   | 31                                                   | 27                                                   | 94                                                   | 3                                                    |      | 1988                                                 | 2                                                    | 1                                                    | 3                                                    | 6                                                    | 9                                                    |
| 1992                                                                                      | 37                                                   | 34                                                   | 37                                                   | 108                                                  | 2                                                    |      | 1992                                                 | 5                                                    | 4                                                    | 2                                                    | 11                                                   | 5                                                    |
| 1996                                                                                      | 44                                                   | 32                                                   | 25                                                   | 101                                                  | 1                                                    |      | 1994                                                 | 6                                                    | 5                                                    | 2                                                    | 13                                                   | 5                                                    |
| 2000                                                                                      | 37                                                   | 24                                                   | 32                                                   | 93                                                   | 1                                                    |      | 1998                                                 | 6                                                    | 3                                                    | 4                                                    | 13                                                   | 5                                                    |
| 2004                                                                                      | 36                                                   | 39                                                   | 26                                                   | 101                                                  | 1                                                    |      | 2002                                                 | 10                                                   | 13                                                   | 11                                                   | 34                                                   | 3                                                    |
| 2008                                                                                      | 36                                                   | 39                                                   | 37                                                   | 112                                                  | 2                                                    |      | 2006                                                 | 9                                                    | 9                                                    | 7                                                    | 25                                                   | 2                                                    |
| 2012                                                                                      | 48                                                   | 26                                                   | 30                                                   | 104                                                  | 1                                                    |      | 2010                                                 | 9                                                    | 15                                                   | 13                                                   | 37                                                   | 3                                                    |
| 2016                                                                                      | 46                                                   | 37                                                   | 38                                                   | 121                                                  | 1                                                    |      | 2014                                                 | 9                                                    | 9                                                    | 10                                                   | 28                                                   | 4                                                    |
| 2020                                                                                      | 39                                                   | 41                                                   | 33                                                   | 113                                                  | 1                                                    |      | 2018                                                 | 9                                                    | 8                                                    | 6                                                    | 23                                                   | 4                                                    |
| 2024                                                                                      | 40                                                   | 44                                                   | 42                                                   | 126                                                  | 1                                                    |      | 2022                                                 | 9                                                    | 9                                                    | 7                                                    | 25                                                   | 4                                                    |
| Gesamt                                                                                    | 1105                                                 | 881                                                  | 786                                                  | 2772                                                 |                                                      |      | Gesamt                                               | 114                                                  | 121                                                  | 95                                                   | 330                                                  |                                                      |
| \| \| Gold \| Silber \| Bronze \| Gesamt \| \| Ges. S+W \| 1219 \| 1002 \| 881 \| 3102 \| |                                                      |                                                      |                                                      |                                                      |                                                      |      |                                                      |                                                      |                                                      |                                                      |                                                      |                                                      |
|                                                                                           | Gold                                                 | Silber                                               | Bronze                                               | Gesamt                                               |                                                      |      |                                                      |                                                      |                                                      |                                                      |                                                      |                                                      |
| Ges. S+W                                                                                  | 1219                                                 | 1002                                                 | 881                                                  | 3102                                                 |                                                      |      |                                                      |                                                      |                                                      |                                                      |                                                      |                                                      |

## Medaillengewinner-Sommersport

### A
- Stephen Abas, Ringen (0-1-0)
Athen 2004: Silber, Freistil Bantamgewicht, Herren
- Margaret Abbott, Golf (1-0-0)
Paris 1900: Gold, Damen
- Nia Abdallah, Taekwondo (0-1-0)
Athen 2004: Silber, Klasse bis 57 kg, Damen
- Louis Abell, Rudern (2-0-0)
Paris 1900: Gold, Achter, Herren
St. Louis 1904: Gold, Achter, Herren
- Edgar Ablowich, Leichtathletik (1-0-0)
Los Angeles 1932: Gold, 4 × 400 m, Herren
- Charles E. Ackerly, Ringen (1-0-0)
Antwerpen 1920: Gold, Freistil Federgewicht, Herren
- Gordon Adam, Rudern (1-0-0)
Berlin 1936: Gold, Achter, Herren
- Ben Adams, Leichtathletik (0-0-2)
Stockholm 1912: Bronze, Standhochsprung, Herren
Stockholm 1912: Bronze, Standweitsprung, Herren
- Edgar Adams, Wasserspringen (0-1-0)
St. Louis 1904: Silber, Kopfweitsprung, Herren
- Harry Adams, Schießen (1-0-0)
Stockholm 1912: Gold, Armeegewehr Mannschaft, Herren
- Platt Adams, Leichtathletik (1-1-0)
Stockholm 1912: Gold, Standhochsprung, Herren
Stockholm 1912: Silber, Standweitsprung, Herren
- Charles Adkins, Boxen (1-0-0)
Helsinki 1952: Gold, Halbweltergewicht, Herren
- Derrick Adkins, Leichtathletik (1-0-0)
Atlanta 1996: Gold, 400 m Hürden, Herren
- Nathan Adrian, Schwimmen (5-1-2)
Peking 2008: Gold, 4 × 100 m Freistil, Herren
London 2012: Gold, 100 m Freistil, Herren
London 2012: Silber, 4 × 100 m Freistil, Herren
London 2012: Gold, 4 × 100 m Lagen, Herren
Rio de Janeiro 2016: Bronze, 100 m Freistil, Herren
Rio de Janeiro 2016: Bronze, 50 m Freistil, Herren
Rio de Janeiro 2016: Gold, 4 × 100 m Freistil, Herren
Rio de Janeiro 2016: Gold, 4 × 100 m Lagen, Herren
- Andre Agassi, Tennis (1-0-0)
Atlanta 1996: Gold, Einzel, Herren
- George Ahlgren, Rudern (1-0-0)
London 1948: Gold, Achter, Herren
- Crissy Ahmann-Leighton, Schwimmen (2-1-0)
Barcelona 1992: Silber, 100 m Schmetterling, Damen
Barcelona 1992: Gold, 4 × 100 m Freistil, Damen
Barcelona 1992: Gold, 4 × 100 m Lagen, Damen
- Christian Ahrens, Rudern (1-0-0)
Athen 2004: Gold, Achter, Herren
- Monica Aksamit, Fechten (0-0-1)
Rio de Janeiro 2016: Bronze, Säbel Mannschaft, Damen
- Dave Albritton, Leichtathletik (0-1-0)
Berlin 1936: Silber, Hochsprung, Herren
- Nia Ali, Leichtathletik (0-1-0)
Rio de Janeiro 2016: Silber, 100 m Hürden, Damen
- William Allen, Segeln (1-0-0)
München 1972: Gold, Soling, Herren
- Fred Alderman, Leichtathletik (1-0-0)
Amsterdam 1928: Gold, 4 × 400 m, Herren
- Jody Alderson, Schwimmen (0-0-1)
Helsinki 1952: Bronze, 4 × 100 m Freistil, Damen
- Hugh Alessandroni, Fechten (0-0-1)
Los Angeles 1932: Bronze, Florett Mannschaft, Herren
- Wyatt Allen, Rudern (1-0-1)
Athen 2004: Gold, Achter, Herren
Peking 2008: Bronze, Achter, Herren
- Valarie Allman, Leichtathletik (1-0-0)
Tokio 2020: Gold, Diskuswurf, Damen
- Charles Aman, Rudern (0-1-0)
St. Louis 1904: Silber, Vierer ohne Steuermann, Herren
- Joseph Amlong, Rudern (1-0-0)
Tokio 1964: Gold, Achter, Herren
- Thomas Amlong, Rudern (1-0-0)
Tokio 1964: Gold, Achter, Herren
- Alyssa Anderson, Schwimmen (1-0-0)
London 2012: Gold, 4 × 200 m Freistil, Damen
- Andrea Anderson, Leichtathletik (1-0-0)
Sydney 2000: Gold, 4 × 400 m, Damen
- Charles Anderson, Reiten (1-0-0)
London 1948: Gold, Vielseitigkeit Mannschaft
- Gary Anderson, Schießen (2-0-0)
Tokio 1964: Gold, Freies Gewehr Dreistellungskampf, Herren
Mexiko-Stadt 1968: Gold, Freies Gewehr Dreistellungskampf, Herren
- Haley Anderson, Schwimmen (0-1-0)
London 2012: Silber, 10 km Marathon, Damen
- Jamie Anderson, Snowboard (1-1-0)
Pyeongchang 2018: Silber, Big Air, Damen
Pyeongchang 2018: Gold, Slopestyle, Damen
- John Anderson, Leichtathletik (1-0-0)
Los Angeles 1932: Gold, Diskuswurf, Herren
- Miller Anderson, Wasserspringen (0-2-0)
London 1948: Silber, Kunstspringen, Herren
Helsinki 1952: Silber, Kunstspringen, Herren
- Paul Anderson, Gewichtheben (1-0-0)
Melbourne 1956: Gold, Schwergewicht, Herren
- Stephen Anderson, Leichtathletik (0-1-0)
Amsterdam 1928: Silber, 110 m Hürden, Herren
- William Andre, Moderner Fünfkampf (0-1-0)
Melbourne 1956: Silber, Mannschaft, Herren
- Lawrence Andreasen, Wasserspringen (0-0-1)
Tokio 1964: Bronze, Kunstspringen, Herren
- Michael Andrew, Schwimmen (1-0-0)
Tokio 2020: Gold, 4 × 100 m Lagen, Herren
- Arthur Andrews, Radsport (0-1-1)
St. Louis 1904: Bronze, 5 Meilen, Herren
St. Louis 1904: Silber, 25 Meilen, Herren
- Theresa Andrews, Schwimmen (2-0-0)
Los Angeles 1984: Gold, 100 m Rücken, Damen
Los Angeles 1984: Gold, 4 × 100 m Lagen, Damen
- Kurt Angle, Ringen (1-0-0)
Atlanta 1996: Gold, Freistil Schwergewicht, Herren
- Michael Anti, Schießen (0-1-0)
Athen 2004: Silber, Kleinkaliber Dreistellungskampf, Herren
- Zach Apple, Schwimmen (2-0-0)
Tokio 2020: Gold, 4 × 100 m Freistil, Herren
Tokio 2020: Gold, 4 × 100 m Lagen, Herren
- Lloyd Appleton, Ringen (0-1-0)
Amsterdam 1928: Silber, Freistil Weltergewicht, Herren
- Mark Arie, Schießen (2-0-0)
Antwerpen 1920: Gold, Tontaubenschießen, Herren
Antwerpen 1920: Gold, Tontaubenschießen Mannschaft, Herren
- Edwin Argo, Reiten (1-0-0)
Los Angeles 1932: Gold, Vielseitigkeit Mannschaft
- Ray Armstead, Leichtathletik (1-0-0)
Los Angeles 1984: Gold, 4 × 400 m, Herren
- Charles Armstrong, Rudern (1-0-0)
St. Louis 1904: Gold, Achter, Herren
- Hunter Armstrong, Schwimmen (1-0-0)
Tokio 2020: Gold, 4 × 100 m Lagen, Herren
- Kristin Armstrong, Radsport (3-0-0)
Peking 2008: Gold, Einzelzeitfahren Straße, Damen
London 2012: Gold, Einzelzeitfahren Straße, Damen
Rio de Janeiro 2016: Gold, Einzelzeitfahren Straße, Damen
- Samantha Arsenault, Schwimmen (1-0-0)
Sydney 2000: Gold, 4 × 200 m Freistil, Damen
- Alexander Artemev, Turnen (0-0-1)
Peking 2008: Bronze, Mehrkampf Mannschaft, Herren
- Kevin Asano, Judo (0-1-0)
Seoul 1988: Silber, Superleichtgewicht, Herren
- Temple Ashbrook, Segeln (0-1-0)
Los Angeles 1932: Silber, 6 m Klasse, Herren
- Lesley Ashburner, Leichtathletik (0-0-1)
St. Louis 1904: Bronze, 110 m Hürden, Herren
- Horace Ashenfelter, Leichtathletik (1-0-0)
Helsinki 1952: Gold, 3000 m Hindernis, Herren
- Evelyn Ashford, Leichtathletik (4-1-0)
Los Angeles 1984: Gold, 100 m, Damen
Los Angeles 1984: Gold, 4 × 100 m, Damen
Seoul 1988: Silber, 100 m, Damen
Seoul 1988: Gold, 4 × 100 m, Damen
Barcelona 1992: Gold, 4 × 100 m, Damen
- Gerry Ashworth, Leichtathletik (1-0-0)
Tokio 1964: Gold, 4 × 100 m, Herren
- Susie Atwood, Schwimmen (1-1-1)
München 1972: Bronze, 100 m Rücken, Damen
München 1972: Silber, 200 m Rücken, Damen
München 1972: Gold, 4 × 100 m Lagen, Damen
- Victor Auer, Schießen (0-1-0)
München 1972: Silber, Kleinkaliber liegend, Herren
- Charles Austin, Leichtathletik (1-0-0)
Atlanta 1996: Gold, Hochsprung, Herren
- Michael Austin, Schwimmen (1-0-0)
Tokio 1964: Gold, 4 × 100 m Freistil, Herren
- Timothy Austin, Boxen (0-0-1)
Barcelona 1992: Bronze, Fliegengewicht, Herren
- Albert Axelrod, Fechten (0-0-1)
Rom 1960: Bronze, Florett Einzel, Herren
- Charles Axtell, Schießen (1-0-0)
London 1908: Gold, Schnellfeuerpistole Mannschaft, Herren
- Arthur Ayrault, Rudern (2-0-0)
Melbourne 1956: Gold, Zweier mit Steuermann, Herren
Rom 1960: Gold, Vierer mit Steuermann, Herren

### B
- Jack Babashoff, Schwimmen (0-1-0)
Montreal 1976: Silber, 100 m Freistil, Herren
- Shirley Babashoff, Schwimmen (3-6-0)
München 1972: Silber, 100 m Freistil, Damen
München 1972: Silber, 200 m Freistil, Damen
München 1972: Gold, 4 × 100 m Freistil, Damen
München 1972: Gold, 4 × 100 m Lagen, Damen
Montreal 1976: Silber, 200 m Freistil, Damen
Montreal 1976: Silber, 400 m Freistil, Damen
Montreal 1976: Silber, 1500 m Freistil, Damen
Montreal 1976: Gold, 4 × 100 m Freistil, Damen
Montreal 1976: Silber, 4 × 100 m Lagen, Damen
- Kristen Babb-Sprague, Synchronschwimmen (1-0-0)
Barcelona 1992: Gold, Einzel, Damen
- Harry Babcock, Leichtathletik (1-0-0)
Stockholm 1912: Gold, Stabhochsprung, Herren
- Alonzo Babers, Leichtathletik (2-0-0)
Los Angeles 1984: Gold, 400 m, Herren
Los Angeles 1984: Gold, 4 × 400 m, Herren
- Rink Babka, Leichtathletik (0-1-0)
Rom 1960: Silber, Diskuswurf, Herren
- Michael Bach, Rudern (0-1-0)
Los Angeles 1984: Silber, Vierer mit Steuermann, Herren
- Robin Backhaus, Schwimmen (0-0-1)
München 1972: Bronze, 200 m Schmetterling, Herren
- Charles Bacon, Leichtathletik (1-0-0)
London 1908: Gold, 400 m Hürden, Herren
- Lance Bade, Schießen (0-0-1)
Atlanta 1996: Bronze, Trap, Herren
- Margaret Bailes, Leichtathletik (1-0-0)
Mexiko-Stadt 1968: Gold, 4 × 100 m, Damen
- Henry Bailey, Schießen (1-0-0)
Paris 1924: Gold, Schnellfeuerpistole, Herren
- George Baird, Leichtathletik (1-0-0)
Amsterdam 1928: Gold, 4 × 400 m, Herren
- Kathleen Baker, Schwimmen (1-0-0)
Rio de Janeiro 2016: Gold, 4 × 100 m Lagen, Damen
- Thane Baker, Leichtathletik (1-2-1)
Helsinki 1952: Silber, 100 m, Herren
Melbourne 1956: Silber, 100 m, Herren
Melbourne 1956: Bronze, 200 m, Herren
Melbourne 1956: Gold, 4 × 100 m, Herren
- Ladislava Bakanic, Turnen (0-0-1)
London 1948: Bronze, Mehrkampf Mannschaft, Damen
- Kathleen Baker, Schwimmen (0-1-0)
Rio de Janeiro 2016: Bronze, 100 m Rücken, Damen
- Louis Balbach, Wasserspringen (0-0-1)
Antwerpen 1920: Bronze, Kunstspringen 1 m/3 m, Herren
- John Baldwin, Boxen (0-0-1)
Mexiko-Stadt 1968: Bronze, Halbmittelgewicht, Herren
- Catherine Ball, Schwimmen (1-0-0)
Mexiko-Stadt 1968: Gold, 4 × 100 m Lagen, Damen
- Ed Banach, Ringen (1-0-0)
Los Angeles 1984: Gold, Freistil Halbschwergewicht, Herren
- Lou Banach, Ringen (1-0-0)
Los Angeles 1984: Gold, Freistil Schwergewicht, Herren
- Kirk Baptiste, Leichtathletik (0-1-0)
Los Angeles 1984: Silber, 200 m, Herren
- Ray Barbuti, Leichtathletik (2-0-0)
Amsterdam 1928: Gold, 400 m, Herren
Amsterdam 1928: Gold, 4 × 400 m, Herren
- Jane Barkman, Schwimmen (2-0-1)
Mexiko-Stadt 1968: Bronze, 200 m Freistil, Damen
Mexiko-Stadt 1968: Gold, 4 × 100 m Freistil, Damen
München 1972: Gold, 4 × 100 m Freistil, Damen
- Arthur Barnard, Leichtathletik (0-0-1)
Helsinki 1952: Bronze, 110 m Hürden, Herren
- Lee Barnes, Leichtathletik (1-0-0)
Paris 1924: Gold, Stabhochsprung, Herren
- Randy Barnes, Leichtathletik (1-1-0)
Seoul 1988: Silber, Kugelstoßen, Herren
Atlanta 1996: Gold, Kugelstoßen, Herren
- Marian Barone, Turnen (0-0-1)
London 1948: Bronze, Mehrkampf Mannschaft, Damen
- Beth Barr, Schwimmen (0-1-0)
Seoul 1988: Silber, 4 × 100 m Lagen, Damen
- Brigetta Barrett, Leichtathletik (0-1-0)
London 2012: Silber, Hochsprung, Damen
- Peter Barrett, Segeln (1-1-0)
Tokio 1964: Silber, Finn-Dinghy, Herren
Mexiko-Stadt 1968: Gold, Star, Herren
- Harold Barron, Leichtathletik (0-1-0)
Antwerpen 1920: Silber, 110 m Hürden, Herren
- Daniel Barrow, Rudern (0-0-1)
Berlin 1936: Bronze, Einer, Herren
- Michael Barrowman, Schwimmen (1-0-0)
Barcelona 1992: Gold, 200 m Brust, Herren
- Jay Barrs, Bogenschießen (1-1-0)
Seoul 1988: Silber, Mannschaft, Herren
Seoul 1988: Gold, Einzel, Herren
- Carmen Barth, Boxen (1-0-0)
Los Angeles 1932: Gold, Mittelgewicht, Herren
- Tianna Bartoletta, Leichtathletik (2-0-0)
Rio de Janeiro 2016: Gold, Weitsprung, Damen
Rio de Janeiro 2016: Gold, 4 × 100 m, Damen
- Gregory Barton, Kanu (2-0-2)
Los Angeles 1984: Bronze, Einer-Kajak 1000 m, Herren
Seoul 1988: Gold, Einer-Kajak 1000 m, Herren
Seoul 1988: Gold, Zweier-Kajak 1000 m, Herren
Barcelona 1992: Bronze, Einer-Kajak 1000 m, Herren
- Jim Barton, Segeln (0-0-1)
Atlanta 1996: Bronze, Soling
- Alison Bartosik, Synchronschwimmen (0-0-2)
Athen 2004: Bronze, Duett
Athen 2004: Bronze, Mannschaft
- Raymond Bass, Turnen (1-0-0)
Los Angeles 1932: Gold, Tauhangeln, Herren
- Lanny Bassham, Schießen (2-0-0)
München 1972: Gold, Kleinkaliber Dreistellungskampf, Herren
Montreal 1976: Gold, Kleinkaliber Dreistellungskampf, Herren
- Joseph Batchelder, Segeln (0-0-1)
Tokio 1964: Bronze, 5,5 m R-Klasse, Herren
- Al Bates, Leichtathletik (0-0-1)
Amsterdam 1928: Bronze, Weitsprung, Herren
- Michael Bates, Leichtathletik (0-0-1)
Barcelona 1992: Bronze, 200 m, Herren
- Kim Batten, Leichtathletik (0-1-0)
Atlanta 1996: Silber, 400 m Hürden, Damen
- Gustav Bauer, Ringen (0-1-0)
St. Louis 1904: Silber, Fliegengewicht, Herren
- Seth Bauer, Rudern (0-0-1)
Seoul 1988: Bronze, Achter, Herren
- Sybil Bauer, Schwimmen (1-0-0)
Paris 1924: Gold, 100 m Rücken, Damen
- Bruce Baumgartner, Ringen (2-1-1)
Los Angeles 1984: Gold, Freistil Superschwergewicht, Herren
Seoul 1988: Silber, Freistil Superschwergewicht, Herren
Barcelona 1992: Gold, Freistil Superschwergewicht, Herren
Atlanta 1996: Bronze, Freistil Superschwergewicht, Herren
- Dotsie Bausch, Radsport (0-1-0)
London 2012: Silber, Mannschaftsverfolgung, Damen
- James Bausch, Leichtathletik (1-0-0)
Los Angeles 1932: Gold, Zehnkampf, Herren
- William Baylis, Segeln (0-1-0)
Seoul 1988: Silber, Soling
- Irving Baxter, Leichtathletik (2-3-0)
Paris 1900: Gold, Hochsprung, Herren
Paris 1900: Gold, Stabhochsprung, Herren
Paris 1900: Silber, Dreisprung aus dem Stand, Herren
Paris 1900: Silber, Hochsprung aus dem Stand, Herren
Paris 1900: Silber, Weitsprung aus dem Stand, Herren
- Ernest Bayer, Rudern (0-1-0)
Amsterdam 1928: Silber, Vierer ohne Steuermann, Herren
- Sebastian Bea, Rudern (0-1-0)
Sydney 2000: Silber, Zweier ohne Steuermann, Herren
- Bob Beamon, Leichtathletik (1-0-0)
Mexiko-Stadt 1968: Gold, Weitsprung, Herren
- Amanda Beard, Schwimmen (2-4-1)
Atlanta 1996: Silber, 100 m Brust, Damen
Atlanta 1996: Silber, 200 m Brust, Damen
Atlanta 1996: Gold, 4 × 100 m Lagen, Damen
Sydney 2000: Bronze, 200 m Brust, Damen
Athen 2004: Gold, 200 m Brust, Damen
Athen 2004: Silber, 200 m Lagen, Damen
Athen 2004: Silber, 4 × 100 m Lagen, Damen
- Betsy Beard, Rudern (1-0-0)
Los Angeles 1984: Gold, Achter, Damen
- Percy Beard, Leichtathletik (0-1-0)
Los Angeles 1932: Silber, 110 m Hürden, Herren
- Robert Beck, Moderner Fünfkampf (0-0-2)
Rom 1960: Bronze, Mannschaft, Herren
Rom 1960: Bronze, Einzel, Herren
- Bowe Becker, Schwimmen (1-0-0)
Tokio 2020: Gold, 4 × 100 m Freistil, Herren
- Elizabeth Becker-Pinkston, Wasserspringen (2-1-0)
Paris 1924: Gold, Kunstspringen 3 m, Damen
Paris 1924: Silber, Turmspringen, Damen
Amsterdam 1928: Gold, Turmspringen, Damen
- Courtenay Becker-Dey, Segeln (0-0-1)
Atlanta 1996: Bronze, Europe, Damen
- William Becklean, Rudern (1-0-0)
Melbourne 1956: Gold, Achter, Herren
- Bill Beckman, Ringen (0-1-0)
St. Louis 1904: Silber, Weltergewicht, Herren
- Barbara Bedford, Schwimmen (1-0-0)
Sydney 2000: Gold, 4 × 100 m Lagen, Damen
- Kenneth Bednarek, Leichtathletik (0-1-0)
Tokio 2020: Silber, 200 m, Herren
- Donald Beer, Rudern (1-0-0)
Melbourne 1956: Gold, Achter, Herren
- Daniel Beery, Rudern (1-0-0)
Athen 2004: Gold, Achter, Herren
- Michael Begley, Rudern (0-1-0)
St. Louis 1904: Silber, Vierer ohne Steuermann, Herren
- Donald Behm, Ringen (0-1-0)
Mexiko-Stadt 1968: Silber, Freistil Bantamgewicht, Herren
- Elizabeth Beisel, Schwimmen (0-1-1)
London 2012: Bronze, 200 m Rücken, Damen
London 2012: Silber, 400 m Lagen, Damen
- Alphonzo Bell, Tennis (0-1-1)
St. Louis 1904: Bronze, Einzel, Herren
St. Louis 1904: Silber, Doppel, Herren
- Earl Bell, Leichtathletik (0-0-1)
Los Angeles 1984: Bronze, Stabhochsprung, Herren
- Greg Bell, Leichtathletik (1-0-0)
Melbourne 1956: Gold, Weitsprung, Herren
- Teresa Bell, Rudern (0-1-0)
Atlanta 1996: Silber, Leichtgewichts-Doppelzweier, Damen
- Norman Bellingham, Kanu (1-0-0)
Seoul 1988: Gold, Zweier-Kajak 1000 m, Herren
- Melissa Belote, Schwimmen (3-0-0)
München 1972: Gold, 100 m Rücken, Damen
München 1972: Gold, 200 m Rücken, Damen
München 1972: Gold, 4 × 100 m Lagen, Damen
- Charles Benedict, Schießen (1-0-0)
London 1908: Gold, Armeegewehr Mannschaft, Herren
- Rai Benjamin, Leichtathletik (1-1-0)
Tokio 2020: Gold, 4 × 400 m, Herren
Tokio 2020: Silber, 400 m Hürden, Herren
- Steve Benjamin, Segeln (0-1-0)
Los Angeles 1984: Silber, 470er, Herren
- Lindsay Benko, Schwimmen (2-1-0)
Sydney 2000: Gold, 4 × 200 m Freistil, Damen
Athen 2004: Gold, 4 × 200 m Freistil, Damen
Athen 2004: Silber, 4 × 100 m Freistil, Damen
- Huelet Benner, Schießen (1-0-0)
Helsinki 1952: Gold, Freie Scheibenpistole, Herren
- Basil Bennett, Leichtathletik (0-0-1)
Antwerpen 1920: Bronze, Hammerwurf, Herren
- Brooke Bennett, Schwimmen (3-0-0)
Atlanta 1996: Gold, 800 m Freistil, Damen
Sydney 2000: Gold, 400 m Freistil, Damen
Sydney 2000: Gold, 800 m Freistil, Damen
- John Bennett, Leichtathletik (1-0-0)
Melbourne 1956: Gold, Weitsprung, Herren
- Robert Bennett, Leichtathletik (0-0-1)
London 1948: Bronze, Hammerwurf, Herren
- Robert Earl Bennett, Schwimmen (0-0-2)
Rom 1960: Bronze, 200 m Rücken, Herren
Tokio 1964: Bronze, 200 m Rücken, Herren
- Joan Benoit, Leichtathletik (1-0-0)
Los Angeles 1984: Gold, Marathon, Damen
- William Bentsen, Segeln (1-0-1)
Tokio 1964: Bronze, Flying Dutchman, Herren
München 1972: Gold, Soling, Herren
- Gunnar Bentz, Schwimmen (1-0-0)
Rio de Janeiro 2016: Gold, 4 × 200 m Freistil, Herren
- Ricky Berens, Schwimmen (2-1-0)
Peking 2008: Gold, 4 × 200 m Freistil, Herren
London 2012: Silber, 4 × 100 m Freistil, Herren
London 2012: Gold, 4 × 200 m Freistil, Herren
- Isaac Berger, Gewichtheben (1-2-0)
Melbourne 1956: Gold, Federgewicht, Herren
Rom 1960: Silber, Federgewicht, Herren
Tokio 1964: Silber, Federgewicht, Herren
- Samuel Berger, Boxen (1-0-0)
St. Louis 1904: Gold, Schwergewicht, Herren
- Heather Bergsma, Eisschnelllauf (0-0-1)
Pyeongchang 2018: Bronze, Team
- David Berkoff, Schwimmen (2-1-1)
Seoul 1988: Silber, 100 m Rücken, Herren
Seoul 1988: Gold, 4 × 100 m Lagen, Herren
Barcelona 1992: Bronze, 100 m Rücken, Herren
Barcelona 1992: Gold, 4 × 100 m Lagen, Herren
- Robert Berland, Judo (0-1-0)
Los Angeles 1984: Silber, Mittelgewicht, Herren
- Tell Berna, Leichtathletik (1-0-0)
Stockholm 1912: Gold, 3000 m Mannschaft, Herren
- Madelynn Bernau, Schießen (0-0-1)
Tokio 2020: Bronze, Trap, Mixed
- Ryan Berube, Schwimmen (1-0-0)
Atlanta 1996: Gold, 4 × 200 m Freistil, Herren
- John Bertrand, Segeln (0-1-0)
Los Angeles 1984: Silber, Finn-Dinghy, Herren
- Gregory Best, Reiten (0-2-0)
Seoul 1988: Silber, Springreiten Mannschaft
Seoul 1988: Silber, Springreiten Einzel
- Emil Beyer, Turnen (0-1-0)
St. Louis 1904: Silber, Mannschaftsmehrkampf, Herren
- Mohini Bhardwaj, Turnen (0-1-0)
Athen 2004: Silber, Mehrkampf Mannschaft, Damen
- Raj Bhavsar, Turnen (0-0-1)
Peking 2008: Bronze, Mehrkampf Mannschaft, Herren
- John Biby, Segeln (1-0-0)
Los Angeles 1932: Gold, 8 m Klasse, Herren
- Jerome Biffle, Leichtathletik (1-0-0)
Helsinki 1952: Gold, Weitsprung, Herren
- Tyrell Biggs, Boxen (1-0-0)
Los Angeles 1984: Gold, Superschwergewicht, Herren
- Pamela Bileck, Turnen (0-1-0)
Los Angeles 1984: Silber, Mehrkampf Mannschaft, Damen
- Simone Biles, Turnen (4-2-1)
Rio de Janeiro 2016: Gold, Mehrkampf Einzel, Damen
Rio de Janeiro 2016: Gold, Mehrkampf Mannschaft, Damen
Rio de Janeiro 2016: Gold, Boden, Damen
Rio de Janeiro 2016: Gold, Pferdsprung, Damen
Rio de Janeiro 2016: Silber, Schwebebalken, Damen
Tokio 2020: Silber, Mehrkampf Mannschaft, Damen
Tokio 2020: Bronze, Schwebebalken, Damen
- John Biller, Leichtathletik (1-0-1)
St. Louis 1904: Bronze, Standweitsprung, Herren
London 1908: Gold, Standhochsprung, Herren
- Robert Billingham, Segeln (0-1-0)
Seoul 1988: Silber, Soling
- Charles Billings, Schießen (1-0-0)
Stockholm 1912: Gold, Tontaubenschießen Mannschaft, Herren
- Teddy Billington, Radsport (0-1-3)
St. Louis 1904: Bronze, 1/4 Meile, Herren
St. Louis 1904: Bronze, 1/3 Meile, Herren
St. Louis 1904: Silber, 1/2 Meile, Herren
St. Louis 1904: Bronze, 1 Meile, Herren
- Matt Biondi, Schwimmen (8-2-1)
Los Angeles 1984: Gold, 4 × 100 m Freistil, Herren
Seoul 1988: Gold, 50 m Freistil, Herren
Seoul 1988: Gold, 100 m Freistil, Herren
Seoul 1988: Bronze, 200 m Freistil, Herren
Seoul 1988: Silber, 100 m Schmetterling, Herren
Seoul 1988: Gold, 4 × 100 m Freistil, Herren
Seoul 1988: Gold, 4 × 200 m Freistil, Herren
Seoul 1988: Gold, 4 × 100 m Lagen, Herren
Barcelona 1992: Silber, 100 m Freistil, Herren
Barcelona 1992: Gold, 4 × 100 m Freistil, Herren
Barcelona 1992: Gold, 4 × 100 m Lagen, Herren
- John Bissinger, Turnen (0-1-0)
St. Louis 1904: Silber, Mannschaftsmehrkampf, Herren
- Dallas Bixler, Turnen (1-0-0)
Los Angeles 1932: Gold, Reck, Herren
- Edmund Black, Leichtathletik (0-0-1)
Amsterdam 1928: Bronze, Hammerwurf, Herren
- Kim Black, Schwimmen (1-0-0)
Sydney 2000: Gold, 4 × 200 m Freistil, Damen
- Larry Black, Leichtathletik (1-1-0)
München 1972: Silber, 200 m, Herren
München 1972: Gold, 4 × 100 m, Herren
- James Blair, Rudern (1-0-0)
Los Angeles 1932: Gold, Achter, Herren
- Peter Blair, Ringen (0-0-1)
Melbourne 1956: Bronze, Freistil Halbschwergewicht, Herren
- Arthur Blake, Leichtathletik (0-1-0)
Athen 1896: Silber, 1500 m, Herren
- Harriet Bland, Leichtathletik (1-0-0)
Berlin 1936: Gold, 4 × 100 m, Damen
- Dain Blanton, Beachvolleyball (1-0-0)
Sydney 2000: Gold, Herren
- Jeffrey Blatnick, Ringen (1-0-0)
Los Angeles 1984: Gold, gr.-röm. Superschwergewicht, Herren
- Ethelda Bleibtrey, Schwimmen (3-0-0)
Antwerpen 1920: Gold, 100 m Freistil, Damen
Antwerpen 1920: Gold, 300 m Freistil, Damen
Antwerpen 1920: Gold, 4 × 100 m Freistil, Damen
- Donald Blessing, Rudern (1-0-0)
Amsterdam 1928: Gold, Achter, Herren
- Richard Blick, Schwimmen (1-0-0)
Rom 1960: Gold, 4 × 200 m Freistil, Herren
- Susan Blinks, Reiten (0-0-1)
Sydney 2000: Bronze, Dressur Mannschaft
- Douglas Blubaugh, Ringen (1-0-0)
Rom 1960: Gold, Freistil Weltergewicht, Herren
- Philip Boggs, Wasserspringen (1-0-0)
Montreal 1976: Gold, Kunstspringen, Herren
- Wendy Boglioli, Schwimmen (1-0-1)
Montreal 1976: Gold, 4 × 100 m Freistil, Damen
Montreal 1976: Bronze, 100 m Schmetterling, Damen
- Thomas Bohrer, Rudern (0-2-0)
Seoul 1988: Silber, Vierer ohne Steuermann, Herren
Barcelona 1992: Silber, Vierer ohne Steuermann, Herren
- Jeanette Bolden, Leichtathletik (1-0-0)
Los Angeles 1984: Gold, 4 × 100 m, Damen
- John Boles, Schießen (1-0-1)
Paris 1924: Bronze, Laufender Hirsch Einzelschuss Mannschaft, Herren
Paris 1924: Gold, Laufender Hirsch Einzelschuss, Herren
- George Bonhag, Leichtathletik (1-1-0)
London 1908: Silber, 3 Meilen Mannschaftslauf, Herren
Stockholm 1912: Gold, 3000 m Mannschaft, Herren
- Horace Bonser, Schießen (1-0-0)
Antwerpen 1920: Gold, Tontaubenschießen Mannschaft, Herren
- Francis Booth, Schwimmen (0-1-0)
Los Angeles 1932: Silber, 4 × 200 m Freistil, Herren
- Verne Booth, Leichtathletik (0-1-0)
Paris 1924: Silber, Crosslauf Mannschaft, Herren
- Rachel Bootsma, Schwimmen (1-0-0)
London 2012: Gold, 4 × 100 m Lagen, Damen
- Nathan Bor, Boxen (0-0-1)
Los Angeles 1932: Bronze, Leichtgewicht, Herren
- Charles Borah, Leichtathletik (1-0-0)
Amsterdam 1928: Gold, 4 × 100 m, Herren
- Fred Borchelt, Rudern (0-1-0)
Los Angeles 1984: Silber, Achter, Herren
- Amanda Borden, Turnen (1-0-0)
Atlanta 1996: Gold, Mehrkampf Mannschaft, Damen
- Robert Borg, Reiten (0-1-0)
London 1948: Silber, Dressur Mannschaft
- Ralph Boston, Leichtathletik (1-1-1)
Rom 1960: Gold, Weitsprung, Herren
Tokio 1964: Silber, Weitsprung, Herren
Mexiko-Stadt 1968: Bronze, Weitsprung, Herren
- Beth Botsford, Schwimmen (2-0-0)
Atlanta 1996: Gold, 100 m Rücken, Damen
Atlanta 1996: Gold, 4 × 100 m Lagen, Damen
- Joe Bottom, Schwimmen (0-1-0)
Montreal 1976: Silber, 100 m Schmetterling, Herren
- David Boudia, Wasserspringen (1-1-2)
London 2012: Gold, Turmspringen 10 m, Herren
London 2012: Bronze, Synchronspringen 10 m, Herren
Rio de Janeiro 2016: Bronze, Turmspringen 10 m, Herren
Rio de Janeiro 2016: Silber, Synchronspringen 10 m, Herren
- Stephen Bourdow, Segeln (0-1-0)
Barcelona 1992: Silber, Flying Dutchman, Herren
- Cliff Bourland, Leichtathletik (1-0-0)
London 1948: Gold, 4 × 400 m, Herren
- Brittany Bowe, Eisschnelllauf (0-0-1)
Pyeongchang 2018: Bronze, Team
- Riddick Bowe, Boxen (0-1-0)
Seoul 1988: Silber, Superschwergewicht, Herren
- Carol Bower, Rudern (1-0-0)
Los Angeles 1984: Gold, Achter, Damen
- Tori Bowie, Leichtathletik (1-1-1)
Rio de Janeiro 2016: Silber, 100 m, Damen
Rio de Janeiro 2016: Bronze, 200 m, Damen
Rio de Janeiro 2016: Gold, 4 × 100 m, Damen
- James Boyd, Boxen (1-0-0)
Melbourne 1956: Gold, Halbschwergewicht, Herren
- Micah Boyd, Rudern (0-0-1)
Peking 2008: Bronze, Achter, Herren
- Frederick Boylstein, Boxen (0-0-1)
Paris 1924: Silber, Leichtgewicht, Herren
- Raymond Bracken, Schießen (1-1-0)
Antwerpen 1920: Silber, Schnellfeuerpistole, Herren
Antwerpen 1920: Gold, Armeerevolver 50 m Mannschaft, Herren
- James Bradford, Gewichtheben (0-2-0)
Helsinki 1952: Silber, Schwergewicht, Herren
Rom 1960: Silber, Schwergewicht, Herren
- Everett Bradley, Leichtathletik (0-1-0)
Antwerpen 1920: Silber, Fünfkampf, Herren
- Benjamin Bradshaw, Ringen (1-0-0)
St. Louis 1904: Gold, Federgewicht, Herren
- James Brady, Segeln (0-1-0)
Barcelona 1992: Silber, Soling,
- Don Bragg, Leichtathletik (1-0-0)
Rom 1960: Gold, Stabhochsprung, Herren
- Daniel Brand, Ringen (0-0-1)
Tokio 1964: Bronze, Freistil Mittelgewicht, Herren
- Glen Brand, Ringen (1-0-0)
London 1948: Gold, Freistil Mittelgewicht, Herren
- Terry Brands, Ringen (0-0-1)
Sydney 2000: Bronze, Freistil Bantamgewicht, Herren
- Thomas Brands, Ringen (1-0-0)
Atlanta 1996: Gold, Freistil Federgewicht, Herren
- Max Braun, Tauziehen (0-1-0)
St. Louis 1904: Silber, Tauziehen, Herren
- John Bray, Leichtathletik (0-0-1)
Paris 1900: Bronze, 1500 m, Herren
- Henry Breckinridge, Fechten (0-0-1)
Antwerpen 1920: Bronze, Florett Mannschaft, Herren
- Charlotte Bredahl, Reiten (0-0-1)
Barcelona 1992: Bronze, Dressur Mannschaft
- George Breen, Schwimmen (0-1-3)
Melbourne 1956: Bronze, 400 m Freistil, Herren
Melbourne 1956: Bronze, 1500 m Freistil, Herren
Melbourne 1956: Silber, 4 × 200 m Freistil, Herren
Rom 1960: Bronze, 400 m Freistil, Herren
- James Bregman, Judo (0-0-1)
Tokio 1964: Bronze, Halbmittelgewicht, Herren
- Mark Breland, Boxen (1-0-0)
Los Angeles 1984: Gold, Weltergewicht, Herren
- Emil Breitkreutz, Leichtathletik (0-0-1)
St. Louis 1904: Bronze, 800 m, Herren
- Derrick Brew, Leichtathletik (1-0-1)
Athen 2004: Bronze, 400 m, Herren
Athen 2004: Gold, 4 × 400 m, Herren
- Ralph Breyer, Schwimmen (1-0-0)
Paris 1924: Gold, 4 × 200 m Freistil, Herren
- Alice Bridges, Schwimmen (0-0-1)
Berlin 1936: Bronze, 100 m Rücken, Damen
- Brad Bridgewater, Schwimmen (1-0-0)
Atlanta 1996: Gold, 200 m Rücken, Herren
- Allan Briggs, Schießen (1-0-0)
Stockholm 1912: Gold, Armeegewehr Mannschaft, Herren
- John Brinck, Rudern (1-0-0)
Amsterdam 1928: Gold, Achter, Herren
- Valerie Brisco-Hooks, Leichtathletik (3-1-0)
Los Angeles 1984: Gold, 200 m, Damen
Los Angeles 1984: Gold, 400 m, Damen
Los Angeles 1984: Gold, 4 × 400 m, Damen
Seoul 1988: Silber, 4 × 400 m, Damen
- Herman Brix, Leichtathletik (0-1-0)
Amsterdam 1928: Silber, Kugelstoßen, Herren
- Allison Brock, Reiten (0-0-1)
Rio de Janeiro 2016: Bronze, Dressur Mannschaft
- James Brooker, Leichtathletik (0-0-1)
Paris 1924: Bronze, Stabhochsprung, Herren
- Nathan Brooks, Boxen (1-0-0)
Helsinki 1952: Gold, Fliegengewicht, Herren
- Benny Brown, Leichtathletik (1-0-0)
Montreal 1976: Gold, 4 × 400 m, Herren
- Alice Brown, Leichtathletik (2-1-0)
Los Angeles 1984: Silber, 100 m, Damen
Los Angeles 1984: Gold, 4 × 100 m, Damen
Seoul 1988: Gold, 4 × 100 m, Damen
- Carol Brown, Rudern (0-0-1)
Montreal 1976: Bronze, Achter, Damen
- Charles Brown, Roque (0-0-1)
St. Louis 1904: Bronze, Herren
- Charles Brown, Boxen (0-0-1)
Tokio 1964: Bronze, Federgewicht, Herren
- David Brown, Rudern (1-0-0)
London 1948: Gold, Achter, Herren
- Earlene Brown, Leichtathletik (0-0-1)
Rom 1960: Bronze, Kugelstoßen, Damen
- Erika Brown, Schwimmen (0-1-1)
Tokio 2020: Silber, 4 × 100 m Lagen, Damen
Tokio 2020: Bronze, 4 × 100 m Freistil, Damen
- Horace Brown, Leichtathletik (1-0-0)
Antwerpen 1920: Gold, 3000 m Mannschaft, Herren
- Judi Brown, Leichtathletik (0-1-0)
Los Angeles 1984: Silber, 400 m Hürden, Damen
- Leroy Brown, Leichtathletik (0-1-0)
Paris 1924: Silber, Hochsprung, Herren
- Ron Brown, Leichtathletik (1-0-0)
Los Angeles 1984: Gold, 4 × 100 m, Herren
- Stephanie Brown Trafton, Leichtathletik (0-1-0)
Peking 2008: Silber, Diskuswurf, Damen
- Thomas Brown, Schießen (1-0-1)
Antwerpen 1920: Silber, Armeegewehr stehend Mannschaft, Herren
Antwerpen 1920: Bronze, Laufender Hirsch Einzelschuss Mannschaft, Herren
- David Browning, Wasserspringen (1-0-0)
Helsinki 1952: Gold, Kunstspringen, Herren
- Kayle Browning, Schießen (0-1-0)
Tokio 2020: Silber, Trap, Damen
- Tom Bruce, Schwimmen (1-1-0)
München 1972: Silber, 100 m Brust, Herren
München 1972: Gold, 4 × 100 m Lagen, Herren
- Wendy Bruce, Turnen (0-0-1)
Barcelona 1992: Bronze, Mehrkampf Mannschaft, Damen
- Michael Bruner, Schwimmen (2-0-0)
Montreal 1976: Gold, 200 m Schmetterling, Herren
Montreal 1976: Gold, 4 × 200 m Freistil, Herren
- Bob Bryan, Tennis (1-0-1)
Peking 2008: Bronze, Doppel, Herren
London 2012: Gold, Doppel, Herren
- Mike Bryan, Tennis (1-0-2)
Peking 2008: Bronze, Doppel, Herren
London 2012: Gold, Doppel, Herren
London 2012: Bronze, Mixed
- George Bryant, Bogenschießen (2-0-1)
St. Louis 1904: Gold, Double York Round, Herren
St. Louis 1904: Gold, Double American Round, Herren
St. Louis 1904: Bronze, Team American Round, Herren
- Kelci Bryant, Wasserspringen (0-1-0)
London 2012: Silber, Synchronspringen 3 m, Damen
- Rosalyn Bryant, Leichtathletik (0-1-0)
Montreal 1976: Silber, 4 × 400 m, Damen
- Wallace Bryant, Bogenschießen (0-0-1)
St. Louis 1904: Bronze, Team American Round, Herren
- William Carl Buchan, Segeln (1-0-0)
Los Angeles 1984: Gold, Flying Dutchman, Herren
- William Earl Buchan, Segeln (1-0-0)
Los Angeles 1984: Gold, Star, Herren
- Greg Buckingham, Schwimmen (0-1-0)
Mexiko-Stadt 1968: Silber, 200 m Lagen, Herren
- Harold Budd, Rudern (1-0-0)
Tokio 1964: Gold, Achter, Herren
- John Joseph Buerger, Rudern (0-0-1)
St. Louis 1904: Bronze, Zweier ohne Steuermann, Herren
- Tonja Buford-Bailey, Leichtathletik (0-0-1)
Atlanta 1996: Bronze, 400 m Hürden, Damen
- Erich Buljung, Schießen (0-1-0)
Seoul 1988: Silber, Luftpistole, Herren
- Caroline Burckle, Schwimmen (0-0-1)
Peking 2008: Bronze, 4 × 200 m Freistil, Damen
- Douglas Burden, Rudern (0-1-1)
Seoul 1988: Bronze, Achter, Herren
Barcelona 1992: Silber, Vierer ohne Steuermann, Herren
- Cornelius Burdette, Schießen (1-0-0)
Stockholm 1912: Gold, Armeegewehr Mannschaft, Herren
- Greg Burgess, Schwimmen (0-1-0)
Barcelona 1992: Silber, 200 m Lagen, Herren
- Kevin Burnham, Segeln (1-0-0)
Athen 2004: Gold, 470er, Herren
- Lynn Burke, Schwimmen (2-0-0)
Rom 1960: Gold, 100 m Rücken, Damen
Rom 1960: Gold, 4 × 100 m Lagen, Damen
- Miles Burke, Boxen (0-1-0)
St. Louis 1904: Silber, Fliegengewicht, Herren
- Thomas Burke, Leichtathletik (2-0-0)
Athen 1896: Gold, 100 m, Herren
Athen 1896: Gold, 200 m, Herren
- Alphonse Burnand, Segeln (1-0-0)
Los Angeles 1932: Gold, 8 m Klasse, Herren
- Kevin Burnham, Segeln (0-1-0)
Barcelona 1992: Silber, 470er, Herren
- Lindsay Burns, Rudern (0-1-0)
Atlanta 1996: Silber, Leichtgewichts-Doppelzweier, Damen
- Leslie Burr-Howard, Reiten (1-1-0)
Los Angeles 1984: Gold, Springreiten Mannschaft
Atlanta 1996: Silber, Springreiten Mannschaft
- Leroy Burrell, Leichtathletik (1-0-0)
Barcelona 1992: Gold, 4 × 100 m, Herren
- Jordan Burroughs, Ringen (1-0-0)
London 2012: Gold, Freistil Klasse bis 74 kg, Herren
- Brian Burrows, Schießen (0-0-1)
Tokio 2020: Bronze, Trap, Mixed
- Mike Burton, Schwimmen (4-0-0)
Mexiko-Stadt 1968: Gold, 400 m Freistil, Herren
Mexiko-Stadt 1968: Gold, 1500 m Freistil, Herren
München 1972: Gold, 1500 m Freistil, Herren
München 1972: Gold, 4 × 200 m Freistil, Herren
- Lesley Bush, Wasserspringen (1-0-0)
Tokio 1964: Gold, Turmspringen, Damen
- Leon Butler, Rudern (0-0-1)
Paris 1924: Bronze, Zweier mit Steuermann, Herren
- Lloyd Butler, Rudern (1-0-0)
London 1948: Gold, Achter, Herren
- James Butts, Leichtathletik (0-1-0)
Montreal 1976: Silber, Dreisprung, Herren
- Chris Byrd, Boxen (0-1-0)
Barcelona 1992: Silber, Mittelgewicht, Herren
- Richard Byrd, Leichtathletik (0-1-0)
Stockholm 1912: Silber, Diskuswurf, Herren

### C
- Erin Cafaro, Rudern (2-0-0)
Peking 2008: Gold, Achter, Damen
London 2012: Gold, Achter, Damen
- Harold Cagle, Leichtathletik (0-1-0)
Berlin 1936: Silber, 4 × 400 m, Herren
- Hubert Caldwell, Rudern (1-0-0)
Amsterdam 1928: Gold, Achter, Herren
- Lee Calhoun, Leichtathletik (2-0-0)
Melbourne 1956: Gold, 110 m Hürden, Herren
Rom 1960: Gold, 110 m Hürden, Herren
- Irving Calkins, Schießen (1-0-0)
London 1908: Gold, Schnellfeuerpistole Mannschaft, Herren
- George Calnan, Fechten (0-0-3)
Amsterdam 1928: Bronze, Degen Einzel, Herren
Los Angeles 1932: Bronze, Florett Mannschaft, Herren
Los Angeles 1932: Bronze, Degen Mannschaft, Herren
- Christopher Campbell, Ringen (0-0-1)
Barcelona 1992: Bronze, Freistil Halbschwergewicht, Herren
- Milt Campbell, Leichtathletik (1-1-0)
Helsinki 1952: Silber, Zehnkampf, Herren
Melbourne 1956: Gold, Zehnkampf, Herren
- Tonie Campbell, Leichtathletik (0-0-1)
Seoul 1988: Bronze, 110 m Hürden, Herren
- Christian Cantwell, Leichtathletik (0-1-0)
Peking 2008: Silber, Kugelstoßen, Herren
- Andrew Capobianco, Wasserspringen (0-1-0)
Tokio 2020: Silber, 3 m Synchronspringen, Herren
- Jennifer Capriati, Tennis (1-0-0)
Barcelona 1992: Gold, Einzel, Damen
- Michael Carbajal, Boxen (0-1-0)
Seoul 1988: Silber, Halbfliegengewicht, Herren
- Mary Carew, Leichtathletik (1-0-0)
Los Angeles 1932: Gold, 4 × 100 m, Damen
- Jade Carey, Turnen (1-0-0)
Tokio 2020: Gold, Boden, Damen
- Kenneth Carey, Segeln (1-0-0)
Los Angeles 1932: Gold, 8 m Klasse, Herren
- Rick Carey, Schwimmen (3-0-0)
Los Angeles 1984: Gold, 100 m Rücken, Herren
Los Angeles 1984: Gold, 200 m Rücken, Herren
Los Angeles 1984: Gold, 4 × 100 m Lagen, Herren
- Daniel Carlisle, Schießen (0-0-1)
Los Angeles 1984: Bronze, Trap
- John Carlos, Leichtathletik (0-0-1)
Mexiko-Stadt 1968: Bronze, 200 m, Herren
- Robert Carlson, Segeln (0-1-0)
Los Angeles 1932: Silber, 6 m Klasse, Herren
- Guy Carlton, Gewichtheben (0-0-1)
Los Angeles 1984: Bronze, 2. Schwergewicht, Herren
- William Carlucci, Rudern (0-0-1)
Atlanta 1996: Bronze, Leichtgewichts-Vierer ohne Steuermann, Herren
- Edwin Carmichael, Turnen (0-0-1)
Los Angeles 1932: Bronze, Pferdsprung, Herren
- Robert Carmody, Boxen (0-0-1)
Tokio 1964: Bronze, Fliegengewicht, Herren
- Lester Carney, Leichtathletik (0-1-0)
Rom 1960: Silber, 200 m, Herren
- Connie Carpenter-Phinney, Radsport (1-0-0)
Los Angeles 1984: Gold, Straße Einzel, Damen
- Ken Carpenter, Leichtathletik (1-0-0)
Berlin 1936: Gold, Diskuswurf, Herren
- Leonard Carpenter, Rudern (1-0-0)
Paris 1924: Gold, Achter, Herren
- Bill Carr, Leichtathletik (2-0-0)
Los Angeles 1932: Gold, 400 m, Herren
Los Angeles 1932: Gold, 4 × 400 m, Herren
- Catherine Carr, Schwimmen (2-0-0)
München 1972: Gold, 100 m Brust, Damen
München 1972: Gold, 4 × 100 m Lagen, Damen
- Henry Carr, Leichtathletik (2-0-0)
Tokio 1964: Gold, 200 m, Herren
Tokio 1964: Gold, 4 × 400 m, Herren
- Nate Carr, Ringen (0-0-1)
Seoul 1988: Bronze, Freistil Leichtgewicht, Herren
- William Carr, Rudern (1-0-0)
Paris 1900: Gold, Achter, Herren
- Sabin Carr, Leichtathletik (1-0-0)
Amsterdam 1928: Gold, Stabhochsprung, Herren
- Ricardo Carreras, Boxen (0-0-1)
München 1972: Bronze, Bantamgewicht, Herren
- Consetta Caruccio-Lenz, Turnen (0-0-1)
London 1948: Bronze, Mehrkampf Mannschaft, Damen
- Keith Carter, Schwimmen (0-1-0)
London 1948: Silber, 100 m Brust, Herren
- Michael Carter, Leichtathletik (0-1-0)
Los Angeles 1984: Silber, Kugelstoßen, Herren
- Michelle Carter, Leichtathletik (1-0-0)
Rio de Janeiro 2016: Gold, Kugelstoßen, Damen
- Nate Cartmell, Leichtathletik (1-2-1)
St. Louis 1904: Silber, 100 m, Herren
St. Louis 1904: Silber, 200 m, Herren
London 1908: Bronze, 200 m, Herren
London 1908: Gold, Olympische Staffel, Herren
- Ed Caruthers, Leichtathletik (0-1-0)
Mexiko-Stadt 1968: Silber, Hochsprung, Herren
- Chad Carvin, Schwimmen (0-1-0)
Sydney 2000: Silber, 4 × 200 m Freistil, Herren
- Kellogg Casey, Schießen (1-1-0)
London 1908: Silber, Freies Gewehr, Herren
London 1908: Gold, Armeegewehr Mannschaft, Herren
- Levi Casey, Leichtathletik (0-1-0)
Amsterdam 1928: Silber, Dreisprung, Herren
- Ollan Cassell, Leichtathletik (1-0-0)
Tokio 1964: Gold, 4 × 400 m, Herren
- Frank Castleman, Leichtathletik (0-1-0)
St. Louis 1904: Silber, 200 m Hürden, Herren
- Kristi Castlin, Leichtathletik (0-0-1)
Rio de Janeiro 2016: Bronze, 100 m Hürden, Damen
- Kelly Catlin, Radsport (0-1-0)
Rio de Janeiro 2016: Silber, Mannschaftsverfolgung, Damen
- Tracy Caulkins, Schwimmen (3-0-0)
Los Angeles 1984: Gold, 200 m Lagen, Damen
Los Angeles 1984: Gold, 400 m Lagen, Damen
Los Angeles 1984: Gold, 4 × 100 m Lagen, Damen
- Terrance Cauthen, Boxen (0-0-1)
Atlanta 1996: Bronze, Leichtgewicht, Herren
- Christopher Cavanaugh, Schwimmen (1-0-0)
Los Angeles 1984: Gold, 4 × 200 m Freistil, Herren
- Henry Cejudo, Ringen (1-0-0)
Peking 2008: Gold, Freistil Bantamgewicht, Herren
- Matthew Centrowitz, Leichtathletik (1-0-0)
Rio de Janeiro 2016: Gold, 1500 m, Herren
- Matthew Cetlinski, Schwimmen (1-0-0)
Seoul 1988: Gold, 4 × 200 m Freistil, Herren
- Dean Cetrulo, Fechten (0-0-1)
London 1948: Bronze, Säbel Mannschaft, Herren
- Harry Chamberlin, Reiten (1-1-0)
Los Angeles 1932: Silber, Springreiten Einzel
Los Angeles 1932: Gold, Vielseitigkeit Mannschaft
- Miles Chamley-Watson, Fechten (0-0-1)
Rio de Janeiro 2016: Bronze, Florett Mannschaft, Herren
- Britton Chance, Segeln (1-0-0)
Helsinki 1952: Gold, 5,5 m R-Klasse, Herren
- Charles Chandler, Rudern (1-0-0)
Los Angeles 1932: Gold, Achter, Herren
- Jennifer Chandler, Wasserspringen (1-0-0)
Montreal 1976: Gold, Kunstspringen, Damen
- Frank Chapot, Reiten (0-2-0)
Rom 1960: Silber, Springreiten Mannschaft
München 1972: Silber, Springreiten Mannschaft
- Thomas Charlton, Rudern (1-0-0)
Melbourne 1956: Gold, Achter, Herren
- Chandra Cheeseborough, Leichtathletik (2-1-0)
Los Angeles 1984: Silber, 400 m, Damen
Los Angeles 1984: Gold, 4 × 100 m, Damen
Los Angeles 1984: Gold, 4 × 400 m, Damen
- Paul Chelimo, Leichtathletik (0-1-1)
Rio de Janeiro 2016: Silber, 5000 m, Herren
Tokio 2020: Bronze, 5000 m, Herren
- Nathan Chen, Eiskunstlauf (0-0-1)
Pyeongchang 2018: Bronze, Team
- Michael Cherry, Leichtathletik (1-0-0)
Tokio 2020: Gold, 4 × 400 m, Herren
- Darren Chiacchia, Reiten (0-0-1)
Athen 2004: Bronze, Vielseitigkeit Mannschaft
- Clarence Childs, Leichtathletik (0-0-1)
Stockholm 1912: Bronze, Hammerwurf, Herren
- Jordan Chiles, Turnen (0-1-0)
Tokio 2020: Silber, Mehrkampf Mannschaft, Damen
- Dana Chladek, Kanu (0-1-1)
Barcelona 1992: Bronze, Kanuslalom Einer-Kajak, Damen
Atlanta 1996: Silber, Kanuslalom Einer-Kajak, Damen
- Amy Chow, Turnen (1-1-1)
Atlanta 1996: Gold, Mehrkampf Mannschaft, Damen
Atlanta 1996: Silber, Stufenbarren, Damen
Sydney 2000: Bronze, Mehrkampf, Damen
- Clarissa Chun, Ringen (0-0-1)
London 2012: Bronze, Freistil Klasse bis 48 kg, Damen
- Owen Churchill, Segeln (1-0-0)
Los Angeles 1932: Gold, 8 m Klasse, Herren
- Pete Cipollone, Rudern (1-0-0)
Athen 2004: Gold, Achter, Herren
- Austin Clapp, Schwimmen (1-0-0)
Amsterdam 1928: Gold, 4 × 200 m Freistil, Herren
- Charles Clapp, Rudern (0-1-0)
Los Angeles 1984: Silber, Achter, Herren
- Eugene Clapp, Rudern (0-1-0)
München 1972: Silber, Achter, Herren
- Charles Clapper, Ringen (0-0-1)
St. Louis 1904: Bronze, Federgewicht, Herren
- Bob Clark, Leichtathletik (0-1-0)
Berlin 1936: Silber, Zehnkampf, Herren
- David Clark, Rudern (0-1-0)
Los Angeles 1984: Silber, Vierer ohne Steuermann, Herren
- Ellery Clark, Leichtathletik (2-0-0)
Athen 1896: Gold, Hochsprung, Herren
Athen 1896: Gold, Weitsprung, Herren
- Emory Clark, Rudern (1-0-0)
Tokio 1964: Gold, Achter, Herren
- Jay Clark, Schießen (1-0-0)
Antwerpen 1920: Gold, Tontaubenschießen Mannschaft, Herren
- Jearl Miles Clark, Leichtathletik (1-0-0)
Sydney 2000: Gold, 4 × 400 m, Damen
- Mary Ellen Clark, Wasserspringen (0-0-2)
Barcelona 1992: Bronze, Turmspringen, Damen
Atlanta 1996: Bronze, Turmspringen, Damen
- Sherman Clark, Rudern (1-1-0)
Antwerpen 1920: Gold, Achter, Herren
Antwerpen 1920: Silber, Vierer mit Steuermann, Herren
- Stephen Clark, Schwimmen (3-0-0)
Tokio 1964: Gold, 4 × 100 m Freistil, Herren
Tokio 1964: Gold, 4 × 200 m Freistil, Herren
Tokio 1964: Gold, 4 × 100 m Lagen, Herren
- William Clark, Bogenschießen (0-1-0)
St. Louis 1904: Silber, Team American Round, Herren
- Louis Clarke, Leichtathletik (1-0-0)
Paris 1924: Gold, 4 × 100 m, Herren
- Tyler Clary, Schwimmen (1-0-0)
London 2012: Gold, 200 m Rücken, Herren
- Bryan Clay, Leichtathletik (1-1-0)
Athen 2004: Silber, Zehnkampf, Herren
Peking 2008: Gold, Zehnkampf, Herren
- Cassius Clay, Boxen (1-0-0)
Rom 1960: Gold, Halbschwergewicht, Herren
- Will Claye, Leichtathletik (0-2-1)
London 2012: Bronze, Weitsprung, Herren
London 2012: Silber, Dreisprung, Herren
Rio de Janeiro 2016: Silber, Dreisprung, Herren
- Kerron Clement, Leichtathletik (1-1-0)
Peking 2008: Silber, 400 m Hürden, Herren
Rio de Janeiro 2016: Gold, 400 m Hürden, Herren
- Bob Clotworthy, Wasserspringen (1-0-1)
Helsinki 1952: Bronze, Kunstspringen, Herren
Melbourne 1956: Gold, Kunstspringen, Herren
- Robert Cloughen, Leichtathletik (0-1-0)
London 1908: Silber, 200 m, Herren
- Alice Coachman, Leichtathletik (1-0-0)
London 1948: Gold, Hochsprung, Damen
- Allen Coage, Judo (0-0-1)
Montreal 1976: Bronze, Schwergewicht, Herren
- Emma Coburn, Leichtathletik (0-0-1)
Rio de Janeiro 2016: Bronze, 3000 m Hindernis, Damen
- Commodore Cochran, Leichtathletik (1-0-0)
Paris 1924: Gold, 4 × 400 m, Herren
- Dick Cochran, Leichtathletik (0-0-1)
Rom 1960: Bronze, Diskuswurf, Herren
- Roy Cochran, Leichtathletik (2-0-0)
London 1948: Gold, 400 m Hürden, Herren
London 1948: Gold, 4 × 400 m, Herren
- Wesley Coe, Leichtathletik (0-1-0)
St. Louis 1904: Silber, Kugelstoßen, Herren
- Calvin Coffey, Rudern (0-1-0)
Montreal 1976: Silber, Zweier ohne Steuermann, Herren
- Edmund Coffin, Reiten (1-0-0)
Montreal 1976: Gold, Vielseitigkeit Mannschaft
- Corey Cogdell, Schießen (0-0-2)
Peking 2008: Bronze, Trap, Damen
Rio de Janeiro 2016: Bronze, Trap, Damen
- Donald Cohan, Segeln (0-0-1)
München 1972: Bronze, Drachen, Herren
- Tiffany Cohen, Schwimmen (2-0-0)
Los Angeles 1984: Gold, 400 m Freistil, Damen
Los Angeles 1984: Gold, 800 m Freistil, Damen
- Norman Cohn-Armitage, Fechten (0-0-1)
London 1948: Bronze, Säbel Mannschaft, Herren
- LaTasha Colander, Leichtathletik (1-0-0)
Sydney 2000: Gold, 4 × 400 m, Damen
- Frederick Colberg, Boxen (0-0-1)
Antwerpen 1920: Bronze, Weltergewicht, Herren
- Charles „Charlie“ Cole, Rudern (0-0-1)
London 2012: Bronze, Vierer ohne Steuermann, Herren
- Gene Cole, Leichtathletik (0-1-0)
Helsinki 1952: Silber, 4 × 400 m, Herren
- Lynn Colella, Schwimmen (0-1-0)
München 1972: Silber, 200 m Schmetterling, Damen
- Richard Colella, Schwimmen (0-0-1)
Montreal 1976: Bronze, 200 m Brust, Herren
- Georgia Coleman, Wasserspringen (1-2-1)
Amsterdam 1928: Bronze, Kunstspringen, Damen
Amsterdam 1928: Silber, Turmspringen, Damen
Los Angeles 1932: Gold, Kunstspringen, Damen
Los Angeles 1932: Silber, Turmspringen, Damen
- Nathaniel Coleman, Sportklettern (0-1-0)
Tokio 2020: Silber, Herren
- Meredith Colket, Leichtathletik (0-1-0)
Paris 1900: Silber, Stabhochsprung, Herren
- Wayne Collett, Leichtathletik (0-1-0)
München 1972: Silber, 400 m, Herren
- Jenne Collier, Wasserspringen (0-1-0)
Tokio 1964: Silber, Kunstspringen, Damen
- John Collier, Leichtathletik (0-0-1)
Amsterdam 1928: Bronze, 110 m Hürden, Herren
- Christine Collins, Rudern (0-0-1)
Sydney 2000: Bronze, Leichtgewichts-Doppelzweier, Damen
- David Collins, Rudern (0-0-1)
Atlanta 1996: Bronze, Leichtgewichts-Vierer ohne Steuermann, Herren
- Frederic Conant, Segeln (0-1-0)
Los Angeles 1932: Silber, 6 m Klasse, Herren
- Carin Cone, Schwimmen (0-1-0)
Melbourne 1956: Silber, 100 m Rücken, Damen
- Jack Conger, Schwimmen (1-0-0)
Rio de Janeiro 2016: Gold, 4 × 200 m Freistil, Herren
- Mike Conley Sr., Leichtathletik (1-1-0)
Los Angeles 1984: Silber, Dreisprung, Herren
Barcelona 1992: Gold, Dreisprung, Herren
- Thomas F. Connolly, Turnen (0-0-1)
Los Angeles 1932: Bronze, Tauhangeln, Herren
- Bart Conner, Turnen (2-0-0)
Los Angeles 1984: Gold, Mehrkampf Mannschaft, Herren
Los Angeles 1984: Gold, Barren, Herren
- Dennis Conner, Segeln (0-0-1)
Montreal 1976: Bronze, Tempest, Herren
- Richard Conner, Wasserspringen (0-0-1)
Melbourne 1956: Bronze, Turmspringen, Herren
- Gary Conelly, Schwimmen (2-0-0)
München 1972: Gold, 4 × 100 m Freistil, Herren
München 1972: Gold, 4 × 200 m Freistil, Herren
- Hal Connolly, Leichtathletik (1-0-0)
Melbourne 1956: Gold, Hammerwurf, Herren
- James Connolly, Leichtathletik (1-2-1)
Athen 1896: Gold, Dreisprung, Herren
Athen 1896: Silber, Hochsprung, Herren
Athen 1896: Bronze, Weitsprung, Herren
Paris 1900: Silber, Dreisprung, Herren
- James Connolly, Leichtathletik (0-0-1)
Paris 1924: Bronze, 3000 m Mannschaft, Herren
- Hollis Conway, Leichtathletik (0-1-0)
Seoul 1988: Silber, Hochsprung, Herren
- Arthur Cook, Schießen (1-0-0)
London 1948: Gold, Kleinkaliber liegend, Herren
- Edward Cook, Leichtathletik (1-0-0)
London 1908: Gold, Stabhochsprung, Herren
- Emma Cooke, Bogenschießen (0-3-0)
St. Louis 1904: Silber, Double Nation Round, Damen
St. Louis 1904: Silber, Double Columbia Round, Damen
St. Louis 1904: Silber, Team Round, Damen
- John Cooke, Rudern (1-0-0)
Melbourne 1956: Gold, Achter, Herren
- William Cooper, Segeln (1-0-0)
Los Angeles 1932: Gold, 8 m Klasse, Herren
- Haley Cope, Schwimmen (0-1-0)
Athen 2004: Silber, 4 × 100 m Lagen, Damen
- Lillian Copeland, Leichtathletik (1-1-0)
Amsterdam 1928: Silber, Diskuswurf, Damen
Los Angeles 1932: Gold, Diskuswurf, Damen
- Steven Coppola, Rudern (0-0-1)
Peking 2008: Bronze, Achter, Herren
- Kevin Cordes, Schwimmen (1-0-0)
Rio de Janeiro 2016: Gold, 4 × 100 m Lagen, Herren
- Albert Corey, Leichtathletik (0-1-0)
St. Louis 1904: Silber, Marathon, Herren
- Maritza Correia, Schwimmen (0-1-0)
Athen 2004: Silber, 4 × 100 m Freistil, Damen
- Marie Louise Corridon, Schwimmen (1-0-0)
London 1948: Gold, 4 × 100 m Freistil, Damen
- James Corson, Leichtathletik (0-0-1)
Amsterdam 1928: Bronze, Diskuswurf, Herren
- Bernard Costello, Rudern (0-1-0)
Melbourne 1956: Silber, Doppelzweier, Herren
- Paul Costello, Rudern (3-0-0)
Antwerpen 1920: Gold, Doppelzweier, Herren
Paris 1924: Gold, Doppelzweier, Herren
Amsterdam 1928: Gold, Doppelzweier, Herren
- Candy Costie, Synchronschwimmen (1-0-0)
Los Angeles 1984: Gold, Duett, Damen
- Natalie Coughlin, Schwimmen (3-4-4)
Athen 2004: Bronze, 100 m Freistil, Damen
Athen 2004: Silber, 4 × 100 m Freistil, Damen
Athen 2004: Gold, 4 × 200 m Freistil, Damen
Athen 2004: Silber, 4 × 100 m Lagen, Damen
Peking 2008: Gold, 100 m Rücken, Damen
Athen 2004: Gold, 100 m Rücken, Damen
Peking 2008: Bronze, 200 m Lagen, Damen
Peking 2008: Silber, 4 × 100 m Freistil, Damen
Peking 2008: Bronze, 4 × 200 m Freistil, Damen
Peking 2008: Silber, 4 × 100 m Lagen, Damen
London 2012: Bronze, 4 × 100 m Freistil, Damen
- Raymond Coulter, Schießen (1-0-1)
Paris 1924: Gold, Freies Gewehr Mannschaft, Herren
Paris 1924: Bronze, Laufender Hirsch Einzelschuss Mannschaft, Herren
- Tom Courtney, Leichtathletik (2-0-0)
Melbourne 1956: Gold, 800 m, Herren
Melbourne 1956: Gold, 4 × 400 m, Herren
- Robert Cowell, Schwimmen (0-1-0)
London 1948: Silber, 100 m Rücken, Herren
- Alison Cox, Rudern (0-1-0)
Athen 2004: Silber, Achter, Damen
- J’den Cox, Ringen (0-0-1)
Rio de Janeiro 2016: Bronze, Freistil Klasse bis 86 kg, Männer
- William Cox, Leichtathletik (0-0-1)
Paris 1924: Bronze, 3000 m Mannschaft, Herren
- Clarence Crabbe, Schwimmen (1-0-1)
Amsterdam 1928: Bronze, 1500 m Freistil, Herren
Los Angeles 1932: Gold, 400 m Freistil, Herren
- Bill Craig, Schwimmen (1-0-0)
Tokio 1964: Gold, 4 × 100 m Lagen, Herren
- Ralph Craig, Leichtathletik (2-0-0)
Stockholm 1912: Gold, 100 m, Herren
Stockholm 1912: Gold, 200 m, Herren
- Shawn Crawford, Leichtathletik (1-2-0)
Athen 2004: Gold, 200 m, Herren
Athen 2004: Silber, 4 × 100 m, Herren
Peking 2008: Silber, 200 m, Herren
- Mark Crear, Leichtathletik (0-1-1)
Atlanta 1996: Silber, 110 m Hürden, Herren
Sydney 2000: Bronze, 110 m Hürden, Herren
- John Cregan, Leichtathletik (0-1-0)
Paris 1900: Silber, 800 m, Herren
- Frederick Cresser, Rudern (1-0-0)
St. Louis 1904: Gold, Achter, Herren
- James Cristy, Schwimmen (0-0-1)
Los Angeles 1932: Bronze, 1500 m Freistil, Herren
- Ian Crocker, Schwimmen (2-1-1)
Sydney 2000: Gold, 4 × 100 m Lagen, Herren
Athen 2004: Bronze, 4 × 100 m Freistil, Herren
Athen 2004: Gold, 4 × 100 m Lagen, Herren
Athen 2004: Silber, 100 m Schmetterling, Herren
- Joseph Crockett, Schießen (1-0-0)
Paris 1924: Gold, Freies Gewehr Mannschaft, Herren
- Seymour Cromwell, Rudern (0-1-0)
Tokio 1964: Silber, Doppelzweier, Herren
- Edward Crook, Boxen (1-0-0)
Rom 1960: Gold, Mittelgewicht, Herren
- Emily Cross, Fechten (0-1-0)
Peking 2008: Silber, Florett Mannschaft, Damen
- Jessie Cross, Leichtathletik (0-1-0)
Amsterdam 1928: Silber, 4 × 100 m, Damen
- Kendall Cross, Ringen (1-0-0)
Atlanta 1996: Gold, Freistil Bantamgewicht, Herren
- Ryan Crouser, Leichtathletik (2-0-0)
Rio de Janeiro 2016: Gold, Kugelstoßen, Herren
Tokio 2020: Gold, Kugelstoßen, Herren
- Frank Cuhel, Leichtathletik (0-1-0)
Amsterdam 1928: Silber, 400 m Hürden, Herren
- Josh Culbreath, Leichtathletik (0-0-1)
Melbourne 1956: Bronze, 400 m Hürden, Herren
- Frank Cumiskey, Turnen (0-1-0)
Los Angeles 1932: Silber, Mehrkampf Mannschaft, Herren
- Anna Cummins, Rudern (1-0-0)
Peking 2008: Gold, Achter, Damen
- Glenn Cunningham, Leichtathletik (0-1-0)
Berlin 1936: Silber, 1500 m, Herren
- Brooks Curry, Schwimmen (1-0-0)
Tokio 2020: Gold, 4 × 100 m Freistil, Herren
- Bob Curry, Ringen (1-0-0)
St. Louis 1904: Gold, Papiergewicht, Herren
- Ann Curtis, Schwimmen (2-1-0)
London 1948: Silber, 100 m Freistil, Damen
London 1948: Gold, 400 m Freistil, Damen
London 1948: Gold, 4 × 100 m Freistil, Damen
- Thomas Curtis, Leichtathletik (1-0-0)
Athen 1896: Gold, 110 m Hürden, Herren
- Claire Curzan, Schwimmen (0-1-0)
Tokio 2020: Silber, 4 × 100 m Lagen, Damen
- Clifton Cushman, Leichtathletik (0-1-0)
Rom 1960: Bronze, 400 m Hürden, Herren
- Stanley Cwiklinski, Rudern (1-0-0)
Tokio 1964: Gold, Achter, Herren

### D
- Tim Daggett, Turnen (1-0-1)
Los Angeles 1984: Gold, Mehrkampf Mannschaft, Herren
Los Angeles 1984: Bronze, Seitpferd, Herren
- Kyle Douglas Dake, Ringen (0-0-1)
Tokio 2020: Bronze, Freistil Weltergewicht, Herren
- Troy Dalberg, Schwimmen (2-0-0)
Seoul 1988: Gold, 4 × 100 m Freistil, Herren
Seoul 1988: Gold, 4 × 200 m Freistil, Herren
- John Daley, Boxen (0-1-0)
Amsterdam 1928: Silber, Bantamgewicht, Herren
- Phil Dalhausser, Beachvolleyball (1-0-0)
Peking 2008: Gold, Herren
- Cyrus Dallin, Bogenschießen (0-0-1)
St. Louis 1904: Bronze, Team American Round, Herren
- William Dally, Rudern (1-0-0)
Amsterdam 1928: Gold, Achter, Herren
- Dorothy Dalton, Turnen (0-0-1)
London 1948: Bronze, Mehrkampf Mannschaft, Damen
- Ellie Daniel, Schwimmen (1-1-2)
Mexiko-Stadt 1968: Silber, 100 m Schmetterling, Damen
Mexiko-Stadt 1968: Bronze, 200 m Schmetterling, Damen
Mexiko-Stadt 1968: Gold, 4 × 100 m Lagen, Damen
München 1972: Bronze, 200 m Schmetterling, Damen
- Charles Daniels, Schwimmen (4-1-2)
St. Louis 1904: Bronze, 50 Yards Freistil, Herren
St. Louis 1904: Silber, 100 Yards Freistil, Herren
St. Louis 1904: Gold, 220 Yards Freistil, Herren
St. Louis 1904: Gold, 440 Yards Freistil, Herren
St. Louis 1904: Gold, 4 × 50 Yards Freistil, Herren
London 1908: Gold, 100 m Freistil, Herren
London 1908: Bronze, 4 × 200 m Freistil, Herren
- Isabelle Daniels, Leichtathletik (0-0-1)
Melbourne 1956: Bronze, 4 × 100 m, Damen
- Jack Daniels, Moderner Fünfkampf (0-1-1)
Melbourne 1956: Silber, Mannschaft, Herren
Rom 1960: Bronze, Mannschaft, Herren
- Quincey Daniels, Boxen (0-0-1)
Rom 1960: Bronze, Halbweltergewicht, Herren
- Teahna Daniels, Leichtathletik (0-1-0)
Tokio 2020: Silber, 4 × 100 m, Damen
- Jamie Dantzscher, Turnen (0-0-1)
Sydney 2000: Bronze, Mehrkampf, Damen
- Thomas Darling, Rudern (0-1-0)
Los Angeles 1984: Silber, Achter, Herren
- Ira Davenport, Leichtathletik (0-0-1)
Stockholm 1912: Bronze, 800 m, Herren
- Lindsay Davenport, Tennis (1-0-0)
Atlanta 1996: Gold, Einzel, Damen
- Willie Davenport, Leichtathletik (1-0-1)
Mexiko-Stadt 1968: Gold, 110 m Hürden, Herren
Montreal 1976: Bronze, 110 m Hürden, Herren
- Bruce Davidson, Reiten (2-2-0)
München 1972: Silber, Vielseitigkeit Mannschaft
Montreal 1976: Gold, Vielseitigkeit Mannschaft
Los Angeles 1984: Gold, Vielseitigkeit Mannschaft
Atlanta 1996: Silber, Vielseitigkeit Mannschaft
- Caryn Davies, Rudern (2-1-0)
Athen 2004: Silber, Achter, Damen
Peking 2008: Gold, Achter, Damen
London 2012: Gold, Achter, Damen
- Barry Davis, Ringen (0-1-0)
Los Angeles 1984: Silber, Freistil Bantamgewicht, Herren
- Calvin Davis, Leichtathletik (0-0-1)
Atlanta 1996: Bronze, 400 m Hürden, Herren
- Eugene „Gene“ Davis, Ringen (0-0-1)
Montreal 1976: Bronze, Freistil Federgewicht, Herren
- Glenn Davis, Leichtathletik (3-0-0)
Melbourne 1956: Gold, 400 m Hürden, Herren
Rom 1960: Gold, 400 m Hürden, Herren
Rom 1960: Gold, 4 × 400 m, Herren
- Howard Davis, Boxen (1-0-0)
Montreal 1976: Gold, Leichtgewicht, Herren
- Jack Davis, Leichtathletik (0-2-0)
Helsinki 1952: Silber, 110 m Hürden, Herren
Melbourne 1956: Silber, 110 m Hürden, Herren
- John Davis, Gewichtheben (2-0-0)
London 1948: Gold, Schwergewicht, Herren
Helsinki 1952: Gold, Schwergewicht, Herren
- Josh Davis, Schwimmen (2-2-0)
Atlanta 1996: Gold, 4 × 100 m Freistil, Herren
Atlanta 1996: Gold, 4 × 200 m Freistil, Herren
Sydney 2000: Silber, 4 × 100 m Freistil, Herren
Sydney 2000: Silber, 4 × 200 m Freistil, Herren
- Keyshawn Davis, Boxen (0-1-0)
Tokio 2020: Silber, Leichtgewicht, Herren
- Lucy Davis, Reiten (0-1-0)
Rio de Janeiro 2016: Silber, Springen Mannschaft
- Otis Davis, Leichtathletik (2-0-0)
Rom 1960: Gold, 400 m, Herren
Rom 1960: Gold, 4 × 400 m, Herren
- Pierpont Davis, Segeln (1-0-0)
Los Angeles 1932: Gold, 8 m Klasse, Herren
- Rod Davis, Segeln (1-0-0)
Los Angeles 1984: Gold, Soling, Herren
- Walt Davis, Leichtathletik (1-0-0)
Helsinki 1952: Gold, Hochsprung, Herren
- Dominique Dawes, Turnen (1-0-3)
Barcelona 1992: Bronze, Mehrkampf Mannschaft, Damen
Atlanta 1996: Gold, Mehrkampf Mannschaft, Damen
Atlanta 1996: Bronze, Boden, Damen
Sydney 2000: Bronze, Mehrkampf, Damen
- Charles Day, Rudern (1-0-0)
Berlin 1936: Gold, Achter, Herren
- Mike Day, Radsport (0-1-0)
Peking 2008: Silber, BMX, Herren
- Bryce Deadmon, Leichtathletik (1-0-1)
Tokio 2020: Gold, 4 × 400 m, Herren
Tokio 2020: Bronze, 4 × 400 m, Mixed
- Lance Deal, Leichtathletik (0-1-0)
Atlanta 1996: Silber, Hammerwurf, Herren
- Peter Dean, Segeln (0-0-1)
München 1972: Bronze, Tempest, Herren
- Richard Deaver, Segeln (0-0-1)
Tokio 1964: Bronze, Star, Herren
- Deena Deardurff, Schwimmen (1-0-0)
München 1972: Gold, 4 × 100 m Lagen, Damen
- Matt Deakin, Rudern (1-0-0)
Athen 2004: Gold, Achter, Herren
- Harry DeBaecke, Rudern (1-0-0)
Paris 1900: Gold, Achter, Herren
- Miguel de Capriles, Fechten (0-0-2)
Los Angeles 1932: Bronze, Degen Mannschaft, Herren
London 1948: Bronze, Säbel Mannschaft, Herren
- Tony Dees, Leichtathletik (0-1-0)
Barcelona 1992: Silber, 110 m Hürden, Herren
- Richard Degener, Wasserspringen (1-0-1)
Los Angeles 1932: Bronze, Kunstspringen 3 m, Herren
Berlin 1936: Gold, Kunstspringen 3 m, Herren
- Anita DeFrantz, Rudern (0-0-1)
Montreal 1976: Bronze, Achter, Damen
- Óscar de la Hoya, Boxen (1-0-0)
Barcelona 1992: Gold, Leichtgewicht, Herren
- Jim Delaney, Leichtathletik (0-1-0)
London 1948: Silber, Kugelstoßen, Herren
- Natalie Dell, Rudern (0-0-1)
London 2012: Bronze, Doppelvierer, Damen
- Bill Dellinger, Leichtathletik (0-0-1)
Tokio 1964: Bronze, 5000 m, Herren
- Norman Dello Joio, Reiten (0-0-1)
Barcelona 1992: Bronze, Springreiten Einzel
- Janay DeLoach, Leichtathletik (0-0-1)
London 2012: Bronze, Weitsprung, Damen
- Joe DeLoach, Leichtathletik (1-0-0)
Seoul 1988: Gold, 200 m, Herren
- Catie DeLoof, Schwimmen (0-0-1)
Tokio 2020: Bronze, 4 × 100 m Freistil, Damen
- Clarence DeMar, Leichtathletik (0-0-1)
Paris 1924: Bronze, Marathon, Herren
- Susan DeMattei, Radsport (0-0-1)
Atlanta 1996: Bronze, Mountainbike, Damen
- Deirdre Demet-Barry, Radsport (0-1-0)
Athen 2004: Silber, Straße Einzelzeitfahren, Damen
- Joseph Dempsey, Rudern (1-0-0)
St. Louis 1904: Gold, Achter, Herren
- Lashinda Demus, Leichtathletik (1-0-0)
London 2012: Gold, 400 m Hürden, Damen
- Leslie Deniz, Leichtathletik (0-1-0)
Los Angeles 1984: Silber, Diskuswurf, Damen
- William Thomas Denton, Turnen (0-1-0)
Los Angeles 1932: Silber, Ringe, Herren
- Emily deRiel, Moderner Fünfkampf (0-1-0)
Sydney 2000: Silber, Einzel, Damen
- Hans Dersch, Schwimmen (1-0-0)
Barcelona 1992: Gold, 4 × 100 m Lagen, Herren
- Pete Desjardins, Wasserspringen (2-1-0)
Paris 1924: Silber, Kunstspringen 3 m, Herren
Amsterdam 1928: Gold, Kunstspringen 3 m, Herren
Amsterdam 1928: Gold, Turmspringen, Herren
- August Desch, Leichtathletik (0-0-1)
Antwerpen 1920: Bronze, 400 m Hürden, Herren
- Robert Detweiler, Rudern (1-0-0)
Helsinki 1952: Gold, Achter, Herren
- Donna de Varona, Schwimmen (2-0-0)
Tokio 1964: Gold, 400 m Lagen, Damen
Tokio 1964: Gold, 4 × 100 m Freistil, Damen
- Gail Devers, Leichtathletik (3-0-0)
Atlanta 1996: Gold, 100 m, Damen
Barcelona 1992: Gold, 100 m, Damen
Atlanta 1996: Gold, 4 × 100 m, Damen
- Harold Devine, Boxen (0-0-1)
Amsterdam 1928: Bronze, Federgewicht, Herren
- John DeWitt, Leichtathletik (0-1-0)
St. Louis 1904: Silber, Hammerwurf, Herren
- George DiCarlo, Schwimmen (1-1-0)
Los Angeles 1984: Gold, 400 m Freistil, Herren
Los Angeles 1984: Silber, 1500 m Freistil, Herren
- William Dickey, Wasserspringen (1-0-0)
St. Louis 1904: Gold, Kopfweitsprung, Herren
- Mildred Didrikson, Leichtathletik (3-0-0)
Los Angeles 1932: Gold, 80 m Hürden, Damen
Los Angeles 1932: Gold, Hochsprung, Damen
Los Angeles 1932: Gold, Speerwurf, Damen
- Nelson Diebel, Schwimmen (2-0-0)
Barcelona 1992: Gold, 100 m Brust, Herren
Barcelona 1992: Gold, 4 × 100 m Lagen, Herren
- Brian Diemer, Leichtathletik (0-0-1)
Los Angeles 1984: Bronze, 3000 m Hindernis, Herren
- George Dietz, Rudern (1-0-0)
St. Louis 1904: Gold, Vierer ohne Steuermann, Herren
- John Dietz, Schießen (2-0-0)
London 1908: Gold, Schnellfeuerpistole Mannschaft, Herren
Stockholm 1912: Gold, Pistole Mannschaft, Herren
- Jessica Diggins, Ski Nordisch (1-0-0)
Pyeongchang 2018: Gold, Teamsprint, Damen
- Harrison Dillard, Leichtathletik (4-0-0)
London 1948: Gold, 100 m, Herren
London 1948: Gold, 4 × 100 m, Herren
Helsinki 1952: Gold, 110 m Hürden, Herren
Helsinki 1952: Gold, 4 × 100 m, Herren
- Gary Dilley, Schwimmen (0-1-0)
Tokio 1964: Silber, 200 m Rücken, Herren
- James Dillion, Leichtathletik (0-0-1)
Helsinki 1952: Bronze, Diskuswurf, Herren
- Trent Dimas, Turnen (1-0-0)
Barcelona 1992: Gold, Reck, Herren
- Marcus Dinwiddie, Schießen (0-1-0)
Paris 1924: Silber, Kleinkaliber liegend, Herren
- Joseph DePietro, Gewichtheben (1-0-0)
London 1948: Gold, Bantamgewicht, Herren
- Madeline DiRado, Schwimmen (2-1-1)
Rio de Janeiro 2016: Gold, 200 m Rücken, Damen
Rio de Janeiro 2016: Bronze, 200 m Lagen, Damen
Rio de Janeiro 2016: Silber, 400 m Lagen, Damen
Rio de Janeiro 2016: Gold, 4 × 200 m Freistil, Damen
- Megan Dirkmaat, Rudern (0-1-0)
Athen 2004: Silber, Achter, Damen
- Andre Dirrell, Boxen (0-0-1)
Athen 2004: Bronze, Mittelgewicht, Herren
- Walter Dix, Leichtathletik (0-0-2)
Peking 2008: Bronze, 100 m, Herren
Peking 2008: Bronze, 200 m, Herren
- Craig Dixon, Leichtathletik (0-0-1)
London 1948: Bronze, 110 m Hürden, Herren
- Diane Dixon, Leichtathletik (0-1-0)
Seoul 1988: Silber, 4 × 400 m, Damen
- Tervel Dlagnev, Ringen (0-0-1)
London 2012: Bronze, Freistil Schwergewicht, Herren
- Sloan Doak, Reiten (0-0-1)
Paris 1924: Bronze, Vielseitigkeit Einzel
- Michael Dodd, Beachvolleyball (0-1-0)
Atlanta 1996: Silber, Herren
- Jim Doehring, Leichtathletik (0-1-0)
Barcelona 1992: Silber, Kugelstoßen, Herren
- Ken Doherty, Leichtathletik (0-0-1)
Amsterdam 1928: Bronze, Zehnkampf, Herren
- Tom Dolan, Schwimmen (2-1-0)
Atlanta 1996: Gold, 400 m Lagen, Herren
Sydney 2000: Silber, 200 m Lagen, Herren
Sydney 2000: Gold, 400 m Lagen, Herren
- George S. Dole, Ringen (1-0-0)
London 1908: Gold, Freier Stil Federgewicht, Herren
- Peter Dolfen, Schießen (1-1-0)
Stockholm 1912: Silber, Scheibenpistole, Herren
Stockholm 1912: Gold, Pistole Mannschaft, Herren
- Stefanie Dolson, Basketball (1-0-0)
Tokio 2020: Gold, 3×3-Basketball, Damen
- Claire Donahue, Schwimmen (1-0-0)
London 2012: Gold, 4 × 100 m Lagen, Damen
- James Donahue, Leichtathletik (0-1-0)
Stockholm 1912: Silber, Fünfkampf, Herren
- Scott Donie, Wasserspringen (0-1-0)
Barcelona 1992: Silber, Turmspringen, Herren
- Peter Donlon, Rudern (1-0-0)
Amsterdam 1928: Gold, Achter, Herren
- Euphrasia Donnelly, Schwimmen (0-0-1)
Paris 1924: Bronze, 4 × 100 m Freistil, Damen
- Shelagh Donohoe, Rudern (0-1-0)
Barcelona 1992: Silber, Vierer ohne Steuerfrau, Damen
- Sam Dorman, Wasserspringen (0-1-0)
Rio de Janeiro 2016: Silber, Synchronspringen 3 m, Herren
- Karl Dorsey, Segeln (1-0-0)
Los Angeles 1932: Gold, 8 m Klasse, Herren
- Donald Douglas, Segeln (0-1-0)
Los Angeles 1932: Silber, 6 m Klasse, Herren
- Gabrielle Douglas, Turnen (3-0-0)
London 2012: Gold, Mehrkampf Einzel, Damen
London 2012: Gold, Mehrkampf Mannschaft, Damen
Rio de Janeiro 2016: Gold, Mehrkampf Mannschaft, Damen
- Herb Douglas, Leichtathletik (0-0-1)
London 1948: Bronze, Weitsprung, Herren
- Kate Douglass, Schwimmen (0-0-1)
Tokio 2020: Bronze, 200 m Lagen, Damen
- Robert Dover, Reiten (0-0-4)
Barcelona 1992: Bronze, Dressur Mannschaft
Atlanta 1996: Bronze, Dressur Mannschaft
Sydney 2000: Bronze, Dressur Mannschaft
Athen 2004: Bronze, Dressur Mannschaft
- Burton Downing, Radsport (2-3-1)
St. Louis 1904: Silber, 1/4 Meile, Herren
St. Louis 1904: Silber, 1/3 Meile, Herren
St. Louis 1904: Bronze, 1/2 Meile, Herren
St. Louis 1904: Silber, 1 Meile, Herren
St. Louis 1904: Gold, 2 Meilen, Herren
St. Louis 1904: Gold, 25 Meilen, Herren
- Richard Draeger, Rudern (0-0-1)
Rom 1960: Bronze, Zweier mit Steuermann, Herren
- Stacy Dragila, Leichtathletik (1-0-0)
Sydney 2000: Gold, Stabhochsprung, Damen
- Foy Draper, Leichtathletik (1-0-0)
Berlin 1936: Gold, 4 × 100 m, Herren
- Victoria Draves, Wasserspringen (2-0-0)
London 1948: Gold, Kunstspringen, Damen
London 1948: Gold, Turmspringen, Damen
- Paul Drayton, Leichtathletik (1-1-0)
Tokio 1964: Silber, 200 m, Herren
Tokio 1964: Gold, 4 × 100 m, Herren
- Ivan Dresser, Leichtathletik (1-0-0)
Antwerpen 1920: Gold, 3000 m Mannschaft, Herren
- Caeleb Dressel, Schwimmen (7-0-0)
Rio de Janeiro 2016: Gold, 4 × 100 m Freistil, Herren
Rio de Janeiro 2016: Gold, 4 × 100 m Lagen, Herren
Tokio 2020: Gold, 50 m Freistil, Herren
Tokio 2020: Gold, 100 m Freistil, Herren
Tokio 2020: Gold, 100 m Schmetterling, Herren
Tokio 2020: Gold, 4 × 100 m Freistil, Herren
Tokio 2020: Gold, 4 × 100 m Lagen, Herren
- William Droegemueller, Leichtathletik (0-1-0)
Amsterdam 1928: Silber, Stabhochsprung, Herren
- Jon Drummond, Leichtathletik (1-1-0)
Atlanta 1996: Silber, 4 × 100 m, Herren
Sydney 2000: Gold, 4 × 100 m, Herren
- Matthew Alexander Dryke, Schießen (1-0-0)
Los Angeles 1984: Gold, Skeet
- Joe Dube, Gewichtheben (0-0-1)
Mexiko-Stadt 1968: Bronze, Schwergewicht, Herren
- Virginia Duenkel, Schwimmen (1-0-1)
Tokio 1964: Gold, 400 m Freistil, Damen
Tokio 1964: Bronze, 100 m Rücken, Damen
- Henry Duey, Gewichtheben (0-0-1)
Los Angeles 1932: Bronze, Halbschwergewicht, Herren
- John Duha, Turnen (0-0-2)
St. Louis 1904: Bronze, Mannschaftsmehrkampf, Herren
St. Louis 1904: Bronze, Barren, Herren
- Troy Dumais, Wasserspringen (0-0-1)
London 2012: Bronze, Synchronspringen 3 m, Herren
- Charles Dumas, Leichtathletik (1-0-0)
Melbourne 1956: Gold, Hochsprung, Herren
- Frank Dummerth, Rudern (0-0-1)
St. Louis 1904: Bronze, Vierer ohne Steuermann, Herren
- James Dunbar, Rudern (1-0-0)
Helsinki 1952: Gold, Achter, Herren
- James Duncan, Leichtathletik (0-0-1)
Stockholm 1912: Bronze, Diskuswurf, Herren
- David Dunlap, Rudern (1-0-0)
Los Angeles 1932: Gold, Achter, Herren
- Gordon Dunn, Leichtathletik (0-1-0)
Berlin 1936: Silber, Diskuswurf, Herren
- Velma Dunn, Wasserspringen (0-1-0)
Berlin 1936: Silber, Turmspringen, Damen
- Nate Dusing, Schwimmen (0-1-1)
Sydney 2000: Silber, 4 × 200 m Freistil, Herren
Athen 2004: Bronze, 4 × 100 m Freistil, Herren
- Michelle Dusserre, Turnen (0-1-0)
Los Angeles 1984: Silber, Mehrkampf Mannschaft, Damen
- Phillip Dutton, Reiten (0-0-1)
Rio de Janeiro 2016: Bronze, Vielseitigkeit Einzel
- Samuel Duvall, Bogenschießen (0-1-0)
St. Louis 1904: Silber, Team American Round, Herren
- Charles Dvorak, Leichtathletik (1-0-0)
St. Louis 1904: Gold, Stabhochsprung, Herren
- Conor Dwyer, Schwimmen (2-0-1)
London 2012: Gold, 4 × 200 m Freistil, Herren
Rio de Janeiro 2016: Bronze, 200 m Freistil, Herren
Rio de Janeiro 2016: Gold, 4 × 200 m Freistil, Herren
- Hector Dyer, Leichtathletik (1-0-0)
Los Angeles 1932: Gold, 4 × 100 m, Herren
- Chloé Dygert, Radsport (0-1-1)
Rio de Janeiro 2016: Silber, Mannschaftsverfolgung, Damen
Tokio 2020: Bronze, Mannschaftsverfolgung Bahn, Damen
- Stanley Dziedzic, Ringen (0-0-1)
Montreal 1976: Bronze, Freistil Weltergewicht, Herren

### E
- Edward Eagan, Boxen (1-0-0)
Antwerpen 1920: Gold, Halbschwergewicht, Herren
- Jack Eagan, Boxen (0-0-1)
St. Louis 1904: Bronze, Weltergewicht, Herren
- James Eagan, Boxen (0-1-0)
St. Louis 1904: Silber, Leichtgewicht, Herren
- Ben Eastman, Leichtathletik (0-1-0)
Los Angeles 1932: Silber, 400 m, Herren
- Ivan Eastman, Schießen (1-0-0)
London 1908: Gold, Armeegewehr Mannschaft, Herren
- Ashton Eaton, Leichtathletik (2-0-0)
London 2012: Gold, Zehnkampf, Herren
Rio de Janeiro 2016: Gold, Zehnkampf, Herren
- Jagger Eaton, Skateboard (0-0-1)
Tokio 2020: Bronze, Street, Herren
- Earl Eby, Leichtathletik (0-1-0)
Antwerpen 1920: Silber, 800 m, Herren
- Sheila Echols, Leichtathletik (1-0-0)
Seoul 1988: Gold, 4 × 100 m, Damen
- Cynthia Eckert, Rudern (0-1-0)
Barcelona 1992: Silber, Vierer ohne Steuerfrau, Damen
- Gertrude Ederle, Schwimmen (1-0-2)
Paris 1924: Bronze, 100 m Freistil, Damen
Paris 1924: Bronze, 400 m Freistil, Damen
Paris 1924: Gold, 4 × 100 m Freistil, Damen
- David Edgar, Schwimmen (1-0-0)
München 1972: Gold, 4 × 100 m Freistil, Herren
- Torri Edwards, Leichtathletik (0-0-1)
Sydney 2000: Bronze, 4 × 100 m, Damen
- Chandler Egan, Golf (1-1-0)
St. Louis 1904: Silber, Einzel, Herren
St. Louis 1904: Gold, Mannschaft, Herren
- John Eisele, Leichtathletik (0-1-1)
London 1908: Silber, 3 Meilen Mannschaftslauf, Herren
London 1908: Bronze, 3200 m Hindernis, Herren
- Walton Eller, Schießen (1-0-0)
Peking 2008: Gold, Doppeltrap, Herren
- Kathleen Ellis, Schwimmen (2-0-2)
Tokio 1964: Bronze, 100 m Freistil, Damen
Tokio 1964: Bronze, 100 m Schmetterling, Damen
Tokio 1964: Gold, 4 × 100 m Freistil, Damen
Tokio 1964: Gold, 4 × 100 m Lagen, Damen
- Kendall Ellis, Leichtathletik (1-0-1)
Tokio 2020: Gold, 4 × 400 m, Damen
Tokio 2020: Bronze, 4 × 400 m, Mixed
- Romallis Ellis, Boxen (0-0-1)
Seoul 1988: Bronze, Leichtgewicht, Herren
- Brady Ellison, Bogenschießen (0-2-1)
London 2012: Silber, Mannschaft, Herren
Rio de Janeiro 2016: Silber, Mannschaft, Herren
Rio de Janeiro 2016: Bronze, Einzel, Herren
- Amanda Elmore, Rudern (1-0-0)
Rio de Janeiro 2016: Gold, Achter, Frauen
- Patricia Elsener, Wasserspringen (0-1-1)
London 1948: Bronze, Kunstspringen, Damen
London 1948: Silber, Turmspringen, Damen
- Meta Elste, Turnen (0-0-1)
London 1948: Bronze, Mehrkampf Mannschaft, Damen
- Max Emmerich, Turnen (1-0-0)
St. Louis 1904: Gold, Leichtathletische Kombination, Herren
- Matthew Emmons, Schießen (1-1-1)
Athen 2004: Gold, Kleinkaliber liegend 50 m, Herren
Peking 2008: Silber, Kleinkaliber liegend 50 m, Herren
London 2012: Bronze, Kleinkaliber Dreistellungskampf, Herren
- Schuyler Enck, Leichtathletik (0-0-1)
Paris 1924: Bronze, 800 m, Herren
- Everard Endt, Segeln (1-0-0)
Helsinki 1952: Gold, 6 m R-Klasse, Herren
- Fred Englehardt, Leichtathletik (0-1-0)
St. Louis 1904: Silber, Dreisprung, Herren
- Amber English, Schießen (1-0-0)
Tokio 2020: Gold, Skeet, Damen
- Paul Enquist, Rudern (1-0-0)
Los Angeles 1984: Gold, Doppelzweier, Herren
- Philip Erenberg, Turnen (0-1-0)
Los Angeles 1932: Silber, Keulenschwingen, Herren
- Charles Ericksen, Ringen (1-0-0)
St. Louis 1904: Gold, Weltergewicht, Herren
- Steven Erickson, Segeln (1-0-0)
Los Angeles 1984: Gold, Star, Herren
- August Erker, Rudern (1-0-0)
St. Louis 1904: Gold, Vierer ohne Steuermann, Herren
- Anthony Ervin, Schwimmen (3-1-0)
Sydney 2000: Gold, 50 m Freistil, Herren
Sydney 2000: Silber, 4 × 100 m Freistil, Herren
Rio de Janeiro 2016: Gold, 50 m Freistil, Herren
Rio de Janeiro 2016: Gold, 4 × 100 m Freistil, Herren
- Marlen Esparza, Boxen (0-0-1)
London 2012: Bronze, Fliegengewicht, Damen
- Robert Espeseth, Rudern (0-0-1)
Los Angeles 1984: Bronze, Zweier mit Steuermann, Herren
- Caldwell Esselstyn, Rudern (1-0-0)
Melbourne 1956: Gold, Achter, Herren
- Fred Etchen, Schießen (1-0-0)
Paris 1924: Gold, Tontaubenschießen Mannschaft, Herren
- Edward Etzel, Schießen (1-0-0)
Los Angeles 1984: Gold, Kleinkaliber liegend, Herren
- Dwayne Evans, Leichtathletik (0-0-1)
Montreal 1976: Bronze, 200 m, Herren
- Gwynne Evans, Schwimmen (0-0-1)
St. Louis 1904: Bronze, 4 × 50 Yards Freistil, Herren
- Jay Thomas Evans, Ringen (0-1-0)
Helsinki 1952: Silber, Freistil Leichtgewicht, Herren
- Janet Evans, Schwimmen (4-1-0)
Seoul 1988: Gold, 400 m Freistil, Damen
Seoul 1988: Gold, 800 m Freistil, Damen
Seoul 1988: Gold, 400 m Lagen, Damen
Barcelona 1992: Silber, 400 m Freistil, Damen
Barcelona 1992: Gold, 800 m Freistil, Damen
- Lee Evans, Leichtathletik (2-0-0)
Mexiko-Stadt 1968: Gold, 400 m, Herren
Mexiko-Stadt 1968: Gold, 4 × 100 m, Herren
- Ralph Evans, Segeln (0-1-0)
London 1948: Silber, Firefly, Herren
- Dernell Every, Fechten (0-0-1)
Los Angeles 1932: Bronze, Florett Mannschaft, Herren
- Barney Ewell, Leichtathletik (1-2-0)
London 1948: Silber, 100 m, Herren
London 1948: Silber, 200 m, Herren
London 1948: Gold, 4 × 100 m, Herren
- Danny Everett, Leichtathletik (1-0-1)
Seoul 1988: Bronze, 400 m, Herren
Seoul 1988: Gold, 4 × 400 m, Herren
- Ray Ewry, Leichtathletik (8-0-0)
Paris 1900: Gold, Standdreisprung, Herren
Paris 1900: Gold, Standhochsprung, Herren
Paris 1900: Gold, Standweitsprung, Herren
St. Louis 1904: Gold, Standhochsprung, Herren
St. Louis 1904: Gold, Standweitsprung, Herren
St. Louis 1904: Gold, Standdreisprung, Herren
London 1908: Gold, Standhochsprung, Herren
London 1908: Gold, Standweitsprung, Herren
- John Exley, Rudern (2-0-0)
Paris 1900: Gold, Achter, Herren
St. Louis 1904: Gold, Achter, Herren
- George Eyser, Turnen (3-2-1)
St. Louis 1904: Silber, Einzelmehrkampf Gymnastic, Herren
St. Louis 1904: Gold, Barren, Herren
St. Louis 1904: Gold, Pferdsprung, Herren
St. Louis 1904: Bronze, Reck, Herren
St. Louis 1904: Silber, Seitpferd, Herren
St. Louis 1904: Gold, Tauhangeln, Herren

### F
- August Fager, Leichtathletik (0-1-0)
Paris 1924: Silber, Crosslauf Mannschaft, Herren
- Mae Faggs, Leichtathletik (1-0-1)
Helsinki 1952: Gold, 4 × 100 m, Damen
- Dave Fairbank, Schwimmen (2-0-0)
München 1972: Gold, 4 × 100 m Freistil, Herren
München 1972: Gold, 4 × 100 m Lagen, Herren
- David Fall, Wasserspringen (0-1-0)
Paris 1924: Silber, Turmspringen, Herren
- Joe Fargis, Reiten (2-1-0)
Los Angeles 1984: Gold, Springreiten Einzel
Los Angeles 1984: Gold, Springreiten Mannschaft
Seoul 1988: Silber, Springreiten Mannschaft
- Sandra Farmer-Patrick, Leichtathletik (0-1-0)
Barcelona 1992: Silber, 400 m Hürden, Damen
- Robert Farnan, Rudern (1-0-0)
St. Louis 1904: Gold, Zweier ohne Steuermann, Herren
- Jeff Farrell, Schwimmen (2-0-0)
Rom 1960: Gold, 4 × 200 m Freistil, Herren
Rom 1960: Gold, 4 × 100 m Lagen, Herren
- Tom Farrell, Leichtathletik (0-0-1)
Mexiko-Stadt 1968: Bronze, 800 m, Herren
- Kent Farrington, Reiten (0-1-0)
Rio de Janeiro 2016: Silber, Springen Mannschaft
- Jane Fauntz, Wasserspringen (0-0-1)
Los Angeles 1932: Bronze, Kunstspringen, Damen
- Frederick Feary, Boxen (0-0-1)
Los Angeles 1932: Bronze, Schwergewicht, Herren
- Erich Federschmidt, Rudern (0-1-0)
Antwerpen 1920: Silber, Vierer mit Steuermann, Herren
- Franz Federschmidt, Rudern (0-1-0)
Antwerpen 1920: Silber, Vierer mit Steuermann, Herren
- Raymond Fee, Boxen (0-0-1)
Paris 1924: Bronze, Fliegengewicht, Herren
- Carol Feeney, Rudern (0-1-0)
Barcelona 1992: Silber, Vierer ohne Steuerfrau, Damen
- James Feigen, Schwimmen (1-1-0)
London 2012: Silber, 4 × 100 m Freistil, Herren
Rio de Janeiro 2016: Gold, 4 × 100 m Freistil, Herren
- Allyson Felix, Leichtathletik (7-3-1)
Athen 2004: Silber, 200 m, Damen
Peking 2008: Silber, 200 m, Damen
Peking 2008: Gold, 4 × 400 m, Damen
London 2012: Gold, 200 m, Damen
London 2012: Gold, 4 × 100 m, Damen
London 2012: Gold, 4 × 400 m, Damen
Rio de Janeiro 2016: Silber, 400 m, Damen
Rio de Janeiro 2016: Gold, 4 × 100 m, Damen
Rio de Janeiro 2016: Gold, 4 × 400 m, Damen
Tokio 2020: Gold, 4 × 400 m, Damen
Tokio 2020: Bronze, 400 m, Damen
- Dennis Fenton, Schießen (3-0-2)
Antwerpen 1920: Bronze, Kleinkaliber Einzel, Herren
Antwerpen 1920: Gold, Kleinkaliber Mannschaft, Herren
Antwerpen 1920: Gold, Freies Gewehr Dreistellungskampf Mannschaft, Herren
Antwerpen 1920: Gold, Armeegewehr liegend 600 m Mannschaft, Herren
Paris 1924: Bronze, Laufender Hirsch Einzelschuss Mannschaft, Herren
- Mable Fergerson, Leichtathletik (0-1-0)
München 1972: Silber, 4 × 400 m, Damen
- Cathy Ferguson, Schwimmen (2-0-0)
Tokio 1964: Gold, 100 m Rücken, Damen
Tokio 1964: Gold, 4 × 100 m Lagen, Damen
- Gigi Fernández, Tennis (2-0-0)
Barcelona 1992: Gold, Doppel, Damen
Atlanta 1996: Gold, Doppel, Herren
- Mary Joe Fernández, Tennis (2-0-1)
Barcelona 1992: Bronze, Einzel, Damen
Barcelona 1992: Gold, Doppel, Damen
Atlanta 1996: Gold, Doppel, Herren
- Alex Ferreira, Freestyle-Skiing (0-1-0)
Pyeongchang 2018: Silber, Halfpipe, Herren
- Barbara Ferrell, Leichtathletik (1-1-0)
Mexiko-Stadt 1968: Silber, 100 m, Damen
Mexiko-Stadt 1968: Gold, 4 × 100 m, Damen
- John Ferris, Schwimmen (0-0-2)
Mexiko-Stadt 1968: Bronze, 200 m Schmetterling, Herren
Mexiko-Stadt 1968: Bronze, 200 m Lagen, Herren
- Edward Ferry, Rudern (1-0-0)
Tokio 1964: Gold, Zweier mit Steuermann, Herren
- Lawrence Feuerbach, Leichtathletik (0-0-1)
St. Louis 1904: Bronze, Kugelstoßen, Herren
- Connor Fields, Radsport (1-0-0)
Rio de Janeiro 2016: Gold, BMX, Herren
- Jackie Fields, Boxen (1-0-0)
Paris 1924: Gold, Federgewicht, Herren
- William Fields, Rudern (1-0-0)
Helsinki 1952: Gold, Achter, Herren
- James Fifer, Rudern (1-0-0)
Melbourne 1956: Gold, Zweier ohne Steuermann, Herren
- Conn Findlay, Rudern (2-0-2)
Melbourne 1956: Gold, Zweier mit Steuermann, Herren
Rom 1960: Bronze, Zweier mit Steuermann, Herren
Tokio 1964: Gold, Zweier mit Steuermann, Herren
Montreal 1976: Bronze, Tempest, Herren
- Robert Finke, Schwimmen (2-0-0)
Tokio 2020: Gold, 800 m Freistil, Herren
Tokio 2020: Gold, 1500 m Freistil, Herren
- George Finnegan, Boxen (1-1-0)
St. Louis 1904: Gold, Fliegengewicht, Herren
St. Louis 1904: Silber, Bantamgewicht, Herren
- Sharon Finneran, Schwimmen (0-1-0)
Tokio 1964: Silber, 400 m Lagen, Damen
- Mardy Fish, Tennis (0-1-0)
Athen 2004: Silber, Einzel, Herren
- Morris Fisher, Schießen (5-0-0)
Antwerpen 1920: Gold, Freies Gewehr Dreistellungskampf, Herren
Antwerpen 1920: Gold, Freies Gewehr Dreistellungskampf Mannschaft, Herren
Antwerpen 1920: Gold, Armeegewehr liegend Mannschaft, Herren
Paris 1924: Gold, Freies Gewehr, Herren
Paris 1924: Gold, Freies Gewehr Mannschaft, Herren
- George Fissler, Schwimmen (0-1-0)
Los Angeles 1932: Silber, 4 × 200 m Freistil, Herren
- Alfred Fitch, Leichtathletik (0-1-0)
Berlin 1936: Silber, 4 × 400 m, Herren
- Horatio Fitch, Leichtathletik (0-1-0)
Paris 1924: Silber, 400 m, Herren
- Benita Fitzgerald-Brown, Leichtathletik (1-0-0)
Los Angeles 1984: Gold, 110 m Hürden, Damen
- Ken Flach, Tennis (1-0-0)
Seoul 1988: Gold, Doppel, Herren
- James Flanagan, Rudern (1-0-0)
St. Louis 1904: Gold, Achter, Herren
- Jeanne Flanagan, Rudern (1-0-0)
Los Angeles 1984: Gold, Achter, Damen
- John Flanagan, Leichtathletik (3-1-0)
Paris 1900: Gold, Hammerwurf, Herren
St. Louis 1904: Gold, Hammerwurf, Herren
St. Louis 1904: Silber, Gewichtweitwurf, Herren
London 1908: Gold, Hammerwurf, Herren
- Patrick Flanagan, Tauziehen (1-0-0)
St. Louis 1904: Gold, Tauziehen, Herren
- Ralph Flanagan, Schwimmen (0-1-0)
Berlin 1936: Gold, 4 × 200 m Freistil, Herren
- Shalane Flanagan, Leichtathletik (0-1-0)
Peking 2008: Silber, 10.000 m, Damen
- Torrance Fleischmann, Reiten (1-0-0)
Los Angeles 1984: Gold, Vielseitigkeit Mannschaft
- Caroline Fletcher, Wasserspringen (0-0-1)
Paris 1924: Bronze, Kunstspringen 3 m, Damen
- Hali Flickinger, Schwimmen (0-0-2)
Tokio 2020: Bronze, 200 m Schmetterling, Damen
Tokio 2020: Bronze, 400 m Lagen, Damen
- Jeffrey Float, Schwimmen (1-0-0)
Los Angeles 1984: Gold, 4 × 200 m Freistil, Herren
- Ross Flood, Ringen (0-1-0)
Los Angeles 1932: Silber, Bantamgewicht, Herren
- Edward Flynn, Boxen (1-0-0)
Los Angeles 1932: Gold, Weltergewicht, Herren
- James Flynn, Fechten (0-0-1)
London 1948: Bronze, Säbel Mannschaft, Herren
- Patrick Flynn, Leichtathletik (0-1-0)
Antwerpen 1920: Silber, 3000 m Hindernis, Herren
- Paul Foerster, Segeln (1-2-0)
Barcelona 1992: Silber, Flying Dutchman, Herren
Sydney 2000: Silber, 470er, Herren
Athen 2004: Gold, 470er, Herren
- Hugh Foley, Rudern (1-0-0)
Tokio 1964: Gold, Achter, Herren
- Eric Fonoimoana, Beachvolleyball (1-0-0)
Sydney 2000: Gold, Herren
- Alan Ford, Schwimmen (0-1-0)
London 1948: Silber, 100 m Freistil, Herren
- Brooke Forde, Schwimmen (0-1-0)
Tokio 2020: Silber, 4 × 200 m Freistil, Damen
- George Foreman, Boxen (1-0-0)
Mexiko-Stadt 1968: Gold, Schwergewicht, Herren
- Bill Forrester, Schwimmen (0-0-1)
Montreal 1976: Bronze, 100 m Schmetterling, Herren
- Alan Forney, Rudern (0-1-0)
Los Angeles 1984: Silber, Vierer ohne Steuermann, Herren
- Joseph Forshaw, Leichtathletik (0-0-1)
London 1908: Bronze, Marathon, Herren
- Dick Fosbury, Leichtathletik (1-0-0)
Mexiko-Stadt 1968: Gold, Hochsprung, Herren
- Frank Foss, Leichtathletik (1-0-0)
Antwerpen 1920: Gold, Stabhochsprung, Herren
- Glen Foster, Segeln (0-0-1)
München 1972: Bronze, Tempest, Herren
- Greg Foster, Leichtathletik (0-1-0)
Los Angeles 1984: Silber, 110 m Hürden, Herren
- Robert Foth, Schießen (0-1-0)
Barcelona 1992: Silber, Kleinkaliber-Dreistellungskampf, Herren
- Hyleas Fountain, Leichtathletik (0-1-0)
Peking 2008: Silber, Siebenkampf, Damen
- Nina Fout, Reiten (0-0-1)
Sydney 2000: Bronze, Dressur Mannschaft
- Arthur Fox, Fechten (0-1-0)
St. Louis 1904: Silber, Florett Mannschaft, Herren
- Catherine Fox, Schwimmen (1-0-0)
Atlanta 1996: Gold, 4 × 100 m Freistil, Damen
- Francine Fox, Kanu (0-1-0)
Tokio 1964: Silber, Zweier-Kajak 500 m, Damen
- Ruby Fox, Schießen (0-1-0)
Los Angeles 1984: Silber, Sportpistole, Damen
- Susan Francia, Rudern (2-0-0)
Peking 2008: Gold, Achter, Damen
London 2012: Gold, Achter, Damen
- Phyllis Francis, Leichtathletik (1-0-0)
Rio de Janeiro 2016: Gold, 4 × 400 m, Damen
- Daniel Frank, Leichtathletik (0-1-0)
St. Louis 1904: Silber, Weitsprung, Herren
- Missy Franklin, Schwimmen (5-0-1)
London 2012: Gold, 100 m Rücken, Damen
London 2012: Gold, 200 m Rücken, Damen
London 2012: Bronze, 4 × 100 m Freistil, Damen
London 2012: Gold, 4 × 200 m Freistil, Damen
London 2012: Gold, 4 × 100 m Lagen, Damen
Rio de Janeiro 2016: Gold, 4 × 200 m Freistil, Damen
- Steve Fraser, Ringen (1-0-0)
Los Angeles 1984: Gold, gr.-röm. Halbschwergewicht, Herren
- Herman Frazier, Leichtathletik (1-0-1)
Montreal 1976: Bronze, 400 m, Herren
Montreal 1976: Gold, 4 × 400 m, Herren
- Joe Frazier, Boxen (1-0-0)
Tokio 1964: Gold, Schwergewicht, Herren
- Carl Frederick, Schießen (3-0-0)
Antwerpen 1920: Gold, Scheibenpistole, Herren
Antwerpen 1920: Gold, Armeerevolver 30 m Mannschaft, Herren
Antwerpen 1920: Gold, Armeerevolver 50 m Mannschaft, Herren
- Francis Frederick, Rudern (1-0-0)
Amsterdam 1928: Gold, Achter, Herren
- Kevin Freeman, Reiten (0-2-0)
Tokio 1964: Silber, Vielseitigkeit Mannschaft
München 1972: Silber, Vielseitigkeit Mannschaft
- Mavis Freeman, Schwimmen (0-0-1)
Berlin 1936: Bronze, 4 × 100 m Freistil, Damen
- Ron Freeman, Leichtathletik (1-0-1)
Mexiko-Stadt 1968: Silber, 400 m, Herren
Mexiko-Stadt 1968: Gold, 4 × 100 m, Herren
- John Freitag, Rudern (0-0-1)
St. Louis 1904: Bronze, Vierer ohne Steuermann, Herren
- Courtney Frerichs, Leichtathletik (0-1-0)
Tokio 2020: Silber, 3000 m Hindernis, Damen
- Oscar Friede, Tauziehen (0-0-1)
St. Louis 1904: Bronze, Tauziehen, Herren
- George Friedrichs, Segeln (1-0-0)
Mexiko-Stadt 1968: Gold, Drachen, Herren
- Martin Formanack, Rudern (0-1-0)
St. Louis 1904: Silber, Vierer ohne Steuermann, Herren
- Wayne Frye, Rudern (1-0-0)
Helsinki 1952: Gold, Achter, Herren
- Jim Fuchs, Leichtathletik (0-0-2)
London 1948: Bronze, Kugelstoßen, Herren
Helsinki 1952: Bronze, Kugelstoßen, Herren
- Amy Fuller, Rudern (0-1-0)
Barcelona 1992: Silber, Vierer ohne Steuerfrau, Damen
- Ivan Fuqua, Leichtathletik (1-0-0)
Los Angeles 1932: Gold, 4 × 400 m, Herren
- Bruce Furniss, Schwimmen (2-0-0)
Montreal 1976: Gold, 200 m Freistil, Herren
Montreal 1976: Gold, 4 × 200 m Freistil, Herren
- Steve Furniss, Schwimmen (0-0-1)
München 1972: Bronze, 200 m Lagen, Herren
- Evelyn Furtsch, Leichtathletik (1-0-0)
Los Angeles 1932: Gold, 4 × 100 m, Damen

### G
- Dan Gable, Ringen (1-0-0)
München 1972: Gold, Freistil Leichtgewicht, Herren
- George Gaidzik, Wasserspringen (0-0-1)
London 1908: Bronze, Kunstspringen, Herren
- Jason Gailes, Rudern (0-1-0)
Atlanta 1996: Silber, Doppelvierer, Herren
- Francis Gailey, Schwimmen (0-3-1)
St. Louis 1904: Silber, 220 Yards Freistil, Herren
St. Louis 1904: Silber, 440 Yards Freistil, Herren
St. Louis 1904: Silber, 880 Yards Freistil, Herren
St. Louis 1904: Bronze, 1 Meile Freistil, Herren
- Ambrose Gaines, Schwimmen (3-0-0)
Los Angeles 1984: Gold, 100 m Freistil, Herren
Los Angeles 1984: Gold, 4 × 100 m Freistil, Herren
Los Angeles 1984: Gold, 4 × 100 m Lagen, Herren
- Chryste Gaines, Leichtathletik (1-0-1)
Atlanta 1996: Gold, 4 × 100 m, Damen
Sydney 2000: Bronze, 4 × 100 m, Damen
- William Galbraith, Turnen (0-1-0)
Los Angeles 1932: Silber, Tauhangeln, Herren
- Michael Galitzen, Wasserspringen (1-2-1)
Amsterdam 1928: Silber, Kunstspringen 3 m, Herren
Amsterdam 1928: Bronze, Turmspringen, Herren
Los Angeles 1932: Gold, Kunstspringen 3 m, Herren
Los Angeles 1932: Silber, Turmspringen, Herren
- Kim Gallagher, Leichtathletik (0-1-1)
Los Angeles 1984: Silber, 800 m, Damen
Seoul 1988: Bronze, 800 m, Damen
- Vincent Gallagher, Rudern (1-0-0)
Antwerpen 1920: Gold, Achter, Herren
- Jackie Galloway, Taekwondo (0-0-1)
Rio de Janeiro 2016: Bronze, über 67 kg, Damen
- Clarence Gamble, Tennis (0-0-1)
St. Louis 1904: Bronze, Doppel, Herren
- Mark Gangloff, Schwimmen (1-0-0)
Athen 2004: Gold, 4 × 100 m Lagen, Herren
- James Gardiner, Rudern (0-1-0)
Melbourne 1956: Silber, Doppelzweier, Herren
- English Gardner, Leichtathletik (1-1-0)
Rio de Janeiro 2016: Gold, 4 × 100 m, Damen
Tokio 2020: Silber, 4 × 100 m, Damen
- Rulon Gardner, Ringen (1-0-1)
Sydney 2000: Gold, gr.-röm. Superschwergewicht, Herren
Athen 2004: Bronze, gr.-röm. Superschwergewicht, Herren
- Sarah Garner, Rudern (0-0-1)
Sydney 2000: Bronze, Leichtgewichts-Doppelzweier, Damen
- John Garrels, Leichtathletik (0-1-1)
London 1908: Silber, 110 m Hürden, Herren
London 1908: Bronze, Kugelstoßen, Herren
- Robert Garrett, Leichtathletik (2-2-2)
Athen 1896: Gold, Kugelstoßen, Herren
Athen 1896: Gold, Diskuswurf, Herren
Athen 1896: Silber, Hochsprung, Herren
Athen 1896: Silber, Weitsprung, Herren
Paris 1900: Bronze, Dreisprung aus dem Stand, Herren
Paris 1900: Bronze, Kugelstoßen, Herren
- Zach Garrett, Bogenschießen (0-1-0)
Rio de Janeiro 2016: Silber, Mannschaft, Herren
- Thomas Garrigus, Schießen (0-1-0)
Mexiko-Stadt 1968: Silber, Trap, Herren
- Zina Garrison, Tennis (1-0-1)
Seoul 1988: Bronze, Einzel, Damen
Seoul 1988: Gold, Doppel, Damen
- Gregory Gates, Rudern (0-0-1)
London 1948: Bronze, Vierer ohne Steuermann, Herren
- James Gathers, Leichtathletik (0-0-1)
Helsinki 1952: Bronze, 100 m, Herren
- Justin Gatlin, Leichtathletik (1-2-2)
Athen 2004: Gold, 100 m, Herren
Athen 2004: Bronze, 200 m, Herren
Athen 2004: Silber, 4 × 100 m, Herren
London 2012: Bronze, 100 m, Herren
Rio de Janeiro 2016: Silber, 100 m, Herren
- Jason Gatson, Turnen (0-1-0)
Athen 2004: Silber, Mehrkampf Mannschaft, Herren
- Scott Gault, Rudern (0-0-1)
London 2012: Bronze, Vierer ohne Steuermann, Herren
- Mitchell Gaylord, Turnen (1-1-2)
Los Angeles 1984: Gold, Mehrkampf Mannschaft, Herren
Los Angeles 1984: Bronze, Barren, Herren
Los Angeles 1984: Silber, Pferdsprung, Herren
Los Angeles 1984: Bronze, Ringe, Herren
- Michael Gebhardt, Segeln (0-1-1)
Seoul 1988: Bronze, Windsurfen, Herren
Barcelona 1992: Silber, Windsurfen, Herren
- Charlotte Geer, Rudern (0-1-0)
Los Angeles 1984: Silber, Einer, Damen
- John Geiger, Rudern (1-0-0)
Paris 1900: Gold, Achter, Herren
- Frank Genaro, Boxen (1-0-0)
Antwerpen 1920: Gold, Fliegengewicht, Herren
- Steven Genter, Schwimmen (1-2-0)
München 1972: Silber, 200 m Freistil, Herren
München 1972: Silber, 400 m Freistil, Herren
München 1972: Gold, 4 × 200 m Freistil, Herren
- James George, Gewichtheben (0-1-1)
Melbourne 1956: Bronze, Leichtschwergewicht, Herren
Rom 1960: Silber, Leichtschwergewicht, Herren
- Peter George, Gewichtheben (1-2-0)
London 1948: Silber, Mittelgewicht, Herren
Helsinki 1952: Gold, Leichtgewicht, Herren
Melbourne 1956: Silber, Mittelgewicht, Herren
- Redmond Gerard, Snowboard (1-0-0)
Pyeongchang 2018: Gold, Slopestyle, Herren
- Robert Gerhardt, Rudern (0-0-1)
Paris 1924: Bronze, Vierer mit Steuermann, Herren
- Samuel Gerson, Ringen (0-1-0)
Antwerpen 1920: Silber, Freistil Federgewicht, Herren
- Marjorie Gestring, Wasserspringen (1-0-0)
Berlin 1936: Gold, Kunstspringen, Damen
- Matt Ghaffari, Ringen (0-1-0)
Atlanta 1996: Silber, gr.-röm. Superschwergewicht, Herren
- Lauren Gibbs, Bobsport (0-1-0)
Pyeongchang 2018: Silber, Zweier, Damen
- Greg Gibson, Ringen (0-1-0)
Los Angeles 1984: Silber, gr.-röm. Schwergewicht, Herren
- Michelle Gibson, Reiten (0-0-1)
Atlanta 1996: Bronze, Dressur Mannschaft
- Rebecca Giddens, Kanu (0-1-0)
Athen 2004: Silber, Kanuslalom Einer-Kajak, Damen
- Merritt Giffin, Leichtathletik (0-1-0)
London 1908: Silber, Diskuswurf freier Stil, Herren
- Alfred Gilbert, Leichtathletik (1-0-0)
London 1908: Gold, Stabhochsprung, Herren
- Brad Gilbert, Tennis (0-0-1)
Seoul 1988: Bronze, Einzel, Herren
- Virginia Gilder, Rudern (0-1-0)
Los Angeles 1984: Silber, Vierer mit Steuerfrau, Damen
- David Gillanders, Schwimmen (0-0-1)
Rom 1960: Bronze, 200 m Schmetterling, Herren
- Thomas Gilman, Ringen (0-0-1)
Tokio 2020: Bronze, Freistil Bantamgewicht, Herren
- Frederick Gilmore, Boxen (0-0-1)
St. Louis 1904: Bronze, Federgewicht, Herren
- William Gilmore, Rudern (1-1-0)
Paris 1924: Silber, Einer, Herren
Los Angeles 1932: Gold, Doppelzweier, Herren
- Gordon Giovanelli, Rudern (1-0-0)
London 1948: Gold, Vierer mit Steuermann, Herren
- Doug Gjertsen, Schwimmen (1-0-1)
Seoul 1988: Gold, 4 × 200 m Freistil, Herren
Barcelona 1992: Bronze, 4 × 200 m Freistil, Herren
- Harvey Glance, Leichtathletik (1-0-0)
Montreal 1976: Gold, 4 × 100 m, Herren
- Harrison Glancy, Schwimmen (1-0-0)
Paris 1924: Gold, 4 × 200 m Freistil, Herren
- Jay Glaser, Segeln (0-1-0)
Los Angeles 1984: Silber, Tornado, Herren
- Sarah Glaser, Segeln (0-1-0)
Sydney 2000: Silber, 470er, Herren
- Walter Glasgow, Segeln (0-1-0)
Montreal 1976: Silber, Soling, Herren
- Herman Glass, Turnen (1-0-0)
St. Louis 1904: Gold, Ringe, Herren
- Edward Gleason, Schießen (1-0-0)
Stockholm 1912: Gold, Tontaubenschießen Mannschaft, Herren
- Michael Gleason, Rudern (1-0-0)
St. Louis 1904: Gold, Achter, Herren
- Dean Glenesk, Moderner Fünfkampf (0-1-0)
Los Angeles 1984: Silber, Mannschaft, Herren
- Tessa Gobbo, Rudern (1-0-0)
Rio de Janeiro 2016: Gold, Achter, Frauen
- John Godina, Leichtathletik (0-1-1)
Atlanta 1996: Silber, Kugelstoßen, Herren
Sydney 2000: Bronze, Kugelstoßen, Herren
- Elija Godwin, Leichtathletik (0-0-1)
Tokio 2020: Bronze, 4 × 400 m, Mixed
- Nick Goepper, Freestyle-Skiing (0-1-0)
Pyeongchang 2018: Silber, Slopestyle, Herren
- Oscar Goerke, Radsport (0-1-0)
St. Louis 1904: Silber, 2 Meilen, Herren
- Hugo Goetz, Schwimmen (0-1-0)
St. Louis 1904: Silber, 4 × 50 Yards Freistil, Herren
- Arielle Gold, Snowboard (0-0-1)
Pyeongchang 2018: Bronze, Halfpipe, Damen
- Scott Goldblatt, Schwimmen (1-1-0)
Sydney 2000: Silber, 4 × 200 m Freistil, Herren
Athen 2004: Gold, 4 × 200 m Freistil, Herren
- Thomas Gompf, Wasserspringen (0-0-1)
Tokio 1964: Bronze, Turmspringen, Herren
- Paul Gonzales, Boxen (1-0-0)
Los Angeles 1984: Gold, Halbfliegengewicht, Herren
- Anna Goodale, Rudern (1-0-0)
Peking 2008: Gold, Achter, Damen
- Brian Goodell, Schwimmen (2-0-0)
Montreal 1976: Gold, 400 m Freistil, Herren
Montreal 1976: Gold, 1500 m Freistil, Herren
- Leo Goodwin, Schwimmen (1-0-2)
St. Louis 1904: Gold, 4 × 50 Yards Freistil, Herren
St. Louis 1904: Bronze, Kopfweitsprung, Herren
London 1908: Bronze, 4 × 200 m Freistil, Herren
- Fortune Gordien, Leichtathletik (0-1-1)
London 1948: Bronze, Diskuswurf, Herren
Melbourne 1956: Silber, Diskuswurf, Herren
- Ed Gordon, Leichtathletik (1-0-0)
Los Angeles 1932: Gold, Weitsprung, Herren
- Frank Gorman, Wasserspringen (0-1-0)
Tokio 1964: Silber, Kunstspringen, Herren
- James Gorman, Schießen (1-0-1)
London 1908: Bronze, Revolver und Pistole, Herren
London 1908: Gold, Schnellfeuerpistole Mannschaft, Herren
- Mark Gorski, Radsport (1-0-0)
Los Angeles 1984: Gold, Sprint, Herren
- Susan Gossick, Wasserspringen (1-0-0)
Mexiko-Stadt 1968: Gold, Kunstspringen, Damen
- Jay Gould II, Jeu de Paume (1-0-0)
London 1908: Gold, Herren
- Georgia Gould, Radsport (0-0-1)
London 2012: Bronze, Mountainbike, Damen
- Kenneth Gould, Boxen (0-0-1)
Seoul 1988: Bronze, Weltergewicht, Herren
- Edward Gourdin, Leichtathletik (0-1-0)
Paris 1924: Silber, Weitsprung, Herren
- Meredith Gourdine, Leichtathletik (0-1-0)
Helsinki 1952: Silber, Weitsprung, Herren
- Cynthia Goyette, Schwimmen (1-0-0)
Tokio 1964: Gold, 4 × 100 m Lagen, Damen
- Sam Graddy, Leichtathletik (1-1-0)
Los Angeles 1984: Silber, 100 m, Herren
Los Angeles 1984: Gold, 4 × 100 m, Herren
- Jed Graef, Schwimmen (1-0-0)
Tokio 1964: Gold, 200 m Rücken, Herren
- Ephraim Graham, Reiten (0-0-1)
Stockholm 1912: Bronze, Vielseitigkeit Mannschaft, Herren
- Glenn Graham, Leichtathletik (0-1-0)
Paris 1924: Silber, Stabhochsprung, Herren
- James Graham, Schießen (2-0-0)
Stockholm 1912: Gold, Tontaubenschießen, Herren
Stockholm 1912: Gold, Tontaubenschießen Mannschaft, Herren
- Kim Graham, Leichtathletik (1-0-0)
Atlanta 1996: Gold, 4 × 400 m, Damen
- Norris Graham, Rudern (1-0-0)
Los Angeles 1932: Gold, Achter, Herren
- Carolyn Graves, Rudern (1-0-1)
Montreal 1976: Bronze, Achter, Damen
Los Angeles 1984: Gold, Achter, Damen
- Edwin Graves, Rudern (1-0-0)
Antwerpen 1920: Gold, Achter, Herren
- James Graves, Schießen (0-0-1)
Sydney 2000: Bronze, Skeet, Herren
- Laura Graves, Reiten (0-0-1)
Rio de Janeiro 2016: Bronze, Dressur Mannschaft
- Adeline Gray, Ringen (0-1-0)
Tokio 2020: Silber, Freistil Schwergewicht, Damen
- Allisha Gray, Basketball (1-0-0)
Tokio 2020: Gold, 3×3-Basketball, Damen
- Gilbert Gray, Segeln (1-0-0)
Los Angeles 1932: Gold, Star, Herren
- Jamie Lynn Gray, Schießen (1-0-0)
London 2012: Gold, Kleinkaliber-Dreistellungskampf, Damen
- John Gray, Leichtathletik (0-1-0)
Paris 1924: Silber, Crosslauf Mannschaft, Herren
- Johnny Gray, Leichtathletik (0-0-1)
Barcelona 1992: Bronze, 800 m, Herren
- William Grebe, Fechten (0-2-0)
St. Louis 1904: Silber, Säbel Einzel, Herren
St. Louis 1904: Silber, Singlestick, Herren
- Franklin Green, Schießen (0-1-0)
Tokio 1964: Silber, Freie Scheibenpistole, Herren
- Alan Greene, Wasserspringen (0-0-1)
Berlin 1936: Bronze, Kunstspringen 3 m, Herren
- Charles Greene, Leichtathletik (1-0-1)
Mexiko-Stadt 1968: Bronze, 100 m, Herren
Mexiko-Stadt 1968: Gold, 4 × 100 m, Herren
- Joe Greene, Leichtathletik (0-0-2)
Barcelona 1992: Bronze, Weitsprung, Herren
Atlanta 1996: Bronze, Weitsprung, Herren
- Maurice Greene, Leichtathletik (2-1-1)
Sydney 2000: Gold, 100 m, Herren
Sydney 2000: Gold, 4 × 100 m, Herren
Athen 2004: Bronze, 100 m, Herren
Athen 2004: Silber, 4 × 100 m, Herren
- Frank Greer, Rudern (1-0-0)
St. Louis 1904: Gold, Einer, Herren
- Duncan Gregg, Rudern (1-0-0)
Los Angeles 1932: Gold, Achter, Herren
- Steven Gregg, Schwimmen (0-1-0)
Montreal 1976: Silber, 100 m Schmetterling, Herren
- Marion Greig, Rudern (0-0-1)
Montreal 1976: Bronze, Achter, Damen
- Matt Grevers, Schwimmen (3-2-0)
Peking 2008: Silber, 100 m Rücken, Herren
Peking 2008: Gold, 4 × 100 m Freistil, Herren
London 2012: Gold, 100 m Rücken, Herren
London 2012: Silber, 4 × 100 m Freistil, Herren
London 2012: Gold, 4 × 100 m Lagen, Herren
- Alexi Grewal, Radsport (1-0-0)
Los Angeles 1984: Gold, Straße Einzel, Herren
- John Grieb, Turnen (1-1-0)
St. Louis 1904: Gold, Mannschaftsmehrkampf, Herren
St. Louis 1904: Silber, Leichtathletische Kombination, Herren
- Stuart Griffing, Rudern (0-0-1)
London 1948: Bronze, Vierer ohne Steuermann, Herren
- Florence Griffith-Joyner, Leichtathletik (4-1-0)
Los Angeles 1984: Gold, 100 m, Damen
Seoul 1988: Gold, 100 m, Damen
Seoul 1988: Gold, 200 m, Damen
Seoul 1988: Gold, 4 × 100 m, Damen
Seoul 1988: Silber, 4 × 400 m, Damen
- Charles Grimes, Rudern (1-0-0)
Melbourne 1956: Gold, Achter, Herren
- Herman Groman, Leichtathletik (0-0-1)
St. Louis 1904: Bronze, 400 m, Herren
- Edward Gross, Turnen (0-1-0)
Los Angeles 1932: Silber, Tumbling, Herren
- Steven Grylls, Radsport (0-1-0)
Los Angeles 1984: Silber, Mannschaftsverfolgung, Herren
- Michelle Guerette, Rudern (0-1-0)
Peking 2008: Silber, Einer, Damen
- Irene Guest, Schwimmen (1-1-0)
Antwerpen 1920: Silber, 100 m Freistil, Damen
Antwerpen 1920: Gold, 4 × 100 m Freistil, Damen
- Carlette Guidry-White, Leichtathletik (1-0-0)
Barcelona 1992: Gold, 4 × 100 m, Damen
- George Julius Gulack, Turnen (1-0-0)
Los Angeles 1932: Gold, Ringe, Herren
- Adam Gunn, Leichtathletik (0-1-0)
St. Louis 1904: Silber, Zehnkampf, Herren
- Martin Gunnarsson, Schießen (0-0-1)
Tokio 1964: Bronze, Freies Gewehr Dreistellungskampf, Herren
- Hilda Gurney, Reiten (0-0-1)
Montreal 1976: Bronze, Dressur Mannschaft
- Linda Gustavson, Schwimmen (1-1-1)
Mexiko-Stadt 1968: Bronze, 100 m Freistil, Damen
Mexiko-Stadt 1968: Silber, 400 m Freistil, Damen
Mexiko-Stadt 1968: Gold, 4 × 100 m Freistil, Damen
- Bob Gutowski, Leichtathletik (0-1-0)
Melbourne 1956: Silber, Hochsprung, Herren
- Albert Gutterson, Leichtathletik (1-0-0)
Stockholm 1912: Gold, Weitsprung, Herren

### H
- Townley Haas, Schwimmen (1-0-0)
Rio de Janeiro 2016: Gold, 4 × 200 m Freistil, Herren
- Charles Haberkorn, Tauziehen (0-0-1)
St. Louis 1904: Bronze, Tauziehen, Herren
- Bobby Hackett, Schwimmen (0-1-0)
Montreal 1976: Silber, 1500 m Freistil, Herren
- Hal Haenel, Segeln (1-1-0)
Seoul 1988: Silber, Star
Barcelona 1992: Gold, Star
- Joey Hagerty, Turnen (0-0-1)
Peking 2008: Bronze, Mehrkampf Mannschaft, Herren
- Archie Hahn, Leichtathletik (3-0-0)
St. Louis 1904: Gold, 60 m, Herren
St. Louis 1904: Gold, 100 m, Herren
St. Louis 1904: Gold, 200 m, Herren
- Robbie Haines, Segeln (1-0-0)
Los Angeles 1984: Gold, Soling, Herren
- Nicole Haislett, Schwimmen (3-0-0)
Barcelona 1992: Gold, 200 m Freistil, Damen
Barcelona 1992: Gold, 4 × 100 m Freistil, Damen
Barcelona 1992: Gold, 4 × 100 m Lagen, Damen
- Paul Hait, Schwimmen (1-0-0)
Rom 1960: Gold, 4 × 100 m Lagen, Herren
- Stephen Halaiko, Boxen (0-1-0)
Amsterdam 1928: Silber, Leichtgewicht, Herren
- Donald Haldeman, Schießen (1-0-0)
Montreal 1976: Gold, Trap, Herren
- Arman Hall, Leichtathletik (1-0-0)
Rio de Janeiro 2016: Gold, 4 × 400 m, Herren
- David Hall, Leichtathletik (0-0-1)
Paris 1900: Bronze, 800 m, Herren
- Dennis Hall, Ringen (0-1-0)
Atlanta 1996: Silber, gr.-röm. Bantamgewicht, Herren
- Ervin Hall, Leichtathletik (0-1-0)
Mexiko-Stadt 1968: Silber, 110 m Hürden, Herren
- Evelyne Hall, Leichtathletik (0-1-0)
Los Angeles 1932: Silber, 80 m Hürden, Damen
- Frank Hall, Schießen (1-0-0)
Stockholm 1912: Gold, Tontaubenschießen Mannschaft, Herren
- Gary Hall junior, Schwimmen (5-3-2)
Atlanta 1996: Silber, 50 m Freistil, Herren
Atlanta 1996: Silber, 100 m Freistil, Herren
Atlanta 1996: Gold, 4 × 100 m Freistil, Herren
Atlanta 1996: Gold, 4 × 100 m Lagen, Herren
Sydney 2000: Gold, 50 m Freistil, Herren
Sydney 2000: Bronze, 100 m Freistil, Herren
Sydney 2000: Silber, 4 × 100 m Freistil, Herren
Sydney 2000: Gold, 4 × 100 m Lagen, Herren
Athen 2004: Gold, 50 m Freistil, Herren
Athen 2004: Bronze, 4 × 100 m Freistil, Herren
- Gary Hall senior, Schwimmen (1-2-1)
Mexiko-Stadt 1968: Silber, 400 m Lagen, Herren
München 1972: Silber, 200 m Schmetterling, Herren
München 1972: Gold, 4 × 100 m Lagen, Herren
Montreal 1976: Bronze, 100 m Schmetterling, Herren
- Kaye Hall, Schwimmen (2-0-1)
Mexiko-Stadt 1968: Gold, 100 m Rücken, Damen
Mexiko-Stadt 1968: Bronze, 200 m Rücken, Damen
Mexiko-Stadt 1968: Gold, 4 × 100 m Lagen, Damen
- Sam Hall, Wasserspringen (0-1-0)
Rom 1960: Silber, Kunstspringen, Herren
- Winslow Hall, Rudern (1-0-0)
Los Angeles 1932: Gold, Achter, Herren
- Frank Haller, Boxen (0-1-0)
St. Louis 1904: Silber, Federgewicht, Herren
- Robert Halperin, Segeln (0-0-1)
Rom 1960: Bronze, Star, Herren
- Brutus Hamilton, Leichtathletik (0-1-0)
Antwerpen 1920: Silber, Zehnkampf, Herren
- William Hamilton, Leichtathletik (1-0-0)
London 1908: Gold, Olympische Staffel, Herren
- Ed Hamm, Leichtathletik (1-0-0)
Amsterdam 1928: Gold, Weitsprung, Herren
- Morgan Hamm, Turnen (0-1-0)
Athen 2004: Silber, Mehrkampf Mannschaft, Herren
- Paul Hamm, Turnen (1-2-0)
Athen 2004: Silber, Mehrkampf Mannschaft, Herren
Athen 2004: Gold, Mehrkampf Einzel, Herren
Athen 2004: Silber, Reck, Herren
- Sarah Hammer, Radsport (0-4-0)
London 2012: Silber, Mannschaftsverfolgung, Damen
London 2012: Silber, Omnium, Damen
Rio de Janeiro 2016: Silber, Omnium, Damen
Rio de Janeiro 2016: Silber, Mannschaftsverfolgung, Damen
- David Hammond, Schwimmen (0-1-0)
St. Louis 1904: Silber, 4 × 50 Yards Freistil, Herren
- Kathy Hammond, Leichtathletik (0-1-1)
München 1972: Bronze, 400 m, Damen
München 1972: Silber, 4 × 400 m, Damen
- Millard Hampton, Leichtathletik (1-1-0)
Montreal 1976: Silber, 200 m, Herren
Montreal 1976: Gold, 4 × 100 m, Herren
- Vincent Hancock, Schießen (3-0-0)
Peking 2008: Gold, Skeet, Herren
London 2012: Gold, Skeet, Herren
Tokio 2020: Gold, Skeet, Herren
- Louis Handley, Schwimmen (1-0-0)
St. Louis 1904: Gold, 4 × 50 Yards Freistil, Herren
- Henry Jamison Handy, Schwimmen (0-0-1)
St. Louis 1904: Bronze, 440 Yards Brust, Herren
- Richard Hanley, Schwimmen (0-1-0)
Melbourne 1956: Silber, 4 × 200 m Freistil, Herren
- Tommy Hannan, Schwimmen (1-0-0)
Sydney 2000: Gold, 4 × 100 m Lagen, Herren
- Bernhoff Hansen, Ringen (1-0-0)
St. Louis 1904: Gold, Schwergewicht, Herren
- Brendan Hansen, Schwimmen (3-1-2)
Athen 2004: Silber, 100 m Brust, Herren
Athen 2004: Bronze, 200 m Brust, Herren
Athen 2004: Gold, 4 × 100 m Lagen, Herren
Peking 2008: Gold, 4 × 100 m Lagen, Herren
London 2012: Bronze, 100 m Brust, Herren
London 2012: Gold, 4 × 100 m Lagen, Herren
- Fred Hansen, Leichtathletik (1-0-0)
Tokio 1964: Gold, Stabhochsprung, Herren
- Joseph Hansen, Rudern (1-0-0)
Athen 2004: Gold, Achter, Herren
- Louis Harant, Schießen (1-0-0)
Antwerpen 1920: Gold, Armeerevolver 30 m Mannschaft, Herren
- Trey Hardee, Leichtathletik (0-1-0)
London 2012: Silber, Zehnkampf, Herren
- Tim Harden, Leichtathletik (0-1-0)
Atlanta 1996: Silber, 4 × 100 m, Herren
- Glenn Hardin, Leichtathletik (1-1-0)
Los Angeles 1932: Silber, 400 m Hürden, Herren
Berlin 1936: Gold, 400 m Hürden, Herren
- Catherine Hardy, Leichtathletik (1-0-0)
Helsinki 1952: Gold, 4 × 100 m, Damen
- James Hardy, Rudern (1-0-0)
London 1948: Gold, Achter, Herren
- Jessica Hardy, Schwimmen (1-0-1)
London 2012: Bronze, 4 × 100 m Freistil, Damen
London 2012: Gold, 4 × 100 m Lagen, Damen
- Truxtun Hare, Leichtathletik (0-1-1)
Paris 1900: Silber, Hammerwurf, Herren
St. Louis 1904: Bronze, Zehnkampf, Herren
- Bruce Harlan, Wasserspringen (1-1-0)
London 1948: Gold, Kunstspringen, Herren
London 1948: Silber, Turmspringen, Herren
- Arthur Harnden, Leichtathletik (1-0-0)
London 1948: Gold, 4 × 400 m, Herren
- Dawn Harper, Leichtathletik (1-1-0)
Peking 2008: Gold, 100 m Hürden, Damen
London 2012: Silber, 100 m Hürden, Damen
- Donald Harper, Wasserspringen (0-1-0)
Melbourne 1956: Silber, Kunstspringen, Herren
- Dan Harrigan, Schwimmen (0-0-1)
Montreal 1976: Bronze, 200 m Rücken, Herren
- Danny Harris, Leichtathletik (0-1-0)
Los Angeles 1984: Silber, 400 m Hürden, Herren
- Otis Harris, Leichtathletik (1-1-0)
Athen 2004: Silber, 400 m, Herren
Athen 2004: Gold, 4 × 400 m, Herren
- Ronnie Harris, Boxen (0-0-1)
Tokio 1964: Bronze, Leichtgewicht, Herren
- Ronnie Harris, Boxen (1-0-0)
Mexiko-Stadt 1968: Gold, Leichtgewicht, Herren
- William Harris, Schwimmen (0-0-1)
Antwerpen 1920: Bronze, 100 m Freistil, Herren
- Alvin Harrison, Leichtathletik (1-1-0)
Atlanta 1996: Gold, 4 × 400 m, Herren
Sydney 2000: Silber, 400 m, Herren
- George Harrison, Schwimmen (1-0-0)
Rom 1960: Gold, 4 × 200 m Freistil, Herren
- Kayla Harrison, Judo (2-0-0)
London 2012: Gold, Halbschwergewicht, Damen
Rio de Janeiro 2016: Gold, Halbschwergewicht, Damen
- Kendra Harrison, Leichtathletik (0-1-0)
Tokio 2020: Silber, 100 m Hürden, Damen
- Kenny Harrison, Leichtathletik (1-0-0)
Atlanta 1996: Gold, Dreisprung, Herren
- Nevin Harrison, Kanu (1-0-0)
Tokio 2020: Gold, Einer-Canadier 200 m, Damen
- Eddie Hart, Leichtathletik (1-0-0)
München 1972: Gold, 4 × 100 m, Herren
- Glenn Hartranft, Leichtathletik (0-1-0)
Paris 1924: Silber, Kugelstoßen, Herren
- Jim Hartung, Turnen (1-0-0)
Los Angeles 1984: Gold, Mehrkampf Mannschaft, Herren
- Erin Hartwell, Radsport (0-1-1)
Barcelona 1992: Bronze, 1000 m Zeitfahren, Herren
Atlanta 1996: Silber, 1000 m Zeitfahren, Herren
- Natasha Hastings, Leichtathletik (1-0-0)
Rio de Janeiro 2016: Gold, 4 × 400 m, Damen
- Annia Hatch, Turnen (0-2-0)
Athen 2004: Silber, Mehrkampf Mannschaft, Damen
Athen 2004: Silber, Sprung, Damen
- Frank Haubold, Turnen (0-1-1)
Los Angeles 1932: Silber, Mehrkampf Mannschaft, Herren
Los Angeles 1932: Silber, Seitpferd, Herren
- Frank Havens, Kanu (1-1-0)
London 1948: Silber, Einer-Canadier 10.000 m, Herren
Helsinki 1952: Gold, Einer-Canadier 10.000 m, Herren
- Martin Hawkins, Leichtathletik (0-0-1)
Stockholm 1912: Bronze, 110 m Hürden, Herren
- Cheryl Haworth, Gewichtheben (0-0-1)
Sydney 2000: Bronze, Klasse über 75 kg, Damen
- Bob Hayes, Leichtathletik (2-0-0)
Tokio 1964: Gold, 100 m, Herren
Tokio 1964: Gold, 4 × 100 m, Herren
- Bruce Hayes, Schwimmen (1-0-0)
Los Angeles 1984: Gold, 4 × 200 m Freistil, Herren
- Joanna Hayes, Leichtathletik (1-0-0)
Athen 2004: Gold, 110 m Hürden, Damen
- John Hayes, Leichtathletik (1-0-0)
London 1908: Gold, Marathon, Herren
- George Heals, Rudern (0-1-0)
Amsterdam 1928: Silber, Vierer ohne Steuermann, Herren
- Pamela Healy, Segeln (0-0-1)
Barcelona 1992: Bronze, 470er, Damen
- Lacey Hearn, Leichtathletik (0-1-1)
St. Louis 1904: Bronze, 1500 m, Herren
St. Louis 1904: Silber, Mannschaftslauf
- Michael Heath, Schwimmen (2-1-0)
Los Angeles 1984: Silber, 200 m Freistil, Herren
Los Angeles 1984: Gold, 4 × 100 m Freistil, Herren
Los Angeles 1984: Gold, 4 × 200 m Freistil, Herren
- Harry Hebner, Schwimmen (1-1-1)
London 1908: Bronze, 4 × 200 m Freistil, Herren
Stockholm 1912: Gold, 100 m Rücken, Herren
Stockholm 1912: Silber, 4 × 200 m Freistil, Herren
- Duvall Hecht, Rudern (1-0-0)
Melbourne 1956: Gold, Zweier ohne Steuermann, Herren
- Whitney Hedgepeth, Schwimmen (0-2-0)
Atlanta 1996: Silber, 100 m Rücken, Damen
Atlanta 1996: Silber, 200 m Rücken, Damen
- Benjamin Hedges, Leichtathletik (0-1-0)
Amsterdam 1928: Silber, Hochsprung, Herren
- Edwin Hedley, Rudern (1-0-0)
Paris 1900: Gold, Achter, Herren
- Steve Hegg, Radsport (1-1-0)
Los Angeles 1984: Gold, 4000 m Einerverfolgung, Herren
Los Angeles 1984: Silber, Mannschaftsverfolgung, Herren
- Anton Heida, Turnen (5-1-0)
St. Louis 1904: Gold, Mannschaftsmehrkampf, Herren
St. Louis 1904: Gold, Einzelmehrkampf Gymnastic, Herren
St. Louis 1904: Silber, Barren, Herren
St. Louis 1904: Gold, Pferdsprung, Herren
St. Louis 1904: Gold, Reck, Herren
St. Louis 1904: Gold, Seitpferd, Herren
- Jerry Heidenreich, Schwimmen (2-1-1)
München 1972: Silber, 100 m Freistil, Herren
München 1972: Bronze, 100 m Schmetterling, Herren
München 1972: Gold, 4 × 100 m Freistil, Herren
München 1972: Gold, 4 × 100 m Lagen, Herren
- Lou Heim, Rudern (0-0-1)
St. Louis 1904: Bronze, Vierer ohne Steuermann, Herren
- John Hein, Ringen (0-1-0)
St. Louis 1904: Silber, Papiergewicht, Herren
- Gustave Heiss, Fechten (0-0-1)
Los Angeles 1932: Bronze, Degen Mannschaft, Herren
- Ryan Held, Schwimmen (1-0-0)
Rio de Janeiro 2016: Gold, 4 × 100 m Freistil, Herren
- Alan Helffrich, Leichtathletik (1-0-0)
Paris 1924: Gold, 4 × 400 m, Herren
- Russell Hellickson, Ringen (0-1-0)
Montreal 1976: Silber, Freistil Schwergewicht, Herren
- Brenda Helser, Schwimmen (1-0-0)
London 1948: Gold, 4 × 100 m Freistil, Damen
- Matt Hemingway, Leichtathletik (0-1-0)
Athen 2004: Silber, Hochsprung, Herren
- John Hencken, Schwimmen (4-1-1)
München 1972: Bronze, 100 m Brust, Herren
München 1972: Gold, 200 m Brust, Herren
München 1972: Gold, 4 × 100 m Lagen, Herren
Montreal 1976: Gold, 100 m Brust, Herren
Montreal 1976: Silber, 200 m Brust, Herren
Montreal 1976: Gold, 4 × 100 m Lagen, Herren
- Jeff Henderson, Leichtathletik (1-0-0)
Rio de Janeiro 2016: Gold, Weitsprung, Herren
- Mark Henderson, Schwimmen (1-0-0)
Atlanta 1996: Gold, 4 × 100 m Lagen, Herren
- Monique Henderson, Leichtathletik (2-0-0)
Athen 2004: Gold, 4 × 400 m, Damen
Peking 2008: Gold, 4 × 400 m, Damen
- John Hendrickson, Schießen (1-0-0)
Stockholm 1912: Gold, Tontaubenschießen Mannschaft, Herren
- James Henigan, Leichtathletik (0-1-0)
Paris 1924: Silber, Crosslauf Mannschaft, Herren
- Monique Hennagan, Leichtathletik (2-0-0)
Sydney 2000: Gold, 4 × 400 m, Damen
Athen 2004: Gold, 4 × 400 m, Damen
- Jan Henne, Schwimmen (2-1-1)
Mexiko-Stadt 1968: Gold, 100 m Freistil, Damen
Mexiko-Stadt 1968: Silber, 200 m Freistil, Damen
Mexiko-Stadt 1968: Bronze, 200 m Lagen, Damen
Mexiko-Stadt 1968: Gold, 4 × 100 m Freistil, Damen
- Jill Henneberg, Reiten (0-1-0)
Atlanta 1996: Silber, Vielseitigkeit Mannschaft
- Edward Henning, Turnen (2-0-0)
St. Louis 1904: Gold, Reck, Herren
St. Louis 1904: Gold, Keulenschwingen, Herren
- Frank Henry, Reiten (1-2-0)
London 1948: Silber, Dressur Mannschaft
London 1948: Gold, Vielseitigkeit Mannschaft
London 1948: Silber, Vielseitigkeit Einzel
- Guy Henry, Reiten (0-0-1)
Stockholm 1912: Bronze, Vielseitigkeit Mannschaft, Herren
- James Henry, Wasserspringen (0-0-1)
Mexiko-Stadt 1968: Bronze, Kunstspringen, Herren
- Josiah Henson, Ringen (0-0-1)
Helsinki 1952: Bronze, Freistil Federgewicht, Herren
- Samuel Henson, Ringen (0-1-0)
Sydney 2000: Silber, Freistil Fliegengewicht, Herren
- Douglas Herland, Rudern (0-0-1)
Los Angeles 1984: Bronze, Zweier mit Steuermann, Herren
- Lauren Hernandez, Turnen (1-1-0)
Rio de Janeiro 2016: Gold, Mehrkampf Mannschaft, Damen
Rio de Janeiro 2016: Silber, Schwebebalken, Damen
- Nico Hernández, Boxen (0-0-1)
Rio de Janeiro 2016: Bronze, Halbfliegengewicht, Herren
- Horace Herring, Boxen (0-1-0)
London 1948: Silber, Weltergewicht, Herren
- William Hermann, Turnen (0-0-1)
Los Angeles 1932: Bronze, Tumbling, Herren
- Max Hess, Turnen (1-0-0)
St. Louis 1904: Gold, Mannschaftsmehrkampf, Herren
- Charles Hickcox, Schwimmen (3-1-0)
Mexiko-Stadt 1968: Silber, 100 m Rücken, Herren
Mexiko-Stadt 1968: Gold, 200 m Lagen, Herren
Mexiko-Stadt 1968: Gold, 400 m Lagen, Herren
Mexiko-Stadt 1968: Gold, 4 × 200 m Lagen, Herren
- Thomas Hicks, Leichtathletik (1-0-0)
St. Louis 1904: Gold, Marathon, Herren
- Sarah Hildebrandt, Ringen (0-0-1)
Tokio 2020: Bronze, Freistil Fliegengewicht, Damen
- James Hill, Schießen (0-1-0)
Rom 1960: Silber, Kleinkaliber liegend, Herren
- Ralph Hill, Leichtathletik (0-1-0)
Los Angeles 1932: Silber, 5000 m, Herren
- Thomas Hill, Leichtathletik (0-0-1)
München 1972: Bronze, 110 m Hürden, Herren
- Virgil Hill, Boxen (0-1-0)
Los Angeles 1984: Silber, Mittelgewicht, Herren
- Harry Hillman, Leichtathletik (3-0-1)
St. Louis 1904: Gold, 400 m, Herren
St. Louis 1904: Gold, 200 m Hürden, Herren
St. Louis 1904: Gold, 400 m Hürden, Herren
London 1908: Bronze, 400 m Hürden, Herren
- Ralph Hills, Leichtathletik (0-0-1)
Paris 1924: Bronze, Kugelstoßen, Herren
- Natalie Hinds, Schwimmen (0-0-1)
Tokio 2020: Bronze, 4 × 100 m Freistil, Damen
- Sidney Hinds, Schießen (1-0-0)
Paris 1924: Gold, Freies Gewehr Mannschaft, Herren
- Jim Hines, Leichtathletik (2-0-0)
Mexiko-Stadt 1968: Gold, 100 m, Herren
Mexiko-Stadt 1968: Gold, 4 × 100 m, Herren
- Bryant Hines, Ringen (0-0-1)
Paris 1924: Bronze, Freistil Bantamgewicht, Herren
- Frederick Hird, Schießen (1-0-2)
Stockholm 1912: Gold, Kleinkaliber 50 m, Herren
Stockholm 1912: Bronze, Kleinkaliber 50 m Mannschaft, Herren
Stockholm 1912: Bronze, Kleinkaliber 25 m Mannschaft, Herren
- Michael Hixon, Wasserspringen (0-2-0)
Rio de Janeiro 2016: Silber, Synchronspringen 3 m, Herren
Tokio 2020: Silber, Synchronspringen 3 m, Herren
- Aleia Hobbs, Leichtathletik (0-1-0)
Tokio 2020: Silber, 4 × 100 m, Damen
- Franklin Hobbs, Rudern (0-1-0)
München 1972: Silber, Achter, Herren
- William Hobbs, Rudern (0-1-0)
München 1972: Silber, Achter, Herren
- John Hoben, Rudern (0-1-0)
St. Louis 1904: Silber, Doppelzweier, Herren
- Daniel Hodge, Ringen (0-1-0)
Melbourne 1956: Silber, Freistil Mittelgewicht, Herren
- Margaret Hoelzer, Schwimmen (0-1-1)
Peking 2008: Bronze, 100 m Rücken, Damen
Peking 2008: Silber, 200 m Rücken, Damen
- Richard Hoepfner, Segeln (0-1-0)
Montreal 1976: Silber, Soling, Herren
- Katie Hoff, Schwimmen (0-1-2)
Peking 2008: Silber, 400 m Freistil, Damen
Peking 2008: Bronze, 400 m Lagen, Damen
Peking 2008: Bronze, 4 × 200 m Freistil, Damen
- Reese Hoffa, Leichtathletik (0-0-1)
London 2012: Bronze, Kugelstoßen, Herren
- Paul Hoffman, Rudern (0-1-0)
München 1972: Silber, Achter, Herren
- William Hogenson, Leichtathletik (0-1-2)
St. Louis 1904: Silber, 60 m, Herren
St. Louis 1904: Bronze, 100 m, Herren
St. Louis 1904: Bronze, 200 m, Herren
- Nancy Hogshead, Schwimmen (3-1-0)
Los Angeles 1984: Gold, 100 m Freistil, Damen
Los Angeles 1984: Silber, 200 m Lagen, Damen
Los Angeles 1984: Gold, 4 × 100 m Freistil, Damen
Los Angeles 1984: Gold, 4 × 100 m Lagen, Damen
- Mari Holden, Radsport (0-1-0)
Sydney 2000: Silber, Straße Einzelzeitfahren, Damen
- William Holland, Leichtathletik (0-1-0)
Paris 1900: Silber, 400 m, Herren
- Grant Holloway, Leichtathletik (0-1-0)
Tokio 2020: Silber, 110 m Hürden, Herren
- Eleanor Holm, Schwimmen (1-0-0)
Los Angeles 1932: Gold, 100 m Rücken, Damen
- Evander Holyfield, Boxen (0-0-1)
Los Angeles 1984: Bronze, Halbschwergewicht, Herren
- Daryl Homer, Fechten (0-1-0)
Rio de Janeiro 2016: Silber, Säbel Einzel, Herren
- Conrad Homfeld, Reiten (1-1-0)
Los Angeles 1984: Silber, Springreiten Einzel
Los Angeles 1984: Gold, Springreiten Mannschaft
- Francis Honeycutt, Fechten (0-0-1)
Antwerpen 1920: Bronze, Florett Mannschaft, Herren
- Darrow Hooper, Leichtathletik (0-1-0)
Helsinki 1952: Silber, Kugelstoßen, Herren
- Beau Hoopman, Rudern (1-0-1)
Athen 2004: Gold, Achter, Herren
Peking 2008: Bronze, Achter, Herren
- George Horine, Leichtathletik (0-0-1)
Stockholm 1912: Bronze, Hochsprung, Herren
- Bill Horr, Leichtathletik (0-1-1)
London 1908: Bronze, Diskuswurf freier Stil, Herren
London 1908: Silber, Diskuswurf griechischer Stil, Herren
- Jack Horsley, Schwimmen (0-0-1)
Mexiko-Stadt 1968: Bronze, 200 m Rücken, Herren
- Charles Horter, Segeln (0-0-1)
München 1972: Bronze, Drachen, Herren
- Jonathan Horton, Turnen (0-1-1)
Peking 2008: Silber, Reck, Herren
Peking 2008: Bronze, Mehrkampf Mannschaft, Herren
- Charlie Houchin, Schwimmen (1-0-0)
London 2012: Gold, 4 × 200 m Freistil, Herren
- Charles Hough, Reiten (0-0-1)
Helsinki 1952: Bronze, Vielseitigkeit, Mannschaft
- Lawrence Hough, Rudern (0-1-0)
Mexiko-Stadt 1968: Silber, Zweier ohne Steuermann, Herren
- Bud Houser, Leichtathletik (3-0-0)
Paris 1924: Gold, Kugelstoßen, Herren
Paris 1924: Gold, Diskuswurf, Herren
Amsterdam 1928: Gold, Diskuswurf, Herren
- Denean Howard, Leichtathletik (0-1-0)
Seoul 1988: Silber, 4 × 400 m, Damen
- Dick Howard, Leichtathletik (0-0-1)
Rom 1960: Bronze, 400 m Hürden, Herren
- Sherri Howard, Leichtathletik (1-0-0)
Los Angeles 1984: Gold, 4 × 400 m, Damen
- Matilda Howell, Bogenschießen (3-0-0)
St. Louis 1904: Gold, Double Nation Round, Damen
St. Louis 1904: Gold, Double Columbia Round, Damen
St. Louis 1904: Gold, Team Round, Damen
- Richard Howell, Schwimmen (1-0-0)
Paris 1924: Gold, 4 × 200 m Freistil, Herren
- William Hoyt, Leichtathletik (1-0-0)
Athen 1896: Gold, Stabhochsprung, Herren
- Charles Hubbard, Bogenschießen (0-1-0)
St. Louis 1904: Silber, Team American Round, Herren
- DeHart Hubbard, Leichtathletik (1-0-0)
Paris 1924: Gold, Weitsprung, Herren
- Joe Hudepohl, Schwimmen (2-0-1)
Barcelona 1992: Gold, 4 × 100 m Freistil, Herren
Barcelona 1992: Bronze, 4 × 200 m Freistil, Herren
Atlanta 1996: Gold, 4 × 200 m Freistil, Herren
- Martha Hudson, Leichtathletik (1-0-0)
Rom 1960: Gold, 4 × 100 m, Damen
- John Huettner, Segeln (1-0-0)
Los Angeles 1932: Gold, 8 m Klasse, Herren
- Chris Huffins, Leichtathletik (0-0-1)
Sydney 2000: Bronze, Zehnkampf, Herren
- Frank Hughes, Schießen (1-0-1)
Paris 1924: Gold, Tontaubenschießen Mannschaft, Herren
Paris 1924: Bronze, Tontaubenschießen, Herren
- Justin Huish, Bogenschießen (2-0-0)
Atlanta 1996: Gold, Einzel, Herren
Atlanta 1996: Gold, Mannschaft, Herren
- Donald Hume, Rudern (1-0-0)
Berlin 1936: Gold, Achter, Herren
- Terin Humphrey, Turnen (0-2-0)
Athen 2004: Silber, Mehrkampf Mannschaft, Damen
Athen 2004: Silber, Stufenbarren, Damen
- George Hunt, Rudern (1-0-0)
Berlin 1936: Gold, Achter, Herren
- James Hunt, Segeln (1-0-0)
Rom 1960: Gold, 5,5 R-Klasse, Herren
- Frank Hunter, Tennis (1-0-0)
Paris 1924: Gold, Doppel, Herren
- Joni Huntley, Leichtathletik (0-0-1)
Los Angeles 1984: Bronze, Hochsprung, Damen
- Courtney Hurley, Fechten (0-0-1)
London 2012: Bronze, Degen Mannschaft, Damen
- Kelley Hurley, Fechten (0-0-1)
London 2012: Bronze, Degen Mannschaft, Damen
- Marcus Hurley, Radsport (4-0-1)
St. Louis 1904: Gold, 1/4 Meile, Herren
St. Louis 1904: Gold, 1/3 Meile, Herren
St. Louis 1904: Gold, 1/2 Meile, Herren
St. Louis 1904: Gold, 1 Meile, Herren
St. Louis 1904: Bronze, 2 Meilen, Herren
- Torri Huske, Schwimmen (0-1-0)
Tokio 2020: Silber, 4 × 100 m Lagen, Damen
- Frank Hussey, Leichtathletik (1-0-0)
Paris 1924: Gold, 4 × 100 m, Herren
- Ken Huszagh, Schwimmen (0-1-1)
Stockholm 1912: Bronze, 100 m Freistil, Herren
Stockholm 1912: Silber, 4 × 200 m Freistil, Herren
- Misty Hyman, Schwimmen (1-0-0)
Sydney 2000: Gold, 200 m Schmetterling, Damen
- Nick Hysong, Leichtathletik (1-0-0)
Sydney 2000: Gold, Stabhochsprung, Herren

### I
- Bruce Ibbetson, Rudern (0-1-0)
Los Angeles 1984: Silber, Achter, Herren
- Gary Ilman, Schwimmen (2-0-0)
Tokio 1964: Gold, 4 × 100 m Freistil, Herren
Tokio 1964: Gold, 4 × 200 m Freistil, Herren
- Race Imboden, Fechten (0-0-2)
Rio de Janeiro 2016: Bronze, Florett Mannschaft, Herren
Tokio 2020: Bronze, Florett Mannschaft, Herren
- Sim Iness, Leichtathletik (1-0-0)
Helsinki 1952: Gold, Diskuswurf, Herren
- Sheila Ingram, Leichtathletik (0-1-0)
Montreal 1976: Silber, 4 × 400 m, Damen
- Joshua Inman, Rudern (0-0-1)
Peking 2008: Bronze, Achter, Herren
- Kristian Ipsen, Wasserspringen (0-0-1)
London 2012: Bronze, Synchronspringen 3 m, Herren
- Lynna Irby, Leichtathletik (1-0-1)
Tokio 2020: Gold, 4 × 400 m, Damen
Tokio 2020: Bronze, 4 × 400 m, Mixed
- Frank Irons, Leichtathletik (1-0-0)
London 1908: Gold, Weitsprung, Herren
- Juno Irwin, Wasserspringen (0-1-1)
Helsinki 1952: Bronze, Turmspringen, Damen
Melbourne 1956: Silber, Turmspringen, Damen
- J. J. Isler, Segeln (0-1-1)
Barcelona 1992: Bronze, 470er, Damen
Sydney 2000: Silber, 470er, Damen
- Nick Itkin, Fechten (0-0-1)
Tokio 2020: Bronze, Florett Mannschaft, Herren
- Edward Ives, Rudern (0-1-0)
Los Angeles 1984: Silber, Vierer mit Steuermann, Herren
- Mitchell Ivey, Schwimmen (1-1-1)
Mexiko-Stadt 1968: Silber, 200 m Rücken, Herren
München 1972: Bronze, 200 m Rücken, Herren
München 1972: Gold, 4 × 100 m Lagen, Herren

### J
- Arthur Jackson, Schießen (0-0-1)
Helsinki 1952: Bronze, Kleinkaliber liegend, Herren
- Bershawn Jackson, Leichtathletik (0-0-1)
Peking 2008: Bronze, 400 m, Herren
- John Jackson, Schießen (1-0-1)
Stockholm 1912: Bronze, Armeegewehr 600 m, Herren
Stockholm 1912: Gold, Armeegewehr Mannschaft, Herren
- Joseph Jackson, Schießen (3-0-0)
Antwerpen 1920: Gold, Armeegewehr liegend 300 m Mannschaft, Herren
Antwerpen 1920: Gold, Armeegewehr liegend 600 m Mannschaft, Herren
Antwerpen 1920: Gold, Armeegewehr liegend 300 m und 600 m Mannschaft, Herren
- Kevin Jackson, Ringen (1-0-0)
Barcelona 1992: Gold, Freistil Mittelgewicht, Herren
- Trina Jackson, Schwimmen (1-0-0)
Atlanta 1996: Gold, 4 × 200 m Freistil, Damen
- Joe Jacobi, Kanu (1-0-0)
Barcelona 1992: Gold, Kanuslalom Zweier-Canadier, Herren
- Charles Jacobs, Leichtathletik (0-0-1)
London 1908: Bronze, Stabhochsprung, Herren
- Christopher Jacobs, Schwimmen (2-1-0)
Seoul 1988: Silber, 100 m Freistil, Herren
Seoul 1988: Gold, 4 × 100 m Freistil, Herren
Seoul 1988: Gold, 4 × 100 m Lagen, Herren
- Harry Jacobs, Tauziehen (0-0-1)
St. Louis 1904: Bronze, Tauziehen, Herren
- Sada Jacobson, Fechten (0-1-2)
Athen 2004: Bronze, Säbel Einzel, Damen
Peking 2008: Bronze, Säbel Mannschaft, Damen
Peking 2008: Silber, Säbel Einzel, Damen
- Charles Jacobus, Roque (1-0-0)
St. Louis 1904: Gold, Herren
- Lydia Jacoby, Schwimmen (1-1-0)
Tokio 2020: Gold, 100 m Brust, Damen
Tokio 2020: Silber, 4 × 100 m Lagen, Damen
- Virgil Jacomini, Rudern (1-0-0)
Antwerpen 1920: Gold, Achter, Herren
- Lisa Ann Jacquin, Reiten (0-1-0)
Seoul 1988: Silber, Springreiten Mannschaft
- Tracy Jaeckel, Fechten (0-0-1)
Los Angeles 1932: Bronze, Degen Mannschaft, Herren
- Connor Jaeger, Schwimmen (0-1-0)
Rio de Janeiro 2016: Silber, 1500 m Freistil, Herren
- Scott Jaffe, Schwimmen (0-0-1)
Barcelona 1992: Bronze, 4 × 200 m Freistil, Herren
- Evan Jager, Leichtathletik (0-1-0)
Rio de Janeiro 2016: Silber, 3000 m Hindernis, Herren
- Tom Jager, Schwimmen (2-1-1)
Seoul 1988: Silber, 50 m Freistil, Herren
Seoul 1988: Gold, 4 × 100 m Freistil, Herren
Barcelona 1992: Bronze, 100 m Freistil, Herren
Barcelona 1992: Gold, 4 × 100 m Freistil, Herren
- Barton Jahncke, Segeln (1-0-0)
Mexiko-Stadt 1968: Gold, Drachen, Herren
- Larry James, Leichtathletik (1-1-0)
Mexiko-Stadt 1968: Silber, 400 m, Herren
Mexiko-Stadt 1968: Gold, 4 × 100 m, Herren
- Lee James, Gewichtheben (0-1-0)
Montreal 1976: Silber, Mittelschwergewicht, Herren
- Brian Jamieson, Rudern (0-1-0)
Atlanta 1996: Silber, Doppelvierer, Herren
- Herbert Jamison, Leichtathletik (0-1-0)
Athen 1896: Silber, 400 m, Herren
- Frank Jarvis, Leichtathletik (1-0-0)
Paris 1900: Gold, 100 m, Herren
- Megan Jastrab, Radsport (0-0-1)
Tokio 2020: Bronze, Mannschaftsverfolgung Bahn, Damen
- Burton Jastram, Rudern (1-0-0)
Los Angeles 1932: Gold, Achter, Herren
- Chester Jastremski, Schwimmen (0-0-1)
Tokio 1964: Bronze, 200 m Brust, Herren
- Robert Jaugstetter, Rudern (0-1-0)
Los Angeles 1984: Silber, Achter, Herren
- George Jefferson, Leichtathletik (0-0-1)
Los Angeles 1932: Bronze, Stabhochsprung, Herren
- Thomas Jefferson, Leichtathletik (0-0-1)
Los Angeles 1984: Bronze, 200 m, Herren
- Rhi Jeffrey, Schwimmen (1-0-0)
Athen 2004: Gold, 4 × 200 m Freistil, Damen
- Sidney Jelinek, Rudern (0-0-1)
Paris 1924: Bronze, Vierer mit Steuermann, Herren
- Charles Jenkins, Leichtathletik (2-0-0)
Melbourne 1956: Gold, 400 m, Herren
Melbourne 1956: Gold, 4 × 400 m, Herren
- Bruce Jenner, Leichtathletik (1-0-0)
Montreal 1976: Gold, Zehnkampf, Herren
- Edward Jennings, Rudern (1-0-1)
Paris 1924: Bronze, Zweier mit Steuermann, Herren
Los Angeles 1932: Gold, Zweier Mit Steuermann, Herren
- Lynn Jennings, Leichtathletik (0-0-1)
Barcelona 1992: Bronze, 10.000 m, Damen
- Terrence Jennings, Taekwondo (0-0-1)
London 2012: Bronze, Klasse bis 68 kg, Herren
- Larsen Jensen, Schwimmen (0-1-1)
Athen 2004: Silber, 1500 m Freistil, Herren
Peking 2008: Bronze, 400 m Freistil, Herren
- Carmelita Jeter, Leichtathletik (1-1-1)
London 2012: Silber, 100 m, Damen
London 2012: Bronze, 200 m, Damen
London 2012: Gold, 4 × 100 m, Damen
- Lynne Jewell, Segeln (1-0-0)
Seoul 1988: Gold, 470er, Damen
- Wanda Jewell, Schießen (0-0-1)
Los Angeles 1984: Bronze, Kleinkaliber-Dreistellungskampf, Damen
- Linda Jezek, Schwimmen (0-1-0)
Montreal 1976: Silber, 4 × 100 m Lagen, Damen
- Pamela Jiles, Leichtathletik (0-1-0)
Montreal 1976: Silber, 4 × 400 m, Damen
- John Joachim, Rudern (0-0-1)
St. Louis 1904: Bronze, Zweier ohne Steuermann, Herren
- Brian Job, Schwimmen (0-0-1)
Mexiko-Stadt 1968: Bronze, 200 m Brust, Herren
- Alfred Jochim, Turnen (0-2-0)
Los Angeles 1932: Silber, Mehrkampf Mannschaft, Herren
Los Angeles 1932: Silber, Pferdsprung, Herren
- Helen Johns, Schwimmen (1-0-0)
Los Angeles 1932: Gold, 4 × 100 m Freistil, Damen
- Allen Johnson, Leichtathletik (1-0-0)
Atlanta 1996: Gold, 110 m Hürden, Herren
- Butch Johnson, Bogenschießen (1-0-1)
Atlanta 1996: Gold, Mannschaft, Herren
Sydney 2000: Bronze, Mannschaft, Herren
- Carl Johnson, Leichtathletik (0-1-0)
Antwerpen 1920: Silber, Weitsprung, Herren
- Charles Johnson, Ringen (0-0-1)
Antwerpen 1920: Bronze, Freistil Mittelgewicht, Herren
- Cornelius Johnson, Leichtathletik (1-0-0)
Berlin 1936: Gold, Hochsprung, Herren
- Dave Johnson, Leichtathletik (0-0-1)
Barcelona 1992: Bronze, Zehnkampf, Herren
- Earl Johnson, Leichtathletik (0-1-1)
Paris 1924: Bronze, Crosslauf Einzel, Herren
Paris 1924: Silber, Crosslauf Mannschaft, Herren
- Jan Johnson, Leichtathletik (0-0-1)
München 1972: Bronze, Stabhochsprung, Herren
- Jenna Johnson, Schwimmen (1-1-0)
Los Angeles 1984: Silber, 100 m Schmetterling, Damen
Los Angeles 1984: Gold, 4 × 100 m Freistil, Damen
- Katherine Johnson, Rudern (0-1-0)
Athen 2004: Silber, Achter, Damen
- Kathy Johnson, Turnen (0-1-1)
Los Angeles 1984: Silber, Mehrkampf Mannschaft, Damen
Los Angeles 1984: Bronze, Schwebebalken, Damen
- Laurence Johnson, Leichtathletik (0-1-0)
Sydney 2000: Silber, Stabhochsprung, Herren
- Michael Johnson, Leichtathletik (4-0-0)
Barcelona 1992: Gold, 4 × 400 m, Herren
Atlanta 1996: Gold, 200 m, Herren
Atlanta 1996: Gold, 400 m, Herren
Sydney 2000: Gold, 400 m, Herren
- Marvin Johnson, Boxen (0-0-1)
München 1972: Bronze, Mittelgewicht, Herren
- Nancy Johnson, Schießen (1-0-0)
Sydney 2000: Gold, Luftgewehr 10 m, Herren
- Philip Johnson, Rudern (0-1-0)
Mexiko-Stadt 1968: Silber, Zweier ohne Steuermann, Herren
- Rafer Johnson, Leichtathletik (1-1-0)
Melbourne 1956: Silber, Zehnkampf, Herren
Rom 1960: Gold, Zehnkampf, Herren
- Scott Johnson, Turnen (1-0-0)
Los Angeles 1984: Gold, Mehrkampf Mannschaft, Herren
- Shawn Johnson, Turnen (1-3-0)
Peking 2008: Silber, Mehrkampf Einzel, Damen
Peking 2008: Gold, Schwebebalken, Damen
Peking 2008: Silber, Boden, Damen
Peking 2008: Silber, Mehrkampf Mannschaft, Damen
- Sidney Johnson, Tauziehen (1-0-0)
St. Louis 1904: Gold, Tauziehen, Herren
- Steele Johnson, Wasserspringen (0-1-0)
Rio de Janeiro 2016: Silber, Synchronspringen 10 m, Herren
- Steve Johnson, Tennis (0-0-1)
Rio de Janeiro 2016: Bronze, Doppel, Herren
- Abby Johnston, Wasserspringen (0-1-0)
London 2012: Silber, Synchronspringen 3 m, Damen
- Donald Johnston, Rudern (1-0-0)
Antwerpen 1920: Gold, Achter, Herren
- Allison Jolly, Segeln (1-0-0)
Seoul 1988: Gold, 470er, Damen
- Wadeline Jonathas, Leichtathletik (1-0-0)
Tokio 2020: Gold, 4 × 400 m, Damen
- Alfred Jones, Boxen (0-0-1)
Mexiko-Stadt 1968: Bronze, Mittelgewicht, Herren
- Barbara Jones, Leichtathletik (2-0-0)
Helsinki 1952: Gold, 4 × 100 m, Damen
Rom 1960: Gold, 4 × 100 m, Damen
- Cullen Jones, Schwimmen (2-2-0)
Peking 2008: Gold, 4 × 100 m Freistil, Herren
London 2012: Silber, 50 m Freistil, Herren
London 2012: Silber, 4 × 100 m Freistil, Herren
London 2012: Gold, 4 × 100 m Lagen, Herren
- Earl Jones, Leichtathletik (0-0-1)
Los Angeles 1984: Bronze, 800 m, Herren
- Esther Jones, Leichtathletik (1-0-0)
Barcelona 1992: Gold, 4 × 100 m, Damen
- Hayes Jones, Leichtathletik (1-0-1)
Rom 1960: Bronze, 110 m Hürden, Herren
Tokio 1964: Gold, 110 m Hürden, Herren
- Johnny Jones, Leichtathletik (1-0-0)
Montreal 1976: Gold, 4 × 100 m, Herren
- Lou Jones, Leichtathletik (1-0-0)
Melbourne 1956: Gold, 4 × 400 m, Herren
- Marcia Jones Smoke, Kanu (0-0-1)
Tokio 1964: Bronze, Einer-Kajak 500 m, Damen
- Marion Jones, Tennis (0-0-1)
Paris 1900: Bronze, Damen
- Nate Jones, Boxen (0-0-1)
Atlanta 1996: Bronze, Schwergewicht, Herren
- Oshae Jones, Boxen (0-0-1)
Tokio 2020: Bronze, Weltergewicht, Damen
- Roy Jones jr., Boxen (0-1-0)
Seoul 1988: Silber, Halbmittelgewicht, Herren
- Samuel Jones, Leichtathletik (1-0-0)
St. Louis 1904: Gold, Hochsprung, Herren
- Zeke Jones, Ringen (0-1-0)
Barcelona 1992: Silber, Freistil Fliegengewicht, Herren
- Shaun Jordan, Schwimmen (1-0-0)
Barcelona 1992: Gold, 4 × 100 m Freistil, Herren
- William Jordan, Rudern (1-0-0)
Antwerpen 1920: Gold, Achter, Herren
- Daniel Jorgensen, Schwimmen (0-0-1)
Barcelona 1992: Bronze, 4 × 200 m Freistil, Herren
- Gwen Jorgensen, Triathlon (1-0-0)
Rio de Janeiro 2016: Gold, Damen
- Janel Jorgensen, Schwimmen (0-1-0)
Seoul 1988: Silber, 4 × 100 m Lagen, Damen
- Karen Josephson, Synchronschwimmen (1-1-0)
Seoul 1988: Silber, Duett, Damen
Barcelona 1992: Gold, Einzel, Damen
- Sarah Josephson, Synchronschwimmen (1-1-0)
Seoul 1988: Silber, Duett, Damen
Barcelona 1992: Gold, Einzel, Damen
- Kara Lynn Joyce, Schwimmen (0-3-0)
Athen 2004: Silber, 4 × 100 m Freistil, Damen
Athen 2004: Silber, 4 × 100 m Lagen, Damen
Peking 2008: Silber, 4 × 100 m Freistil, Damen
- Al Joyner, Leichtathletik (1-0-0)
Los Angeles 1984: Gold, Dreisprung, Herren
- Jackie Joyner-Kersee, Leichtathletik (3-1-2)
Los Angeles 1984: Silber, Siebenkampf, Damen
Seoul 1988: Gold, Weitsprung, Damen
Seoul 1988: Gold, Siebenkampf, Damen
Barcelona 1992: Bronze, Weitsprung, Damen
Barcelona 1992: Gold, Siebenkampf, Damen
München 1972: Bronze, Weitsprung, Herren
- Ricardo Juarez, Boxen (0-1-0)
Sydney 2000: Silber, Federgewicht, Herren
- Bobby Julich, Radsport (0-1-0)
Athen 2004: Silber, Straße Einzelzeitfahren, Herren
- Cory Juneau, Skateboard (0-0-1)
Tokio 2020: Bronze, Park, Herren
- James Juvenal, Rudern (1-1-0)
Paris 1900: Gold, Achter, Herren
St. Louis 1904: Silber, Einer, Herren

### K
- Duke Kahanamoku, Schwimmen (3-2-0)
Stockholm 1912: Gold, 100 m Freistil, Herren
Stockholm 1912: Silber, 4 × 200 m Freistil, Herren
Antwerpen 1920: Gold, 100 m Freistil, Herren
Antwerpen 1920: Gold, 4 × 200 m Freistil, Herren
Paris 1924: Silber, 100 m Freistil, Herren
- Samuel Kahanamoku, Schwimmen (0-0-1)
Paris 1924: Bronze, 100 m Freistil, Herren
- Natasha Kaiser, Leichtathletik (0-1-0)
Barcelona 1992: Silber, 4 × 400 m, Damen
- Thelma Kalama, Schwimmen (1-0-0)
London 1948: Gold, 4 × 100 m Freistil, Damen
- Maiola Kalili, Schwimmen (0-1-0)
Los Angeles 1932: Silber, 4 × 200 m Freistil, Herren
- Manuella Kalili, Schwimmen (0-1-0)
Los Angeles 1932: Silber, 4 × 200 m Freistil, Herren
- Chase Kalisz, Schwimmen (1-1-0)
Rio de Janeiro 2016: Silber, 400 m Lagen, Herren
Tokio 2020: Gold, 400 m Lagen, Herren
- Megan Kalmoe, Rudern (0-0-1)
London 2012: Bronze, Doppelvierer, Damen
- Jake Kaminski, Bogenschießen (0-2-0)
London 2012: Silber, Mannschaft, Herren
Rio de Janeiro 2016: Silber, Mannschaft, Herren
- Chris Kappler, Reiten (1-1-0)
Athen 2004: Silber, Springreiten Einzel
Athen 2004: Gold, Springreiten Mannschaft
- Charles Karle, Rudern (0-1-0)
Amsterdam 1928: Silber, Vierer ohne Steuermann, Herren
- Philipp Kassel, Turnen (1-0-0)
St. Louis 1904: Gold, Mannschaftsmehrkampf, Herren
- Deena Kastor, Leichtathletik (0-0-1)
Athen 2004: Bronze, Marathon, Damen
- Evelyn Kawamoto, Schwimmen (0-0-2)
Helsinki 1952: Bronze, 4 × 100 m Freistil, Damen
Helsinki 1952: Bronze, 400 m Freistil, Damen
- Pua Kealoha, Schwimmen (1-1-0)
Antwerpen 1920: Silber, 100 m Freistil, Herren
Antwerpen 1920: Gold, 4 × 200 m Freistil, Herren
- Warren Paoa Kealoha, Schwimmen (2-0-0)
Antwerpen 1920: Gold, 100 m Rücken, Herren
Paris 1924: Gold, 100 m Rücken, Herren
- Lloyd Keaser, Ringen (0-1-0)
Montreal 1976: Silber, Freistil Leichtgewicht, Herren
- Kathryn Keeler, Rudern (1-0-0)
Los Angeles 1984: Gold, Achter, Damen
- Mebrahtom Keflezighi, Leichtathletik (0-1-0)
Athen 2004: Silber, Marathon, Herren
- Raymond Kegeris, Schwimmen (0-1-0)
Antwerpen 1920: Silber, 100 m Rücken, Herren
- Frank Kehoe, Wasserspringen (0-0-1)
St. Louis 1904: Bronze, Kunstspringen, Herren
- Klete Keller, Schwimmen (2-1-2)
Sydney 2000: Bronze, 400 m Freistil, Herren
Sydney 2000: Silber, 4 × 200 m Freistil, Herren
Athen 2004: Bronze, 400 m Freistil, Herren
Athen 2004: Gold, 4 × 200 m Freistil, Herren
Peking 2008: Gold, 4 × 200 m Freistil, Herren
- Daniel Kelly, Leichtathletik (0-1-0)
London 1908: Silber, Weitsprung, Herren
- Fred Kelly, Leichtathletik (1-0-0)
Stockholm 1912: Gold, 110 m Hürden, Herren
- Jamill Kelly, Ringen (0-1-0)
Athen 2004: Silber, Freistil Leichtgewicht, Herren
- John B. Kelly sr., Rudern (3-0-0)
Antwerpen 1920: Gold, Doppelzweier, Herren
Antwerpen 1920: Gold, Einer, Herren
Paris 1924: Gold, Doppelzweier, Herren
- John B. Kelly jr., Rudern (0-0-1)
Melbourne 1956: Bronze, Einer, Herren
- Michael Kelly, Schießen (2-0-0)
Antwerpen 1920: Gold, Armeerevolver 30 m Mannschaft, Herren
Antwerpen 1920: Gold, Armeerevolver 50 m Mannschaft, Herren
- Jenny Kemp, Schwimmen (1-0-0)
München 1972: Gold, 4 × 100 m Freistil, Damen
- Patricia Kempner, Schwimmen (1-0-0)
Rom 1960: Gold, 4 × 100 m Lagen, Damen
- Sam Kendricks, Leichtathletik (0-0-1)
Rio de Janeiro 2016: Bronze, Stabhochsprung, Herren
- Richard Kennelly, Rudern (0-1-0)
Seoul 1988: Silber, Vierer ohne Steuermann, Herren
- John Kennedy, Rudern (0-0-1)
Paris 1924: Bronze, Vierer mit Steuermann, Herren
- Fred Kerley, Leichtathletik (0-1-0)
Tokio 2020: Silber, 100 m, Herren
- Douglas Kern, Segeln (0-1-0)
Barcelona 1992: Silber, Soling, Herren
- Jennifer Kessy, Beachvolleyball (0-1-0)
London 2012: Silber, Damen
- Daniel Ketchum, Schwimmen (1-0-0)
Athen 2004: Gold, 4 × 200 m Freistil, Herren
- Ron Kiefel, Radsport (0-0-1)
Los Angeles 1984: Bronze, Straße Mannschaft, Herren
- Adolph Kiefer, Schwimmen (1-0-0)
Berlin 1936: Gold, 100 m Rücken, Herren
- Lee Kiefer, Fechten (1-0-0)
Tokio 2020: Gold, Florett Einzel, Damen
- Thomas Kiefer, Rudern (0-1-0)
Los Angeles 1984: Silber, Vierer mit Steuermann, Herren
- John Kieffer, Rudern (1-0-0)
Los Angeles 1932: Gold, Zweier Mit Steuermann, Herren
- Bob Kiesel, Leichtathletik (1-0-0)
Los Angeles 1932: Gold, 4 × 100 m, Herren
- Lenore Kight, Schwimmen (0-1-1)
Los Angeles 1932: Silber, 400 m Freistil, Damen
Berlin 1936: Bronze, 400 m Freistil, Damen
- Chloe Kim, Snowboard (1-0-0)
Pyeongchang 2018: Gold, Halfpipe, Damen
- Bruce Kimball, Wasserspringen (0-1-0)
Los Angeles 1984: Silber, Turmspringen, Herren
- Bob King, Leichtathletik (1-0-0)
Amsterdam 1928: Gold, Hochsprung, Herren
- Charles King, Leichtathletik (0-2-0)
St. Louis 1904: Silber, Standweitsprung, Herren
St. Louis 1904: Silber, Standdreisprung, Herren
- Clyde King, Rudern (1-0-0)
Antwerpen 1920: Gold, Achter, Herren
- Leamon King, Leichtathletik (1-0-0)
Melbourne 1956: Gold, 4 × 100 m, Herren
- Lilly King, Schwimmen (2-2-1)
Rio de Janeiro 2016: Gold, 100 m Brust, Damen
Rio de Janeiro 2016: Gold, 4 × 100 m Lagen, Damen
Tokio 2020: Silber, 200 m Brust, Damen
Tokio 2020: Silber, 4 × 100 m Lagen, Damen
Tokio 2020: Bronze, 100 m Brust, Damen
- Micki King, Wasserspringen (1-0-0)
München 1972: Gold, Kunstspringen, Damen
- Roger Kingdom, Leichtathletik (2-0-0)
Los Angeles 1984: Gold, 110 m Hürden, Herren
Seoul 1988: Gold, 110 m Hürden, Herren
- Frederick Kingsbury, Rudern (0-0-1)
London 1948: Bronze, Vierer ohne Steuermann, Herren
- Howard Kingsbury, Rudern (1-0-0)
Paris 1924: Gold, Achter, Herren
- John Kinsella, Schwimmen (1-1-0)
Mexiko-Stadt 1968: Silber, 1500 m Freistil, Herren
München 1972: Gold, 4 × 200 m Freistil, Herren
- Daniel Kinsey, Leichtathletik (1-0-0)
Paris 1924: Gold, 110 m Hürden, Herren
- Jill Kintner, Radsport (0-0-1)
Peking 2008: Bronze, BMX, Damen
- Charles Kiraly, Beachvolleyball (1-0-0)
Atlanta 1996: Gold, Herren
- Edward Kirby, Leichtathletik (0-0-1)
Paris 1924: Bronze, 3000 m Mannschaft, Herren
- Oliver Kirk, Boxen (2-0-0)
St. Louis 1904: Gold, Bantamgewicht, Herren
St. Louis 1904: Gold, Federgewicht, Herren
- Tara Kirk, Schwimmen (0-1-0)
Athen 2004: Silber, 4 × 100 m Lagen, Damen
- Morris Kirksey, Leichtathletik (1-1-0)
Antwerpen 1920: Silber, 100 m, Herren
Antwerpen 1920: Gold, 4 × 100 m, Herren
- David Kirkwood, Moderner Fünfkampf (0-1-0)
Tokio 1964: Silber, Mannschaft
- William Kirschbaum, Schwimmen (0-0-1)
Paris 1924: Bronze, 200 m Brust, Herren
- Isaac Kitts, Reiten (0-0-1)
Los Angeles 1932: Bronze, Dressur Mannschaft
- Abel Kiviat, Leichtathletik (1-1-0)
Stockholm 1912: Silber, 1500 m, Herren
Stockholm 1912: Gold, 3000 m Mannschaft, Herren
- William Knecht, Rudern (1-0-0)
Tokio 1964: Gold, Achter, Herren
- Roy Knickman, Radsport (0-0-1)
Los Angeles 1984: Bronze, Straße Mannschaft, Herren
- Bianca Knight, Leichtathletik (1-0-0)
London 2012: Gold, 4 × 100 m, Damen
- Megan Kleine, Schwimmen (1-0-0)
Barcelona 1992: Gold, 4 × 100 m Lagen, Damen
- Alexandra Klineman, Beachvolleyball (1-0-0)
Tokio 2020: Gold, Damen
- Carl Klose, Rudern (0-1-0)
Antwerpen 1920: Silber, Vierer mit Steuermann, Herren
- Taylor Knibb, Triathlon (0-1-0)
Tokio 2020: Silber, Staffel, Mixed
- Alexa Scimeca Knierim, Eiskunstlauf (0-0-1)
Pyeongchang 2018: Bronze, Team
- Chris Knierim, Eiskunstlauf (0-0-1)
Pyeongchang 2018: Bronze, Team
- Des Koch, Leichtathletik (0-0-1)
Melbourne 1956: Bronze, Diskuswurf, Herren
- Madison Kocian, Turnen (1-1-0)
Rio de Janeiro 2016: Gold, Mehrkampf Mannschaft, Damen
Rio de Janeiro 2016: Silber, Stufenbarren, Damen
- Kara Kohler, Rudern (0-0-1)
London 2012: Bronze, Doppelvierer, Damen
- George Kojac, Schwimmen (2-0-0)
Amsterdam 1928: Gold, 100 m Rücken, Herren
Amsterdam 1928: Gold, 4 × 200 m Freistil, Herren
- Claudia Kolb, Schwimmen (2-1-0)
Tokio 1964: Silber, 200 m Brust, Damen
Mexiko-Stadt 1968: Gold, 200 m Lagen, Damen
Mexiko-Stadt 1968: Gold, 400 m Lagen, Damen
- John Kolius, Segeln (0-1-0)
Montreal 1976: Silber, Soling, Herren
- Rachel Komisarz, Schwimmen (1-1-0)
Athen 2004: Gold, 4 × 200 m Freistil, Damen
Athen 2004: Silber, 4 × 100 m Lagen, Damen
- Ford Konno, Schwimmen (2-2-0)
Helsinki 1952: Silber, 400 m Freistil, Herren
Helsinki 1952: Gold, 1500 m Freistil, Herren
Helsinki 1952: Gold, 4 × 200 m Freistil, Herren
Melbourne 1956: Silber, 4 × 200 m Freistil, Herren
- Thomas Kono, Gewichtheben (2-1-0)
Helsinki 1952: Gold, Leichtgewicht, Herren
Melbourne 1956: Gold, Leichtschwergewicht, Herren
Rom 1960: Silber, Mittelgewicht, Herren
- Nelly Korda, Golf (1-0-0)
Tokio 2020: Gold, Damen
- Laurel Korholz, Rudern (0-1-0)
Athen 2004: Silber, Achter, Damen
- Peter Korman, Turnen (0-0-1)
Montreal 1976: Bronze, Boden, Herren
- Dennis Koslowski, Ringen (0-1-1)
Seoul 1988: Bronze, gr.-röm. Schwergewicht, Herren
Barcelona 1992: Silber, gr.-röm. Schwergewicht, Herren
- John Kostecki, Segeln (0-1-0)
Seoul 1988: Silber, Soling
- Joe Kovacs, Leichtathletik (0-2-0)
Rio de Janeiro 2016: Silber, Kugelstoßen, Herren
Tokio 2020: Silber, Kugelstoßen, Herren
- Kristy Kowal, Schwimmen (0-1-0)
Sydney 2000: Silber, 200 m Brust, Damen
- Lucas Kozeniesky, Schießen (0-1-0)
Tokio 2020: Silber, 10 m Luftgewehr, Mixed
- Anna Kozlova, Synchronschwimmen (0-0-2)
Athen 2004: Bronze, Duett
Athen 2004: Bronze, Mannschaft
- Alvin Kraenzlein, Leichtathletik (4-0-0)
Paris 1900: Gold, 60 m, Herren
Paris 1900: Gold, 110 m Hürden, Herren
Paris 1900: Gold, 200 m Hürden, Herren
Paris 1900: Gold, Weitsprung, Herren
- Karen Kraft, Rudern (0-1-1)
Atlanta 1996: Silber, Zweier ohne Steuerfrau, Damen
Sydney 2000: Bronze, Zweier ohne Steuerfrau, Damen
- Charles Krause, Turnen (0-1-1)
St. Louis 1904: Bronze, Mannschaftsmehrkampf, Herren
St. Louis 1904: Silber, Tauhangeln, Herren
- Laura Kraut, Reiten (1-1-0)
Peking 2008: Gold, Springreiten Mannschaft
Tokio 2020: Silber, Springreiten Mannschaft
- Lenny Krayzelburg, Schwimmen (4-0-0)
Sydney 2000: Gold, 100 m Rücken, Herren
Sydney 2000: Gold, 200 m Rücken, Herren
Sydney 2000: Gold, 4 × 100 m Lagen, Herren
Athen 2004: Gold, 4 × 100 m Lagen, Herren
- Mitzi Kremer, Schwimmen (0-0-1)
Seoul 1988: Bronze, 4 × 100 m Freistil, Damen
- Frank Kriz, Turnen (1-0-0)
Paris 1924: Gold, Pferdsprung, Herren
- David Krmpotich, Rudern (0-1-0)
Seoul 1988: Silber, Vierer ohne Steuermann, Herren
- John-Henry Krueger, Shorttrack (0-1-0)
Pyeongchang 2018: Silber, 1000 m, Herren
- Pamela Kruse, Schwimmen (0-1-0)
Mexiko-Stadt 1968: Silber, 800 m Freistil, Damen
- Albert Krushel, Radsport (0-0-1)
Stockholm 1912: Bronze, Mannschaftsfahren, Herren
- Matt Kuchar, Golf (0-0-1)
Rio de Janeiro 2016: Bronze, Herren
- John Kuck, Leichtathletik (1-0-0)
Amsterdam 1928: Gold, Kugelstoßen, Herren
- Louis Kuehn, Wasserspringen (1-0-0)
Antwerpen 1920: Gold, Kunstspringen 1 m/3 m, Herren
- Frank Kugler, Gewichtheben, Tauziehen, Ringen (0-1-3)
St. Louis 1904: Silber, Freistil Ringen, Herren
St. Louis 1904: Bronze, Einarmiger Mehrkampf, Herren
St. Louis 1904: Bronze, Zweiarmiger Mehrkampf, Herren
St. Louis 1904: Bronze, Tauziehen, Herren
- William Kuhlemeier, Turnen (0-0-1)
Los Angeles 1932: Bronze, Keulenschwingen, Herren
- Courtney Kupets, Turnen (0-1-1)
Athen 2004: Silber, Mehrkampf Mannschaft, Damen
Athen 2004: Bronze, Stufenbarren, Damen
- Anne Kursinski, Reiten (0-2-0)
Seoul 1988: Silber, Springreiten Mannschaft
Atlanta 1996: Silber, Springreiten Mannschaft
- Frank Kurtz, Wasserspringen (0-0-1)
Los Angeles 1932: Bronze, Turmspringen, Herren
- Kathryn Kusner, Reiten (0-1-0)
München 1972: Silber, Springreiten Mannschaft
- Erik Kynard, Leichtathletik (0-1-0)
London 2012: Silber, Hochsprung, Herren

### L
- Fidel LaBarba, Boxen (1-0-0)
Paris 1924: Gold, Fliegengewicht, Herren
- Henri LaBorde, Leichtathletik (0-1-0)
Los Angeles 1932: Silber, Diskuswurf, Herren
- Ethel Lackie, Schwimmen (2-0-0)
Paris 1924: Gold, 100 m Freistil, Damen
Paris 1924: Gold, 4 × 100 m Freistil, Damen
- John Henry Lake, Radsport (0-0-1)
Paris 1900: Bronze, Sprint, Herren
- Josh Lakatos, Schießen (0-1-0)
Atlanta 1996: Silber, Trap, Herren
- Adelaide Lambert, Schwimmen (1-0-0)
Amsterdam 1928: Gold, 4 × 100 m Freistil, Damen
- George Lambert, Moderner Fünfkampf (0-1-1)
Melbourne 1956: Silber, Mannschaft, Herren
Rom 1960: Bronze, Mannschaft, Herren
- Richmond Landon, Leichtathletik (1-0-0)
Antwerpen 1920: Gold, Hochsprung, Herren
- Alfred Lane, Schießen (5-0-1)
Stockholm 1912: Gold, Schnellfeuerpistole, Herren
Stockholm 1912: Gold, Scheibenpistole, Herren
Stockholm 1912: Gold, Pistole Mannschaft, Herren
Antwerpen 1920: Bronze, Scheibenpistole, Herren
Antwerpen 1920: Gold, Armeerevolver 30 m Mannschaft, Herren
Antwerpen 1920: Gold, Armeerevolver 50 m Mannschaft, Herren
- Francis Lane, Leichtathletik (0-0-1)
Athen 1896: Bronze, 100 m, Herren
- Ludy Langer, Schwimmen (0-1-0)
Antwerpen 1920: Silber, 400 m Freistil, Herren
- Colleen Lanne, Schwimmen (0-1-0)
Athen 2004: Silber, 4 × 100 m Freistil, Damen
- Bernice Lapp, Schwimmen (0-0-1)
Berlin 1936: Bronze, 4 × 100 m Freistil, Damen
- Mike Larrabee, Leichtathletik (2-0-0)
Tokio 1964: Gold, 400 m, Herren
Tokio 1964: Gold, 4 × 400 m, Herren
- Leo Larrivee, Leichtathletik (0-0-1)
Paris 1924: Bronze, 3000 m Mannschaft, Herren
- Breeja Larson, Schwimmen (1-0-0)
London 2012: Gold, 4 × 100 m Lagen, Damen
- David Larson, Schwimmen (1-0-0)
Los Angeles 1984: Gold, 4 × 100 m Lagen, Herren
- Lance Larson, Schwimmen (1-1-0)
Rom 1960: Silber, 100 m Freistil, Herren
Rom 1960: Gold, 4 × 100 m Lagen, Herren
- Walter Laufer, Schwimmen (1-1-0)
Amsterdam 1928: Silber, 100 m Rücken, Herren
Amsterdam 1928: Gold, 4 × 200 m Freistil, Herren
- Louis Laurie, Boxen (0-0-1)
Berlin 1936: Bronze, Fliegengewicht, Herren
- Dave Laut, Leichtathletik (0-0-1)
Los Angeles 1984: Bronze, Kugelstoßen, Herren
- Carol Lavell, Reiten (0-0-1)
Barcelona 1992: Bronze, Dressur Mannschaft
- Jacqueline LaVine, Schwimmen (0-0-2)
Helsinki 1952: Bronze, 4 × 100 m Freistil, Damen
- Maya Lawrence, Fechten (0-0-1)
London 2012: Bronze, Degen Mannschaft, Damen
- Don Laz, Leichtathletik (0-1-0)
Helsinki 1952: Silber, Stabhochsprung, Herren
- Annie Lazor, Schwimmen (0-0-1)
Tokio 2020: Bronze, 200 m Brust, Damen
- Matthew Leanderson, Rudern (0-0-1)
Helsinki 1952: Bronze, Vierer ohne Steuermann, Herren
- Benjamin Lear, Reiten (0-0-1)
Stockholm 1912: Bronze, Vielseitigkeit Mannschaft, Herren
- John Scott Leary, Schwimmen (0-1-1)
St. Louis 1904: Silber, 50 Yards Freistil, Herren
St. Louis 1904: Bronze, 100 Yards Freistil, Herren
- Lillie Leatherwood, Leichtathletik (1-0-0)
Los Angeles 1984: Gold, 4 × 400 m, Damen
- Al LeConey, Leichtathletik (1-0-0)
Paris 1924: Gold, 4 × 100 m, Herren
- Brian Ledbetter, Segeln (0-1-0)
Barcelona 1992: Silber, Finn-Dinghy, Herren
- Katie Ledecky, Schwimmen (7-3-0)
London 2012: Gold, 800 m Freistil, Damen
Rio de Janeiro 2016: Gold, 200 m Freistil, Damen
Rio de Janeiro 2016: Gold, 400 m Freistil, Damen
Rio de Janeiro 2016: Gold, 800 m Freistil, Damen
Rio de Janeiro 2016: Silber, 4 × 100 m Freistil, Damen
Rio de Janeiro 2016: Gold, 4 × 200 m Freistil, Damen
Tokio 2020: Gold, 800 m Freistil, Damen
Tokio 2020: Gold, 1500 m Freistil, Damen
Tokio 2020: Silber, 400 m Freistil, Damen
Tokio 2020: Silber, 4 × 200 m Freistil, Damen
- Norvel Lee, Boxen (1-0-0)
Helsinki 1952: Gold, Halbschwergewicht, Herren
- Samuel Lee, Wasserspringen (2-0-1)
London 1948: Bronze, Kunstspringen, Herren
London 1948: Gold, Turmspringen, Herren
Helsinki 1952: Gold, Turmspringen, Herren
- Sunisa Lee, Turnen (1-1-1)
Tokio 2020: Gold, Mehrkampf Einzel, Damen
Tokio 2020: Silber, Mehrkampf Mannschaft, Damen
Tokio 2020: Bronze, Stufenbarren, Damen
- Willis Lee, Schießen (5-1-1)
Antwerpen 1920: Gold, Kleinkaliber Mannschaft, Herren
Antwerpen 1920: Gold, Freies Gewehr Dreistellungskampf Mannschaft, Herren
Antwerpen 1920: Gold, Armeegewehr liegend 300 m Mannschaft, Herren
Antwerpen 1920: Silber, Armeegewehr stehend Mannschaft, Herren
Antwerpen 1920: Gold, Armeegewehr liegend 600 m Mannschaft, Herren
Antwerpen 1920: Gold, Armeegewehr liegend 300 m und 600 m Mannschaft, Herren
Antwerpen 1920: Bronze, Laufender Hirsch Einzelschuss Mannschaft, Herren
- Gerald Leeman, Ringen (0-1-0)
London 1948: Silber, Freistil Bantamgewicht, Herren
- Levi Leipheimer, Radsport (0-0-1)
Peking 2008: Bronze, Einzelzeitfahren Straße, Herren
- Robert LeGendre, Leichtathletik (0-0-1)
Paris 1924: Bronze, Fünfkampf, Herren
- Julius Lenhart, Turnen (2-1-0)
St. Louis 1904: Gold, Einzelmehrkampf, Herren
St. Louis 1904: Gold, Mannschaftsmehrkampf, Herren
St. Louis 1904: Silber, Turnerischer Dreikampf, Herren
- Mark Lenzi, Wasserspringen (1-0-1)
Barcelona 1992: Gold, Kunstspringen, Herren
Atlanta 1996: Bronze, Kunstspringen, Herren
- Charles Leonard, Moderner Fünfkampf (0-1-0)
Berlin 1936: Silber, Einzel
- Edgar Leonard, Tennis (1-0-1)
St. Louis 1904: Bronze, Einzel, Herren
St. Louis 1904: Gold, Doppel, Herren
- Ray Leonard, Boxen (1-0-0)
Montreal 1976: Gold, Halbweltergewicht, Herren
- Peter Leone, Reiten (0-1-0)
Atlanta 1996: Silber, Springreiten Mannschaft
- Robert LeRoy, Tennis (0-2-0)
St. Louis 1904: Silber, Einzel, Herren
St. Louis 1904: Silber, Doppel, Herren
- William Leushner, Schießen (1-1-2)
London 1908: Gold, Armeegewehr Mannschaft, Herren
Stockholm 1912: Bronze, Kleinkaliber 50 m Mannschaft, Herren
Stockholm 1912: Bronze, Kleinkaliber 25 m Mannschaft, Herren
Stockholm 1912: Silber, Laufender Hirsch Mannschaft, Herren
- Caitlin Leverenz, Schwimmen (0-0-1)
London 2012: Bronze, 200 m Lagen, Damen
- Joseph Levis, Fechten (0-1-1)
Los Angeles 1932: Bronze, Florett Mannschaft, Herren
Los Angeles 1932: Silber, Florett Einzel, Herren
- Brad Alan Lewis, Rudern (1-0-0)
Los Angeles 1984: Gold, Doppelzweier, Herren
- Brian Lewis, Leichtathletik (1-0-0)
Sydney 2000: Gold, 4 × 100 m, Herren
- Carl Lewis, Leichtathletik (9-1-0)
Los Angeles 1984: Gold, 100 m, Herren
Los Angeles 1984: Gold, 200 m, Herren
Los Angeles 1984: Gold, 4 × 100 m, Herren
Los Angeles 1984: Gold, Weitsprung, Herren
Seoul 1988: Gold, 100 m, Herren
Seoul 1988: Silber, 200 m, Herren
Seoul 1988: Gold, Weitsprung, Herren
Barcelona 1992: Gold, 4 × 100 m, Herren
Barcelona 1992: Gold, Weitsprung, Herren
Atlanta 1996: Gold, Weitsprung, Herren
- Frank Lewis, Ringen (1-0-0)
Los Angeles 1932: Gold, Weltergewicht, Herren
- Randy Lewis, Ringen (1-0-0)
Los Angeles 1984: Gold, Freistil Federgewicht, Herren
- Steve Lewis, Leichtathletik (3-1-0)
Seoul 1988: Gold, 400 m, Herren
Seoul 1988: Gold, 4 × 400 m, Herren
Barcelona 1992: Silber, 400 m, Herren
Barcelona 1992: Gold, 4 × 400 m, Herren
- Danell Leyva, Turnen (0-2-1)
London 2012: Bronze, Mehrkampf Einzel, Herren
Rio de Janeiro 2016: Silber, Barren, Herren
Rio de Janeiro 2016: Silber, Reck, Herren
- Jason Lezak, Schwimmen (4-2-2)
Sydney 2000: Silber, 4 × 100 m Freistil, Herren
Sydney 2000: Gold, 4 × 100 m Lagen, Herren
Athen 2004: Bronze, 4 × 100 m Freistil, Herren
Athen 2004: Gold, 4 × 100 m Lagen, Herren
Peking 2008: Bronze, 100 m Freistil, Herren
Peking 2008: Gold, 4 × 100 m Freistil, Herren
Peking 2008: Gold, 4 × 100 m Lagen, Herren
London 2012: Silber, 4 × 100 m Freistil, Herren
- Andrew Libano, Segeln (1-0-0)
Los Angeles 1932: Gold, Star, Herren
- William Libbey, Schießen (0-1-0)
Stockholm 1912: Silber, Laufender Hirsch Mannschaft, Herren
- Edward Liddie, Judo (0-0-1)
Los Angeles 1984: Bronze, Superleichtgewicht, Herren
- Thomas Lieb, Leichtathletik (0-0-1)
Paris 1924: Bronze, Diskuswurf, Herren
- James Lightbody, Leichtathletik (3-0-0)
St. Louis 1904: Gold, 800 m, Herren
St. Louis 1904: Gold, 1500 m, Herren
St. Louis 1904: Gold, 2590 m Hindernis, Herren
- Magnus Liljedahl, Segeln (1-0-0)
Sydney 2000: Gold, Star
- Craig Lincoln, Wasserspringen (0-0-1)
München 1972: Bronze, Kunstspringen, Herren
- Caroline Lind, Rudern (2-0-0)
Peking 2008: Gold, Achter, Damen
London 2012: Gold, Achter, Damen
- Joan Lind, Rudern (0-2-0)
Montreal 1976: Silber, Einer, Damen
Los Angeles 1984: Silber, Vierer mit Steuerfrau, Damen
- Edward Lindberg, Leichtathletik (1-0-1)
Stockholm 1912: Bronze, 400 m, Herren
Stockholm 1912: Gold, 4 × 400 m, Herren
- Blaine Lindgren, Leichtathletik (0-1-0)
Tokio 1964: Silber, 110 m Hürden, Herren
- Matt Lindland, Ringen (0-1-0)
Sydney 2000: Silber, gr.-röm. Weltergewicht, Herren
- Alfred Lindley, Rudern (1-0-0)
Paris 1924: Gold, Achter, Herren
- Jeremy Linn, Schwimmen (1-1-0)
Atlanta 1996: Silber, 100 m Brust, Herren
Atlanta 1996: Gold, 4 × 100 m Lagen, Herren
- Donald Lippincott, Leichtathletik (0-1-1)
Stockholm 1912: Bronze, 100 m, Herren
Stockholm 1912: Silber, 200 m, Herren
- Jay Litherland, Schwimmen (0-1-0)
Tokio 2020: Silber, 400 m Lagen, Herren
- Nastia Liukin, Turnen (1-3-1)
Peking 2008: Gold, Mehrkampf Einzel, Damen
Peking 2008: Silber, Schwebebalken, Damen
Peking 2008: Bronze, Boden, Damen
Peking 2008: Silber, Stufenbarren, Damen
Peking 2008: Silber, Mehrkampf Mannschaft, Damen
- Harry Liversedge, Leichtathletik (0-0-1)
Antwerpen 1920: Bronze, Kugelstoßen, Herren
- Cleve Livingston, Rudern (0-1-0)
München 1972: Silber, Achter, Herren
- Michael Livingston, Rudern (0-1-0)
München 1972: Silber, Achter, Herren
- Ryan Lochte, Schwimmen (6-3-3)
Athen 2004: Silber, 200 m Lagen, Herren
Athen 2004: Gold, 4 × 200 m Freistil, Herren
Peking 2008: Gold, 200 m Rücken, Herren
Peking 2008: Bronze, 200 m Lagen, Herren
Peking 2008: Bronze, 400 m Lagen, Herren
Peking 2008: Gold, 4 × 200 m Freistil, Herren
London 2012: Bronze, 200 m Rücken, Herren
London 2012: Silber, 200 m Lagen, Herren
London 2012: Gold, 400 m Lagen, Herren
London 2012: Silber, 4 × 100 m Freistil, Herren
London 2012: Gold, 4 × 200 m Freistil, Herren
Rio de Janeiro 2016: Gold, 4 × 200 m Freistil, Herren
- Roscoe Lockwood, Rudern (1-0-0)
Paris 1900: Gold, Achter, Herren
- Esther Lofgren, Rudern (1-0-0)
London 2012: Gold, Achter, Damen
- Alvin Loftes, Radsport (0-0-1)
Stockholm 1912: Bronze, Mannschaftsfahren, Herren
- Elle Logan, Rudern (3-0-0)
Peking 2008: Gold, Achter, Damen
London 2012: Gold, Achter, Damen
Rio de Janeiro 2016: Gold, Achter, Frauen
- Charles Logg, Rudern (1-0-0)
Helsinki 1952: Gold, Zweier ohne Steuermann, Herren
- Dallas Long, Leichtathletik (1-0-1)
Rom 1960: Bronze, Kugelstoßen, Herren
Tokio 1964: Gold, Kugelstoßen, Herren
- Maxie Long, Leichtathletik (1-0-0)
Paris 1900: Gold, 400 m, Herren
- Alfred Lee Loomis junior, Segeln (1-0-0)
London 1948: Gold, 6-m-Klasse, Herren
- Frank Loomis, Leichtathletik (1-0-0)
Antwerpen 1920: Gold, 400 m Hürden, Herren
- Diana Lopez, Taekwondo (0-0-1)
Peking 2008: Bronze, Klasse bis 57 kg, Damen
- Mark Lopez, Taekwondo (0-1-0)
Peking 2008: Silber, Klasse bis 68 kg, Herren
- Steven Lopez, Taekwondo (2-0-1)
Sydney 2000: Gold, Klasse bis 68 kg, Herren
Athen 2004: Gold, Klasse bis 80 kg, Herren
Peking 2008: Bronze, Klasse bis 80 kg, Herren
- Greg Losey, Moderner Fünfkampf (0-1-0)
Los Angeles 1984: Silber, Mannschaft, Herren
- Harry Lott, Rudern (1-0-0)
St. Louis 1904: Gold, Achter, Herren
- Greg Louganis, Wasserspringen (4-1-0)
Montreal 1976: Silber, Turmspringen, Herren
Los Angeles 1984: Gold, Kunstspringen, Herren
Los Angeles 1984: Gold, Turmspringen, Herren
Seoul 1988: Gold, Kunstspringen, Herren
Seoul 1988: Gold, Turmspringen, Herren
- Lea Loveless, Schwimmen (1-0-1)
Barcelona 1992: Bronze, 100 m Rücken, Damen
Barcelona 1992: Gold, 4 × 100 m Lagen, Damen
- John Lovell, Segeln (0-1-0)
Athen 2004: Silber, Tornado
- Carl Lovsted, Rudern (0-0-1)
Helsinki 1952: Bronze, Vierer ohne Steuermann, Herren
- Lawrence Low, Segeln (1-0-0)
Melbourne 1956: Gold, Star, Herren
- Chaunté Lowe, Leichtathletik (0-0-1)
Peking 2008: Bronze, Hochsprung, Damen
- Garrett Lowney, Ringen (0-0-1)
Sydney 2000: Bronze, gr.-röm. Schwergewicht, Herren
- Walter Lubsen, Rudern (0-1-0)
Los Angeles 1984: Silber, Achter, Herren
- Steve Lundquist, Schwimmen (2-0-0)
Los Angeles 1984: Gold, 100 m Brust, Herren
Los Angeles 1984: Gold, 4 × 100 m Lagen, Herren
- James LuValle, Leichtathletik (0-0-1)
Berlin 1936: Bronze, 400 m, Herren
- Joseph Lydon, Boxen (0-0-1)
St. Louis 1904: Bronze, Weltergewicht, Herren
- Adrienne Lyle, Reiten (0-1-0)
Tokio 2020: Silber, Dressur Mannschaft
- Noah Lyles, Leichtathletik (0-0-1)
Tokio 2020: Bronze, 200 m, Herren
- Jair Lynch, Turnen (0-1-0)
Atlanta 1996: Silber, Barren, Herren
- Arthur Lyon, Fechten (0-0-1)
Antwerpen 1920: Bronze, Florett Mannschaft, Herren
- Richard Lyon, Rudern (0-0-1)
Tokio 1964: Bronze, Vierer ohne Steuermann, Herren
- Steve Lysak, Kanu (1-1-0)
London 1948: Silber, Zweier-Canadier 1000 m, Herren
London 1948: Gold, Zweier-Canadier 10.000 m, Herren

### M
- Oliver MacDonald, Leichtathletik (1-0-0)
Paris 1924: Gold, 4 × 400 m, Herren
- H. MacHenry, Segeln (0-0-1)
Paris 1900: Bronze, bis 10 Tonnen 2. Wettfahrt, Herren
- John Macionis, Schwimmen (0-1-0)
Berlin 1936: Gold, 4 × 200 m Freistil, Herren
- Kyle Mack, Snowboard (0-1-0)
Pyeongchang 2018: Silber, Big Air, Herren
- Timothy Mack, Leichtathletik (1-0-0)
Athen 2004: Gold, Stabhochsprung, Herren
- Steve Macknowski, Kanu (1-1-0)
London 1948: Silber, Zweier-Canadier 1000 m, Herren
London 1948: Gold, Zweier-Canadier 10.000 m, Herren
- Beezie Madden, Reiten (2-1-1)
Athen 2004: Gold, Springreiten Mannschaft
Peking 2008: Bronze, Springreiten Einzel
Peking 2008: Gold, Springreiten Mannschaft
Rio de Janeiro 2016: Silber, Springen Mannschaft
- Paige Madden, Schwimmen (0-1-0)
Tokio 2020: Silber, 4 × 200 m Freistil, Damen
- Helene Madison, Schwimmen (3-0-0)
Los Angeles 1932: Gold, 100 m Freistil, Damen
Los Angeles 1932: Gold, 400 m Freistil, Damen
Los Angeles 1932: Gold, 4 × 100 m Freistil, Damen
- Tianna Madison, Leichtathletik (1-0-0)
London 2012: Gold, 4 × 100 m, Damen
- Jeff Madrigali, Segeln (0-0-1)
Atlanta 1996: Bronze, Soling
- Samantha Magee, Rudern (0-1-0)
Athen 2004: Silber, Achter, Damen
- Christine Magnuson, Schwimmen (0-2-0)
Peking 2008: Silber, 100 m Schmetterling, Damen
Peking 2008: Silber, 4 × 100 m Lagen, Damen
- Conrad Magnusson, Tauziehen (1-0-0)
St. Louis 1904: Gold, Tauziehen, Herren
- Kevin Mahaney, Segeln (0-1-0)
Barcelona 1992: Silber, Soling, Herren
- William Maher, Rudern (0-0-1)
Mexiko-Stadt 1968: Bronze, Doppelzweier, Herren
- Tom Malchow, Schwimmen (1-1-0)
Atlanta 1996: Silber, 200 m Schmetterling, Herren
Sydney 2000: Gold, 200 m Schmetterling, Herren
- Marti Malloy, Judo (0-0-1)
London 2012: Bronze, Leichtgewicht, Damen
- Maicel Malone, Leichtathletik (1-0-0)
Atlanta 1996: Gold, 4 × 400 m, Damen
- Kristin Maloney, Turnen (0-0-1)
Sydney 2000: Bronze, Mehrkampf, Damen
- Joshua Mance, Leichtathletik (0-1-0)
London 2012: Silber, 4 × 400 m, Herren
- Mia Manganello, Eisschnelllauf (0-0-1)
Pyeongchang 2018: Bronze, Team
- Ralph Mann, Leichtathletik (0-1-0)
München 1972: Silber, 400 m Hürden, Herren
- Shelley Mann, Schwimmen (1-1-0)
Melbourne 1956: Gold, 100 m Schmetterling, Damen
Melbourne 1956: Silber, 4 × 100 m Freistil, Damen
- Thompson Mann, Schwimmen (1-0-0)
Tokio 1964: Gold, 4 × 100 m Lagen, Herren
- Madeline Manning, Leichtathletik (1-1-0)
Mexiko-Stadt 1968: Gold, 800 m, Damen
München 1972: Silber, 4 × 400 m, Damen
- Patrick Manning, Rudern (0-1-0)
Barcelona 1992: Silber, Vierer ohne Steuermann, Herren
- Charles Manring, Rudern (1-0-0)
Helsinki 1952: Gold, Achter, Herren
- Taylor Manson, Leichtathletik (0-0-1)
Tokio 2020: Bronze, 4 × 400 m, Mixed
- Simone Manuel, Schwimmen (2-2-1)
Rio de Janeiro 2016: Gold, 100 m Freistil, Damen
Rio de Janeiro 2016: Gold, 4 × 100 m Lagen, Damen
Rio de Janeiro 2016: Silber, 50 m Freistil, Damen
Rio de Janeiro 2016: Silber, 4 × 100 m Freistil, Damen
Tokio 2020: Bronze, 4 × 100 m Freistil, Damen
- Leonel Manzano, Leichtathletik (0-1-0)
London 2012: Silber, 1500 m, Herren
- Harlan Marbley, Boxen (0-0-1)
Mexiko-Stadt 1968: Bronze, Halbfliegengewicht, Herren
- Anne Marden, Rudern (0-2-0)
Los Angeles 1984: Silber, Vierer mit Steuerfrau, Damen
Seoul 1988: Silber, Einer, Damen
- Melanie Margalis, Schwimmen (1-0-0)
Rio de Janeiro 2016: Gold, 4 × 200 m Freistil, Damen
- McKayla Maroney, Turnen (1-1-0)
London 2012: Gold, Mehrkampf Mannschaft, Damen
London 2012: Silber, Sprung, Damen
- Helen Maroulis, Ringen (1-0-1)
Rio de Janeiro 2016: Gold, Freistil Weltergewicht, Damen
Tokio 2020: Bronze, Freistil Weltergewicht, Damen
- Edward Marsh, Rudern (1-0-0)
Paris 1900: Gold, Achter, Herren
- Michael Marsh, Leichtathletik (2-1-0)
Barcelona 1992: Gold, 200 m, Herren
Barcelona 1992: Gold, 4 × 100 m, Herren
Atlanta 1996: Silber, 4 × 100 m, Herren
- Ann Marshall, Schwimmen (1-0-0)
München 1972: Gold, 4 × 100 m Freistil, Damen
- John Marshall, Segeln (0-0-1)
München 1972: Bronze, Drachen, Herren
- Adrienne Martelli, Rudern (0-0-1)
London 2012: Bronze, Doppelvierer, Damen
- Bob Martin, Rudern (1-0-0)
London 1948: Gold, Vierer mit Steuermann, Herren
- LaVonna Martin, Leichtathletik (0-1-0)
Barcelona 1992: Silber, 100 m Hürden, Damen
- Walden Martin, Radsport (0-0-1)
Stockholm 1912: Bronze, Mannschaftsfahren, Herren
- William Martin, Schießen (1-0-0)
London 1908: Gold, Armeegewehr Mannschaft, Herren
- Angel Martino, Schwimmen (3-0-3)
Barcelona 1992: Bronze, 50 m Freistil, Damen
Barcelona 1992: Gold, 4 × 100 m Freistil, Damen
Atlanta 1996: Bronze, 100 m Freistil, Damen
Atlanta 1996: Bronze, 100 m Schmetterling, Damen
Atlanta 1996: Gold, 4 × 100 m Freistil, Damen
Atlanta 1996: Gold, 4 × 100 m Lagen, Damen
- James Martinez, Ringen (0-0-1)
Los Angeles 1984: Bronze, gr.-röm. Leichtgewicht, Herren
- Mario Martinez, Gewichtheben (0-1-0)
Los Angeles 1984: Silber, Superschwergewicht, Herren
- John Marvin, Segeln (0-0-1)
Melbourne 1956: Bronze, Finn-Dinghi, Herren
- Jesse Mashburn, Leichtathletik (1-0-0)
Melbourne 1956: Gold, 4 × 400 m, Herren
- Kent Massey, Segeln (0-0-1)
Atlanta 1996: Bronze, Soling
- Alexander Massialas, Fechten (0-1-2)
Rio de Janeiro 2016: Silber, Florett Einzel, Herren
Rio de Janeiro 2016: Bronze, Florett Mannschaft, Herren
Tokio 2020: Bronze, Florett Mannschaft, Herren
- Edith Master, Reiten (0-0-1)
Montreal 1976: Bronze, Dressur Mannschaft
- Bob Mathias, Leichtathletik (2-0-0)
London 1948: Gold, Zehnkampf, Herren
Helsinki 1952: Gold, Zehnkampf, Herren
- Ollie Matson, Leichtathletik (0-1-1)
Helsinki 1952: Bronze, 400 m, Herren
Helsinki 1952: Silber, 4 × 400 m, Herren
- Randy Matson, Leichtathletik (1-1-0)
Tokio 1964: Silber, Kugelstoßen, Herren
Mexiko-Stadt 1968: Gold, Kugelstoßen, Herren
- Bethanie Mattek-Sands, Tennis (1-0-0)
Rio de Janeiro 2016: Gold, Mixed
- Margaret Matthews, Leichtathletik (0-0-1)
Melbourne 1956: Bronze, 4 × 100 m, Damen
- Vince Matthews, Leichtathletik (2-0-0)
Mexiko-Stadt 1968: Gold, 4 × 100 m, Herren
München 1972: Gold, 400 m, Herren
- Michael Matz, Reiten (0-1-0)
Atlanta 1996: Silber, Springreiten Mannschaft
- Walter Maurer, Ringen (0-0-1)
Antwerpen 1920: Bronze, Freistil Halbschwergewicht, Herren
- Lewis Maxson, Bogenschießen (1-0-0)
St. Louis 1904: Gold, Team American Round, Herren
- Stephanie Maxwell-Pierson, Rudern (0-0-1)
Barcelona 1992: Bronze, Zweier ohne Steuerfrau, Damen
- Misty May-Treanor, Beachvolleyball (3-0-0)
Athen 2004: Gold, Damen
Peking 2008: Gold, Damen
London 2012: Gold, Damen
- Willie May, Leichtathletik (0-1-0)
Rom 1960: Silber, 110 m Hürden, Herren
- Robert Maysack, Turnen (0-0-1)
St. Louis 1904: Bronze, Mannschaftsmehrkampf, Herren
- Anthuan Maybank, Leichtathletik (1-0-0)
Atlanta 1996: Gold, 4 × 400 m, Herren
- Charles Mayer, Boxen (1-1-0)
St. Louis 1904: Gold, Mittelgewicht, Herren
St. Louis 1904: Silber, Schwergewicht, Herren
- George Mayer, Turnen (0-0-1)
St. Louis 1904: Bronze, Mannschaftsmehrkampf, Herren
- Andrew Maynard, Boxen (1-0-0)
Seoul 1988: Gold, Halbschwergewicht, Herren
- Richard Mayo, Moderner Fünfkampf (0-0-1)
Los Angeles 1932: Bronze, Einzel, Herren
- Tim Mayotte, Tennis (0-1-0)
Seoul 1988: Silber, Einzel, Herren
- Floyd Mayweather, Boxen (0-0-1)
Atlanta 1996: Bronze, Federgewicht, Herren
- Chris Mazdzer, Rodeln (0-1-0)
Pyeongchang 2018: Silber, Einsitzer, Herren
- Tom McBreen, Schwimmen (1-0-1)
München 1972: Bronze, 400 m Freistil, Herren
München 1972: Gold, 4 × 200 m Freistil, Herren
- Grace McCallum, Turnen (0-1-0)
Tokio 2020: Silber, Mehrkampf Mannschaft, Damen
- Terrence McCann, Ringen (1-0-0)
Rom 1960: Gold, Freistil Bantamgewicht, Herren
- Margaret McCarthy, Rudern (0-0-1)
Montreal 1976: Bronze, Achter, Damen
- Arthur McCashin, Reiten (0-0-1)
Helsinki 1952: Bronze, Springreiten Mannschaft
- Brett McClure, Turnen (0-1-0)
Athen 2004: Silber, Mehrkampf Mannschaft, Herren
- Wilbert McClure, Boxen (1-0-0)
Rom 1960: Gold, Halbmittelgewicht, Herren
- Joe McCluskey, Leichtathletik (0-0-1)
Los Angeles 1932: Bronze, 3000 m Hindernis, Herren
- Courtney McCool, Turnen (0-1-0)
Athen 2004: Silber, Mehrkampf Mannschaft, Damen
- Kelly McCormick, Wasserspringen (0-1-1)
Los Angeles 1984: Silber, Kunstspringen, Damen
Seoul 1988: Bronze, Kunstspringen, Damen
- Patricia McCormick, Wasserspringen (4-0-0)
Helsinki 1952: Gold, Kunstspringen, Damen
Helsinki 1952: Gold, Turmspringen, Damen
Melbourne 1956: Gold, Kunstspringen, Damen
Melbourne 1956: Gold, Turmspringen, Damen
- Francena McCorory, Leichtathletik (1-0-0)
London 2012: Gold, 4 × 400 m, Damen
- Walter McCoy, Leichtathletik (1-0-0)
Los Angeles 1984: Gold, 4 × 400 m, Herren
- Josiah McCracken, Leichtathletik (0-1-1)
Paris 1900: Silber, Kugelstoßen, Herren
Paris 1900: Bronze, Hammerwurf, Herren
- Nick McCrory, Wasserspringen (0-0-1)
London 2012: Bronze, Synchronspringen 10 m, Herren
- Steve McCrory, Boxen (1-0-0)
Los Angeles 1984: Gold, Fliegengewicht, Herren
- Mildred McDaniel, Leichtathletik (1-0-0)
Melbourne 1956: Gold, Hochsprung, Damen
- Pat McDonald, Leichtathletik (2-1-0)
Stockholm 1912: Silber, Kugelstoßen beidhändig, Herren
Stockholm 1912: Gold, Kugelstoßen, Herren
Antwerpen 1920: Gold, Gewichtweitwurf, Herren
- Debbie McDonald, Reiten (0-0-1)
Athen 2004: Bronze, Dressur Mannschaft
- William McDonnell, Schießen (0-1-1)
Stockholm 1912: Bronze, Kleinkaliber 25 m Mannschaft, Herren
Stockholm 1912: Silber, Laufender Hirsch Mannschaft, Herren
- Patrick McDonough, Radsport (0-1-0)
Los Angeles 1984: Silber, Mannschaftsverfolgung, Herren
- Kevin McDowell, Triathlon (0-1-0)
Tokio 2020: Silber, Staffel, Mixed
- Paul McDowell, Rudern (0-0-1)
Amsterdam 1928: Bronze, Zweier ohne Steuermann, Herren
- Marcus McElhenney, Rudern (0-0-1)
Peking 2008: Bronze, Achter, Herren
- James McEwan, Kanu (0-0-1)
München 1972: Bronze, Kanu-Slalom Einer-Canadier, Herren
- Tracy McFarlane, Schwimmen (0-1-0)
Seoul 1988: Silber, 4 × 100 m Lagen, Damen
- David McFaull, Segeln (0-1-0)
Montreal 1976: Silber, Tornado, Herren
- Tyler McGill, Schwimmen (1-0-0)
London 2012: Gold, 4 × 100 m Lagen, Herren
- Perry McGillivray, Schwimmen (1-1-0)
Stockholm 1912: Silber, 4 × 200 m Freistil, Herren
Antwerpen 1920: Gold, 4 × 200 m Freistil, Herren
- Charles McGinnis, Leichtathletik (0-0-1)
Amsterdam 1928: Bronze, Stabhochsprung, Herren
- Matt McGrath, Leichtathletik (1-2-0)
London 1908: Silber, Hammerwurf, Herren
Stockholm 1912: Gold, Hammerwurf, Herren
Paris 1924: Silber, Hammerwurf, Herren
- Edith McGuire, Leichtathletik (1-2-0)
Tokio 1964: Gold, 200 m, Damen
Tokio 1964: Silber, 100 m, Damen
Tokio 1964: Silber, 4 × 100 m, Damen
- Lincoln McIlravy, Ringen (0-0-1)
Sydney 2000: Bronze, Freistil Leichtgewicht, Herren
- Charles McIlvaine, Rudern (1-0-0)
Amsterdam 1928: Gold, Doppelzweier, Herren
- James McIntosh, Rudern (0-1-0)
Melbourne 1956: Silber, Vierer ohne Steuermann, Herren
- Antonio McKay, Leichtathletik (1-0-1)
Los Angeles 1984: Bronze, 400 m, Herren
Los Angeles 1984: Gold, 4 × 400 m, Herren
- Olive McKean, Schwimmen (0-0-1)
Berlin 1936: Bronze, 4 × 100 m Freistil, Damen
- Charles McKee, Segeln (0-0-2)
Seoul 1988: Bronze, 470er, Herren
Sydney 2000: Bronze, 49er
- Jonathan McKee, Segeln (1-0-1)
Los Angeles 1984: Gold, Flying Dutchman, Herren
Sydney 2000: Bronze, 49er
- Tim McKee, Schwimmen (0-3-0)
Montreal 1976: Silber, 400 m Lagen, Herren
München 1972: Silber, 200 m Lagen, Herren
München 1972: Silber, 400 m Lagen, Herren
- Donald McKenzie, Schwimmen (2-0-0)
Mexiko-Stadt 1968: Gold, 100 m Brust, Herren
Mexiko-Stadt 1968: Gold, 4 × 200 m Lagen, Herren
- Josephine McKim, Schwimmen (1-0-1)
Amsterdam 1928: Bronze, 400 m Freistil, Damen
Los Angeles 1932: Gold, 4 × 100 m Freistil, Damen
- Arthur McKinlay, Rudern (0-1-0)
Melbourne 1956: Silber, Vierer ohne Steuermann, Herren
- John McKinlay, Rudern (0-1-0)
Melbourne 1956: Silber, Vierer ohne Steuermann, Herren
- Frank McKinney, Schwimmen (1-1-1)
Melbourne 1956: Bronze, 100 m Rücken, Herren
Rom 1960: Silber, 100 m Rücken, Herren
Rom 1960: Gold, 4 × 100 m Lagen, Herren
- Kennedy McKinney, Boxen (1-0-0)
Seoul 1988: Gold, Bantamgewicht, Herren
- Richard McKinney, Bogenschießen (0-2-0)
Los Angeles 1984: Silber, Einzel, Herren
Seoul 1988: Silber, Mannschaft, Herren
- Burt McKinnie, Golf (0-1-1)
St. Louis 1904: Bronze, Einzel, Herren
St. Louis 1904: Silber, Mannschaft, Herren
- Archibald MacKinnon, Rudern (0-1-0)
Melbourne 1956: Silber, Vierer ohne Steuermann, Herren
- James McLane, Schwimmen (3-1-0)
London 1948: Silber, 400 m Freistil, Herren
London 1948: Gold, 1500 m Freistil, Herren
London 1948: Gold, 4 × 200 m Freistil, Herren
Helsinki 1952: Gold, 4 × 200 m Freistil, Herren
- Jeffrey McLaughlin, Rudern (0-1-1)
Seoul 1988: Bronze, Achter, Herren
Barcelona 1992: Silber, Vierer ohne Steuermann, Herren
- Katie McLaughlin, Schwimmen (0-1-0)
Tokio 2020: Silber, 4 × 200 m Freistil, Damen
- Sydney McLaughlin, Leichtathletik (2-0-0)
Tokio 2020: Gold, 400 m Hürden, Damen
Tokio 2020: Gold, 4 × 400 m, Damen
- John McLean, Leichtathletik (0-1-0)
Paris 1900: Silber, 110 m Hürden, Herren
- Matthew McLean, Schwimmen (1-0-0)
London 2012: Gold, 4 × 200 m Freistil, Herren
- Theodore McLear, Ringen (0-1-0)
St. Louis 1904: Silber, Federgewicht, Herren
- Jamie McLoughlin, Rudern (0-1-0)
St. Louis 1904: Silber, Doppelzweier, Herren
- Sara McMann, Ringen (0-1-0)
Athen 2004: Silber, Freistil Klasse bis 63 kg, Damen
- Kathy McMillan, Leichtathletik (0-1-0)
Montreal 1976: Silber, Weitsprung, Damen
- William McMillan, Schießen (1-0-0)
Rom 1960: Gold, Schnellfeuerpistole, Herren
- Bob McMillen, Leichtathletik (0-1-0)
Helsinki 1952: Silber, 1500 m, Herren
- James „Jim“ McMillin, Rudern (1-0-0)
Berlin 1936: Gold, Achter, Herren
- John McNamara, Segeln (0-0-1)
Tokio 1964: Bronze, 5,5 m R-Klasse, Herren
- Julianne McNamara, Turnen (1-2-0)
Los Angeles 1984: Silber, Mehrkampf Mannschaft, Damen
Los Angeles 1984: Silber, Boden, Damen
Los Angeles 1984: Gold, Stufenbarren, Damen
- Loretta McNeil, Leichtathletik (0-1-0)
Amsterdam 1928: Silber, 4 × 100 m, Damen
- Forest McNeir, Schießen (1-0-0)
Antwerpen 1920: Gold, Tontaubenschießen Mannschaft, Herren
- Holly McPeak, Beachvolleyball (0-0-1)
Athen 2004: Bronze, Damen
- Paige McPherson, Taekwondo (0-0-1)
London 2012: Bronze, Klasse bis 67 kg, Damen
- Tony McQuay, Leichtathletik (1-1-0)
London 2012: Silber, 4 × 400 m, Herren
Rio de Janeiro 2016: Gold, 4 × 400 m, Herren
- Earle Meadows, Leichtathletik (1-0-0)
Berlin 1936: Gold, Stabhochsprung, Herren
- Mary T. Meagher, Schwimmen (3-0-1)
Los Angeles 1984: Gold, 100 m Schmetterling, Damen
Los Angeles 1984: Gold, 200 m Schmetterling, Damen
Los Angeles 1984: Gold, 4 × 100 m Lagen, Damen
Seoul 1988: Bronze, 200 m Schmetterling, Damen
- Helen Meany, Wasserspringen (1-0-0)
Amsterdam 1928: Gold, Kunstspringen, Damen
- Jack Medica, Schwimmen (1-2-0)
Berlin 1936: Gold, 400 m Freistil, Herren
Berlin 1936: Silber, 1500 m Freistil, Herren
Berlin 1936: Gold, 4 × 200 m Freistil, Herren
- George Mehnert, Ringen (2-0-0)
St. Louis 1904: Gold, Fliegengewicht, Herren
London 1908: Gold, Freier Stil Bantamgewicht, Herren
- Peter Mehringer, Ringen (1-0-0)
Los Angeles 1932: Gold, Freistil Halbschwergewicht, Herren
- Gerek Meinhardt, Fechten (0-0-1)
Tokio 2020: Bronze, Florett Mannschaft, Herren
- Katie Meili, Schwimmen (1-0-1)
Rio de Janeiro 2016: Bronze, 100 m Brust, Damen
Rio de Janeiro 2016: Gold, 4 × 100 m Lagen, Damen
- Launi Meili, Schießen (1-0-0)
Barcelona 1992: Gold, Kleinkaliber Standardgewehr, Damen
- Gerek Meinhardt, Fechten (0-0-1)
Rio de Janeiro 2016: Bronze, Florett Mannschaft, Herren
- Harry Melges, Segeln (1-0-1)
Tokio 1964: Bronze, Flying Dutchman, Herren
München 1972: Gold, Soling, Herren
- Judy Melick, Schwimmen (1-0-0)
München 1972: Gold, 4 × 100 m Lagen, Damen
- Chellsie Memmel, Turnen (0-1-0)
Peking 2008: Silber, Mehrkampf Mannschaft, Damen
- Tamyra Mensah-Stock, Ringen (1-0-0)
Tokio 2020: Gold, Freistil Halbschwergewicht, Damen
- Ray Mercer, Boxen (1-0-0)
Seoul 1988: Gold, Schwergewicht, Herren
- Ted Meredith, Leichtathletik (2-0-0)
Stockholm 1912: Gold, 800 m, Herren
Stockholm 1912: Gold, 4 × 400 m, Herren
- Robert Merrick, Segeln (0-1-0)
Sydney 2000: Silber, 470er, Herren
- Leland Merrill, Ringen (0-0-1)
London 1948: Bronze, Freistil Weltergewicht, Herren
- Ronald Merriott, Wasserspringen (0-0-1)
Los Angeles 1984: Bronze, Kunstspringen, Herren
- Aries Merritt, Leichtathletik (1-0-0)
London 2012: Gold, 110 m Hürden, Herren
- LaShawn Merritt, Leichtathletik (3-0-1)
Peking 2008: Gold, 400 m, Herren
Peking 2008: Gold, 4 × 400 m, Herren
Rio de Janeiro 2016: Bronze, 400 m, Herren
Rio de Janeiro 2016: Gold, 4 × 400 m, Herren
- William Merz, Turnen (0-1-4)
St. Louis 1904: Bronze, Leichtathletische Kombination, Herren
St. Louis 1904: Bronze, Einzelmehrkampf Gymnastic, Herren
St. Louis 1904: Bronze, Pferdsprung, Herren
St. Louis 1904: Silber, Ringe, Herren
St. Louis 1904: Bronze, Seitpferd, Herren
- Harriet Metcalf, Rudern (1-0-0)
Los Angeles 1984: Gold, Achter, Damen
- Ralph Metcalfe, Leichtathletik (1-2-1)
Los Angeles 1932: Silber, 100 m, Herren
Los Angeles 1932: Bronze, 200 m, Herren
Berlin 1936: Silber, 100 m, Herren
Berlin 1936: Gold, 4 × 100 m, Herren
- Alvah Meyer, Leichtathletik (0-1-0)
Stockholm 1912: Silber, 100 m, Herren
- Debbie Meyer, Schwimmen (3-0-0)
Mexiko-Stadt 1968: Gold, 200 m Freistil, Damen
Mexiko-Stadt 1968: Gold, 400 m Freistil, Damen
Mexiko-Stadt 1968: Gold, 800 m Freistil, Damen
- Fred Meyer, Ringen (0-0-1)
Antwerpen 1920: Bronze, Schwergewicht, Herren
- Fred Meyer, Turnen (0-1-0)
Los Angeles 1932: Silber, Mehrkampf Mannschaft, Herren
- Elana Meyers Taylor, Bobsport (0-1-0)
Pyeongchang 2018: Silber, Zweier, Damen
- William Michaels, Boxen (0-0-1)
St. Louis 1904: Bronze, Schwergewicht, Herren
- Edward Michel, Rudern (0-0-1)
Paris 1924: Bronze, Vierer mit Steuermann, Herren
- Anna Mickelson, Rudern (0-1-0)
Athen 2004: Silber, Achter, Damen
- Timothy Mickelson, Rudern (0-1-0)
München 1972: Silber, Achter, Herren
- Rod Milburn, Leichtathletik (1-0-0)
München 1972: Gold, 110 m Hürden, Herren
- Derek Miles, Leichtathletik (0-0-1)
Peking 2008: Bronze, Stabhochsprung, Herren
- Gina Miles, Reiten (0-1-0)
Peking 2008: Silber, Vielseitigkeit Einzel
- Jearl Miles, Leichtathletik (1-1-0)
Barcelona 1992: Silber, 4 × 400 m, Damen
Atlanta 1996: Gold, 4 × 400 m, Damen
- Francis Millard, Ringen (0-1-0)
Los Angeles 1932: Silber, Federgewicht, Herren
- Bill Miller, Leichtathletik (1-0-0)
Los Angeles 1932: Gold, Stabhochsprung, Herren
- Bill Miller, Leichtathletik (0-1-0)
Helsinki 1952: Silber, Speerwurf, Herren
- Coby Miller, Leichtathletik (0-1-0)
Athen 2004: Silber, 4 × 100 m, Herren
- Cody Miller, Schwimmen (1-0-1)
Rio de Janeiro 2016: Bronze, 100 m Brust, Herren
Rio de Janeiro 2016: Gold, 4 × 100 m Lagen, Herren
- Inger Miller, Leichtathletik (1-0-0)
Atlanta 1996: Gold, 4 × 100 m, Damen
- John Miller, Rudern (1-0-0)
Paris 1924: Gold, Achter, Herren
- Randi Miller, Ringen (0-0-1)
Peking 2008: Bronze, Freistil Mittelgewicht, Damen
- Shannon Miller, Turnen (2-2-3)
Barcelona 1992: Silber, Mehrkampf Einzel, Damen
Barcelona 1992: Bronze, Mehrkampf Mannschaft, Damen
Barcelona 1992: Bronze, Boden, Damen
Barcelona 1992: Bronze, Stufenbarren, Damen
Barcelona 1992: Silber, Schwebebalken, Damen
Atlanta 1996: Gold, Mehrkampf Mannschaft, Damen
Atlanta 1996: Gold, Schwebebalken, Damen
- William Miller, Rudern (0-2-0)
Amsterdam 1928: Silber, Vierer ohne Steuermann, Herren
Los Angeles 1932: Silber, Einer, Herren
- Kerry Millikin, Reiten (0-0-1)
Atlanta 1996: Bronze, Vielseitigkeit Einzel
- Billy Mills, Leichtathletik (1-0-0)
Tokio 1964: Gold, 10.000 m, Herren
- Derek Mills, Leichtathletik (1-0-0)
Atlanta 1996: Gold, 4 × 400 m, Herren
- Phoebe Mills, Turnen (0-0-1)
Seoul 1988: Bronze, Schwebebalken, Damen
- Ronald Mills, Schwimmen (0-0-1)
Mexiko-Stadt 1968: Bronze, 100 m Rücken, Herren
- Patricia Miranda, Ringen (0-0-1)
Athen 2004: Bronze, Freistil Klasse bis 48 kg, Damen
- Dennis Mitchell, Leichtathletik (1-1-1)
Barcelona 1992: Bronze, 100 m, Herren
Barcelona 1992: Gold, 4 × 100 m, Herren
Atlanta 1996: Silber, 4 × 100 m, Herren
- Kent Mitchell, Rudern (1-0-1)
Rom 1960: Bronze, Zweier mit Steuermann, Herren
Tokio 1964: Gold, Zweier mit Steuermann, Herren
- James Mitchel, Leichtathletik (0-0-1)
St. Louis 1904: Bronze, Gewichtweitwurf, Herren
- Betsy Mitchell, Schwimmen (0-1-0)
Los Angeles 1984: Silber, 100 m Rücken, Damen
- Michelle Mitchell, Wasserspringen (0-2-0)
Los Angeles 1984: Silber, Turmspringen, Damen
Seoul 1988: Silber, Turmspringen, Damen
- Theodore Mittet, Rudern (0-0-1)
Tokio 1964: Bronze, Vierer ohne Steuermann, Herren
- Dominique Moceanu, Turnen (1-0-0)
Atlanta 1996: Gold, Mehrkampf Mannschaft, Damen
- Robert Moch, Rudern (1-0-0)
Berlin 1936: Gold, Achter, Herren
- Karen Moe, Schwimmen (1-0-0)
München 1972: Gold, 200 m Schmetterling, Damen
- John Moffitt, Leichtathletik (0-1-0)
Athen 2004: Silber, Weitsprung, Herren
- Frederick Moloney, Leichtathletik (0-0-3)
Paris 1900: Bronze, 110 m Hürden, Herren
Paris 1900: Bronze, Dreisprung, Herren
Paris 1900: Bronze, Hochsprung aus dem Stand, Herren
- Kenneth Monday, Ringen (1-1-0)
Seoul 1988: Gold, Freistil Weltergewicht, Herren
Barcelona 1992: Silber, Freistil Weltergewicht, Herren
- Jack Montgomery, Reiten (0-0-1)
Stockholm 1912: Bronze, Vielseitigkeit Mannschaft, Herren
- James Montgomery, Schwimmen (3-0-1)
Montreal 1976: Gold, 100 m Freistil, Herren
Montreal 1976: Bronze, 200 m Freistil, Herren
Montreal 1976: Gold, 4 × 200 m Freistil, Herren
Montreal 1976: Gold, 4 × 100 m Lagen, Herren
- Charles Mooney, Boxen (0-1-0)
Montreal 1976: Silber, Bantamgewicht, Herren
- Michael Mooney, Segeln (1-0-0)
London 1948: Gold, 6 m Klasse, Herren
- Alvin Moore, Reiten (0-0-1)
Los Angeles 1932: Bronze, Dressur Mannschaft
- Carissa Moore, Surfen (1-0-0)
Tokio 2020: Gold, Damen
- Charles Moore, Leichtathletik (1-1-0)
Helsinki 1952: Gold, 400 m Hürden, Herren
Helsinki 1952: Silber, 4 × 400 m, Herren
- Edward Moore, Rudern (1-0-0)
Antwerpen 1920: Gold, Achter, Herren
- George Moore, Moderner Fünfkampf (0-1-0)
London 1948: Silber, Einzel
- James Moore, Moderner Fünfkampf (0-1-0)
Tokio 1964: Silber, Mannschaft
- Richard Moore, Segeln (1-0-0)
Los Angeles 1932: Gold, 8 m Klasse, Herren
- Wayne Moore, Schwimmen (1-0-0)
Helsinki 1952: Gold, 4 × 200 m Freistil, Herren
- Pablo Morales, Schwimmen (3-2-0)
Los Angeles 1984: Silber, 100 m Schmetterling, Herren
Los Angeles 1984: Silber, 200 m Lagen, Herren
Los Angeles 1984: Gold, 4 × 100 m Lagen, Herren
Barcelona 1992: Gold, 100 m Schmetterling, Herren
Barcelona 1992: Gold, 4 × 100 m Lagen, Herren
- Janet Moreau, Leichtathletik (1-0-0)
Helsinki 1952: Gold, 4 × 100 m, Damen
- Timothy Morehouse, Fechten (0-1-0)
Peking 2008: Silber, Säbel Mannschaft, Herren
- Robert Morey, Rudern (1-0-0)
Melbourne 1956: Gold, Achter, Herren
- Alan Morgan, Segeln (1-0-0)
Los Angeles 1932: Gold, 8 m Klasse, Herren
- Allen Morgan, Rudern (1-0-0)
London 1948: Gold, Vierer mit Steuermann, Herren
- John Morgan, Segeln (1-0-0)
Helsinki 1952: Gold, 6 m R-Klasse, Herren
- Dorothy Morkis, Reiten (0-0-1)
Montreal 1976: Bronze, Dressur Mannschaft
- George H. Morris, Reiten (0-1-0)
Rom 1960: Silber, Springreiten Mannschaft
- Glenn Morris, Leichtathletik (1-0-0)
Berlin 1936: Gold, Zehnkampf, Herren
- Herbert Morris, Rudern (1-0-0)
Berlin 1936: Gold, Achter, Herren
- Jason Morris, Judo (0-1-0)
Barcelona 1992: Silber, Halbmittelgewicht, Herren
- Ron Morris, Leichtathletik (0-1-0)
Rom 1960: Silber, Stabhochsprung, Herren
- Sandi Morris, Leichtathletik (0-1-0)
Rio de Janeiro 2016: Silber, Stabhochsprung, Damen
- Allie Morrison, Ringen (1-0-0)
Amsterdam 1928: Gold, Freistil Federgewicht, Herren
- Bill Morris, Schießen (0-0-1)
Tokio 1964: Bronze, Tontaubenschießen, Herren
- Melissa Morrison-Howard, Leichtathletik (0-0-2)
Sydney 2000: Bronze, 100 m Hürden, Damen
Athen 2004: Bronze, 100 m Hürden, Damen
- Bobby Morrow, Leichtathletik (3-0-0)
Melbourne 1956: Gold, 100 m, Herren
Melbourne 1956: Gold, 200 m, Herren
Melbourne 1956: Gold, 4 × 100 m, Herren
- Samuel Mosberg, Boxen (1-0-0)
Antwerpen 1920: Gold, Leichtgewicht, Herren
- Ed Moses, Schwimmen (1-1-0)
Sydney 2000: Silber, 100 m Brust, Herren
Sydney 2000: Gold, 4 × 100 m Lagen, Herren
- Edwin Moses, Leichtathletik (2-0-1)
Montreal 1976: Gold, 400 m Hürden, Herren
Los Angeles 1984: Gold, 400 m Hürden, Herren
Seoul 1988: Bronze, 400 m Hürden, Herren
- Fay Moulton, Leichtathletik (0-0-1)
St. Louis 1904: Bronze, 60 m, Herren
- Athing Mu, Leichtathletik (2-0-0)
Tokio 2020: Gold, 800 m, Damen
Tokio 2020: Gold, 4 × 400 m, Damen
- Eric Mueller, Rudern (0-1-0)
Atlanta 1996: Silber, Doppelvierer, Herren
- Dalilah Muhammad, Leichtathletik (2-1-0)
Rio de Janeiro 2016: Gold, 400 m Hürden, Damen
Tokio 2020: Gold, 4 × 400 m, Damen
Tokio 2020: Silber, 400 m Hürden, Damen
- Ibtihaj Muhammad, Fechten (0-0-1)
Rio de Janeiro 2016: Bronze, Säbel Mannschaft, Damen
- John Mulcahy, Rudern (1-1-0)
St. Louis 1904: Gold, Doppelzweier, Herren
St. Louis 1904: Silber, Zweier ohne Steuermann, Herren
- Harold Muller, Leichtathletik (0-1-0)
Antwerpen 1920: Silber, Hochsprung, Herren
- William Mulliken, Schwimmen (1-0-0)
Rom 1960: Gold, 200 m Brust, Herren
- David Munson, Leichtathletik (1-0-0)
St. Louis 1904: Gold, Mannschaftslauf, Herren
- Diana Munz, Schwimmen (1-1-1)
Sydney 2000: Silber, 400 m Freistil, Damen
Sydney 2000: Gold, 4 × 200 m Freistil, Damen
Athen 2004: Bronze, 800 m Freistil, Damen
- Ira Murchison, Leichtathletik (1-0-0)
Melbourne 1956: Gold, 4 × 100 m, Herren
- Loren Murchison, Leichtathletik (2-0-0)
Antwerpen 1920: Gold, 4 × 100 m, Herren
Paris 1924: Gold, 4 × 100 m, Herren
- Margaret Murdock, Schießen (0-1-0)
Montreal 1976: Silber, Kleinkaliber Dreistellungskampf, Herren
- Clayton Murphy, Leichtathletik (0-0-1)
Rio de Janeiro 2016: Bronze, 800 m, Herren
- John Murphy, Schwimmen (1-0-1)
München 1972: Bronze, 100 m Rücken, Herren
München 1972: Gold, 4 × 100 m Freistil, Herren
- Richard Murphy, Rudern (1-0-0)
Helsinki 1952: Gold, Achter, Herren
- Ryan Murphy, Schwimmen (4-1-1)
Rio de Janeiro 2016: Gold, 100 m Rücken, Herren
Rio de Janeiro 2016: Gold, 200 m Rücken, Herren
Rio de Janeiro 2016: Gold, 4 × 100 m Lagen, Herren
Tokio 2020: Gold, 4 × 100 m Lagen, Herren
Tokio 2020: Silber, 200 m Rücken, Herren
Tokio 2020: Bronze, 100 m Rücken, Herren
- Ted Murphy, Rudern (0-1-0)
Sydney 2000: Silber, Zweier ohne Steuermann, Herren
- Feg Murray, Leichtathletik (0-0-1)
Antwerpen 1920: Bronze, 110 m Hürden, Herren
- Meghan Musnicki, Rudern (2-0-0)
London 2012: Gold, Achter, Damen
Rio de Janeiro 2016: Gold, Achter, Frauen
- Edwin Myers, Leichtathletik (0-0-1)
Antwerpen 1920: Bronze, Stabhochsprung, Herren
- Kenneth Myers, Rudern (1-2-0)
Antwerpen 1920: Silber, Vierer mit Steuermann, Herren
Amsterdam 1928: Silber, Einer, Herren
Los Angeles 1932: Gold, Doppelzweier, Herren
- John Mykkanen, Schwimmen (0-1-0)
Los Angeles 1984: Silber, 400 m Freistil, Herren
- Larry Myricks, Leichtathletik (0-0-1)
Seoul 1988: Bronze, Weitsprung, Herren

### N
- Alexander Naddour, Turnen (0-0-1)
Rio de Janeiro 2016: Bronze, Seitpferd, Herren
- John Naber, Schwimmen (4-1-0)
Montreal 1976: Silber, 200 m Freistil, Herren
Montreal 1976: Gold, 100 m Rücken, Herren
Montreal 1976: Gold, 100 m Rücken, Herren
Montreal 1976: Gold, 4 × 200 m Freistil, Herren
Montreal 1976: Gold, 4 × 100 m Lagen, Herren
- Mirai Nagasu, Eiskunstlauf (0-0-1)
Pyeongchang 2018: Bronze, Team
- Katie Nageotte, Leichtathletik (1-0-0)
Tokio 2020: Gold, Stabhochsprung, Damen
- Anita Nall, Schwimmen (1-1-1)
Barcelona 1992: Silber, 100 m Brust, Damen
Barcelona 1992: Bronze, 200 m Brust, Damen
Barcelona 1992: Gold, 4 × 100 m Lagen, Damen
- Eric Namesnik, Schwimmen (0-2-0)
Barcelona 1992: Silber, 400 m Lagen, Herren
Atlanta 1996: Silber, 400 m Lagen, Herren
- Ted Nash, Ringen (1-0-1)
Rom 1960: Gold, Vierer mit Steuermann, Herren
Tokio 1964: Bronze, Vierer ohne Steuermann, Herren
- Albert Nasse, Rudern (1-0-0)
St. Louis 1904: Gold, Vierer ohne Steuermann, Herren
- Lia Neal, Schwimmen (0-1-1)
London 2012: Bronze, 4 × 100 m Freistil, Damen
Rio de Janeiro 2016: Silber, 4 × 100 m Freistil, Damen
- Sandy Neilson, Schwimmen (3-0-0)
München 1972: Gold, 100 m Freistil, Damen
München 1972: Gold, 4 × 100 m Freistil, Damen
München 1972: Gold, 4 × 100 m Lagen, Damen
- Edgar Nemir, Ringen (0-1-0)
Los Angeles 1932: Silber, Freistil Federgewicht, Herren
- Bryshon Nellum, Leichtathletik (0-1-0)
London 2012: Silber, 4 × 400 m, Herren
- Adam Nelson, Leichtathletik (1-1-0)
Sydney 2000: Silber, Kugelstoßen, Herren
Athen 2004: Gold, Kugelstoßen, Herren
- Frank Nelson, Leichtathletik (0-1-0)
Stockholm 1912: Silber, Stabhochsprung, Herren
- John Nelson, Schwimmen (1-1-1)
Tokio 1964: Silber, 1500 m Freistil, Herren
Mexiko-Stadt 1968: Bronze, 200 m Freistil, Herren
Mexiko-Stadt 1968: Gold, 4 × 200 m Freistil, Herren
- Lianne Nelson, Rudern (0-1-0)
Athen 2004: Silber, Achter, Damen
- William Nelson, Ringen (0-0-1)
St. Louis 1904: Bronze, Fliegengewicht, Herren
- Mildrette Netter, Leichtathletik (1-0-0)
Mexiko-Stadt 1968: Gold, 4 × 100 m, Damen
- David Neville, Leichtathletik (1-0-1)
Peking 2008: Bronze, 400 m, Herren
Peking 2008: Gold, 4 × 400 m, Herren
- Fred Newhouse, Leichtathletik (1-1-0)
Montreal 1976: Silber, 400 m, Herren
Montreal 1976: Gold, 4 × 400 m, Herren
- Arthur Newton, Leichtathletik (1-0-2)
St. Louis 1904: Bronze, Marathon, Herren
St. Louis 1904: Bronze, 2590 m Hindernis, Herren
St. Louis 1904: Gold, Mannschaftslauf, Herren
- Chester Newton, Ringen (0-1-0)
Paris 1924: Silber, Freistil Federgewicht, Herren
- Francis Newton, Golf (0-1-1)
St. Louis 1904: Bronze, Einzel, Herren
St. Louis 1904: Silber, Mannschaft, Herren
- Bill Nieder, Leichtathletik (1-1-0)
Melbourne 1956: Silber, Kugelstoßen, Herren
Rom 1960: Gold, Kugelstoßen, Herren
- Jack Niflot, Ringen (1-0-0)
St. Louis 1904: Gold, Bantamgewicht, Herren
- Christopher Nilsen, Leichtathletik (0-1-0)
Tokio 2020: Silber, Stabhochsprung, Herren
- Leonard Nitz, Radsport (0-1-1)
Los Angeles 1984: Bronze, 4000 m Einerverfolgung, Herren
Los Angeles 1984: Silber, Mannschaftsverfolgung, Herren
- Sunder Nix, Leichtathletik (1-0-0)
Los Angeles 1984: Gold, 4 × 400 m, Herren
- John Noel, Schießen (1-0-0)
Paris 1924: Gold, Tontaubenschießen Mannschaft, Herren
- Peter Nordell, Rudern (0-0-1)
Seoul 1988: Bronze, Achter, Herren
- Kristine Norelius, Rudern (1-0-0)
Los Angeles 1984: Gold, Achter, Damen
- Martha Norelius, Schwimmen (3-0-0)
Paris 1924: Gold, 400 m Freistil, Damen
Amsterdam 1928: Gold, 400 m Freistil, Damen
Amsterdam 1928: Gold, 4 × 100 m Freistil, Damen
- Michael Norman, Leichtathletik (1-0-0)
Tokio 2020: Gold, 4 × 400 m, Herren
- Nowell North, Segeln (1-0-1)
Tokio 1964: Bronze, Star, Herren
Mexiko-Stadt 1968: Gold, Star, Herren
- Douglas Northway, Schwimmen (0-0-1)
München 1972: Bronze, 1500 m Freistil, Herren
- Emerson Norton, Leichtathletik (0-1-0)
Paris 1924: Gold, Zehnkampf, Herren
- John Norton, Leichtathletik (0-1-0)
Antwerpen 1920: Silber, 400 m Hürden, Herren
- Vernon Norwood, Leichtathletik (1-0-1)
Tokio 2020: Gold, 4 × 400 m, Herren
Tokio 2020: Bronze, 4 × 400 m, Mixed
- Keith Notary, Segeln (0-1-0)
Barcelona 1992: Silber, Tornado, Herren
- Marty Nothstein, Radsport (1-1-0)
Atlanta 1996: Silber, Sprint, Herren
Sydney 2000: Gold, Sprint, Herren
- Tara Nott, Gewichtheben (1-0-0)
Sydney 2000: Gold, Klasse bis 48 kg, Damen
- Lawrence Nuesslein, Schießen (2-1-2)
Antwerpen 1920: Gold, Kleinkaliber Einzel, Herren
Antwerpen 1920: Gold, Kleinkaliber Mannschaft, Herren
Antwerpen 1920: Bronze, Armeegewehr stehend, Herren
Antwerpen 1920: Silber, Armeegewehr stehend Mannschaft, Herren
Antwerpen 1920: Bronze, Laufender Hirsch Einzelschuss Mannschaft, Herren
- John Nunn, Rudern (0-0-1)
Mexiko-Stadt 1968: Bronze, Doppelzweier, Herren
- Katherine Elizabeth Nye, Gewichtheben (0-1-0)
Tokio 2020: Silber, Halbschwergewicht, Damen
- Tibor Nyilas, Fechten (0-0-1)
London 1948: Bronze, Säbel Mannschaft, Herren
- Lacey Nymeyer, Schwimmen (0-1-0)
Peking 2008: Silber, 4 × 100 m Freistil, Damen

### O
- Eugene Oberst, Leichtathletik (0-0-1)
Paris 1924: Bronze, Speerwurf, Herren
- Dan O’Brien, Leichtathletik (1-0-0)
Atlanta 1996: Gold, Zehnkampf, Herren
- Edward O’Brien, Leichtathletik (0-1-0)
Berlin 1936: Silber, 4 × 400 m, Herren
- Michael O’Brien, Schwimmen (1-0-0)
Los Angeles 1984: Gold, 1500 m Freistil, Herren
- Parry O’Brien, Leichtathletik (2-1-0)
Helsinki 1952: Gold, Kugelstoßen, Herren
Melbourne 1956: Gold, Kugelstoßen, Herren
Rom 1960: Silber, Kugelstoßen, Herren
- Glenn Ochal, Rudern (0-0-1)
London 2012: Bronze, Vierer ohne Steuermann, Herren
- Deborah Ochs, Bogenschießen (0-0-1)
Seoul 1988: Bronze, Mannschaft, Damen
- David O’Connor, Reiten (1-1-1)
Atlanta 1996: Silber, Vielseitigkeit Mannschaft
Sydney 2000: Gold, Vielseitigkeit Einzel
Sydney 2000: Bronze, Vielseitigkeit Mannschaft
- Karen O’Connor, Reiten (0-1-1)
Atlanta 1996: Silber, Vielseitigkeit Mannschaft
Sydney 2000: Bronze, Dressur Mannschaft
- Wallace O’Connor, Schwimmen (1-0-0)
Paris 1924: Gold, 4 × 200 m Freistil, Herren
- George O’Day, Segeln (1-0-0)
Rom 1960: Gold, 5,5 R-Klasse, Herren
- Al Oerter, Leichtathletik (4-0-0)
Melbourne 1956: Gold, Diskuswurf, Herren
Rom 1960: Gold, Diskuswurf, Herren
Tokio 1964: Gold, Diskuswurf, Herren
Mexiko-Stadt 1968: Gold, Diskuswurf, Herren
- Charlie Ogletree, Segeln (0-1-0)
Athen 2004: Silber, Tornado
- Betty Okino, Turnen (0-0-1)
Barcelona 1992: Bronze, Mehrkampf Mannschaft, Damen
- Courtney Okolo, Leichtathletik (1-0-0)
Rio de Janeiro 2016: Gold, 4 × 400 m, Damen
- David Oliver, Leichtathletik (0-0-1)
Peking 2008: Bronze, 110 m Hürden, Herren
- Javianne Oliver, Leichtathletik (0-1-0)
Tokio 2020: Silber, 4 × 100 m, Damen
- Jon Olsen, Schwimmen (3-0-1)
Barcelona 1992: Gold, 4 × 100 m Freistil, Herren
Barcelona 1992: Bronze, 4 × 200 m Freistil, Herren
Barcelona 1992: Gold, 4 × 100 m Lagen, Herren
Atlanta 1996: Gold, 4 × 100 m Freistil, Herren
- Zoe-Ann Olsen, Wasserspringen (0-1-1)
London 1948: Silber, Kunstspringen, Damen
Helsinki 1952: Bronze, Kunstspringen, Damen
- Oscar Olson, Tauziehen (1-0-0)
St. Louis 1904: Gold, Tauziehen, Herren
- William Orthwein, Schwimmen (0-0-1)
St. Louis 1904: Bronze, 4 × 50 Yards Freistil, Herren
- Harold Osborn, Leichtathletik (2-0-0)
Paris 1924: Gold, Hochsprung, Herren
Paris 1924: Gold, Zehnkampf, Herren
- Carl Townsend Osburn, Schießen (5-4-2)
Stockholm 1912: Silber, Armeegewehr, Herren
Stockholm 1912: Gold, Armeegewehr Mannschaft, Herren
Stockholm 1912: Silber, Armeegewehr Dreistellungskampf, Herren
Stockholm 1912: Bronze, Kleinkaliber 50 m Mannschaft, Herren
Antwerpen 1920: Gold, Freies Gewehr Dreistellungskampf Mannschaft, Herren
Antwerpen 1920: Gold, Armeegewehr liegend Mannschaft, Herren
Antwerpen 1920: Bronze, Armeegewehr stehend, Herren
Antwerpen 1920: Silber, Armeegewehr stehend Mannschaft, Herren
Antwerpen 1920: Gold, Armeegewehr liegend 300 m und 600 m Mannschaft, Herren
Antwerpen 1920: Bronze, Laufender Hirsch Einzelschuss Mannschaft, Herren
Paris 1924: Gold, Freies Gewehr, Herren
- Ruth Osburn, Leichtathletik (0-1-0)
Los Angeles 1932: Silber, Diskuswurf, Damen
- Albina Osipowich, Schwimmen (2-0-0)
Amsterdam 1928: Gold, 100 m Freistil, Damen
Amsterdam 1928: Gold, 4 × 100 m Freistil, Damen
- Shyril O’Steen, Rudern (1-0-0)
Los Angeles 1984: Gold, Achter, Damen
- Oscar Osthoff, Gewichtheben (0-1-0)
St. Louis 1904: Silber, beidarmiger Mehrkampf, Herren
- Keala O’Sullivan, Wasserspringen (0-0-1)
Mexiko-Stadt 1968: Bronze, Kunstspringen, Damen
- Jesse Owens, Leichtathletik (4-0-0)
Berlin 1936: Gold, 100 m, Herren
Berlin 1936: Gold, 200 m, Herren
Berlin 1936: Gold, 4 × 100 m, Herren
Berlin 1936: Gold, Weitsprung, Herren
- Yoshinobu Oyakawa, Schwimmen (1-0-0)
Helsinki 1952: Gold, 100 m Rücken, Herren

### P
- Darrell Pace, Bogenschießen (2-1-0)
Montreal 1976: Gold, Einzel, Herren
Los Angeles 1984: Gold, Einzel, Herren
Seoul 1988: Silber, Mannschaft, Herren
- Charles Paddock, Leichtathletik (2-2-0)
Antwerpen 1920: Gold, 100 m, Herren
Antwerpen 1920: Silber, 200 m, Herren
Antwerpen 1920: Gold, 4 × 100 m, Herren
Paris 1924: Silber, 200 m, Herren
- Michael Page, Reiten (0-2-1)
Tokio 1964: Silber, Vielseitigkeit Mannschaft
Mexiko-Stadt 1968: Silber, Vielseitigkeit Mannschaft
Mexiko-Stadt 1968: Silber, Vielseitigkeit Einzel
- Jerry Page, Boxen (1-0-0)
Los Angeles 1984: Gold, Halbweltergewicht, Herren
- Caleb Paine, Segeln (0-0-1)
Rio de Janeiro 2016: Bronze, Finn, Herren
- John Paine, Schießen (1-0-0)
Athen 1896: Gold, Dienstrevolver, Herren
- Sumner Paine, Schießen (1-1-0)
Athen 1896: Gold, Freie Pistole, Herren
Athen 1896: Silber, Dienstrevolver, Herren
- Krysta Palmer, Wasserspringen (0-0-1)
Tokio 2020: Bronze, 3 m Kunstspringen, Damen
- Connie Paraskevin-Young, Radsport (0-0-1)
Seoul 1988: Bronze, Sprint, Damen
- Denise Parker, Bogenschießen (0-0-1)
Seoul 1988: Bronze, Mannschaft, Damen
- Jack Parker, Leichtathletik (0-0-1)
Berlin 1936: Bronze, Zehnkampf, Herren
- Maxie Parks, Leichtathletik (1-0-0)
Montreal 1976: Gold, 4 × 400 m, Herren
- William Parks, Segeln (0-0-1)
Rom 1960: Bronze, Star, Herren
- Jessica Parratto, Wasserspringen (0-1-0)
Tokio 2020: Silber, 10 m Synchronspringen, Damen
- Audrey Patterson, Leichtathletik (0-0-1)
London 1948: Bronze, 200 m, Damen
- Carly Patterson, Turnen (1-2-0)
Athen 2004: Silber, Mehrkampf Mannschaft, Damen
Athen 2004: Gold, Mehrkampf Einzel, Damen
Athen 2004: Silber, Schwebebalken, Damen
- Floyd Patterson, Boxen (1-0-0)
Helsinki 1952: Gold, Mittelgewicht, Herren
- Edward Patton, Rudern (0-0-1)
Seoul 1988: Bronze, Achter, Herren
- Mel Patton, Leichtathletik (2-0-0)
London 1948: Gold, 200 m, Herren
London 1948: Gold, 4 × 100 m, Herren
- Brandon Paulson, Ringen (0-1-0)
Atlanta 1996: Silber, gr.-röm. Fliegengewicht, Herren
- David Payne, Leichtathletik (0-1-0)
Peking 2008: Silber, 110 m Hürden, Herren
- Thelma Payne, Wasserspringen (0-0-1)
Antwerpen 1920: Bronze, Kunstspringen 1 m/3 m, Damen
- Robert E. Pearce, Ringen (1-0-0)
Los Angeles 1932: Gold, Freistil Bantamgewicht, Herren
- Joseph Pearman, Leichtathletik (0-1-0)
Antwerpen 1920: Silber, 10.000 m Gehen, Herren
- Morgan Pearson, Triathlon (0-1-0)
Tokio 2020: Silber, Staffel, Mixed
- Susan Pedersen, Schwimmen (2-2-0)
Mexiko-Stadt 1968: Silber, 100 m Freistil, Damen
Mexiko-Stadt 1968: Silber, 200 m Lagen, Damen
Mexiko-Stadt 1968: Gold, 4 × 100 m Freistil, Damen
Mexiko-Stadt 1968: Gold, 4 × 100 m Lagen, Damen
- Jimmy Pedro, Judo (0-0-2)
Atlanta 1996: Bronze, Leichtgewicht, Herren
Athen 2004: Bronze, Leichtgewicht, Herren
- Aaron Peirsol, Schwimmen (4-2-0)
Sydney 2000: Silber, 200 m Rücken, Herren
Athen 2004: Gold, 100 m Rücken, Herren
Athen 2004: Gold, 200 m Rücken, Herren
Peking 2008: Gold, 100 m Rücken, Herren
Peking 2008: Silber, 200 m Rücken, Herren
Athen 2004: Gold, 4 × 100 m Lagen, Herren
- Mel Pender, Leichtathletik (1-0-0)
Mexiko-Stadt 1968: Gold, 4 × 100 m, Herren
- Nat Pendleton, Ringen (0-1-0)
Antwerpen 1920: Silber, Schwergewicht, Herren
- Christopher Penny, Rudern (0-1-0)
Los Angeles 1984: Silber, Achter, Herren
- Lauren Perdue, Schwimmen (1-0-0)
London 2012: Gold, 4 × 200 m Freistil, Damen
- Robert Perew, Rudern (0-0-1)
London 1948: Bronze, Vierer ohne Steuermann, Herren
- Glorianne Perrier, Kanu (0-1-0)
Tokio 1964: Silber, Zweier-Kajak 500 m, Damen
- Nanceen Perry, Leichtathletik (0-0-1)
Sydney 2000: Bronze, 4 × 100 m, Damen
- Kasey Perry-Glass, Reiten (0-0-1)
Rio de Janeiro 2016: Bronze, Dressur Mannschaft
- John Pescatore, Rudern (0-0-1)
Seoul 1988: Bronze, Achter, Herren
- Paul Pesthy, Moderner Fünfkampf (0-1-0)
Tokio 1964: Silber, Mannschaft
- Samantha Peszek, Turnen (0-1-0)
Peking 2008: Silber, Mehrkampf Mannschaft, Damen
- Steffen Peters, Reiten (0-1-2)
Atlanta 1996: Bronze, Dressur Mannschaft
Rio de Janeiro 2016: Bronze, Dressur Mannschaft
Tokio 2020: Silber, Dressur Mannschaft
- Ann Peterson, Wasserspringen (0-0-1)
Mexiko-Stadt 1968: Bronze, Turmspringen, Damen
- Benjamin Peterson, Ringen (1-1-0)
München 1972: Gold, Freistil Halbschwergewicht, Herren
Montreal 1976: Silber, Halbschwergewicht, Herren
- John Peterson, Ringen (1-1-0)
München 1972: Silber, Freistil Mittelgewicht, Herren
Montreal 1976: Gold, Freistil Mittelgewicht, Herren
- Kim Peyton, Schwimmen (2-0-0)
München 1972: Gold, 4 × 100 m Freistil, Damen
Montreal 1976: Gold, 4 × 100 m Freistil, Damen
- Jeffrey Pfaendtner, Rudern (0-0-1)
Atlanta 1996: Bronze, Leichtgewichts-Vierer ohne Steuermann, Herren
- Jaycie Phelps, Turnen (1-0-0)
Atlanta 1996: Gold, Mehrkampf Mannschaft, Damen
- Michael Phelps, Schwimmen (23-3-2)
Athen 2004: Bronze, 200 m Freistil, Herren
Athen 2004: Gold, 100 m Schmetterling, Herren
Athen 2004: Gold, 200 m Schmetterling, Herren
Athen 2004: Gold, 200 m Lagen, Herren
Athen 2004: Gold, 400 m Lagen, Herren
Athen 2004: Bronze, 4 × 100 m Freistil, Herren
Athen 2004: Gold, 4 × 200 m Freistil, Herren
Athen 2004: Gold, 4 × 100 m Lagen, Herren
Peking 2008: Gold, 200 m Freistil, Herren
Peking 2008: Gold, 100 m Schmetterling, Herren
Peking 2008: Gold, 200 m Schmetterling, Herren
Peking 2008: Gold, 200 m Lagen, Herren
Peking 2008: Gold, 400 m Lagen, Herren
Peking 2008: Gold, 4 × 100 m Freistil, Herren
Peking 2008: Gold, 4 × 200 m Freistil, Herren
Peking 2008: Gold, 4 × 200 m Freistil, Herren
London 2012: Gold, 100 m Schmetterling, Herren
London 2012: Silber, 200 m Schmetterling, Herren
London 2012: Gold, 200 m Lagen, Herren
London 2012: Silber, 4 × 100 m Freistil, Herren
London 2012: Gold, 4 × 200 m Freistil, Herren
London 2012: Gold, 4 × 100 m Lagen, Herren
Rio de Janeiro 2016: Silber, 100 m Schmetterling, Herren
Rio de Janeiro 2016: Gold, 200 m Schmetterling, Herren
Rio de Janeiro 2016: Gold, 200 m Lagen, Herren
Rio de Janeiro 2016: Gold, 4 × 100 m Freistil, Herren
Rio de Janeiro 2016: Gold, 4 × 100 m Lagen, Herren
Rio de Janeiro 2016: Gold, 4 × 200 m Freistil, Herren
- Erin Phenix, Schwimmen (1-0-0)
Sydney 2000: Gold, 4 × 100 m Freistil, Damen
- Andre Phillips, Leichtathletik (1-0-0)
Seoul 1988: Gold, 400 m Hürden, Herren
- Dwight Phillips, Leichtathletik (1-0-0)
Athen 2004: Gold, Weitsprung, Herren
- Davis Phinney, Radsport (0-0-1)
Los Angeles 1984: Bronze, Straße Mannschaft, Herren
- George Picard, Rudern (0-0-1)
Tokio 1964: Bronze, Vierer ohne Steuermann, Herren
- Jack Pierce, Leichtathletik (0-0-1)
Barcelona 1992: Bronze, 110 m Hürden, Herren
- Blake Pieroni, Schwimmen (3-0-0)
Rio de Janeiro 2016: Gold, 4 × 100 m Freistil, Herren
Tokio 2020: Gold, 4 × 100 m Freistil, Herren
Tokio 2020: Gold, 4 × 100 m Lagen, Herren
- Paul Pilgrim, Leichtathletik (1-0-0)
St. Louis 1904: Gold, Mannschaftslauf, Herren
- Offutt Pinion, Schießen (0-0-1)
Melbourne 1956: Bronze, Freie Pistole, Herren
- Clarence Pinkston, Wasserspringen (1-1-2)
Antwerpen 1920: Silber, Kunstspringen 1 m/3 m, Herren
Antwerpen 1920: Gold, Turmspringen 5 m/10 m, Herren
Paris 1924: Bronze, Kunstspringen 3 m, Herren
Paris 1924: Bronze, Turmspringen, Herren
- Carly Piper, Schwimmen (1-0-0)
Athen 2004: Gold, 4 × 200 m Freistil, Damen
- Lockwood Pirie, Segeln (0-0-1)
London 1948: Bronze, Swallow, Herren
- Clarence Platt, Schießen (1-0-0)
Paris 1924: Gold, Tontaubenschießen Mannschaft, Herren
- Kelsey Plum, Basketball (1-0-0)
Tokio 2020: Gold, 3×3-Basketball, Damen
- John Michael Plumb, Reiten (1-4-0)
Tokio 1964: Silber, Vielseitigkeit Mannschaft
Mexiko-Stadt 1968: Silber, Vielseitigkeit Mannschaft
München 1972: Silber, Vielseitigkeit Mannschaft
Montreal 1976: Silber, Vielseitigkeit Einzel
Montreal 1976: Gold, Vielseitigkeit Mannschaft
- Michael Plumb, Reiten (1-0-0)
Los Angeles 1984: Gold, Vielseitigkeit Mannschaft
- David Plummer, Schwimmen (1-0-1)
Rio de Janeiro 2016: Bronze, 100 m Rücken, Herren
Rio de Janeiro 2016: Gold, 4 × 100 m Lagen, Herren
- George Poage, Leichtathletik (0-0-2)
St. Louis 1904: Bronze, 200 m Hürden, Herren
St. Louis 1904: Bronze, 400 m Hürden, Herren
- Amanda Polk, Rudern (1-0-0)
Rio de Janeiro 2016: Gold, Achter, Frauen
- Fritz Pollard, Leichtathletik (0-0-1)
Berlin 1936: Bronze, 110 m Hürden, Herren
- Jessie Pollock, Bogenschießen (1-0-2)
St. Louis 1904: Bronze, Double Nation Round, Damen
St. Louis 1904: Bronze, Double Columbia Round, Damen
St. Louis 1904: Gold, Team Round, Damen
- Tommy Pool, Schießen (0-0-1)
Tokio 1964: Bronze, Kleinkaliber liegend, Herren
- Gus Pope, Leichtathletik (0-0-1)
Antwerpen 1920: Bronze, Diskuswurf, Herren
- Paula Pope, Wasserspringen (0-3-1)
Helsinki 1952: Silber, Turmspringen, Damen
Melbourne 1956: Bronze, Turmspringen, Damen
Rom 1960: Silber, Kunstspringen, Damen
Rom 1960: Silber, Turmspringen, Damen
- Harry Porter, Leichtathletik (1-0-0)
London 1908: Gold, Hochsprung, Herren
- William Porter, Leichtathletik (1-0-0)
London 1948: Gold, 110 m Hürden, Herren
- Alise Post, Radsport (0-1-0)
Rio de Janeiro 2016: Silber, BMX, Damen
- Cynthia Potter, Wasserspringen (0-0-1)
Montreal 1976: Bronze, Kunstspringen, Damen
- Michael Poulin, Reiten (0-0-1)
Barcelona 1992: Bronze, Dressur Mannschaft
- John Powell, Leichtathletik (0-0-2)
Montreal 1976: Bronze, Diskuswurf, Herren
Los Angeles 1984: Bronze, Diskuswurf, Herren
- Mike Powell, Leichtathletik (0-2-0)
Seoul 1988: Silber, Weitsprung, Herren
Barcelona 1992: Silber, Weitsprung, Herren
- Dorothy Poynton, Wasserspringen (2-1-1)
Amsterdam 1928: Silber, Kunstspringen, Damen
Los Angeles 1932: Gold, Turmspringen, Damen
Berlin 1936: Bronze, Kunstspringen, Damen
Berlin 1936: Gold, Turmspringen, Damen
- Jenna Prandini, Leichtathletik (0-1-0)
Tokio 2020: Silber, 4 × 100 m, Damen
- Daria Pratt, Golf (0-0-1)
Paris 1900: Bronze, Damen
- Josh Prenot, Schwimmen (0-1-0)
Rio de Janeiro 2016:Silber, 200 m Brust, Herren
- John Price, Segeln (0-1-0)
Helsinki 1952: Silber, Star, Herren
- Thomas Price, Rudern (1-0-0)
Helsinki 1952: Gold, Zweier ohne Steuermann, Herren
- Harry Prieste, Wasserspringen (0-0-1)
Antwerpen 1920: Bronze, Turmspringen 5 m/10 m, Herren
- Meyer Prinstein, Leichtathletik (3-1-0)
Paris 1900: Gold, Dreisprung, Herren
Paris 1900: Silber, Dreisprung, Herren
St. Louis 1904: Gold, Weitsprung, Herren
St. Louis 1904: Gold, Dreisprung, Herren
- Henry Proctor, Rudern (1-0-0)
Helsinki 1952: Gold, Achter, Herren
- Ralph Purchase, Rudern (1-0-0)
London 1948: Gold, Achter, Herren

### Q
- Megan Quann, Schwimmen (2-0-0)
Sydney 2000: Gold, 100 m Brust, Damen
Sydney 2000: Gold, 4 × 100 m Lagen, Damen
- James Quinn, Leichtathletik (1-0-0)
Amsterdam 1928: Gold, 4 × 100 m, Herren

### R
- Pete Rademacher, Boxen (1-0-0)
Melbourne 1956: Gold, Schwergewicht, Herren
- Duke Ragan, Boxen (0-1-0)
Tokio 2020: Silber, Federgewicht, Herren
- Zach Railey, Segeln (0-1-0)
Peking 2008: Silber, Finn-Dinghy
- Alexandra Raisman, Turnen (3-2-1)
London 2012: Gold, Mehrkampf Mannschaft, Damen
London 2012: Gold, Boden, Damen
London 2012: Bronze, Schwebebalken, Damen
Rio de Janeiro 2016: Silber, Mehrkampf Einzel, Damen
Rio de Janeiro 2016: Gold, Mehrkampf Mannschaft, Damen
Rio de Janeiro 2016: Silber, Boden, Damen
- Rajeev Ram, Tennis (0-1-0)
Rio de Janeiro 2016: Silber, Mixed
- John Rambo, Leichtathletik (0-0-1)
Tokio 1964: Bronze, Hochsprung, Herren
- Marilyn Ramenofsky, Schwimmen (0-1-0)
Tokio 1964: Silber, 400 m Freistil, Damen
- Nancy Ramey, Schwimmen (0-1-0)
Melbourne 1956: Silber, 100 m Schmetterling, Damen
- Kikkan Randall, Ski Nordisch (1-0-0)
Pyeongchang 2018: Gold, Teamsprint, Damen
- Martha Randall, Schwimmen (0-0-1)
Tokio 1964: Bronze, 400 m Lagen, Damen
- Leo Randolph, Boxen (1-0-0)
Montreal 1976: Gold, Fliegengewicht, Herren
- Joseph Rantz, Rudern (1-0-0)
Berlin 1936: Gold, Achter, Herren
- Susan Rapp, Schwimmen (0-1-0)
Los Angeles 1984: Silber, 200 m Brust, Damen
- Jamie Rauch, Schwimmen (0-1-0)
Sydney 2000: Silber, 4 × 200 m Freistil, Herren
- Joseph Ravannack, Rudern (0-0-1)
St. Louis 1904: Bronze, Doppelzweier, Herren
- Katherine Rawls, Wasserspringen (0-2-1)
Los Angeles 1932: Silber, Kunstspringen, Damen
Berlin 1936: Bronze, 4 × 100 m Freistil, Damen
Berlin 1936: Silber, Kunstspringen, Damen
- Elise Ray, Turnen (0-0-1)
Sydney 2000: Bronze, Mehrkampf, Damen
- Joie Ray, Leichtathletik (0-0-1)
Paris 1924: Bronze, 3000 m Mannschaft, Herren
- Lisa Raymond, Tennis (0-0-1)
London 2012: Bronze, Mixed
- Peter Raymond, Rudern (0-1-0)
München 1972: Silber, Achter, Herren
- Harold Rayner, Fechten (0-0-1)
Antwerpen 1920: Bronze, Florett Mannschaft, Herren
- Jason Read, Rudern (1-0-0)
Athen 2004: Gold, Achter, Herren
- Ernst Reckeweg, Turnen (1-0-0)
St. Louis 1904: Gold, Mannschaftsmehrkampf, Herren
- James Rector, Leichtathletik (0-1-0)
London 1908: Silber, 100 m, Herren
- Lambert Redd, Leichtathletik (0-1-0)
Los Angeles 1932: Silber, Weitsprung, Herren
- Robin Reed, Ringen (1-0-0)
Paris 1924: Gold, Freistil Federgewicht, Herren
- Brittney Reese, Leichtathletik (1-2-0)
London 2012: Gold, Weitsprung, Damen
Rio de Janeiro 2016: Silber, Weitsprung, Damen
Tokio 2020: Silber, Weitsprung, Damen
- Morgan Reeser, Segeln (0-1-0)
Barcelona 1992: Silber, 470er, Herren
- Emily Regan, Rudern (1-0-0)
Rio de Janeiro 2016: Gold, Achter, Frauen
- David Reid, Boxen (1-0-0)
Atlanta 1996: Gold, Halbmittelgewicht, Herren
- John Reid, Segeln (0-1-0)
Helsinki 1952: Silber, Star, Herren
- Charles Reidpath, Leichtathletik (2-0-0)
Stockholm 1912: Gold, 400 m, Herren
Stockholm 1912: Gold, 4 × 400 m, Herren
- Andrew Rein, Ringen (0-1-0)
Los Angeles 1984: Silber, Freistil Leichtgewicht, Herren
- Richard Remer, Leichtathletik (0-0-1)
Antwerpen 1920: Bronze, 3000 m Gehen, Herren
- Lindy Remigino, Leichtathletik (2-0-0)
Helsinki 1952: Gold, 100 m, Herren
Helsinki 1952: Gold, 4 × 100 m, Herren
- Stephen Rerych, Schwimmen (2-0-0)
Mexiko-Stadt 1968: Gold, 4 × 100 m Freistil, Herren
Mexiko-Stadt 1968: Gold, 4 × 200 m Freistil, Herren
- Mary Lou Retton, Turnen (1-2-2)
Los Angeles 1984: Silber, Mahrkampf Mannschaft, Damen
Los Angeles 1984: Gold, Mehrkampf Einzel, Damen
Los Angeles 1984: Bronze, Boden, Damen
Los Angeles 1984: Silber, Pferdsprung, Damen
Los Angeles 1984: Bronze, Stufenbarren, Damen
- Amedee Reyburn, Schwimmen (0-0-1)
St. Louis 1904: Bronze, 4 × 50 Yards Freistil, Herren
- Harry Reynolds, Leichtathletik (1-1-0)
Seoul 1988: Silber, 400 m, Herren
Seoul 1988: Gold, 4 × 400 m, Herren
- Mark Reynolds, Segeln (2-1-0)
Seoul 1988: Silber, Star
Barcelona 1992: Gold, Star
Sydney 2000: Gold, Star
- Kim Rhode, Schießen (3-1-2)
Atlanta 1996: Gold, Doppeltrap, Damen
Sydney 2000: Bronze, Doppeltrap, Damen
Athen 2004: Gold, Doppeltrap, Damen
Peking 2008: Silber, Skeet, Damen
London 2012: Gold, Skeet, Damen
Rio de Janeiro 2016: Bronze, Skeet, Damen
- Leslie Rich, Schwimmen (0-0-1)
London 1908: Bronze, 4 × 200 m Freistil, Herren
- Alma Richards, Leichtathletik (1-0-0)
Stockholm 1912: Gold, Hochsprung, Herren
- Bob Richards, Leichtathletik (2-0-1)
London 1948: Bronze, Stabhochsprung, Herren
Helsinki 1952: Gold, Stabhochsprung, Herren
Melbourne 1956: Gold, Stabhochsprung, Herren
- Julie Richards, Reiten (0-0-1)
Athen 2004: Bronze, Vielseitigkeit Mannschaft
- Sanya Richards-Ross, Leichtathletik (4-0-1)
Athen 2004: Gold, 4 × 400 m, Damen
Peking 2008: Bronze, 400 m, Damen
Peking 2008: Gold, 4 × 400 m, Damen
London 2012: Gold, 400 m, Damen
London 2012: Gold, 4 × 400 m, Damen
- Vincent Richards, Tennis (2-1-0)
Paris 1924: Gold, Doppel, Herren
Paris 1924: Gold, Einzel, Herren
Paris 1924: Silber, Mixed
- Henry Richardson, Bogenschießen (0-0-2)
St. Louis 1904: Bronze, Team American Round, Herren
London 1908: Bronze, York Round, Herren
- Jason Richardson, Leichtathletik (0-1-0)
London 2012: Silber, 110 m Hürden, Herren
- Michele Richardson, Schwimmen (0-1-0)
Los Angeles 1984: Silber, 800 m Freistil, Damen
- Passion Richardson, Leichtathletik (0-0-1)
Sydney 2000: Bronze, 4 × 100 m, Damen
- Gail Ricketson, Rudern (0-0-1)
Montreal 1976: Bronze, Achter, Damen
- Kelly Rickon, Rudern (0-1-0)
Los Angeles 1984: Silber, Vierer mit Steuerfrau, Damen
- Eric Ridder, Segeln (1-0-0)
Helsinki 1952: Gold, 6 m R-Klasse, Herren
- Steve Riddick, Leichtathletik (1-0-0)
Montreal 1976: Gold, 4 × 100 m, Herren
- Ernest Riedel, Kanu (0-0-1)
Berlin 1936: Bronze, Einer-Kajak 10.000 m, Herren
- Aileen Riggin, Wasserspringen (1-1-1)
Antwerpen 1920: Gold, Kunstspringen 1 m/3 m, Damen
Paris 1924: Bronze, 100 m Rücken, Damen
Paris 1924: Silber, Kunstspringen 3 m, Damen
- Frank Righeimer, Fechten (0-0-2)
Los Angeles 1932: Bronze, Florett Mannschaft, Herren
Los Angeles 1932: Bronze, Degen Mannschaft, Herren
- Ivan Riley, Leichtathletik (0-0-1)
Paris 1924: Silber, 400 m Hürden, Herren
- John Riley, Ringen (0-1-0)
Los Angeles 1932: Silber, Freistil Schwergewicht, Herren
- Adam Rippon, Eiskunstlauf (0-0-1)
Pyeongchang 2018: Bronze, Team
- Walter Ris, Schwimmen (2-0-0)
London 1948: Gold, 100 m Freistil, Herren
London 1948: Gold, 4 × 200 m Freistil, Herren
- Louise Ritter, Leichtathletik (1-0-0)
Seoul 1988: Gold, Hochsprung, Damen
- Taylor Ritzel, Rudern (1-0-0)
London 2012: Gold, Achter, Damen
- Bo Roberson, Leichtathletik (0-1-0)
Rom 1960: Silber, Weitsprung, Herren
- David Roberts, Leichtathletik (0-0-1)
Montreal 1976: Bronze, Stabhochsprung, Herren
- Gil Roberts, Leichtathletik (1-0-0)
Rio de Janeiro 2016: Gold, 4 × 400 m, Herren
- Hannah Roberts, Radsport (0-1-0)
Tokio 2020: Silber, BMX-Freestyle, Damen
- Lawson Robertson, Leichtathletik (0-0-1)
St. Louis 1904: Bronze, Standhochsprung, Herren
- Carl Robie, Schwimmen (1-1-0)
Tokio 1964: Silber, 200 m Schmetterling, Herren
Mexiko-Stadt 1968: Gold, 200 m Schmetterling, Herren
- Albert Robinson, Boxen (0-1-0)
Mexiko-Stadt 1968: Silber, Federgewicht, Herren
- Arnie Robinson, Leichtathletik (1-0-1)
München 1972: Bronze, Weitsprung, Herren
Montreal 1976: Gold, Weitsprung, Herren
- Betty Robinson, Leichtathletik (2-1-0)
Amsterdam 1928: Gold, 100 m, Damen
Amsterdam 1928: Silber, 4 × 100 m, Damen
Berlin 1936: Gold, 4 × 100 m, Damen
- Donny Robinson, Radsport (0-0-1)
Peking 2008: Bronze, BMX, Herren
- Mack Robinson, Leichtathletik (0-1-0)
Berlin 1936: Silber, 200 m, Herren
- Kevin Robinzine, Leichtathletik (1-0-0)
Seoul 1988: Gold, 4 × 400 m, Herren
- Sarah Robles, Gewichtheben (0-0-2)
Rio de Janeiro 2016: Bronze, Schwergewicht, Damen
Tokio 2020: Bronze, Superschwergewicht, Damen
- Peter Rocca, Schwimmen (0-2-0)
Montreal 1976: Silber, 200 m Rücken, Herren
Montreal 1976: Silber, 100 m Rücken, Herren
- James Stillman Rockefeller, Rudern (1-0-0)
Paris 1924: Gold, Achter, Herren
- August Rodenberg, Tauziehen (0-1-0)
St. Louis 1904: Silber, Tauziehen, Herren
- Raoul Rodriguez, Rudern (0-1-0)
Seoul 1988: Silber, Vierer ohne Steuermann, Herren
- Otto Roehm, Ringen (1-0-0)
St. Louis 1904: Gold, Leichtgewicht, Herren
- Annette Rogers, Leichtathletik (2-0-0)
Los Angeles 1932: Gold, 4 × 100 m, Damen
Berlin 1936: Gold, 4 × 100 m, Damen
- Charles Rogers, Segeln (0-0-1)
Tokio 1964: Bronze, Star, Herren
- Jason Rogers, Fechten (0-1-0)
Peking 2008: Silber, Säbel Mannschaft, Herren
- Raevyn Rogers, Leichtathletik (0-0-1)
Tokio 2020: Bronze, 800 m, Damen
- Todd Rogers, Beachvolleyball (1-0-0)
Peking 2008: Gold, Herren
- Lisa Rohde, Rudern (0-1-0)
Los Angeles 1984: Silber, Vierer mit Steuerfrau, Damen
- Brianna Rollins, Leichtathletik (1-0-0)
Rio de Janeiro 2016: Gold, 100 m Hürden, Damen
- Julian Roosevelt, Segeln (1-0-0)
Helsinki 1952: Gold, 6 m R-Klasse, Herren
- Elbert Root, Wasserspringen (0-1-0)
Berlin 1936: Silber, Turmspringen, Herren
- Marion Roper, Wasserspringen (0-0-1)
Los Angeles 1932: Bronze, Turmspringen, Damen
- Joan Rosazza, Schwimmen (0-1-0)
Melbourne 1956: Silber, 4 × 100 m Freistil, Damen
- Charles Rose, Tauziehen (0-1-0)
St. Louis 1904: Silber, Tauziehen, Herren
- Ralph Rose, Leichtathletik (3-2-1)
St. Louis 1904: Gold, Kugelstoßen, Herren
St. Louis 1904: Silber, Diskuswurf, Herren
St. Louis 1904: Bronze, Hammerwurf, Herren
London 1908: Gold, Kugelstoßen, Herren
Stockholm 1912: Gold, Kugelstoßen beidhändig, Herren
Stockholm 1912: Silber, Kugelstoßen, Herren
- Arthur Rosenkampff, Turnen (0-1-0)
St. Louis 1904: Silber, Mannschaftsmehrkampf, Herren
- April Ross, Beachvolleyball (1-1-1)
London 2012: Silber, Damen
Rio de Janeiro 2016: Bronze, Damen
Tokio 2020: Gold, Damen
- Kyla Ross, Turnen (1-0-0)
London 2012: Gold, Mehrkampf Mannschaft, Damen
- Norman Ross, Schwimmen (2-0-0)
Antwerpen 1920: Gold, 400 m Freistil, Herren
Antwerpen 1920: Gold, 4 × 200 m Freistil, Herren
- Randolph Ross, Leichtathletik (1-0-0)
Tokio 2020: Gold, 4 × 400 m, Herren
- Albert Rossi, Rudern (0-0-1)
Helsinki 1952: Bronze, Vierer ohne Steuermann, Herren
- George Roth, Turnen (1-0-0)
Los Angeles 1932: Gold, Keulenschwingen, Herren
- Richard Roth, Schwimmen (1-0-0)
Tokio 1964: Gold, 400 m Lagen, Herren
- Harlow Rothert, Leichtathletik (0-1-0)
Los Angeles 1932: Silber, Kugelstoßen, Herren
- Keena Rothhammer, Schwimmen (1-0-1)
München 1972: Bronze, 200 m Freistil, Damen
München 1972: Gold, 800 m Freistil, Damen
- Arthur Rothrock, Schießen (1-1-0)
Antwerpen 1920: Silber, Kleinkaliber Einzel, Herren
Antwerpen 1920: Gold, Kleinkaliber Mannschaft, Herren
- Michael Rothwell, Segeln (0-1-0)
Montreal 1976: Silber, Tornado, Herren
- Jeff Rouse, Schwimmen (3-1-0)
Barcelona 1992: Silber, 100 m Rücken, Herren
Barcelona 1992: Gold, 4 × 100 m Lagen, Herren
Atlanta 1996: Gold, 100 m Rücken, Herren
Atlanta 1996: Gold, 4 × 100 m Lagen, Herren
- Ronda Rousey, Judo (0-0-1)
Peking 2008: Bronze, Mittelgewicht, Damen
- Joseph Ruddy, Schwimmen (1-0-0)
St. Louis 1904: Gold, 4 × 50 Yards Freistil, Herren
- Wilma Rudolph, Leichtathletik (3-0-1)
Melbourne 1956: Bronze, 4 × 100 m, Damen
Rom 1960: Gold, 100 m, Damen
Rom 1960: Gold, 200 m, Damen
Rom 1960: Gold, 4 × 100 m, Damen
- Tracie Ruiz, Synchronschwimmen (2-1-0)
Los Angeles 1984: Gold, Einzel, Damen
Los Angeles 1984: Gold, Duett, Damen
Seoul 1988: Silber, Einzel, Damen
- Henrik Rummel, Rudern (0-0-1)
London 2012: Bronze, Vierer ohne Steuermann, Herren
- Cierra Runge, Schwimmen (1-0-0)
Rio de Janeiro 2016: Gold, 4 × 200 m Freistil, Damen
- Galen Rupp, Leichtathletik (0-1-1)
London 2012: Silber, 10.000 m, Herren
Rio de Janeiro 2016: Bronze, Marathon, Herren
- John Rusher, Rudern (0-0-1)
Seoul 1988: Bronze, Achter, Herren
- Douglas Russell, Schwimmen (2-0-0)
Mexiko-Stadt 1968: Gold, 100 m Schmetterling, Herren
Mexiko-Stadt 1968: Gold, 4 × 200 m Lagen, Herren
- Henry Russell, Leichtathletik (1-0-0)
Amsterdam 1928: Gold, 4 × 100 m, Herren
- John Russell, Reiten (0-0-1)
Helsinki 1952: Bronze, Springreiten Mannschaft
- Sylvia Ruuska, Schwimmen (0-1-1)
Melbourne 1956: Bronze, 400 m Freistil, Damen
Melbourne 1956: Silber, 4 × 100 m Freistil, Damen
- Joseph Ryan, Rudern (1-0-0)
St. Louis 1904: Gold, Zweier ohne Steuermann, Herren
- Melissa Ryan, Rudern (0-0-1)
Sydney 2000: Bronze, Zweier ohne Steuerfrau, Damen
- Pat Ryan, Leichtathletik (1-1-0)
Antwerpen 1920: Gold, Hammerwurf, Herren
Antwerpen 1920: Silber, Gewichtweitwurf, Herren
- Richard Rydze, Wasserspringen (0-1-0)
München 1972: Silber, Turmspringen, Herren
- Luann Ryon, Bogenschießen (1-0-0)
Montreal 1976: Gold, Einzel, Herren
- Jim Ryun, Leichtathletik (0-1-0)
Mexiko-Stadt 1968: Silber, 1500 m, Herren

### S
- Roy Saari, Schwimmen (1-1-0)
Tokio 1964: Silber, 400 m Lagen, Herren
Tokio 1964: Gold, 4 × 200 m Freistil, Herren
- Alicia Sacramone, Turnen (0-1-0)
Peking 2008: Silber, Mehrkampf Mannschaft, Damen
- Harold Sakata, Gewichtheben (0-1-0)
London 1948: Silber, Leichtschwergewicht, Herren
- Joseph Salas, Boxen (0-1-0)
Paris 1924: Silber, Federgewicht, Herren
- Louis Salica, Boxen (0-0-1)
Los Angeles 1932: Bronze, Fliegengewicht, Herren
- George Saling, Leichtathletik (1-0-0)
Los Angeles 1932: Gold, 110 m Hürden, Herren
- Edwin Salisbury, Rudern (1-0-0)
Los Angeles 1932: Gold, Achter, Herren
- LeRoy Samse, Leichtathletik (0-1-0)
St. Louis 1904: Silber, Stabhochsprung, Herren
- Katie Lou Samuelson, Basketball (1-0-0)
Tokio 2020: Gold, 3×3-Basketball, Damen
- Alden Sanborn, Rudern (1-0-0)
Antwerpen 1920: Gold, Achter, Herren
- Kaitlin Sandeno, Schwimmen (1-1-2)
Sydney 2000: Bronze, 800 m Freistil, Damen
Athen 2004: Bronze, 400 m Freistil, Damen
Athen 2004: Silber, 400 m Lagen, Damen
Athen 2004: Gold, 4 × 200 m Freistil, Damen
- Ed Sanders, Boxen (1-0-0)
Helsinki 1952: Gold, Schwergewicht, Herren
- Richard Sanders, Ringen (0-2-0)
Mexiko-Stadt 1968: Silber, Freistil Fliegengewicht, Herren
München 1972: Silber, Freistil Bantamgewicht, Herren
- Summer Sanders, Schwimmen (2-1-1)
Barcelona 1992: Gold, 200 m Schmetterling, Damen
Barcelona 1992: Bronze, 400 m Lagen, Damen
Barcelona 1992: Silber, 200 m Lagen, Damen
Barcelona 1992: Gold, 4 × 100 m Lagen, Damen
- Cael Sanderson, Ringen (1-0-0)
Athen 2004: Gold, Freistil Mittelgewicht, Herren
- Charles Sands, Golf (1-0-0)
Paris 1900: Gold, Herren
- Debra Sapenter, Leichtathletik (0-1-0)
Montreal 1976: Silber, 4 × 400 m, Damen
- Raven Saunders, Leichtathletik (0-1-0)
Tokio 2020: Silber, Kugelstoßen, Damen
- Townsend Saunders, Ringen (0-1-0)
Atlanta 1996: Silber, Freistil Leichtgewicht, Herren
- Eleanor Saville, Schwimmen (2-1-1)
Amsterdam 1928: Silber, 100 m Freistil, Damen
Amsterdam 1928: Gold, 4 × 100 m Freistil, Damen
Los Angeles 1932: Gold, 4 × 100 m Freistil, Damen
Los Angeles 1932: Bronze, 100 m Freistil, Damen
- John Sayre, Ringen (1-0-0)
Rom 1960: Gold, Vierer mit Steuermann, Herren
- Susie Scanlan, Fechten (0-0-1)
London 2012: Bronze, Degen Mannschaft, Damen
- Arlie Schardt, Leichtathletik (1-0-0)
Antwerpen 1920: Gold, 3000 m Mannschaft, Herren
- Joseph Schauers, Rudern (1-0-0)
Los Angeles 1932: Gold, Zweier Mit Steuermann, Herren
- Xander Schauffele, Golf (1-0-0)
Tokio 2020: Gold, Herren
- Frank Schell, Rudern (1-0-0)
St. Louis 1904: Gold, Achter, Herren
- Norbert Schemansky, Gewichtheben (1-1-2)
London 1948: Silber, Schwergewicht, Herren
Helsinki 1952: Gold, Mittelschwergewicht, Herren
Rom 1960: Bronze, Schwergewicht, Herren
Tokio 1964: Bronze, Schwergewicht, Herren
- William Scherr, Ringen (0-0-1)
Seoul 1988: Bronze, Freistil Schwergewicht, Herren
- Helen Schifano, Turnen (0-0-1)
London 1948: Bronze, Mehrkampf Mannschaft, Damen
- Charles Schlee, Radsport (1-0-0)
St. Louis 1904: Gold, 5 Meilen, Herren
- Lauren Schmetterling, Rudern (1-0-0)
Rio de Janeiro 2016: Gold, Achter, Frauen
- Bill Schmidt, Leichtathletik (0-0-1)
München 1972: Bronze, Speerwurf, Herren
- Fred Schmidt, Schwimmen (1-0-1)
Tokio 1964: Bronze, 200 m Schmetterling, Herren
Tokio 1964: Gold, 4 × 100 m Lagen, Herren
- Kate Schmidt, Leichtathletik (0-0-2)
München 1972: Bronze, Speerwurf, Damen
Montreal 1976: Bronze, Speerwurf, Damen
- Allison Schmitt, Schwimmen (4-2-4)
Peking 2008: Bronze, 4 × 200 m Freistil, Damen
London 2012: Gold, 200 m Freistil, Damen
London 2012: Bronze, 400 m Freistil, Damen
London 2012: Bronze, 4 × 100 m Freistil, Damen
London 2012: Gold, 4 × 200 m Freistil, Damen
London 2012: Gold, 4 × 100 m Lagen, Damen
Rio de Janeiro 2016: Gold, 4 × 200 m Freistil, Damen
Rio de Janeiro 2016: Silber, 4 × 100 m Freistil, Damen
Tokio 2020: Silber, 4 × 200 m Freistil, Damen
Tokio 2020: Bronze, 4 × 100 m Freistil, Damen
- John Schmitt, Rudern (0-0-1)
Amsterdam 1928: Bronze, Zweier ohne Steuermann, Herren
- Julian Schmitz, Turnen (0-1-0)
St. Louis 1904: Silber, Mannschaftsmehrkampf, Herren
- Marc Schneider, Rudern (0-0-1)
Atlanta 1996: Bronze, Leichtgewichts-Vierer ohne Steuermann, Herren
- Delaney Schnell, Wasserspringen (0-1-0)
Tokio 2020: Silber, 10 m Synchronspringen, Damen
- Matt Schnobrich, Rudern (0-0-1)
Peking 2008: Bronze, Achter, Herren
- Dana Schoenfield, Schwimmen (0-1-0)
München 1972: Silber, 200 m Brust, Damen
- Michael Schoettle, Segeln (1-0-0)
Helsinki 1952: Gold, 5,5 m R-Klasse, Herren
- Don Schollander, Schwimmen (5-1-0)
Tokio 1964: Gold, 100 m Freistil, Herren
Tokio 1964: Gold, 400 m Freistil, Herren
Tokio 1964: Gold, 4 × 100 m Freistil, Herren
Tokio 1964: Gold, 4 × 200 m Freistil, Herren
Mexiko-Stadt 1968: Silber, 200 m Freistil, Herren
Mexiko-Stadt 1968: Gold, 4 × 200 m Freistil, Herren
- Clarke Scholes, Schwimmen (1-0-0)
Helsinki 1952: Gold, 100 m Freistil, Herren
- Jackson Scholz, Leichtathletik (2-1-0)
Antwerpen 1920: Gold, 4 × 100 m, Herren
Paris 1924: Silber, 100 m, Herren
Paris 1924: Gold, 200 m, Herren
- Carlijn Schoutens, Eisschnelllauf (0-0-1)
Pyeongchang 2018: Bronze, Team
- Gerald Schreck, Segeln (1-0-0)
Mexiko-Stadt 1968: Gold, Drachen, Herren
- Oliver Schriver, Schießen (3-0-0)
Antwerpen 1920: Gold, Kleinkaliber Mannschaft, Herren
Antwerpen 1920: Gold, Armeegewehr liegend 600 m Mannschaft, Herren
Antwerpen 1920: Gold, Armeegewehr liegend 300 m und 600 m Mannschaft, Herren
- Richard Schroeder, Schwimmen (1-0-0)
Seoul 1988: Gold, 4 × 100 m Lagen, Herren
- Clara Schroth-Lomady, Turnen (0-0-1)
London 1948: Bronze, Mehrkampf Mannschaft, Damen
- Frances Schroth, Schwimmen (1-0-2)
Antwerpen 1920: Bronze, 100 m Freistil, Damen
Antwerpen 1920: Bronze, 300 m Freistil, Damen
Antwerpen 1920: Gold, 4 × 100 m Freistil, Damen
- Bob Schul, Leichtathletik (1-0-0)
Tokio 1964: Gold, 5000 m, Herren
- Fred Schule, Leichtathletik (1-0-0)
St. Louis 1904: Gold, 110 m Hürden, Herren
- Carolyn Schuler, Schwimmen (2-0-0)
Rom 1960: Gold, 4 × 100 m Lagen, Damen
Rom 1960: Gold, 100 m Schmetterling, Damen
- Michael Schuler, Turnen (0-1-0)
Los Angeles 1932: Silber, Mehrkampf Mannschaft, Herren
- David Schultz, Ringen (1-0-0)
Los Angeles 1984: Gold, Freistil Weltergewicht, Herren
- Mark Schultz, Ringen (1-0-0)
Los Angeles 1984: Gold, Freistil Mittelgewicht, Herren
- Brad Schumacher, Schwimmen (2-0-0)
Atlanta 1996: Gold, 4 × 100 m Freistil, Herren
Atlanta 1996: Gold, 4 × 200 m Freistil, Herren
- Philip Schuster, Turnen (0-0-1)
St. Louis 1904: Bronze, Mannschaftsmehrkampf, Herren
- Sabine Schut-Kery, Reiten (0-1-0)
Tokio 2020: Silber, Dressur Mannschaft
- Carl Schutte, Radsport (0-0-2)
Stockholm 1912: Bronze, Einzelzeitfahren, Herren
Stockholm 1912: Bronze, Mannschaftsfahren, Herren
- Albert L. Schwartz, Schwimmen (0-0-1)
Los Angeles 1932: Bronze, 100 m Freistil, Herren
- Marquard Schwarz, Schwimmen (0-0-1)
St. Louis 1904: Bronze, 4 × 50 Yards Freistil, Herren
- Melissa Schwen, Rudern (0-1-0)
Atlanta 1996: Silber, Zweier ohne Steuerfrau, Damen
- Tripp Schwenk, Schwimmen (0-1-0)
Atlanta 1996: Silber, 200 m Rücken, Herren
- Tasha Schwikert, Turnen (0-0-1)
Sydney 2000: Bronze, Mehrkampf, Damen
- Clyde Scott, Leichtathletik (0-1-0)
London 1948: Silber, 110 m Hürden, Herren
- Coleman Lewis Scott, Ringen (0-0-1)
London 2012: Bronze, Freistil Klasse bis 60 kg, Herren
- Louis Scott, Leichtathletik (1-0-0)
Stockholm 1912: Gold, 3000 m Mannschaft, Herren
- William Scott O’Connor, Fechten (0-1-0)
St. Louis 1904: Silber, Singlestick, Herren
- Francis Scully, Segeln (0-0-1)
Tokio 1964: Bronze, 5,5 m R-Klasse, Herren
- Bob Seagren, Leichtathletik (1-1-0)
Mexiko-Stadt 1968: Gold, Stabhochsprung, Herren
München 1972: Silber, Stabhochsprung, Herren
- Ray Seales, Boxen (1-0-0)
München 1972: Gold, Halbweltergewicht, Herren
- Henry Sears, Schießen (1-0-0)
Stockholm 1912: Gold, Pistole Mannschaft, Herren
- Mary Sears, Schwimmen (0-0-1)
Melbourne 1956: Bronze, 100 m Schmetterling, Damen
- Robert Sears, Fechten (0-0-1)
Antwerpen 1920: Bronze, Florett Mannschaft, Herren
- Anna Seaton, Rudern (0-0-1)
Barcelona 1992: Bronze, Zweier ohne Steuerfrau, Damen
- Robert Seguso, Tennis (1-0-0)
Seoul 1988: Gold, Doppel, Herren
- Guenter Seidel, Reiten (0-0-3)
Atlanta 1996: Bronze, Dressur Mannschaft
Sydney 2000: Bronze, Dressur Mannschaft
Athen 2004: Bronze, Dressur Mannschaft
- Molly Seidel, Leichtathletik (0-0-1)
Tokio 2020: Bronze, Marathon, Damen
- Armin Seiffert, Rudern (1-0-0)
Melbourne 1956: Gold, Zweier mit Steuermann, Herren
- Henry Seiling, Tauziehen (1-0-0)
St. Louis 1904: Gold, Tauziehen, Herren
- William Seiling, Tauziehen (0-1-0)
St. Louis 1904: Silber, Tauziehen, Herren
- Monica Seles, Tennis (0-0-1)
Sydney 2000: Bronze, Einzel, Damen
- Garrett Serviss, Leichtathletik (0-1-0)
St. Louis 1904: Silber, Hochsprung, Herren
- Christina Seufert, Wasserspringen (0-0-1)
Los Angeles 1984: Bronze, Kunstspringen, Damen
- Kimberly Severson, Reiten (0-1-1)
Athen 2004: Bronze, Vielseitigkeit Mannschaft
Athen 2004: Silber, Vielseitigkeit Einzel
- Steve Seymour, Leichtathletik (0-1-0)
London 1948: Silber, Speerwurf, Herren
- Leo Sexton, Leichtathletik (1-0-0)
Los Angeles 1932: Gold, Kugelstoßen, Herren
- John Shadden, Segeln (0-0-1)
Seoul 1988: Bronze, 470er, Herren
- Frank Shakespeare, Rudern (1-0-0)
Helsinki 1952: Gold, Achter, Herren
- William Shaner, Schießen (1-0-0)
Tokio 2020: Gold, 10 m Luftgewehr, Herren
- Joel Shankle, Leichtathletik (0-0-1)
Melbourne 1956: Bronze, 110 m Hürden, Herren
- Eric Shanteau, Schwimmen (1-0-0)
London 2012: Gold, 4 × 100 m Lagen, Herren
- Neal Shapiro, Reiten (0-1-1)
München 1972: Bronze, Springreiten Einzel
München 1972: Silber, Springreiten Mannschaft
- Samuel Sharman, Schießen (1-0-0)
Paris 1924: Gold, Tontaubenschießen Mannschaft, Herren
- Arthur Shaw, Leichtathletik (0-0-1)
London 1908: Bronze, 110 m Hürden, Herren
- Tom Shaw, Schwimmen (0-1-0)
Montreal 1976: Silber, 400 m Freistil, Herren
- Courtney Shealy, Schwimmen (2-0-0)
Sydney 2000: Gold, 4 × 100 m Freistil, Damen
Sydney 2000: Gold, 4 × 100 m Lagen, Damen
- Curtis Shears, Fechten (0-0-1)
Los Angeles 1932: Bronze, Degen Mannschaft, Herren
- Frederick Sheffield, Rudern (1-0-0)
Paris 1924: Gold, Achter, Herren
- George Sheldon, Wasserspringen (1-0-0)
St. Louis 1904: Gold, Kunstspringen, Herren
- Lewis Sheldon, Leichtathletik (0-0-2)
Paris 1900: Bronze, Dreisprung, Herren
Paris 1900: Bronze, Standhochsprung, Herren
- Richard Sheldon, Leichtathletik (1-0-1)
Paris 1900: Gold, Kugelstoßen, Herren
Paris 1900: Bronze, Diskuswurf, Herren
- Dave Sheppard, Gewichtheben (0-1-0)
Melbourne 1956: Silber, Mittelschwergewicht, Herren
- Mel Sheppard, Leichtathletik (4-1-0)
London 1908: Gold, 800 m, Herren
London 1908: Gold, 1500 m, Herren
London 1908: Gold, Olympische Staffel, Herren
Stockholm 1912: Silber, 800 m, Herren
Stockholm 1912: Gold, 4 × 400 m, Herren
- Martin Sheridan, Leichtathletik (3-0-1)
St. Louis 1904: Gold, Diskuswurf, Herren
London 1908: Bronze, Standweitsprung, Herren
London 1908: Gold, Diskuswurf freier Stil, Herren
London 1908: Gold, Diskuswurf griechischer Stil, Herren
- Alex Shibutani, Eiskunstlauf (0-0-2)
Pyeongchang 2018: Bronze, Eistanz
Pyeongchang 2018: Bronze, Team
- Maia Shibutani, Eiskunstlauf (0-0-2)
Pyeongchang 2018: Bronze, Eistanz
Pyeongchang 2018: Bronze, Team
- Thaddeus Shideler, Leichtathletik (0-1-0)
St. Louis 1904: Silber, 110 m Hürden, Herren
- Claressa Shields, Boxen (2-0-0)
London 2012: Gold, Mittelgewicht, Damen
Rio de Janeiro 2016: Gold, Mittelgewicht, Damen
- Lawrence Shields, Leichtathletik (0-0-1)
Antwerpen 1920: Bronze, 1500 m, Herren
- Susan Shields, Schwimmen (0-0-1)
Mexiko-Stadt 1968: Bronze, 100 m Schmetterling, Damen
- Tom Shields, Schwimmen (2-0-0)
Rio de Janeiro 2016: Gold, 4 × 100 m Lagen, Herren
Tokio 2020: Gold, 4 × 100 m Lagen, Herren
- Mikaela Shiffrin, Ski Alpin (1-1-0)
Pyeongchang 2018: Gold, Riesenslalom, Damen
Pyeongchang 2018: Silber, Kombination, Damen
- Jean Shiley, Leichtathletik (1-0-0)
Los Angeles 1932: Gold, Hochsprung, Damen
- Michael Shine, Leichtathletik (0-1-0)
Montreal 1976: Silber, 400 m Hürden, Herren
- Lindsay Shoop, Rudern (1-0-0)
Peking 2008: Gold, Achter, Damen
- Frank Shorter, Leichtathletik (1-1-0)
München 1972: Gold, Marathon, Herren
Montreal 1976: Silber, Marathon, Herren
- Dana Shrader, Schwimmen (1-0-0)
München 1972: Gold, 4 × 100 m Lagen, Damen
- Pam Shriver, Tennis (1-0-0)
Seoul 1988: Gold, Doppel, Damen
- Edward Siegler, Turnen (0-0-1)
St. Louis 1904: Bronze, Mannschaftsmehrkampf, Herren
- Lauri Siering, Schwimmen (0-1-0)
Montreal 1976: Silber, 4 × 100 m Lagen, Damen
- Brita Sigourney, Freestyle-Skiing (0-0-1)
Pyeongchang 2018: Bronze, Halfpipe, Damen
- William Silkworth, Schießen (1-0-0)
Paris 1924: Gold, Tontaubenschießen Mannschaft, Herren
- Lynn Silliman, Rudern (0-0-1)
Montreal 1976: Bronze, Achter, Damen
- Emily Silver, Schwimmen (0-1-0)
Peking 2008: Silber, 4 × 100 m Freistil, Damen
- Jay Silvester, Leichtathletik (0-1-0)
München 1972: Silber, Diskuswurf, Herren
- Dave Sime, Leichtathletik (0-1-0)
Rom 1960: Silber, 100 m, Herren
- Kerry Simmonds, Rudern (1-0-0)
Rio de Janeiro 2016: Gold, Achter, Frauen
- Floyd Simmons, Leichtathletik (0-0-2)
London 1948: Bronze, Zehnkampf, Herren
Helsinki 1952: Bronze, Zehnkampf, Herren
- Harry Simon, Schießen (0-1-0)
London 1908: Silber, Freies Gewehr Dreistellungskampf, Herren
- Nancy Simons, Schwimmen (0-1-0)
Melbourne 1956: Silber, 4 × 100 m Freistil, Damen
- Anita Simonis, Turnen (0-0-1)
London 1948: Bronze, Mehrkampf Mannschaft, Damen
- Charles Simpkins, Leichtathletik (0-1-0)
Barcelona 1992: Silber, Dreisprung, Herren
- George Simpson, Leichtathletik (0-1-0)
Los Angeles 1932: Silber, 200 m, Herren
- Jennifer Simpson, Leichtathletik (0-0-1)
Rio de Janeiro 2016: Bronze, 1500 m, Damen
- Will Simpson, Reiten (1-0-0)
Peking 2008: Gold, Springreiten Mannschaft
- Bella Sims, Schwimmen (0-1-0)
Tokio 2020: Silber, 4 × 200 m Freistil, Damen
- Kenneth Sitzberger, Wasserspringen (1-0-0)
Tokio 1964: Gold, Kunstspringen, Herren
- Robert Skelton, Schwimmen (1-0-0)
Paris 1924: Gold, 200 m Brust, Herren
- Melanie Skillman, Bogenschießen (0-0-1)
Seoul 1988: Bronze, Mannschaft, Damen
- Mykayla Skinner, Turnen (0-1-0)
Tokio 2020: Silber, Sprung, Damen
- Lynn Skrifvars, Schwimmen (1-0-0)
München 1972: Gold, 4 × 100 m Freistil, Damen
- Brandon Slay, Ringen (1-0-0)
Sydney 2000: Gold, Freistil Weltergewicht, Herren
- Bridget Sloan, Turnen (0-1-0)
Peking 2008: Silber, Mehrkampf Mannschaft, Damen
- Erinn Smart, Fechten (0-1-0)
Peking 2008: Silber, Florett Mannschaft, Damen
- Hilary Smart, Segeln (1-0-0)
London 1948: Gold, Star, Herren
- Keeth Smart, Fechten (0-1-0)
Peking 2008: Silber, Säbel Mannschaft, Herren
- Paul Smart, Segeln (1-0-0)
London 1948: Gold, Star, Herren
- Julia Smit, Schwimmen (0-1-0)
Peking 2008: Silber, 4 × 100 m Freistil, Damen
- Calvin Smith, Leichtathletik (1-0-1)
Los Angeles 1984: Gold, 4 × 100 m, Herren
Seoul 1988: Bronze, 100 m, Herren
- Caroline Smith, Wasserspringen (1-0-0)
Paris 1924: Gold, Kunstspringen 3 m, Damen
- Charles Smith, Segeln (0-1-0)
Los Angeles 1932: Silber, 6 m Klasse, Herren
- Clark Smith, Schwimmen (1-0-0)
Rio de Janeiro 2016: Gold, 4 × 200 m Freistil, Herren
- David Smith, Segeln (1-0-0)
Rom 1960: Gold, 5,5 R-Klasse, Herren
- Dean Smith, Leichtathletik (1-0-0)
Helsinki 1952: Gold, 4 × 100 m, Herren
- Guinn Smith, Leichtathletik (1-0-0)
London 1948: Gold, Stabhochsprung, Herren
- Harold Smith, Wasserspringen (1-1-0)
Los Angeles 1932: Silber, Kunstspringen 3 m, Herren
Los Angeles 1932: Gold, Turmspringen, Herren
- James Smith, Segeln (1-0-0)
London 1948: Gold, 6 m Klasse, Herren
- John Smith, Ringen (2-0-0)
Seoul 1988: Gold, Freistil Federgewicht, Herren
Barcelona 1992: Gold, Freistil Federgewicht, Herren
- Jon Smith, Rudern (0-1-1)
Los Angeles 1984: Silber, Vierer ohne Steuermann, Herren
Seoul 1988: Bronze, Achter, Herren
- Justus Smith, Rudern (1-0-0)
London 1948: Gold, Achter, Herren
- Kieran Smith, Schwimmen (0-0-1)
Tokio 2020: Bronze, 400 m Freistil, Herren
- LaMont Smith, Leichtathletik (1-0-0)
Atlanta 1996: Gold, 4 × 400 m, Herren
- Leah Smith, Schwimmen (1-0-1)
Rio de Janeiro 2016: Bronze, 400 m Freistil, Damen
Rio de Janeiro 2016: Gold, 4 × 200 m Freistil, Damen
- Melanie Smith, Reiten (1-0-0)
Los Angeles 1984: Gold, Springreiten Mannschaft
- Regan Smith, Schwimmen (0-2-1)
Tokio 2020: Silber, 200 m Schmetterling, Damen
Tokio 2020: Silber, 4 × 100 m Lagen, Damen
Tokio 2020: Bronze, 100 m Rücken, Damen
- Rodney Smith, Ringen (0-0-1)
Barcelona 1992: Bronze, gr.-röm. Leichtgewicht, Herren
- Ronnie Ray Smith, Leichtathletik (1-0-0)
Mexiko-Stadt 1968: Gold, 4 × 100 m, Herren
- Tommie Smith, Leichtathletik (1-0-0)
Mexiko-Stadt 1968: Gold, 200 m, Herren
- William Smith, Ringen (1-0-0)
Helsinki 1952: Gold, Freistil Weltergewicht, Herren
- William Smith, Schwimmen (2-0-0)
London 1948: Gold, 400 m Freistil, Herren
London 1948: Gold, 4 × 200 m Freistil, Herren
- Forrest Smithson, Leichtathletik (1-0-0)
London 1908: Gold, 110 m Hürden, Herren
- Olivia Smoliga, Schwimmen (1-0-1)
Rio de Janeiro 2016: Gold, 4 × 100 m Lagen, Damen
Tokio 2020: Bronze, 4 × 100 m Freistil, Damen
- Randy Smyth, Segeln (0-2-0)
Los Angeles 1984: Silber, Tornado, Herren
Barcelona 1992: Silber, Tornado, Herren
- James Snook, Schießen (2-0-0)
Antwerpen 1920: Gold, Armeerevolver 30 m Mannschaft, Herren
Antwerpen 1920: Gold, Armeerevolver 50 m Mannschaft, Herren
- Katelin Snyder, Rudern (1-0-0)
Rio de Janeiro 2016: Gold, Achter, Frauen
- Kyle Snyder, Ringen (1-1-0)
Rio de Janeiro 2016: Gold, Freistil Schwergewicht, Herren
Tokio 2020: Silber, Freistil Schwergewicht, Herren
- Jack Sock, Tennis (1-0-1)
Rio de Janeiro 2016: Bronze, Doppel, Herren
Rio de Janeiro 2016: Gold, Mixed
- Robert Sohl, Schwimmen (0-0-1)
London 1948: Bronze, 100 m Brust, Herren
- Rebecca Soni, Schwimmen (3-3-0)
Peking 2008: Silber, 100 m Brust, Damen
Peking 2008: Gold, 200 m Brust, Damen
Peking 2008: Silber, 4 × 100 m Lagen, Damen
London 2012: Silber, 100 m Brust, Damen
London 2012: Gold, 200 m Brust, Damen
London 2012: Gold, 4 × 100 m Lagen, Damen
- Eddie Southern, Leichtathletik (0-1-0)
Melbourne 1956: Silber, 400 m Hürden, Herren
- Harry Spanjer, Boxen (1-1-0)
St. Louis 1904: Gold, Leichtgewicht, Herren
St. Louis 1904: Silber, Weltergewicht, Herren
- Frank Spellman, Gewichtheben (1-0-0)
London 1948: Gold, Mittelgewicht, Herren
- John Spellman, Ringen (1-0-0)
Paris 1924: Gold, Freistil Halbschwergewicht, Herren
- Ashley Spencer, Leichtathletik (0-0-1)
Rio de Janeiro 2016: Bronze, 400 m Hürden, Damen
- Emerson Spencer, Leichtathletik (1-0-0)
Amsterdam 1928: Gold, 4 × 400 m, Herren
- Galen Spencer, Bogenschießen (1-0-0)
St. Louis 1904: Gold, Team American Round, Herren
- Joan Spillane, Schwimmen (1-0-0)
Rom 1960: Gold, 4 × 100 m Freistil, Damen
- Leon Spinks, Boxen (1-0-0)
Montreal 1976: Gold, Halbschwergewicht, Herren
- Michael Spinks, Boxen (1-0-0)
Montreal 1976: Gold, Mittelgewicht, Herren
- Mark Spitz, Schwimmen (9-1-1)
Mexiko-Stadt 1968: Bronze, 100 m Freistil, Herren
Mexiko-Stadt 1968: Silber, 100 m Schmetterling, Herren
Mexiko-Stadt 1968: Gold, 4 × 100 m Freistil, Herren
Mexiko-Stadt 1968: Gold, 4 × 200 m Freistil, Herren
München 1972: Gold, 100 m Freistil, Herren
München 1972: Gold, 200 m Freistil, Herren
München 1972: Gold, 100 m Schmetterling, Herren
München 1972: Gold, 200 m Schmetterling, Herren
München 1972: Gold, 4 × 100 m Freistil, Herren
München 1972: Gold, 4 × 200 m Freistil, Herren
München 1972: Gold, 4 × 100 m Lagen, Herren
- Benjamin Spock, Rudern (1-0-0)
Paris 1924: Gold, Achter, Herren
- Lloyd Spooner, Schießen (4-1-2)
Antwerpen 1920: Gold, Freies Gewehr Dreistellungskampf Mannschaft, Herren
Antwerpen 1920: Gold, Armeegewehr liegend 300 m Mannschaft, Herren
Antwerpen 1920: Silber, Armeegewehr stehend Mannschaft, Herren
Antwerpen 1920: Bronze, Armeegewehr liegend 600 m, Herren
Antwerpen 1920: Gold, Armeegewehr liegend 600 m Mannschaft, Herren
Antwerpen 1920: Gold, Armeegewehr liegend 300 m und 600 m Mannschaft, Herren
Antwerpen 1920: Bronze, Laufender Hirsch Einzelschuss Mannschaft, Herren
- Ralph Spotts, Schießen (1-0-0)
Stockholm 1912: Gold, Tontaubenschießen Mannschaft, Herren
- Benjamin Spradley, Boxen (0-1-0)
St. Louis 1904: Silber, Mittelgewicht, Herren
- Justin Spring, Turnen (0-0-1)
Peking 2008: Bronze, Mehrkampf Mannschaft, Herren
- Gregory Springer, Rudern (0-1-0)
Los Angeles 1984: Silber, Vierer mit Steuermann, Herren
- Jessica Springsteen, Reiten (0-1-0)
Tokio 2020: Silber, Springreiten Mannschaft
- Warren Sprout, Schießen (1-0-2)
Stockholm 1912: Gold, Armeegewehr Mannschaft, Herren
Stockholm 1912: Bronze, Kleinkaliber 50 m Mannschaft, Herren
Stockholm 1912: Bronze, Kleinkaliber 25 m Mannschaft, Herren
- Pat Spurgin, Schießen (1-0-0)
Los Angeles 1984: Gold, Luftgewehr, Damen
- Allen Stack, Schwimmen (1-0-0)
London 1948: Gold, 100 m Rücken, Herren
- John Stack, Rudern (1-0-0)
London 1948: Gold, Achter, Herren
- Joseph Stadler, Leichtathletik (0-1-1)
St. Louis 1904: Silber, Standhochsprung, Herren
St. Louis 1904: Bronze, Standdreisprung, Herren
- Mike Staines, Rudern (0-1-0)
Montreal 1976: Silber, Zweier ohne Steuermann, Herren
- Marvin Stalder, Rudern (1-0-0)
Amsterdam 1928: Gold, Achter, Herren
- Walter Staley, Reiten (0-0-1)
Helsinki 1952: Bronze, Vielseitigkeit, Mannschaft
- Michael Stamm, Schwimmen (1-2-0)
München 1972: Silber, 100 m Rücken, Herren
München 1972: Silber, 200 m Rücken, Herren
München 1972: Gold, 4 × 100 m Lagen, Herren
- Stanley Stanczyk, Gewichtheben (1-1-0)
London 1948: Gold, Leichtschwergewicht, Herren
Helsinki 1952: Silber, Leichtschwergewicht, Herren
- Andy Stanfield, Leichtathletik (2-1-0)
Helsinki 1952: Gold, 200 m, Herren
Helsinki 1952: Gold, 4 × 100 m, Herren
Melbourne 1956: Silber, 200 m, Herren
- Robert Stangland, Leichtathletik (0-0-2)
St. Louis 1904: Bronze, Weitsprung, Herren
St. Louis 1904: Bronze, Dreisprung, Herren
- George Stanich, Leichtathletik (0-0-1)
London 1948: Bronze, Hochsprung, Herren
- Bowen Stassforth, Schwimmen (0-1-0)
Helsinki 1952: Silber, 200 m Brust, Herren
- Richard Stearns, Segeln (0-1-0)
Tokio 1964: Silber, Star, Herren
- Richard Stebbins, Leichtathletik (1-0-0)
Tokio 1964: Gold, 4 × 100 m, Herren
- Harry Steel, Ringen (1-0-0)
Paris 1924: Gold, Freistil Schwergewicht, Herren
- Scott Steele, Segeln (0-1-0)
Los Angeles 1984: Silber, Windsurfen, Herren
- Willie Steele, Leichtathletik (1-0-0)
London 1948: Gold, Weitsprung, Herren
- Richard Steere, Fechten (0-0-1)
Los Angeles 1932: Bronze, Florett Mannschaft, Herren
- Otto Steffen, Turnen (0-1-0)
St. Louis 1904: Silber, Mannschaftsmehrkampf, Herren
- Kent Steffes, Beachvolleyball (1-0-0)
Atlanta 1996: Gold, Herren
- Chris Steinfeld, Segeln (0-1-0)
Los Angeles 1984: Silber, 470er, Herren
- William Steinkraus, Reiten (0-2-1)
Helsinki 1952: Bronze, Springreiten Mannschaft
Rom 1960: Silber, Springreiten Mannschaft
München 1972: Silber, Springreiten Mannschaft
- Carrie Steinseifer, Schwimmen (2-0-0)
Los Angeles 1984: Gold, 100 m Freistil, Damen
Los Angeles 1984: Gold, 4 × 100 m Freistil, Damen
- Phillip Stekl, Rudern (0-1-0)
Los Angeles 1984: Silber, Vierer ohne Steuermann, Herren
- Mary Louise Stepan, Schwimmen (0-0-1)
Helsinki 1952: Bronze, 4 × 100 m Freistil, Damen
- Helen Stephens, Leichtathletik (2-0-0)
Berlin 1936: Gold, 100 m, Damen
Berlin 1936: Gold, 4 × 100 m, Damen
- Gillian Sterkel, Schwimmen (1-0-0)
Montreal 1976: Gold, 4 × 100 m Freistil, Damen
- Jill Sterkel, Schwimmen (0-0-1)
Seoul 1988: Bronze, 50 m Freistil, Damen
- Edward Stevens, Rudern (1-0-0)
Helsinki 1952: Gold, Achter, Herren
- Rochelle Stevens, Leichtathletik (1-1-0)
Barcelona 1992: Silber, 4 × 400 m, Damen
Atlanta 1996: Gold, 4 × 400 m, Damen
- Travis Stevens, Judo (0-1-0)
Rio de Janeiro 2016: Silber, Halbmittelgewicht, Herren
- Shakur Stevenson, Boxen (0-1-0)
Rio de Janeiro 2016: Silber, Bantamgewicht, Herren
- Toby Stevenson, Leichtathletik (0-1-0)
Athen 2004: Silber, Stabhochsprung, Herren
- William Stevenson, Leichtathletik (1-0-0)
Paris 1924: Gold, 4 × 400 m, Herren
- Gable Steveson, Ringen (1-0-0)
Tokio 2020: Gold, Freistil Superschwergewicht, Herren
- Melvin Stewart, Schwimmen (2-0-1)
Barcelona 1992: Gold, 200 m Schmetterling, Herren
Barcelona 1992: Bronze, 4 × 200 m Freistil, Herren
Barcelona 1992: Gold, 4 × 100 m Lagen, Herren
- Trevor Stewart, Leichtathletik (1-0-1)
Tokio 2020: Gold, 4 × 400 m, Herren
Tokio 2020: Bronze, 4 × 400 m, Mixed
- Terri Stickles, Schwimmen (1-0-0)
Tokio 1964: Gold, 400 m Freistil, Damen
- Kevin Still, Rudern (0-0-1)
Los Angeles 1984: Bronze, Zweier mit Steuermann, Herren
- John Stillings, Rudern (0-1-0)
Los Angeles 1984: Silber, Vierer mit Steuermann, Herren
- Staciana Stitts, Schwimmen (1-0-0)
Sydney 2000: Gold, 4 × 100 m Lagen, Damen
- Karen Stives, Reiten (1-1-0)
Los Angeles 1984: Silber, Vielseitigkeit Einzel
Los Angeles 1984: Gold, Vielseitigkeit Mannschaft
- Shirley Stobs, Schwimmen (1-0-0)
Rom 1960: Gold, 4 × 100 m Freistil, Damen
- Arthur Stockhoff, Rudern (1-0-0)
St. Louis 1904: Gold, Vierer ohne Steuermann, Herren
- Lawrence Stoddard, Rudern (1-0-0)
Paris 1924: Gold, Achter, Herren
- Walter Stokes, Schießen (1-0-1)
Paris 1924: Gold, Freies Gewehr Mannschaft, Herren
Paris 1924: Bronze, Laufender Hirsch Einzelschuss Mannschaft, Herren
- Genevra Stone, Rudern (0-1-0)
Rio de Janeiro 2016: Silber, Einer, Frauen
- Dwight Stones, Leichtathletik (0-0-2)
München 1972: Bronze, Hochsprung, Herren
Montreal 1976: Bronze, Hochsprung, Herren
- James Storm, Rudern (0-1-0)
Tokio 1964: Silber, Doppelzweier, Herren
- Michael Storm, Moderner Fünfkampf (0-1-0)
Los Angeles 1984: Silber, Mannschaft, Herren
- Sharon Stouder, Schwimmen (3-1-0)
Tokio 1964: Silber, 100 m Freistil, Damen
Tokio 1964: Gold, 100 m Schmetterling, Damen
Tokio 1964: Gold, 4 × 100 m Freistil, Damen
Tokio 1964: Gold, 4 × 100 m Lagen, Damen
- William Stowe, Rudern (1-0-0)
Tokio 1964: Gold, Achter, Herren
- Julia Stowers, Schwimmen (1-0-0)
Sydney 2000: Gold, 4 × 200 m Freistil, Damen
- Rod Strachan, Schwimmen (1-0-0)
Montreal 1976: Gold, 400 m Lagen, Herren
- Scott Strausbaugh, Kanu (1-0-0)
Barcelona 1992: Gold, Kanuslalom Zweier-Canadier, Herren
- Louis Strebler, Ringen (0-0-1)
St. Louis 1904: Bronze, Bantamgewicht, Herren
- Smith Streeter, Roque (0-1-0)
St. Louis 1904: Silber, Herren
- Gaston Strobino, Leichtathletik (0-0-1)
Stockholm 1912: Bronze, Marathon, Herren
- Kerri Strug, Turnen (1-0-1)
Barcelona 1992: Bronze, Mehrkampf Mannschaft, Damen
Atlanta 1996: Gold, Mehrkampf Mannschaft, Damen
- Jennifer Stuczynski, Leichtathletik (0-1-0)
Peking 2008: Silber, Stabhochsprung, Damen
- Arthur Studenroth, Leichtathletik (0-1-0)
Paris 1924: Silber, Crosslauf Mannschaft, Herren
- Mike Stulce, Leichtathletik (1-0-0)
Barcelona 1992: Gold, Kugelstoßen, Herren
- Jeanne Stunyo, Wasserspringen (0-1-0)
Melbourne 1956: Silber, Kunstspringen, Damen
- Andrew Sudduth, Rudern (0-1-0)
Los Angeles 1984: Silber, Achter, Herren
- Frederick Suerig, Rudern (0-1-0)
St. Louis 1904: Silber, Vierer ohne Steuermann, Herren
- Jennifer Suhr, Leichtathletik (1-0-0)
London 2012: Gold, Stabhochsprung, Damen
- Erica Sullivan, Schwimmen (0-1-0)
Tokio 2020: Silber, 1500 m Freistil, Damen
- Robert Sutton, Segeln (1-0-0)
Los Angeles 1932: Gold, 8 m Klasse, Herren
- Jane Swagerty, Schwimmen (0-0-1)
Mexiko-Stadt 1968: Bronze, 100 m Rücken, Damen
- Mike Swain, Judo (0-0-1)
Seoul 1988: Bronze, Leichtgewicht, Herren

### T
- Norman Taber, Leichtathletik (1-0-1)
Stockholm 1912: Bronze, 1500 m, Herren
Stockholm 1912: Gold, 3000 m Mannschaft, Herren
- Tracee Talavera, Turnen (0-1-0)
Los Angeles 1984: Silber, Mehrkampf Mannschaft, Damen
- Lauren Tamayo, Radsport (0-1-0)
London 2012: Silber, Mannschaftsverfolgung, Damen
- Kai Wen Tan, Turnen (0-0-1)
Peking 2008: Bronze, Mehrkampf Mannschaft, Herren
- Sheila Taormina, Schwimmen (1-0-0)
Atlanta 1996: Gold, 4 × 200 m Freistil, Damen
- Ashley Tappin, Schwimmen (3-0-0)
Barcelona 1992: Gold, 4 × 100 m Freistil, Damen
Sydney 2000: Gold, 4 × 100 m Freistil, Damen
Sydney 2000: Gold, 4 × 100 m Lagen, Damen
- Davis Tarwater, Schwimmen (1-0-0)
London 2012: Gold, 4 × 200 m Freistil, Herren
- Antonio Tarver, Boxen (0-0-1)
Atlanta 1996: Bronze, Halbschwergewicht, Herren
- Frank Tate, Boxen (1-0-0)
Los Angeles 1984: Gold, Halbmittelgewicht, Herren
- John Tate, Boxen (0-0-1)
Montreal 1976: Bronze, Schwergewicht, Herren
- Charles Tatham, Fechten (0-1-0)
St. Louis 1904: Silber, Florett Mannschaft, Herren
- Mary Anne Tauskey, Reiten (1-0-0)
Montreal 1976: Gold, Vielseitigkeit Mannschaft
- Angelo Taylor, Leichtathletik (3-1-0)
Sydney 2000: Gold, 400 m Hürden, Herren
Peking 2008: Gold, 400 m Hürden, Herren
Peking 2008: Gold, 4 × 400 m, Herren
London 2012: Silber, 4 × 400 m, Herren
- Chris Taylor, Ringen (0-0-1)
München 1972: Bronze, Freistil Superschwergewicht, Herren
- Christian Taylor, Leichtathletik (2-0-0)
London 2012: Gold, Dreisprung, Herren
Rio de Janeiro 2016: Gold, Dreisprung, Herren
- David Morris Taylor, Ringen (1-0-0)
Tokio 2020: Gold, Freistil Mittelgewicht, Herren
- Jack Taylor, Schwimmen (0-0-1)
Helsinki 1952: Bronze, 100 m Freistil, Herren
- Jermain Taylor, Boxen (0-0-1)
Sydney 2000: Bronze, Halbmittelgewicht, Herren
- John Taylor, Leichtathletik (1-0-0)
London 1908: Gold, Olympische Staffel, Herren
- Leonie Taylor, Bogenschießen (1-0-0)
St. Louis 1904: Gold, Team Round, Damen
- Mabel Taylor, Bogenschießen (0-1-0)
St. Louis 1904: Gold, Team Round, Damen
- Meldrick Taylor, Boxen (1-0-0)
Los Angeles 1984: Gold, Federgewicht, Herren
- Morgan Taylor, Leichtathletik (1-0-2)
Paris 1924: Gold, 400 m Hürden, Herren
Amsterdam 1928: Bronze, 400 m Hürden, Herren
Los Angeles 1932: Bronze, 400 m Hürden, Herren
- Robert Taylor, Leichtathletik (1-1-0)
München 1972: Silber, 100 m, Herren
München 1972: Gold, 4 × 100 m, Herren
- Kristina Teachout, Taekwondo (0-0-1)
Paris 2024: Bronze, Mittelgewicht, Damen
- Bradie Tennell, Eiskunstlauf (0-0-1)
Pyeongchang 2018: Bronze, Team
- Rudolph Tesiny, Ringen (0-1-0)
St. Louis 1904: Silber, Leichtgewicht, Herren
- Anthony Terlazzo, Gewichtheben (1-0-1)
Los Angeles 1932: Bronze, Federgewicht, Herren
Berlin 1936: Gold, Federgewicht, Herren
- Lawrence Terry, Rudern (0-1-0)
München 1972: Silber, Achter, Herren
- Lewis Tewanima, Leichtathletik (0-1-0)
Stockholm 1912: Silber, 10.000 m, Herren
- John Terwilliger, Rudern (0-1-0)
Los Angeles 1984: Silber, Achter, Herren
- Michael Teti, Rudern (0-0-1)
Seoul 1988: Bronze, Achter, Herren
- Cristina Teuscher, Schwimmen (1-0-1)
Atlanta 1996: Gold, 4 × 200 m Freistil, Damen
Sydney 2000: Bronze, 200 m Lagen, Damen
- Walter Tewksbury, Leichtathletik (2-2-1)
Paris 1900: Gold, 200 m, Herren
Paris 1900: Gold, 400 m Hürden, Herren
Paris 1900: Silber, 60 m, Herren
Paris 1900: Silber, 100 m, Herren
Paris 1900: Bronze, 200 m Hürden, Herren
- Charles Thias, Tauziehen (0-0-1)
St. Louis 1904: Bronze, Tauziehen, Herren
- Nick Thoman, Schwimmen (1-1-0)
London 2012: Silber, 100 m Rücken, Herren
London 2012: Gold, 4 × 100 m Lagen, Herren
- Gabrielle Thomas, Leichtathletik (0-1-1)
Tokio 2020: Silber, 4 × 100 m, Damen
Tokio 2020: Bronze, 200 m, Damen
- Joel Thomas, Schwimmen (1-0-0)
Barcelona 1992: Gold, 4 × 100 m Freistil, Herren
- John Thomas, Leichtathletik (0-1-1)
Rom 1960: Bronze, Hochsprung, Herren
Tokio 1964: Silber, Hochsprung, Herren
- Chris Thompson, Schwimmen (0-0-1)
Sydney 2000: Bronze, 1500 m Freistil, Herren
- Hanna Thompson, Fechten (0-1-0)
Peking 2008: Silber, Florett Mannschaft, Damen
- Jenny Thompson, Schwimmen (7-3-1)
Barcelona 1992: Silber, 100 m Freistil, Damen
Barcelona 1992: Gold, 4 × 100 m Freistil, Damen
Barcelona 1992: Gold, 4 × 100 m Lagen, Damen
Atlanta 1996: Gold, 4 × 100 m Freistil, Damen
Atlanta 1996: Gold, 4 × 200 m Freistil, Damen
Sydney 2000: Bronze, 100 m Freistil, Damen
Sydney 2000: Gold, 4 × 100 m Freistil, Damen
Sydney 2000: Gold, 4 × 200 m Freistil, Damen
Sydney 2000: Gold, 4 × 100 m Lagen, Damen
Athen 2004: Silber, 4 × 100 m Freistil, Damen
Athen 2004: Silber, 4 × 100 m Lagen, Damen
- Wilbur Thompson, Leichtathletik (1-0-0)
London 1948: Gold, Kugelstoßen, Herren
- William Thompson, Bogenschießen (1-0-2)
St. Louis 1904: Bronze, Double York Round, Herren
St. Louis 1904: Bronze, Double American Round, Herren
St. Louis 1904: Gold, Team American Round, Herren
- William Thompson, Rudern (1-0-0)
Amsterdam 1928: Gold, Achter, Herren
- Earl Foster Thomson, Reiten (2-3-0)
Los Angeles 1932: Gold, Vielseitigkeit Mannschaft
Los Angeles 1932: Silber, Vielseitigkeit Einzel
Berlin 1936: Silber, Vielseitigkeit Einzel
London 1948: Silber, Dressur Mannschaft
London 1948: Gold, Vielseitigkeit Mannschaft
- Raymond Thorne, Schwimmen (0-1-0)
St. Louis 1904: Silber, 4 × 50 Yards Freistil, Herren
- Jim Thorpe, Leichtathletik (2-0-0)
Stockholm 1912: Gold, Fünfkampf, Herren
Stockholm 1912: Gold, Zehnkampf, Herren
- Kristen Thorsness, Rudern (1-0-0)
Los Angeles 1984: Gold, Achter, Damen
- Virginia Thrasher, Schießen (1-0-0)
Rio de Janeiro 2016: Gold, Luftgewehr, Damen
- Delos Thurber, Leichtathletik (0-0-1)
Berlin 1936: Bronze, Hochsprung, Herren
- Willard Tibbetts, Leichtathletik (0-0-1)
Paris 1924: Bronze, 3000 m Mannschaft, Herren
- Gustav Tiefenthaler, Ringen (0-0-1)
St. Louis 1904: Bronze, Papiergewicht, Herren
- Henry Tillman, Boxen (1-0-0)
Los Angeles 1984: Gold, Schwergewicht, Herren
- Gerald Tinker, Leichtathletik (1-0-0)
München 1972: Gold, 4 × 100 m, Herren
- Michael Tinsley, Leichtathletik (0-1-0)
London 2012: Silber, 400 m Hürden, Herren
- Constance Titus, Rudern (0-0-1)
St. Louis 1904: Bronze, Einer, Herren
- Gary Tobian, Wasserspringen (1-2-0)
Melbourne 1956: Silber, Turmspringen, Herren
Rom 1960: Silber, Turmspringen, Herren
Rom 1960: Gold, Kunstspringen, Herren
- Eddie Tolan, Leichtathletik (2-0-0)
Los Angeles 1932: Gold, 100 m, Herren
Los Angeles 1932: Gold, 200 m, Herren
- Richard Tom, Gewichtheben (0-0-1)
London 1948: Bronze, Bantamgewicht, Herren
- Walter Tomsen, Schießen (0-1-0)
London 1948: Silber, Kleinkaliber liegend, Herren
- Bill Toomey, Leichtathletik (1-0-0)
Mexiko-Stadt 1968: Gold, Zehnkampf, Herren
- Fred Tootell, Leichtathletik (1-0-0)
Paris 1924: Gold, Hammerwurf, Herren
- Emmett Toppino, Leichtathletik (1-0-0)
Los Angeles 1932: Gold, 4 × 100 m, Herren
- Gwen Torrence, Leichtathletik (3-1-1)
Barcelona 1992: Gold, 200 m, Damen
Barcelona 1992: Gold, 4 × 100 m, Damen
Barcelona 1992: Silber, 4 × 400 m, Damen
Atlanta 1996: Bronze, 100 m, Damen
Atlanta 1996: Gold, 4 × 100 m, Damen
- Ariel Torres, Karate (0-0-1)
Tokio 2020: Bronze, Kata, Herren
- Dara Torres, Schwimmen (4-3-4)
Los Angeles 1984: Gold, 4 × 100 m Lagen, Damen
Seoul 1988: Bronze, 4 × 100 m Freistil, Damen
Barcelona 1992: Gold, 4 × 100 m Freistil, Damen
Sydney 2000: Bronze, 50 m Freistil, Damen
Sydney 2000: Bronze, 100 m Freistil, Damen
Sydney 2000: Bronze, 100 m Schmetterling, Damen
Sydney 2000: Gold, 4 × 100 m Freistil, Damen
Sydney 2000: Gold, 4 × 100 m Lagen, Damen
Peking 2008: Silber, 100 m Freistil, Damen
Peking 2008: Silber, 4 × 100 m Freistil, Damen
Peking 2008: Silber, 4 × 100 m Lagen, Damen
- Owen Torrey, Segeln (0-0-1)
London 1948: Bronze, Swallow, Herren
- Richard Torrez, Boxen (0-1-0)
Tokio 2020: Silber, Superschwergewicht, Herren
- Sheena Tosta, Leichtathletik (0-1-0)
Peking 2008: Silber, 400 m Hürden, Damen
- Cheryl Toussaint, Leichtathletik (0-1-0)
München 1972: Silber, 4 × 400 m, Damen
- Harold Tower, Rudern (1-0-0)
Los Angeles 1932: Gold, Achter, Herren
- Forrest Towns, Leichtathletik (1-0-0)
Berlin 1936: Gold, 110 m Hürden, Herren
- Fitzhugh Townsend, Fechten (0-1-0)
St. Louis 1904: Silber, Florett Mannschaft, Herren
- Terrence Trammell, Leichtathletik (0-2-0)
Sydney 2000: Silber, 110 m Hürden, Herren
Athen 2004: Silber, 110 m Hürden, Herren
- Christine Traurig, Reiten (0-0-1)
Sydney 2000: Bronze, Dressur Mannschaft
- Edward Trevelyan, Segeln (1-0-0)
Los Angeles 1984: Gold, Soling, Herren
- Lisbeth Trickett, Schwimmen (0-0-1)
Peking 2008: Bronze, 100 m Freistil, Damen
- Salvatore Tripoli, Boxen (0-1-0)
Paris 1924: Silber, Bantamgewicht, Herren
- Frank Troeh, Schießen (1-1-0)
Antwerpen 1920: Silber, Tontaubenschießen, Herren
Antwerpen 1920: Gold, Tontaubenschießen Mannschaft, Herren
- Julia Trotman, Segeln (0-0-1)
Barcelona 1992: Bronze, Europe, Damen
- DeeDee Trotter, Leichtathletik (2-0-1)
Athen 2004: Gold, 4 × 400 m, Damen
London 2012: Bronze, 400 m, Damen
London 2012: Gold, 4 × 400 m, Damen
- Michael Troy, Schwimmen (2-0-0)
Rom 1960: Gold, 200 m Schmetterling, Herren
Rom 1960: Gold, 4 × 200 m Freistil, Herren
- Herbert Trube, Leichtathletik (0-1-0)
London 1908: Silber, 3 Meilen Mannschaftslauf, Herren
- Amy Tryon, Reiten (0-0-1)
Athen 2004: Bronze, Vielseitigkeit Mannschaft
- Mary Tucker, Schießen (0-1-0)
Tokio 2020: Silber, 10 m Luftgewehr, Mixed
- Scott Tucker, Schwimmen (0-1-0)
Sydney 2000: Silber, 4 × 100 m Freistil, Herren
- Mike Tully, Leichtathletik (0-1-0)
Los Angeles 1984: Silber, Stabhochsprung, Herren
- Anna Tunnicliffe, Segeln (1-0-0)
Peking 2008: Gold, Laser Radial, Damen
- Dan Turner, Rudern (1-0-0)
London 1948: Gold, Achter, Herren
- Ian Turner, Rudern (1-0-0)
London 1948: Gold, Achter, Herren
- Jason Turner, Schießen (0-0-1)
Peking 2008: Bronze, Luftpistole, Herren
- Kim Turner, Leichtathletik (0-0-1)
Los Angeles 1984: Silber, 110 m Hürden, Damen
- Hiram Tuttle, Reiten (0-0-2)
Los Angeles 1932: Bronze, Dressur Einzel
Los Angeles 1932: Bronze, Dressur Mannschaft
- William Tuttle, Schwimmen (0-1-0)
St. Louis 1904: Silber, 4 × 50 Yards Freistil, Herren
- Rebecca Twigg, Radsport (0-1-1)
Los Angeles 1984: Silber, Straße Einzel, Damen
Barcelona 1992: Bronze, 3000 m Einzelverfolgung, Damen
- Albert Tyler, Leichtathletik (0-1-0)
Athen 1896: Silber, Stabhochsprung, Herren
- Frederick Tyler, Schwimmen (1-0-0)
München 1972: Gold, 4 × 200 m Freistil, Herren
- Wyomia Tyus, Leichtathletik (3-1-0)
Tokio 1964: Gold, 100 m, Damen
Tokio 1964: Silber, 4 × 100 m, Damen
Mexiko-Stadt 1968: Gold, 100 m, Damen
Mexiko-Stadt 1968: Gold, 4 × 100 m, Damen

### U
- Alvin Ulbrickson, Rudern (0-0-1)
Helsinki 1952: Bronze, Vierer ohne Steuermann, Herren
- George Underwood, Leichtathletik (1-0-0)
St. Louis 1904: Gold, Mannschaftslauf, Herren
- Orin Upshaw, Tauziehen (0-1-0)
St. Louis 1904: Silber, Tauziehen, Herren

### V
- Nelson Vails, Radsport (0-1-0)
Los Angeles 1984: Silber, Sprint, Herren
- Jesse Valdez, Boxen (0-0-1)
München 1972: Bronze, Weltergewicht, Herren
- Jennifer Valente, Radsport (1-1-1)
Rio de Janeiro 2016: Silber, Mannschaftsverfolgung, Damen
Tokio 2020: Gold, Omnium, Damen
Tokio 2020: Bronze, Mannschaftsverfolgung Bahn, Damen
- Howard Valentine, Leichtathletik (1-1-0)
St. Louis 1904: Silber, 800 m, Herren
St. Louis 1904: Gold, Mannschaftslauf, Herren
- Andrew Valmon, Leichtathletik (1-0-0)
Barcelona 1992: Gold, 4 × 400 m, Herren
- Jack van Bebber, Ringen (1-0-0)
Los Angeles 1932: Gold, Freistil Weltergewicht, Herren
- Harry Van Bergen, Segeln (0-0-1)
Paris 1900: Bronze, über 20 Tonnen, Herren
- Pete Vanderkaay, Schwimmen (2-0-2)
Athen 2004: Gold, 4 × 200 m Freistil, Herren
Peking 2008: Bronze, 200 m Freistil, Herren
Peking 2008: Gold, 4 × 200 m Freistil, Herren
London 2012: Bronze, 400 m Freistil, Herren
- Albert Vande Weghe, Schwimmen (0-1-0)
Berlin 1936: Silber, 100 m Rücken, Herren
- Amy Van Dyken, Schwimmen (6-0-0)
Atlanta 1996: Gold, 50 m Freistil, Damen
Atlanta 1996: Gold, 100 m Schmetterling, Damen
Atlanta 1996: Gold, 4 × 100 m Freistil, Damen
Atlanta 1996: Gold, 4 × 100 m Lagen, Damen
Sydney 2000: Gold, 4 × 100 m Freistil, Damen
Sydney 2000: Gold, 4 × 100 m Lagen, Damen
- Russell van Horn, Boxen (0-0-1)
St. Louis 1904: Bronze, Leichtgewicht, Herren
- Bob Van Osdel, Leichtathletik (0-1-0)
Los Angeles 1932: Silber, Hochsprung, Herren
- Van Zo Post Albertson, Fechten (2-1-2)
St. Louis 1904: Gold, Singlestick, Herren
St. Louis 1904: Gold, Florett Mannschaft, Herren
St. Louis 1904: Silber, Florett Einzel, Herren
St. Louis 1904: Bronze, Degen Einzel, Herren
St. Louis 1904: Bronze, Säbel Einzel, Herren
- William Varley, Rudern (1-1-0)
St. Louis 1904: Gold, Doppelzweier, Herren
St. Louis 1904: Silber, Zweier ohne Steuermann, Herren
- Jakob Varner, Ringen (1-0-0)
London 2012: Gold, Freistil Klasse bis 96 kg, Herren
- Erik Vendt, Schwimmen (1-2-0)
Sydney 2000: Silber, 400 m Lagen, Herren
Athen 2004: Silber, 400 m Lagen, Herren
Peking 2008: Gold, 4 × 200 m Freistil, Herren
- Joseph Verdeur, Schwimmen (1-0-0)
London 1948: Gold, 100 m Brust, Herren
- Frank Verner, Leichtathletik (0-1-0)
St. Louis 1904: Silber, 1500 m, Herren
- Janeene Vickers, Leichtathletik (0-0-1)
Barcelona 1992: Bronze, 400 m Hürden, Damen
- Lynn Vidali, Schwimmen (0-1-1)
Mexiko-Stadt 1968: Silber, 400 m Lagen, Damen
München 1972: Bronze, 200 m Lagen, Damen
- Peter Vidmar, Turnen (1-1-0)
Los Angeles 1984: Gold, Mehrkampf Mannschaft, Herren
Los Angeles 1984: Silber, Mehrkampf Einzel, Herren
- Charles Vinci, Gewichtheben (2-0-0)
Melbourne 1956: Gold, Bantamgewicht, Herren
Rom 1960: Gold, Bantamgewicht, Herren
- Clarence Vinson, Boxen (0-0-1)
Sydney 2000: Bronze, Bantamgewicht, Herren
- Russell Vis, Ringen (1-0-0)
Paris 1924: Gold, Freistil Leichtgewicht, Herren
- Gus Voerg, Rudern (0-0-1)
St. Louis 1904: Bronze, Vierer ohne Steuermann, Herren
- Matt Vogel, Schwimmen (2-0-0)
Montreal 1976: Gold, 100 m Schmetterling, Herren
Montreal 1976: Gold, 4 × 100 m Lagen, Herren
- Emil Voigt, Turnen (0-1-2)
St. Louis 1904: Bronze, Ringe, Herren
St. Louis 1904: Bronze, Tauhangeln, Herren
St. Louis 1904: Silber, Keulenschwingen, Herren
- Richard Voliva, Ringen (0-1-0)
Los Angeles 1932: Silber, Mittelgewicht, Herren
- Dana Vollmer, Schwimmen (5-1-1)
Athen 2004: Gold, 4 × 200 m Freistil, Damen
London 2012: Gold, 100 m Schmetterling, Damen
London 2012: Gold, 4 × 200 m Freistil, Damen
London 2012: Gold, 4 × 100 m Lagen, Damen
Rio de Janeiro 2016: Bronze, 100 m Schmetterling, Damen
Rio de Janeiro 2016: Silber, 4 × 100 m Freistil, Damen
Rio de Janeiro 2016: Gold, 4 × 100 m Lagen, Damen
- Wilhelmina von Bremen, Leichtathletik (1-0-1)
Los Angeles 1932: Bronze, 100 m, Damen
Los Angeles 1932: Gold, 4 × 100 m, Damen
- Lindsey Vonn, Ski Alpin (0-0-1)
Pyeongchang 2018: Bronze, Abfahrt, Damen
- Christina von Saltza, Schwimmen (3-1-0)
Rom 1960: Silber, 100 m Freistil, Damen
Rom 1960: Gold, 400 m Freistil, Damen
Rom 1960: Gold, 4 × 100 m Lagen, Damen
Rom 1960: Gold, 4 × 100 m Freistil, Damen
- Bryan Volpenhein, Rudern (1-0-1)
Athen 2004: Gold, Achter, Herren
Peking 2008: Bronze, Achter, Herren
- Shannon Vreeland, Schwimmen (1-0-0)
London 2012: Gold, 4 × 200 m Freistil, Damen

### W
- Allison Wagner, Schwimmen (0-1-0)
Atlanta 1996: Silber, 400 m Lagen, Damen
- Janie Wagstaff, Schwimmen (1-0-0)
Barcelona 1992: Gold, 4 × 100 m Lagen, Damen
- Richard Wahlstrom, Rudern (0-0-1)
Helsinki 1952: Bronze, Vierer ohne Steuermann, Herren
- Richard Wailes, Rudern (2-0-0)
Melbourne 1956: Gold, Achter, Herren
Rom 1960: Gold, Vierer mit Steuermann, Herren
- Helen Wainwright, Wasserspringen (0-2-0)
Antwerpen 1920: Silber, Kunstspringen 1 m/3 m, Damen
Paris 1924: Silber, 400 m Freistil, Damen
- Ross Wales, Schwimmen (0-0-1)
Mexiko-Stadt 1968: Bronze, 100 m Schmetterling, Herren
- Laura Walker, Schwimmen (0-0-1)
Seoul 1988: Bronze, 4 × 100 m Freistil, Damen
- Neil Walker, Schwimmen (2-1-1)
Sydney 2000: Silber, 4 × 100 m Freistil, Herren
Sydney 2000: Gold, 4 × 100 m Lagen, Herren
Athen 2004: Gold, 4 × 100 m Lagen, Herren
Athen 2004: Bronze, 4 × 100 m Freistil, Herren
- Frank Waller, Leichtathletik (0-2-0)
St. Louis 1904: Silber, 400 m, Herren
St. Louis 1904: Silber, 400 m Hürden, Herren
- James Wallington, Boxen (0-0-1)
Mexiko-Stadt 1968: Bronze, Halbweltergewicht, Herren
- Alexandra Walsh, Schwimmen (0-1-0)
Tokio 2020: Silber, 200 m Lagen, Damen
- Daniel Walsh, Rudern (0-0-1)
Peking 2008: Bronze, Achter, Herren
- Kenneth Walsh, Schwimmen (2-1-0)
Mexiko-Stadt 1968: Silber, 100 m Freistil, Herren
Mexiko-Stadt 1968: Gold, 4 × 100 m Freistil, Herren
Mexiko-Stadt 1968: Gold, 4 × 200 m Lagen, Herren
- Kerri Walsh, Beachvolleyball (3-0-1)
Athen 2004: Gold, Damen
Peking 2008: Gold, Damen
London 2012: Gold, Damen
Rio de Janeiro 2016: Bronze, Damen
- David Walters, Schwimmen (1-0-0)
Peking 2008: Gold, 4 × 200 m Freistil, Herren
- Andre Ward, Boxen (1-0-0)
Athen 2004: Gold, Halbschwergewicht, Herren
- McLain Ward, Reiten (0-2-0)
Rio de Janeiro 2016: Silber, Springreiten Mannschaft
Tokio 2020: Silber, Springreiten Mannschaft
- Rebecca Ward, Fechten (0-0-2)
Peking 2008: Bronze, Säbel Mannschaft, Damen
Peking 2008: Bronze, Säbel Einzel, Damen
- McLain Ward, Reiten (2-0-0)
Athen 2004: Gold, Springreiten Mannschaft
Peking 2008: Gold, Springreiten Mannschaft
- Jeremy Wariner, Leichtathletik (3-1-0)
Athen 2004: Gold, 400 m, Herren
Athen 2004: Gold, 4 × 400 m, Herren
Peking 2008: Silber, 400 m, Herren
Peking 2008: Gold, 4 × 400 m, Herren
- Fred Warmbold, Ringen (0-0-1)
St. Louis 1904: Bronze, Schwergewicht, Herren
- Anne Warner, Rudern (0-0-1)
Montreal 1976: Bronze, Achter, Damen
- Karl Warner, Leichtathletik (1-0-0)
Los Angeles 1932: Gold, 4 × 400 m, Herren
- Mary Washburn, Leichtathletik (0-1-0)
Amsterdam 1928: Silber, 4 × 100 m, Damen
- Lillian Watson, Schwimmen (2-0-0)
Tokio 1964: Gold, 4 × 100 m Freistil, Damen
Mexiko-Stadt 1968: Gold, 200 m Rücken, Damen
- Quincy Watts, Leichtathletik (2-0-0)
Barcelona 1992: Gold, 400 m, Herren
Barcelona 1992: Gold, 4 × 400 m, Herren
- Marshall Wayne, Wasserspringen (1-1-0)
Berlin 1936: Silber, Kunstspringen 3 m, Herren
Berlin 1936: Gold, Turmspringen, Herren
- Mary Wayte, Schwimmen (1-1-1)
Los Angeles 1984: Gold, 200 m Freistil, Damen
Seoul 1988: Bronze, 4 × 100 m Freistil, Damen
Seoul 1988: Silber, 4 × 100 m Lagen, Damen
- Arthur Wear, Tennis (0-0-1)
St. Louis 1904: Bronze, Doppel, Herren
- Joseph Wear, Tennis (0-0-1)
St. Louis 1904: Bronze, Doppel, Herren
- Andrew Weaver, Radsport (0-0-1)
Los Angeles 1984: Bronze, Straße Mannschaft, Herren
- Bobby Weaver, Ringen (1-0-0)
Los Angeles 1984: Gold, Freistil Papiergewicht, Herren
- Garrett Weber-Gale, Schwimmen (1-0-0)
Peking 2008: Gold, 4 × 100 m Freistil, Herren
- Robert Webster, Wasserspringen (2-0-0)
Rom 1960: Gold, Turmspringen, Herren
Tokio 1964: Gold, Turmspringen, Herren
- Thomas Webster, Segeln (1-0-0)
Los Angeles 1932: Gold, 8 m Klasse, Herren
- James Weekes, Segeln (1-0-0)
London 1948: Gold, 6 m Klasse, Herren
- Mariechen Wehselau, Schwimmen (1-1-0)
Paris 1924: Silber, 100 m Freistil, Damen
Paris 1924: Gold, 4 × 100 m Freistil, Damen
- Dave Weill, Leichtathletik (0-0-1)
Tokio 1964: Bronze, Diskuswurf, Herren
- Wendy Weinberg, Schwimmen (0-0-1)
Montreal 1976: Bronze, 800 m Freistil, Damen
- Amanda Weir, Schwimmen (0-3-1)
Athen 2004: Silber, 4 × 100 m Freistil, Damen
Athen 2004: Silber, 4 × 100 m Lagen, Damen
London 2012: Bronze, 4 × 100 m Freistil, Damen
Rio de Janeiro 2016: Silber, 4 × 100 m Freistil, Damen
- Johnny Weissmüller, Schwimmen (5-0-1)
Paris 1924: Gold, 100 m Freistil, Herren
Paris 1924: Gold, 400 m Freistil, Herren
Paris 1924: Gold, 4 × 200 m Freistil, Herren
Paris 1924: Bronze, Wasserball, Herren
Amsterdam 1928: Gold, 100 m Freistil, Herren
Amsterdam 1928: Gold, 4 × 200 m Freistil, Herren
- Abbey Weitzeil, Schwimmen (1-2-1)
Rio de Janeiro 2016: Gold, 4 × 100 m Lagen, Damen
Rio de Janeiro 2016: Silber, 4 × 100 m Freistil, Damen
Tokio 2020: Silber, 4 × 100 m Lagen, Damen
Tokio 2020: Bronze, 4 × 100 m Freistil, Damen
- James Welchli, Rudern (0-1-0)
Melbourne 1956: Silber, Vierer ohne Steuermann, Herren
- Theresa Weld, Eiskunstlauf (0-0-1)
Antwerpen 1920: Bronze, Damen
- John Wells, Rudern (0-0-1)
St. Louis 1904: Bronze, Doppelzweier, Herren
- Kellie Wells, Leichtathletik (0-0-1)
London 2012: Bronze, 100 m Hürden, Damen
- Roshii Wells, Boxen (0-0-1)
Atlanta 1996: Bronze, Mittelgewicht, Herren
- Wayne Wells, Ringen (1-0-0)
München 1972: Gold, Freistil Weltergewicht, Herren
- Henry Welsford, Rudern (0-0-1)
Paris 1924: Bronze, Vierer mit Steuermann, Herren
- James Wendell, Leichtathletik (0-1-0)
Stockholm 1912: Silber, 110 m Hürden, Herren
- Allen West, Tennis (0-0-1)
St. Louis 1904: Bronze, Doppel, Herren
- Peter Westbrook, Fechten (0-0-1)
Los Angeles 1984: Bronze, Säbel Einzel, Herren
- August Wester, Ringen (0-1-0)
St. Louis 1904: Silber, Bantamgewicht, Herren
- Warren Westlund, Rudern (1-0-0)
London 1948: Gold, Vierer mit Steuermann, Herren
- Emma Weyant, Schwimmen (0-1-0)
Tokio 2020: Silber, 400 m Lagen, Damen
- David Wharton, Schwimmen (0-1-0)
Seoul 1988: Silber, 400 m Lagen, Herren
- Adam Wheeler, Ringen (0-0-1)
Peking 2008: Bronze, gr.-röm. Schwergewicht, Herren
- Mary Whipple, Rudern (2-1-0)
Athen 2004: Silber, Achter, Damen
Peking 2008: Gold, Achter, Damen
London 2012: Gold, Achter, Damen
- Pernell Whitaker, Boxen (1-0-0)
Los Angeles 1984: Gold, Leichtgewicht, Herren
- Albert White, Wasserspringen (2-0-0)
Paris 1924: Gold, Kunstspringen 3 m, Herren
Paris 1924: Gold, Turmspringen, Herren
- Amy White, Schwimmen (0-1-0)
Los Angeles 1984: Silber, 200 m Rücken, Damen
- Edgar White, Segeln (1-0-0)
Helsinki 1952: Gold, 5,5 m R-Klasse, Herren
- Emma White, Radsport (0-0-1)
Tokio 2020: Bronze, Mannschaftsverfolgung Bahn, Damen
- John White, Rudern (1-0-0)
Berlin 1936: Gold, Achter, Herren
- Marilyn White, Leichtathletik (0-1-0)
Tokio 1964: Silber, 4 × 100 m, Damen
- Rhyan White, Schwimmen (0-1-0)
Tokio 2020: Silber, 4 × 100 m Lagen, Damen
- Rodney White, Bogenschießen (1-0-1)
Atlanta 1996: Gold, Mannschaft, Herren
Sydney 2000: Bronze, Mannschaft, Herren
- Shaun White, Snowboard (1-0-0)
Pyeongchang 2018: Gold, Halfpipe, Herren
- Sumner White, Segeln (1-0-0)
Helsinki 1952: Gold, 5,5 m R-Klasse, Herren
- Willye White, Leichtathletik (0-2-0)
Melbourne 1956: Silber, Weitsprung, Damen
Tokio 1964: Silber, 4 × 100 m, Damen
- Mal Whitfield, Leichtathletik (3-1-1)
London 1948: Bronze, 400 m, Herren
London 1948: Gold, 800 m, Herren
London 1948: Gold, 4 × 400 m, Herren
Helsinki 1952: Gold, 800 m, Herren
Helsinki 1952: Silber, 4 × 400 m, Herren
- Mike Whitmarsh, Beachvolleyball (0-1-0)
Atlanta 1996: Silber, Herren
- Kaylin Whitney, Leichtathletik (1-0-1)
Tokio 2020: Gold, 4 × 400 m, Damen
Tokio 2020: Bronze, 4 × 400 m, Mixed
- Lawrence Whitney, Leichtathletik (0-0-1)
Stockholm 1912: Bronze, Kugelstoßen, Herren
- Emelyn Whiton, Segeln (1-0-0)
Helsinki 1952: Gold, 6 m R-Klasse, Herren
- Herman Whiton, Segeln (2-0-0)
London 1948: Gold, 6 m Klasse, Herren
Helsinki 1952: Gold, 6 m R-Klasse, Herren
- Pauline Whittier, Golf (0-1-0)
Paris 1900: Silber, Damen
- Sharon Wichman, Schwimmen (1-0-1)
Mexiko-Stadt 1968: Gold, 200 m Brust, Damen
Mexiko-Stadt 1968: Bronze, 100 m Brust, Damen
- Jordyn Wieber, Turnen (1-0-0)
London 2012: Gold, Mehrkampf Mannschaft, Damen
- Linden Wiesman, Reiten (0-0-1)
Sydney 2000: Bronze, Dressur Mannschaft
- Ken Wiesner, Leichtathletik (0-1-0)
Helsinki 1952: Silber, Hochsprung, Herren
- Lones Wigger, Schießen (2-1-0)
Tokio 1964: Gold, Kleinkaliber Dreistellungskampf, Herren
Tokio 1964: Gold, Kleinkaliber liegend, Herren
München 1972: Gold, Freies Gewehr, Herren
- David Wight, Rudern (1-0-0)
Melbourne 1956: Gold, Achter, Herren
- Hazel Hotchkiss Wightman, Tennis (2-0-0)
Paris 1924: Gold, Doppel, Damen
Paris 1924: Gold, Mixed
- Doreen Wilber, Bogenschießen (1-0-0)
München 1972: Gold, Einzel, Damen
- Lisa Wilcox, Reiten (0-0-1)
Athen 2004: Bronze, Dressur Mannschaft
- Deontay Wilder, Boxen (0-0-1)
Peking 2008: Bronze, Schwergewicht, Herren
- Benjamin Wildman-Tobriner, Schwimmen (1-0-0)
Peking 2008: Gold, 4 × 100 m Freistil, Herren
- George Wiley, Radsport (0-1-1)
St. Louis 1904: Silber, 5 Meilen, Herren
St. Louis 1904: Bronze, 25 Meilen, Herren
- Mildred Wiley, Leichtathletik (0-0-1)
Amsterdam 1928: Bronze, Hochsprung, Damen
- Louis Wilkins, Leichtathletik (0-0-1)
St. Louis 1904: Bronze, Stabhochsprung, Herren
- Mac Wilkins, Leichtathletik (1-1-0)
Montreal 1976: Gold, Diskuswurf, Herren
Los Angeles 1984: Silber, Diskuswurf, Herren
- Tom Wilkins, Schwimmen (0-0-1)
Sydney 2000: Bronze, 200 m Lagen, Herren
- Laura Wilkinson, Wasserspringen (1-0-0)
Sydney 2000: Gold, Turmspringen, Damen
- Bob Will, Rudern (1-0-0)
London 1948: Gold, Vierer mit Steuermann, Herren
- Patricia Willard, Wasserspringen (0-0-1)
Tokio 1964: Bronze, Kunstspringen, Damen
- Archie Williams, Leichtathletik (1-0-0)
Berlin 1936: Gold, 400 m, Herren
- Bernard Williams, Leichtathletik (1-1-0)
Sydney 2000: Gold, 4 × 100 m, Herren
Athen 2004: Silber, 200 m, Herren
- Herbert Williams, Segeln (1-0-0)
Melbourne 1956: Gold, Star, Herren
- James Williams, Fechten (0-1-0)
Peking 2008: Silber, Säbel Mannschaft, Herren
- John Williams, Bogenschießen (1-0-0)
München 1972: Gold, Einzel, Herren
- John Williams, Reiten (0-0-1)
Athen 2004: Bronze, Vielseitigkeit Mannschaft
- Lauryn Williams, Leichtathletik (0-1-0)
Athen 2004: Silber, 100 m, Damen
- Lily Williams, Radsport (0-0-1)
Tokio 2020: Bronze, Mannschaftsverfolgung Bahn, Damen
- Lucinda Williams, Leichtathletik (1-0-0)
Rom 1960: Gold, 4 × 100 m, Damen
- Lynn Williams, Segeln (0-1-0)
Tokio 1964: Silber, Star, Herren
- Randy Williams, Leichtathletik (1-1-0)
München 1972: Gold, Weitsprung, Herren
Montreal 1976: Silber, Weitsprung, Herren
- Ricardo Williams, Boxen (0-1-0)
Sydney 2000: Silber, Halbweltergewicht, Herren
- Robert Williams, Bogenschießen (1-2-0)
St. Louis 1904: Silber, Double York Round, Herren
St. Louis 1904: Silber, Double American Round, Herren
St. Louis 1904: Gold, Team American Round, Herren
- Richard Norris Williams, Tennis (1-0-0)
Paris 1924: Gold, Mixed
- Serena Williams, Tennis (4-0-0)
Sydney 2000: Gold, Doppel, Damen
Peking 2008: Gold, Doppel, Damen
London 2012: Gold, Doppel, Damen
London 2012: Gold, Einzel, Damen
- Susan Williams, Triathlon (0-0-1)
Athen 2004: Bronze, Damen
- Ulis Williams, Leichtathletik (1-0-0)
Tokio 1964: Gold, 4 × 400 m, Herren
- Venus Williams, Tennis (4-1-0)
Sydney 2000: Gold, Einzel, Damen
Sydney 2000: Gold, Doppel, Damen
Peking 2008: Gold, Doppel, Damen
London 2012: Gold, Doppel, Damen
Rio de Janeiro 2016: Silber, Mixed
- Wendy Williams, Wasserspringen (0-0-1)
Seoul 1988: Bronze, Turmspringen, Damen
- Darold Williamson, Leichtathletik (1-0-0)
Athen 2004: Gold, 4 × 400 m, Herren
- Helen Wills, Tennis (2-0-0)
Paris 1924: Gold, Doppel, Damen
Paris 1924: Gold, Einzel, Damen
- Alfred Wilson, Rudern (1-0-0)
Paris 1924: Gold, Achter, Herren
- Andrew Wilson, Schwimmen (1-0-0)
Tokio 2020: Gold, 4 × 100 m Lagen, Herren
- Blaine Wilson, Turnen (0-1-0)
Athen 2004: Silber, Mehrkampf Mannschaft, Herren
- David Wilson, Schwimmen (0-1-0)
Los Angeles 1984: Silber, 100 m Rücken, Herren
- Deborah Wilson, Wasserspringen (0-0-1)
Montreal 1976: Bronze, Turmspringen, Damen
- Harold Wilson, Rudern (0-0-1)
Paris 1924: Bronze, Zweier mit Steuermann, Herren
- George Wilson, Boxen (0-1-0)
Berlin 1936: Silber, Bantamgewicht, Herren
- Ralph Wilson, Turnen (0-0-1)
St. Louis 1904: Bronze, Keulenschwingen, Herren
- Shelby Wilson, Ringen (1-0-0)
Rom 1960: Gold, Freistil Leichtgewicht, Herren
- Walter Winans, Schießen (1-1-0)
London 1908: Gold, Laufender Hirsch Doppelschuss, Herren
Stockholm 1912: Silber, Laufender Hirsch Mannschaft, Herren
- Charles Winder, Schießen (1-0-0)
London 1908: Gold, Armeegewehr Mannschaft, Herren
- Mary Wineberg, Leichtathletik (1-0-0)
Peking 2008: Gold, 4 × 400 m, Damen
- Jerry Winholtz, Ringen (0-0-1)
St. Louis 1904: Bronze, Weltergewicht, Herren
- Fred Winter, Gewichtheben (0-1-0)
St. Louis 1904: Silber, Einarmiger Mehrkampf, Herren
- David Wise, Freestyle-Skiing (1-0-0)
Pyeongchang 208: Gold, Halfpipe, Herren
- James Wofford, Reiten (0-2-0)
Mexiko-Stadt 1968: Silber, Vielseitigkeit Mannschaft
München 1972: Silber, Vielseitigkeit Mannschaft
- Rick Wohlhuter, Leichtathletik (0-0-1)
Montreal 1976: Bronze, 800 m, Herren
- Max Wolf, Turnen (0-1-0)
St. Louis 1904: Silber, Mannschaftsmehrkampf, Herren
- Paul Wolf, Schwimmen (0-1-0)
Berlin 1936: Gold, 4 × 200 m Freistil, Herren
- Wallace Wolf, Schwimmen (1-0-0)
London 1948: Gold, 4 × 200 m Freistil, Herren
- Ronald Wolff, Turnen (1-0-0)
Los Angeles 1932: Gold, Tumbling, Herren
- John Wofford, Reiten (0-0-1)
Helsinki 1952: Bronze, Vielseitigkeit, Mannschaft
- Carolyn Wood, Schwimmen (1-0-0)
Rom 1960: Gold, 4 × 100 m Freistil, Damen
- Margaret Woodbridge, Schwimmen (1-1-0)
Antwerpen 1920: Silber, 300 m Freistil, Damen
Antwerpen 1920: Gold, 4 × 100 m Freistil, Damen
- Cynthia Woodhead, Schwimmen (0-1-0)
Los Angeles 1984: Silber, 200 m Freistil, Damen
- Allen Woodring, Leichtathletik (1-0-0)
Antwerpen 1920: Gold, 200 m, Herren
- Charles Woodruff, Bogenschießen (0-1-0)
St. Louis 1904: Silber, Team American Round, Herren
- John Woodruff, Leichtathletik (1-0-0)
Berlin 1936: Gold, 800 m, Herren
- Laura Woodruff, Bogenschießen (1-0-0)
St. Louis 1904: Gold, Team Round, Damen
- George Woods, Leichtathletik (0-2-0)
Mexiko-Stadt 1968: Silber, Kugelstoßen, Herren
München 1972: Silber, Kugelstoßen, Herren
- Gabe Woodward, Schwimmen (0-0-1)
Athen 2004: Bronze, 4 × 100 m Freistil, Herren
- William Woolsey, Schwimmen (1-1-0)
Helsinki 1952: Gold, 4 × 200 m Freistil, Herren
Melbourne 1956: Silber, 4 × 200 m Freistil, Herren
- James Workman, Rudern (1-0-0)
Amsterdam 1928: Gold, Achter, Herren
- Kelsi Worrell, Schwimmen (1-0-0)
Rio de Janeiro 2016: Gold, 4 × 100 m Lagen, Damen
- George Worth, Fechten (0-0-1)
London 1948: Bronze, Säbel Mannschaft, Herren
- Dave Wottle, Leichtathletik (1-0-0)
München 1972: Gold, 800 m, Herren
- Dagmara Wozniak, Fechten (0-0-2)
Peking 2008: Bronze, Säbel Mannschaft, Damen
Rio de Janeiro 2016: Bronze, Säbel Mannschaft, Damen
- Beals Wright, Tennis (2-0-0)
St. Louis 1904: Gold, Einzel, Herren
St. Louis 1904: Gold, Doppel, Herren
- Camille Wright, Schwimmen (0-1-0)
Montreal 1976: Silber, 4 × 100 m Lagen, Damen
- Frank Wright, Schießen (1-0-1)
Antwerpen 1920: Bronze, Tontaubenschießen, Herren
Antwerpen 1920: Gold, Tontaubenschießen Mannschaft, Herren
- Marc Wright, Leichtathletik (0-1-0)
Stockholm 1912: Silber, Stabhochsprung, Herren
- Lorenzo Wright, Leichtathletik (1-0-0)
London 1948: Gold, 4 × 100 m, Herren
- Bernard Wrightson, Wasserspringen (1-0-0)
Mexiko-Stadt 1968: Gold, Kunstspringen, Herren
- John Writer, Schießen (1-1-0)
Mexiko-Stadt 1968: Silber, Kleinkaliber Dreistellungskampf, Herren
München 1972: Gold, Kleinkaliber Dreistellungskampf, Herren
- Jacob Wukie, Bogenschießen (0-1-0)
London 2012: Silber, Mannschaft, Herren
- Vic Wunderle, Bogenschießen (0-1-1)
Sydney 2000: Silber, Einzel, Herren
Sydney 2000: Bronze, Mannschaft, Herren
- Paul Wyatt, Schwimmen (0-1-1)
Paris 1924: Silber, 100 m Rücken, Herren
Amsterdam 1928: Bronze, 100 m Rücken, Herren
- Frank Wykoff, Leichtathletik (3-0-0)
Amsterdam 1928: Gold, 4 × 100 m, Herren
Los Angeles 1932: Gold, 4 × 100 m, Herren
Berlin 1936: Gold, 4 × 100 m, Herren
- Wendy Wyland, Wasserspringen (0-0-1)
Los Angeles 1984: Bronze, Turmspringen, Damen
- Peter Wylde, Reiten (1-0-0)
Athen 2004: Gold, Springreiten Mannschaft

### Y
- Jack Yerman, Leichtathletik (1-0-0)
Rom 1960: Gold, 4 × 400 m, Herren
- William Yorzyk, Schwimmen (1-0-0)
Melbourne 1956: Gold, 200 m Schmetterling, Herren
- Albert Young, Boxen (1-0-0)
St. Louis 1904: Gold, Weltergewicht, Herren
- Cy Young, Leichtathletik (1-0-0)
Helsinki 1952: Gold, Speerwurf, Herren
- Earl Young, Leichtathletik (1-0-0)
Rom 1960: Gold, 4 × 400 m, Herren
- Edwin Young, Wasserspringen (0-0-1)
Mexiko-Stadt 1968: Bronze, Turmspringen, Herren
- George Young, Leichtathletik (0-0-1)
Mexiko-Stadt 1968: Bronze, 3000 m Hindernis, Herren
- Guard Young, Turnen (0-1-0)
Athen 2004: Silber, Mehrkampf Mannschaft, Herren
- Kevin Young, Leichtathletik (1-0-0)
Barcelona 1992: Gold, 400 m, Herren
- Larry Young, Leichtathletik (0-0-2)
Mexiko-Stadt 1968: Bronze, 50 km Gehen, Herren
München 1972: Bronze, 50 km Gehen, Herren
- Robert Young, Leichtathletik (0-1-0)
Berlin 1936: Silber, 4 × 400 m, Herren
- Tim Young, Rudern (0-1-0)
Atlanta 1996: Silber, Doppelvierer, Herren
- Elaine Youngs, Beachvolleyball (1-0-0)
Athen 2004: Gold, Damen

### Z
- Katie Zaferes, Triathlon (0-1-1)
Tokio 2020: Silber, Staffel, Mixed
Tokio 2020: Bronze, Einzel, Damen
- Mariel Zagunis, Fechten (2-0-2)
Athen 2004: Gold, Säbel Einzel, Damen
Peking 2008: Bronze, Säbel Mannschaft, Damen
Peking 2008: Gold, Säbel Einzel, Damen
Rio de Janeiro 2016: Bronze, Säbel Mannschaft, Damen
- Peter Zaremba, Leichtathletik (0-0-1)
Los Angeles 1932: Bronze, Hammerwurf, Herren
- Suzanne Zimmerman, Schwimmen (0-1-0)
London 1948: Silber, 100 m Rücken, Damen
- Robert Zimonyi, Rudern (1-0-0)
Tokio 1964: Gold, Achter, Herren
- Marion Zinderstein Jessup, Tennis (0-1-0)
Paris 1924: Silber, Mixed
- Albert Zirkel, Ringen (0-0-1)
St. Louis 1904: Bronze, Leichtgewicht, Herren
- Kim Zmeskal, Turnen (0-0-1)
Barcelona 1992: Bronze, Mehrkampf Mannschaft, Damen
- Jacqueline Zoch, Rudern (0-0-1)
Montreal 1976: Bronze, Achter, Damen
- Anastasija Zolotic, Taekwondo (1-0-0)
Tokio 2020: Gold, Federgewicht, Damen
- Zachary Zorn, Schwimmen (1-0-0)
Mexiko-Stadt 1968: Gold, 4 × 100 m Freistil, Herren

### Mannschaftsmedaillen
- St. Louis 1904, Golf: Gold, Herren
Chandler Egan, Daniel Sawyer, Robert Hunter, Kenneth Edwards, Clement Smoot, Warren Wood, Mason Phelps, Walter Egan, Edward Cummins, Nathaniel Moore
- St. Louis 1904, Golf: Silber, Herren
Francis Newton, Henry Potter, Ralph McKittrick, Albert Bond Lambert, Frederick Semple, Stuart Stickney, Burt McKinnie, William Stickney, John Maxwell, John Deere Cady
- St. Louis 1904, Golf: Bronze, Herren
Douglass Cadwallader, Allan Lard, Jesse Carleton, Simeon Price, Harold Weber, John Rahm, Arthur Hussey, Orus Jones, Harold Fraser, George Oliver
- St. Louis 1904, Lacrosse: Silber, Herren
Hugh Grogan, J. W. Dowling, W. R. Gibson, Tom Hunter, William Murphy, William Partridge, George Passmore, William Passmore, W. J. Ross, Jack Sullivan, Albert Venn, A. M. Woods
- St. Louis 1904, Wasserball: Gold, Herren
David Bratton, George Van Cleaf, Leo Goodwin, Louis Handley, David Hesser, Joseph Ruddy, James Steen
- St. Louis 1904, Wasserball: Silber, Herren
Rex Beach, David Hammond, Charles Healy, Frank Kehoe, Jerome Steever, Edwin Swatek, William Tuttle
- St. Louis 1904, Wasserball: Bronze, Herren
Gwynne Evans, Augustus Goessling, John Meyers, William Orthwein, Amedee Reyburn, Frank Schreiner, Manfred Toeppen
- Antwerpen 1920, Polo: Bronze, Herren
Arthur Harris, Terry de la Mesa Allen, Jack Montgomery, Nelson Margetts
- Antwerpen 1920, Rugby: Gold, Herren
Dan Carroll, Charlie Doe, George Fish, James Fitzpatrick, Joseph Hunter, Morris Kirksey, Charles Mehan, John Muldoon, John O’Neil, John Patrick, Cornelius Righter, Rudy Scholz, Colby Slater, Dink Templeton, Charles Tilden, James Winston, Heaton Wrenn
- Antwerpen 1920, Eishockey: Silber, Herren
Raymond Bonney, Anthony Conroy, Herbert Drury, Edward Fitzgerald, Gerry Geran, Moose Goheen, Joseph McCormick, Lawrence McCormick, Frank Synott, Leon Tuck, Cyril Weidenborner
- Paris 1924, Polo: Silber, Herren
Elmer Boeseke, Thomas Hitchcock, Fred Roe, Rodman Wanamaker
- Paris 1924, Rugby: Gold, Herren
Philip Clark, Norman Cleaveland, Dudley DeGroot, Robert Devereaux, George Dixon, Charlie Doe, Linn Farrish, Edward Graff, Richard Hyland, Caesar Mannelli, John O’Neil, John Patrick, William Rogers, Rudy Scholz, Colby Slater, Norman Slater, Edward Turkington, Alan Valentine, Alan Williams
- Paris 1924, Wasserball: Bronze, Herren
Arthur Austin, Oliver Horn, Frederick Lauer, George Mitchell, John Norton, Wallace O’Connor, George Schroth, Herbert Vollmer, Johnny Weissmuller
- Los Angeles 1932, Hockey: Bronze, Herren
William Boddington, Harold Brewster, Roy Coffin, Amos Deacon, Horace Disston, Samuel Ewing, James Gentle, Henry Greer, Lawrence Knapp, David McMullin, Leonard O’Brien, Charles Sheaffer, Frederick Wolters,
- Los Angeles 1932, Wasserball: Bronze, Herren
Austin Clapp, Philip Daubenspeck, Charles Finn, Charles McCallister, Wallace O’Connor, Calvert Strong, Herbert Wildman
- Berlin 1936, Basketball: Gold, Herren
Ralph Bishop, Joe Fortenberry, Carl Knowles, Jack Ragland, Carl Shy, Bill Wheatley, Francis Johnson, Samuel Balter, Tex Gibbons, Frank Lubin, Art Mollner, Donald Piper, Willard Schmidt, Duane Swanson
- London 1948, Basketball: Gold, Herren
Cliff Barker, Don Barksdale, Ralph Beard, Lew Beck, Vince Boryla, Gordon Carpenter, Robert Pitts, Alex Groza, Wallace Jones, Bob Kurland, Ray Lumpp, Jesse Renick, Jack Robinson, Kenny Rollins
- Helsinki 1952, Basketball: Gold, Herren
Charlie Hoag, Bill Hougland, Dean Kelley, Clyde Lovellette, Bob Kenney, Marc Freiberger, Frank McCabe, Dan Pippin, Wayne Glasgow, Ron Bontemps, Bob Kurland, Howie Williams, John Keller, William Lienhard
- Melbourne 1956, Basketball: Gold, Herren
Richard Boushka, Carl Cain, Chuck Darling, Billy Evans, Gilbert Ford, Bill Hougland, K. C. Jones, Burdette Haldorson, Robert Jeangerard, Bill Russell, Ron Tomsic, Jim Walsh
- Rom 1960, Basketball: Gold, Herren
Jay Arnette, Walt Bellamy, Bob Boozer, Terry Dischinger, Burdette Haldorson, Darrall Imhoff, Allen Kelley, Lester Lane, Jerry Lucas, Oscar Robertson, Adrian Smith, Jerry West
- Tokio 1964, Basketball: Gold, Herren
Jim Barnes, Bill Bradley, Larry Brown, Joe Caldwell, Mel Counts, Dick Davies, Walt Hazzard, Lucious Jackson, Pete McCaffrey, Jeff Mullins, Jerry Shipp, George Wilson
- Mexiko-Stadt 1968, Basketball: Gold, Herren
Mike Barrett, John Clawson, Don Dee, Calvin Fowler, Spencer Haywood, Bill Hosket, James King, Glynn Saulters, Charlie Scott, Mike Silliman, Ken Spain, Jo Jo White
- München 1972, Basketball: Silber, Herren
Kenneth Davis, Doug Collins, Tom Henderson, Mike Bantom, Bobby Jones, Dwight Jones, James Forbes, Jim Brewer, Tommy Burleson, Tom McMillen, Kevin Joyce, Ed Ratleff
- München 1972, Wasserball: Bronze, Herren
Peter Asch, Steven Barnett, Bruce Bradley, Stanley Cole, James Ferguson, Eric Lindroth, John Parker, Gary Sheerer, James Slatton, Russell Webb, Barry Weitzenberg
- Montreal 1976, Basketball: Gold, Herren
Phil Ford, Steve Sheppard, Adrian Dantley, Walter Davis, Quinn Buckner, Ernie Grunfeld, Kenny Carr, Scott May, Tate Armstrong, Tom LaGarde, Phil Hubbard, Mitch Kupchak
- Montreal 1976, Basketball: Silber, Damen
Cindy Brogdon, Susan Rojcewicz, Ann Meyers, Lusia Harris, Nancy Dunkle, Charlotte Lewis, Nancy Lieberman, Gail Marquis, Patricia Roberts, Patricia Head, Mary Anne O’Connor, Juliene Simpson
- Los Angeles 1984, Basketball: Gold, Herren
Steve Alford, Leon Wood, Patrick Ewing, Michael Jordan, Vern Fleming, Alvin Robertson, Jon Koncak, Wayman Tisdale, Joe Kleine, Chris Mullin, Sam Perkins, Jeffrey Turner
- Los Angeles 1984, Basketball: Gold, Damen
Teresa Edwards, Lea Henry, Lynette Woodard, Janice Lawrence, Anne Donovan, Cathy Boswell, Cindy Noble, Kim Mulkey, Cheryl Miller, Denise Curry, Pamela McGee, Carol Menken-Schaudt
- Los Angeles 1984, Hockey: Bronze, Damen
Beth Anders, Beth Beglin, Regina Buggy, Gwen Cheeseman, Sheryl Johnson, Christine Larson-Mason, Kathleen McGahey, Anita Miller, Leslie Milne, Charlene Morett, Diane Moyer, Marcella Place, Karen Shelton, Julie Staver, Brenda Stauffer, Judy Strong
- Los Angeles 1984, Volleyball: Gold, Herren
Dusty Dvorak, Dave Saunders, Steve Salmons, Paul Sunderland, Rich Duwelius, Marc Waldie, Steve Timmons, Craig Buck, Chris Marlowe, Aldis Berzins, Pat Powers, Charles Kiraly
- Los Angeles 1984, Volleyball: Silber, Damen
Paula Weishoff, Susan Woodstra, Rita Crockett, Debbie Green, Laurie Flachmeier, Carolyn Becker, Flo Hyman, Jeanne Beauprey, Julie Vollertsen, Kimberly Ruddins, Rose Magers, Linda Chisholm
- Los Angeles 1984, Wasserball: Silber, Herren
Douglas Burke, Jody Campbell, Peter Campbell, Christopher Dorst, Gary Figueroa, Andrew McDonald, Kevin Robertson, Terry Schroeder, Timothy Shaw, John Siman, Jon Svendsen, Joseph Vargas, Craig Wilson
- Seoul 1988, Basketball: Bronze, Herren
Mitch Richmond, David Robinson, Charles D. Smith, Charles E. Smith, J. R. Reid, Danny Manning, Jeff Grayer, Dan Majerle, Hersey Hawkins, Bimbo Coles, Stacey Augmon, Willie Anderson
- Seoul 1988, Basketball: Gold, Damen
Teresa Weatherspoon, Suzanne McConnell, Bridgette Gordon, Katrina McClain, Andrea Lloyd, Mary Ethridge, Victoria Bullett, Jennifer Gillom, Teresa Edwards, Anne Donovan, Cynthia Cooper, Cynthia Brown
- Seoul 1988, Volleyball: Gold, Herren
Craig Buck, Robert Ctvrtlik, Scott Fortune, Charles Kiraly, Ricci Luyties, Douglas Partie, Jon Root, Eric Sato, Dave Saunders, Jeffrey Stork, Troy Tanner, Steve Timmons
- Seoul 1988, Wasserball: Silber, Herren
James Bergeson, Gregory Boyer, Jeff Campbell, Jody Campbell, Peter Campbell, Christopher Duplanty, Michael Evans, Douglas Kimbell, Craig Klass, Alan Mouchawar, Kevin Robertson, Terry Schroeder, Craig Wilson
- Barcelona 1992, Basketball: Gold, Herren
Charles Barkley, Larry Bird, Clyde Drexler, Scottie Pippen, Patrick Ewing, Earvin “Magic” Johnson, Christian Laettner, Michael Jordan, Karl Malone, Chris Mullin, David Robinson, John Stockton
- Barcelona 1992, Basketball: Gold, Damen
Victoria Bullett, Daedra Charles, Cynthia Cooper, Vickie Orr, Clarissa Davis, Medina Dixon, Teresa Edwards, Katrina McClain, Tammy Jackson, Carolyn Jones, Suzanne McConnell, Teresa Weatherspoon
- Barcelona 1992, Volleyball: Bronze, Herren
Nick Becker, Carlos Briceno, Robert Ctvrtlik, Scott Fortune, Dan Greenbaum, Brent Hilliard, Bryan Ivie, Douglas Partie, Bob Samuelson, Eric Sato, Jeffrey Stork, Steve Timmons
- Barcelona 1992, Volleyball: Bronze, Damen
Janet Marie Cobbs, Tara Cross-Battle, Lori Ann Endicott, Caren Kemner, Ruth Modupe Lawanson, Tammy Liley, Elaina Joyce Oden, Kimberly Yvette Oden, Liane Sato, Paula Weishoff, Tonya Williams, Yoko Zetterlund
- Atlanta 1996, Baseball: Bronze, Herren
Seth Greisinger, Chad Allen, A. J. Hinch, R. A. Dickey, Kris Benson, Troy Glaus, Jason Williams, Kip Harkrider, Jacque Jones, Billy Koch, Mark Kotsay, Mall LeCroy, Travis Lee, Braden Looper, Brian Loyd, Warren Morris, Augie Ojeda, Jim Parque, Jeff Weaver, Chad Green
- Atlanta 1996, Basketball: Gold, Herren
Charles Barkley, Penny Hardaway, David Robinson, Scottie Pippen, Reggie Miller, Karl Malone, John Stockton, Shaquille O’Neal, Mitch Richmond, Gary Payton, Grant Hill, Hakeem Olajuwon
- Atlanta 1996, Basketball: Gold, Damen
Jennifer Azzi, Ruthie Bolton, Teresa Edwards, Venus Lacey, Nikki McCray, Lisa Leslie, Rebecca Lobo, Katrina McClain, Carla McGhee, Dawn Staley, Kathryn Steding, Sheryl Swoopes
- Atlanta 1996, Fußball: Gold, Damen
Michelle Akers, Thori Staples Bryan, Brandi Chastain, Amanda Cromwell, Joy Fawcett, Julie Foudy, Carin Gabarra, Mia Hamm, Mary Harvey, Kristine Lilly, Shannon MacMillan, Tiffeny Milbrett, Carla Overbeck, Cindy Parlow, Tiffany Roberts, Briana Scurry, Tisha Venturini, Saskia Webber, Staci Wilson
- Atlanta 1996, Synchronschwimmen: Gold, Damen
Suzannah Bianco, Tammy Cleland, Becky Dyroen-Lancer, Heather Pease, Emily LeSueur, Jill Savery, Nathalie Schneyder, Heather Simmons-Carrasco, Jill Sudduth, Margot Thien
- Atlanta 1996, Softball: Gold, Damen
Dani Tyler, Christa Lee Williams, Laura Berg, Gillian Boxx, Sheila Cornell, Lisa Fernandez, Michele Granger, Lori Harrigan, Dionna Harris, Kim Maher, Leah O’Brien, Dot Richardson, Julie Smith, Michele Smith, Shelly Stokes
- Sydney 2000, Baseball: Gold, Herren
Brent Abernathy, Kurt Ainsworth, Pat Borders, Sean Burroughs, John Cotton, Travis Dawkins, Adam Everett, Ryan Franklin, Chris George, Shane Heams, Marcus Jensen, Mike Kinkade, Rick Krivda, Doug Mientkiewicz, Mike Neill, Roy Oswalt, Jon Rauch, Anthony Sanders, Bobby Seay, Ben Sheets, Brad Wilkerson, Todd Williams, Ernie Young, Tim Young
- Sydney 2000, Basketball: Gold, Herren
Steve Smith, Jason Kidd, Allan Houston, Alonzo Mourning, Tim Hardaway, Vince Carter, Kevin Garnett, Vin Baker, Ray Allen, Antonio McDyess, Gary Payton, Shareef Abdur-Rahim
- Sydney 2000, Basketball: Gold, Damen
Teresa Edwards, Sheryl Swoopes, Lisa Leslie, Yolanda Griffith, Nikki McCray, Dawn Staley, Ruthie Bolton-Hotifield, Delisha Milton, Chamique Holdsclaw, Kara Wolters, Natalie Williams, Katie Smith
- Sydney 2000, Fußball: Silber, Damen
Jenni Branam, Susan Bush, Brandi Chastain, Lorrie Fair, Joy Fawcett, Julie Foudy, Michelle French, Mia Hamm, Kristine Lilly, Shannon MacMillan, Kate Markgraf, Tiffeny Milbrett, Siri Mullinix, Carla Overbeck, Cindy Parlow, Christie Rampone, Briana Scurry, Nikki Serlenga, Danielle Slaton, Aly Wagner, Christie Welsh, Sara Whalen
- Sydney 2000, Softball: Gold, Damen
Dot Richardson, Laura Berg, Lisa Fernandez, Crystl Bustos, Jennifer Brundage, Michele Smith, Sheila Douty, Stacey Nuveman, Leah O’Brien, Christie Ambrosi, Jennifer McFalls, Danielle Henderson, Christa Lee Williams, Lori Harrigan, Michelle Venturella
- Sydney 2000, Wasserball: Silber, Damen
Robin Beauregard, Ellen Estes, Courtney Johnson, Ericka Lorenz, Heather Moody, Maureen O’Toole, Bernice Orwig, Nicolle Payne, Heather Petri, Kathy Sheehy, Coralie Simmons, Julie Swail, Brenda Villa
- Athen 2004, Basketball: Bronze, Herren
Carmelo Anthony, Carlos Boozer, Tim Duncan, Allen Iverson, LeBron James, Richard Jefferson, Shawn Marion, Stephon Marbury, Lamar Odom, Emeka Okafor, Amar'e Stoudemire, Dwyane Wade
- Athen 2004, Basketball: Gold, Damen
Sue Bird, Swin Cash, Tamika Catchings, Yolanda Griffith, Shannon Johnson, Lisa Leslie, Ruth Riley, Katie Smith, Dawn Staley, Sheryl Swoopes, Diana Taurasi, Tina Thompson
- Athen 2004, Fußball: Gold, Damen
Shannon Boxx, Brandi Chastain, Joy Fawcett, Julie Foudy, Lorrie Fair, Mia Hamm, Angela Hucles, Kristine Lilly, Kristin Luckenbill, Kate Markgraf, Heather Mitts, Cindy Parlow, Christie Rampone, Cat Reddick, Heather O’Reilly, Tiffany Roberts, Briana Scurry, Hope Solo, Lindsay Tarpley, Aly Wagner, Abby Wambach, Cat Whitehill
- Athen 2004, Softball: Gold, Damen
Leah O’Brien, Laura Berg, Crystl Bustos, Jaime Clark, Lisa Fernandez, Jennie Finch, Tairia Flowers, Amanda Freed, Nicole Giordano, Lori Harrigan, Lovieanne Jung, Kelly Kretschman, Lauren Lappin, Jessica Mendoza, Stacy Nuveman, Catherine Osterman, Jenny Topping, Natasha Watley
- Athen 2004, Synchronschwimmen: Gold
Alison Bartosik, Tamara Crow, Erin Dobratz, Rebecca Jasontek, Anna Kozlova, Sara Lowe, Lauren McFall, Stephanie Nesbitt, Kendra Zanotto
- Athen 2004, Wasserball: Bronze, Damen
Robin Beauregard, Margaret Dingeldein, Ellen Estes, Jacqueline Frank, Natalie Golda, Ericka Lorenz, Heather Moody, Thalia Munro, Nicolle Payne, Heather Petri, Kelly Rulon, Amber Stachowski, Brenda Villa
- Peking 2008, Baseball: Bronze, Herren
Brett Anderson, Jake Arrieta, Brian Barden, Matthew Brown, Trevor Cahill, Jeremy Cummings, Jason Donald, Brian Duensing, Dexter Fowler, John Gall, Mike Hessman, Kevin Jepsen, Brandon Knight, Michael Koplove, Matt LaPorta, Lou Marson, Blaine Neal, Jayson Nix, Nate Schierholtz, Jeff Stevens, Stephen Strasburg, Taylor Teagarden, Terry Tiffee, Casey Weathers
- Peking 2008, Basketball: Gold, Herren
Carlos Boozer, Chris Bosh, Kobe Bryant, LeBron James, Dwight Howard, Jason Kidd, Chris Paul, Tayshaun Prince, Michael Redd, Dwyane Wade, Deron Williams
- Peking 2008, Basketball: Gold, Damen
Seimone Augustus, Sue Bird, Tamika Catchings, Sylvia Fowles, Kara Lawson, Lisa Leslie, DeLisha Milton-Jones, Candace Parker, Cappie Pondexter, Katie Smith, Diana Taurasi, Tina Thompson
- Peking 2008, Fußball: Gold, Damen
Nicole Barnhart, Shannon Boxx, Rachel Buehler, Lori Chalupny, Lauren Cheney, Stephanie Cox, Tobin Heath, Angela Hucles, Natasha Kai, Carli Lloyd, Kate Markgraf, Heather Mitts, Heather O’Reilly, Christie Rampone, Amy Rodriguez, Hope Solo, Lindsay Tarpley, Aly Wagner
- Peking 2008, Softball: Silber, Damen
Jessica Mendoza, Lovieanne Jung, Crystl Bustos, Cat Osterman, Tairia Flowers, Kelly Kretschman, Monica Abbott, Victoria Galindo, Caitlin Lowe, Jennie Finch, Andrea Duran, Natasha Watley, Stacey Nuveman, Lauren Lappin, Laura Berg,
- Peking 2008, Volleyball: Gold, Herren
Lloy Ball, Gabe Gardner, Kevin Hansen, Tom Hoff, Richard Lambourne, David Lee, Ryan Millar, Reid Priddy, Sean Rooney, Riley Salmon, Clayton Stanley, Scott Touzinsky
- Peking 2008, Volleyball: Silber, Damen
Robyn Ah Mow-Santos, Lindsey Berg, Heather Bown, Nicole Davis, Kim Glass, Tayyiba Haneef-Park, Jennifer Joines, Ogonna Nnamani, Danielle Scott-Arruda, Stacy Sykora, Logan Tom, Kim Willoughby
- Peking 2008, Wasserball: Silber, Herren
Tony Azevedo, Ryan Bailey, Layne Beaubien, Brandon Brooks, Peter Hudnut, Tim Hutten, James Krumpholz, Rick Merlo, Merrill Moses, Jeff Powers, Jesse Smith, Peter Varellas, Adam Wright
- Peking 2008, Wasserball: Silber, Damen
Elizabeth Armstrong, Patty Cardenas, Kami Craig, Natalie Golda, Alison Gregorka, Brittany Hayes, Jaime Hipp, Moriah van Norman, Heather Petri, Jessica Steffens, Brenda Villa, Lauren Wenger, Elsie Windes
- London 2012, Basketball: Gold, Herren
Carmelo Anthony, Kobe Bryant, Tyson Chandler, Anthony Davis, Kevin Durant, James Harden, Andre Iguodala, LeBron James, Kevin Love, Chris Paul, Russell Westbrook, Deron Williams
- London 2012, Basketball: Gold, Damen
Seimone Augustus, Sue Bird, Swin Cash, Tamika Catchings, Tina Charles, Sylvia Fowles, Asjha Jones, Angel McCoughtry, Maya Moore, Candace Parker, Diana Taurasi, Lindsay Whalen
- London 2012, Fußball: Gold, Damen
Nicole Barnhart, Shannon Boxx, Rachel Buehler, Lauren Cheney, Tobin Heath, Amy LePeilbet, Sydney Leroux, Carli Lloyd, Heather Mitts, Alex Morgan, Kelley O’Hara, Heather O’Reilly, Christie Rampone, Megan Rapinoe, Amy Rodriguez, Becky Sauerbrunn, Hope Solo, Abby Wambach
- London 2012, Wasserball: Gold, Damen
Betsey Armstrong, Kami Craig, Annika Dries, Courtney Mathewson, Heather Petri, Kelly Rulon, Melissa Seidemann, Jessica Steffens, Maggie Steffens, Brenda Villa, Lauren Wenger, Elsie Windes
- London 2012, Volleyball: Silber, Damen
Foluke Akinradewo, Lindsey Berg, Nicole Davis, Tayyiba Haneef-Park, Christa Harmotto, Megan Hodge, Destinee Hooker, Jordan Larson, Tamari Miyashiro, Danielle Scott-Arruda, Courtney Thompson, Logan Tom
- Rio de Janeiro 2016, Basketball: Gold, Herren
Kyle Lowry, DeMar DeRozan, Kyrie Irving, Klay Thompson, Paul George, Jimmy Butler, Kevin Durant, Harrison Barnes, Draymond Green, Carmelo Anthony, DeAndre Jordan, DeMarcus Cousins
- Rio de Janeiro 2016, Volleyball: Bronze, Herren
Matthew Anderson, Maxwell Holt, Micah Christenson, Aaron Russell, Taylor Sander, Thomas Jaeschke, David Lee, Erik Shoji, William Priddy, Murphy Troy, Kawika Shoji, David Smith
- Rio de Janeiro 2016, Basketball: Gold, Damen
Lindsay Whalen, Sue Bird, Angel McCoughtry, Diana Taurasi, Seimone Augustus, Maya Moore, Breanna Stewart, Tamika Catchings, Elena Delle Donne, Sylvia Fowles, Tina Charles, Brittney Griner
- Rio de Janeiro 2016, Wasserball: Gold, Damen
Madeline Musselmann, Melissa Seidemann, Rachel Fattal, Caroline Clark, Maggie Steffens, Courtney Mathewson, Kiley Neushul, Aria Fischer, Kaleigh Gilchrist, Makenzie Fischer, Kami Craig, Samantha Hill, Ashleigh Johnson
- Rio de Janeiro 2016, Volleyball: Bronze, Damen
Rachael Adams, Foluke Akinradewo, Kayla Banwarth, Alisha Glass, Christa Harmotto, Kimberly Hill, Jordan Larson, Carli Lloyd, Karsta Lowe, Kelly Murphy, Kelsey Robinson, Courtney Thompson
- Tokio 2020, Basketball: Gold, Damen
Ariel Atkins, Sue Bird, Tina Charles, Napheesa Collier, Skylar Diggins-Smith, Sylvia Fowles, Chelsea Gray, Brittney Griner, Jewell Loyd, Breanna Stewart, Diana Taurasi, A’ja Wilson
- Tokio 2020, Basketball: Gold, Herren
Bam Adebayo, Devin Booker, Kevin Durant, Jerami Grant, Draymond Green, Jrue Holiday, Keldon Johnson, Zach LaVine, Damian Lillard, JaVale McGee, Khris Middleton, Jayson Tatum
- Tokio 2020, Volleyball: Gold, Damen
Foluke Akinradewo, Michelle Bartsch-Hackley, Annie Drews, Micha Hancock, Kimberly Hill, Jordan Larson, Chiaka Ogbogu, Jordyn Poulter, Kelsey Robinson, Jordan Thompson, Haleigh Washington, Justine Wong-Orantes
- Tokio 2020, Wasserball: Gold, Damen
Rachel Fattal, Aria Fischer, Makenzie Fischer, Kaleigh Gilchrist, Stephania Haralabidis, Paige Hauschild, Ashleigh Johnson, Amanda Longan, Maddie Musselman, Jamie Neushul, Melissa Seidemann, Maggie Steffens, Alys Williams
- Tokio 2020, Baseball: Silber, Herren
Nick Allen, Eduardo Alvarez, Tyler Austin, Shane Baz, Anthony Carter, Triston Casas, Brandon Dickson, Tim Federowicz, Eric Filia, Todd Frazier, Anthony Gose, Edwin Jackson, Scott Kazmir, Patrick Kivlehan, Mark Kolozsvary, Jack López, Nicholas Martinez, Scott McGough, David Robertson, Joe Ryan, Ryder Ryan, Bubba Starling, Jamie Westbrook, Simeon Woods Richardson
- Tokio 2020, Softball: Silber, Damen
Monica Abbott, Ali Aguilar, Valerie Arioto, Ally Carda, Amanda Chidester, Rachel Garcia, Haylie McCleney, Michelle Moultrie, Dejah Mulipola, Aubree Munro, Bubba Nickles, Cat Osterman, Janie Reed, Delaney Spaulding, Kelsey Stewart
- Tokio 2020, Fußball: Bronze, Damen
Jane Campbell, Abby Dahlkemper, Tierna Davidson, Crystal Dunn, Julie Ertz, Adrianna Franch, Tobin Heath, Lindsey Horan, Casey Krueger, Rose Lavelle, Carli Lloyd, Catarina Macário, Kristie Mewis, Samantha Mewis, Alex Morgan, Alyssa Naeher, Kelley O’Hara, Christen Press, Megan Rapinoe, Becky Sauerbrunn, Emily Sonnett, Lynn Williams

## Medaillengewinner Wintersport

### A
- Jeremy Abbott, Eiskunstlauf (0-0-1)
Sotschi 2014: Bronze, Team
- Benjamin Agosto, Eiskunstlauf (0-1-0)
Turin 2006: Silber, Eistanz
- Tenley Albright, Eiskunstlauf (1-1-0)
Oslo 1952: Silber, Damen
Cortina d’Ampezzo 1956: Gold, Damen
- Scott Allen, Eiskunstlauf (0-0-1)
Innsbruck 1964: Bronze, Herren
- Eduardo Alvarez, Shorttrack (0-1-0)
Sotschi 2014: Silber, Staffel, Herren
- Jamie Anderson, Snowboard (1-0-0)
Sotschi 2014: Gold, Slopestyle, Damen
- Matthew Antoine, Skeleton (0-0-1)
Sotschi 2014: Bronze, Einsitzer, Herren
- Debbie Armstrong, Ski Alpin (1-0-0)
Sarajevo 1984: Gold, Riesenslalom, Damen
- Jeanne Ashworth, Eisschnelllauf (0-0-1)
Squaw Valley 1960: Bronze, 500 m, Damen
- James Atkinson, Bobsport (0-1-0)
Oslo 1952: Silber, Viererbob, Herren

### B
- Sherwin Badger, Eiskunstlauf (0-1-0)
Lake Placid 1932: Silber, Paare
- Shannon Bahrke, Freestyle-Skiing (0-1-1)
Salt Lake City 2002: Silber, Buckelpiste, Damen
Vancouver 2010: Bronze, Buckelpiste, Damen
- Scott Baird, Curling (0-0-1)
Turin 2006: Bronze, Herren
- Jill Bakken, Bobsport (1-0-0)
Salt Lake City 2002: Gold, Zweierbob, Damen
- Kenneth Bartholomew, Eisschnelllauf (0-1-0)
St. Moritz 1948: Silber, 500 m, Herren
- Randy Bartz, Shorttrack (0-1-0)
Lillehammer 1994: Silber, 5000 m Staffel, Herren
- Allison Baver, Shorttrack (0-0-1)
Vancouver 2010: Bronze, 3000 m Staffel, Damen
- Tanith Belbin, Eiskunstlauf (0-1-0)
Turin 2006: Silber, Eistanz
- Stanley Benham, Bobsport (0-2-0)
Oslo 1952: Silber, Zweierbob, Herren
Oslo 1952: Silber, Viererbob, Herren
- Eric Bergoust, Freestyle-Skiing (1-0-0)
Nagano 1998: Gold, Springen, Herren
- James Bickford, Bobsport (0-0-1)
St. Moritz 1948: Bronze, Viererbob, Herren
- Bonnie Blair, Eisschnelllauf (5-0-1)
Calgary 1988: Gold, 500 m, Damen
Calgary 1988: Bronze, 1000 m, Damen
Albertville 1992: Gold, 500 m, Damen
Albertville 1992: Gold, 1000 m, Damen
Lillehammer 1994: Gold, 500 m, Damen
Lillehammer 1994: Gold, 1000 m, Damen
- Gretchen Bleiler, Snowboard (0-1-0)
Turin 2006: Silber, Halfpipe, Damen
- Brian Boitano, Eiskunstlauf (1-0-0)
Calgary 1988: Gold, Herren
- Maddie Bowman, Freestyle-Skiing (1-0-0)
Sotschi 2014: Gold, Halfpipe, Damen
- Ivan Brown, Bobsport (1-0-0)
Garmisch-Partenkirchen 1936: Gold, Zweierbob, Herren
- Jason Brown, Eiskunstlauf (0-0-1)
Sotschi 2014: Bronze, Team
- Percy Bryant, Bobsport (0-1-0)
Lake Placid 1932: Silber, Viererbob, Herren
- Thomas Butler, Bobsport (0-0-1)
Cortina d’Ampezzo 1956: Bronze, Viererbob, Herren
- Richard Button, Eiskunstlauf (2-0-0)
St. Moritz 1948: Gold, Herren
Oslo 1952: Gold, Herren

### C
- Brett Camerota, Ski Nordisch (0-1-0)
Vancouver 2010: Silber, Nordische Kombination Staffel, Herren
- Nelson Carmichael, Freestyle-Skiing (0-0-1)
Albertville 1992: Bronze, Buckelpiste, Herren
- Kip Carpenter, Eisschnelllauf (0-0-1)
Salt Lake City 2002: Bronze, 2 × 500 m, Herren
- Schuyler Carron, Bobsport (0-0-1)
St. Moritz 1948: Bronze, Zweierbob, Herren
- Caitlin Carruthers, Eiskunstlauf (0-1-0)
Sarajevo 1984: Silber, Mixed
- Peter Carruthers, Eiskunstlauf (0-1-0)
Sarajevo 1984: Silber, Mixed
- Karen Cashman, Shorttrack (0-0-1)
Lillehammer 1994: Bronze, 3000 m Staffel, Damen
- John Celski, Shorttrack (0-0-2)
Vancouver 2010: Bronze, 1500 m, Herren
Vancouver 2010: Bronze, 5000 m Staffel, Herren
- Joey Cheek, Eisschnelllauf (1-1-1)
Salt Lake City 2002: Bronze, 1000 m, Herren
Turin 2006: Gold, 2 × 500 m, Herren
Turin 2006: Silber, 1000 m, Herren
- Simon Cho, Shorttrack (0-0-1)
Vancouver 2010: Bronze, 5000 m Staffel, Herren
- Joss Christensen, Freestyle-Skiing (1-0-0)
Sotschi 2014: Gold, Slopestyle, Herren
- Kelly Clark, Snowboard (1-0-2)
Salt Lake City 2002: Gold, Halfpipe, Damen
Vancouver 2010: Bronze, Halfpipe, Damen
Sotschi 2014: Bronze, Halfpipe, Damen
- Barbara Ann Cochran, Ski Alpin (1-0-0)
Sapporo 1972: Gold, Slalom, Damen
- Sasha Cohen, Eiskunstlauf (0-1-0)
Turin 2006: Silber, Damen
- Gilbert Colgate, Bobsport (0-0-1)
Garmisch-Partenkirchen 1936: Bronze, Zweierbob, Herren
- Christin Cooper, Ski Alpin (0-1-0)
Sarajevo 1984: Silber, Riesenslalom, Damen
- Susan Corrock, Ski Alpin (0-0-1)
Sapporo 1972: Bronze, Abfahrt, Damen
- John Coyle, Shorttrack (0-1-0)
Lillehammer 1994: Silber, 5000 m Staffel, Herren
- Chris Creveling, Shorttrack (0-1-0)
Sotschi 2014: Silber, Staffel, Herren
- Howard Crossett, Bobsport (0-1-0)
Oslo 1952: Silber, Viererbob, Herren

### D
- William D’Amico, Bobsport (1-0-0)
St. Moritz 1948: Gold, Viererbob, Herren
- Meryl Davis, Eiskunstlauf (1-1-1)
Vancouver 2010: Silber, Eistanz
Sotschi 2014: Gold, Eistanz
Sotschi 2014: Bronze, Team
- Shani Davis, Eisschnelllauf (2-2-0)
Turin 2006: Gold, 1000 m, Herren
Turin 2006: Silber, 1500 m, Herren
Vancouver 2010: Gold, 1000 m, Herren
Vancouver 2010: Silber, 1500 m, Herren
- Toby Dawson, Freestyle-Skiing (0-0-1)
Turin 2006: Bronze, Buckelpiste, Herren
- Alex Deibold, Snowboard (0-0-1)
Sotschi 2014: Bronze, Snowboardcross, Herren
- Bill Demong, Ski Nordisch (1-1-0)
Vancouver 2010: Gold, Nordische Kombination Großschanze, Herren
Vancouver 2010: Silber, Nordische Kombination Staffel, Herren
- Kimberly Derrick, Shorttrack (0-0-1)
Vancouver 2010: Bronze, 3000 m Staffel, Damen
- Bill Disney, Eisschnelllauf (0-1-0)
Squaw Valley 1960: Silber, 500 m, Herren
- William Dodge, Bobsport (0-0-1)
Cortina d’Ampezzo 1956: Bronze, Viererbob, Herren
- Thomas Doe, Bobsport (0-1-0)
St. Moritz 1928: Silber, Fünferbob, Herren
- Darcie Dohnal, Shorttrack (0-1-0)
Albertville 1992: Silber, 3000 m Staffel, Damen
- Alyson Dudek, Shorttrack (0-0-1)
Vancouver 2010: Bronze, 3000 m Staffel, Damen
- Shannon Dunn, Snowboard (0-0-1)
Nagano 1998: Bronze, Halfpipe, Damen
- Donald Dupree, Bobsport (0-0-1)
St. Moritz 1948: Bronze, Viererbob, Herren
- William Dupree, Bobsport (0-0-1)
St. Moritz 1948: Bronze, Viererbob, Herren

### E
- Edward Eagan, Bobsport (1-0-0)
Lake Placid 1932: Gold, Viererbob, Herren
- Aja Evans, Bobsport (0-0-1)
Sotschi 2014: Bronze, Zweierbob, Damen

### F
- John Farrell, Eisschnelllauf (0-0-1)
St. Moritz 1928: Bronze, 500 m, Herren
- Kaitlyn Farrington, Snowboard (1-0-0)
Sotschi 2014: Gold, Halfpipe, Damen
- Pete Fenson, Curling (0-0-1)
Turin 2006: Bronze, Herren
- Jenny Fish, Eisschnelllauf (0-1-0)
Grenoble 1968: Silber, 500 m, Damen
- William Fiske, Bobsport (2-0-0)
St. Moritz 1928: Gold, Fünferbob, Herren
Lake Placid 1932: Gold, Viererbob, Herren
- Robert Fitzgerald, Eisschnelllauf (0-1-0)
St. Moritz 1948: Silber, 500 m, Herren
- Casey FitzRandolph, Eisschnelllauf (1-0-0)
Salt Lake City 2002: Gold, 2 × 500 m, Herren
- Eric Flaim, Eisschnelllauf/Shorttrack (0-2-0)
Calgary 1988: Silber, 1500 m, Herren
Lillehammer 1994: Silber, 5000 m Staffel, Herren
- Peggy Fleming, Eiskunstlauf (1-0-0)
Grenoble 1968: Gold, Damen
- Valerie Fleming, Bobsport (0-1-0)
Turin 2006: Silber, Zweierbob, Damen
- Rosey Fletcher, Snowboard (0-0-1)
Turin 2006: Bronze, Parallel-Riesenslalom, Damen
- Vonetta Flowers, Bobsport (1-0-0)
Salt Lake City 2002: Gold, Zweierbob, Damen
- Christopher Fogt, Bobsport (0-1-0)
Sotschi 2014: Silber, Viererbob, Herren
- Frederick Fortune, Bobsport (0-0-1)
St. Moritz 1948: Bronze, Zweierbob, Herre
- Gretchen Fraser, Ski Alpin (1-1-0)
St. Moritz 1948: Gold, Slalom, Damen
St. Moritz 1948: Silber, Kombination, Damen
- Linda Fratianne, Eiskunstlauf (0-1-0)
Lake Placid 1980: Silber, Damen
- Leo Freisinger, Eiskunstlauf (0-0-1)
Garmisch-Partenkirchen 1936: Bronze, 500 m, Herren

### G
- Andy Gabel, Shorttrack (0-1-0)
Lillehammer 1994: Silber, 5000 m Staffel, Herren
- Tristan Gale, Skeleton (1-0-0)
Salt Lake City 2002: Gold, Damen
- Lana Gehring, Shorttrack (0-0-1)
Vancouver 2010: Bronze, 3000 m Staffel, Damen
- Timothy Goebel, Eiskunstlauf (0-0-1)
Salt Lake City 2002: Bronze, Herren
- Nick Goepper, Freestyle-Skiing (0-0-1)
Sotschi 2014: Bronze, Slopestyle, Herren
- Gracie Gold, Eiskunstlauf (0-0-1)
Sotschi 2014: Bronze, Team
- Tony Goskowicz, Shorttrack (0-1-0)
Lillehammer 1994: Silber, 5000 m Staffel, Herren
- David Granger, Bobsport (0-1-0)
St. Moritz 1928: Silber, Fünferbob, Herren
- Clifford Gray, Bobsport (2-0-0)
St. Moritz 1928: Gold, Fünferbob, Herren
Lake Placid 1932: Gold, Viererbob, Herren
- Jamie Greubel, Bobsport (0-0-1)
Sotschi 2014: Bronze, Zweierbob, Damen
- Mark Grimmette, Rennrodeln (0-1-1)
Nagano 1998: Bronze, Doppelsitzer, Herren
Salt Lake City 2002: Silber, Doppelsitzer, Herren
- James Grogan, Eiskunstlauf (0-0-1)
Oslo 1952: Bronze, Herren

### H
- Dorothy Hamill, Eiskunstlauf (1-0-0)
Innsbruck 1976: Gold, Damen
- Scott Hamilton, Eiskunstlauf (1-0-0)
Sarajevo 1984: Gold, Herren
- Erin Hamlin, Rodeln (0-0-1)
Sotschi 2014: Bronze, Einsitzer, Damen
- Brian Hansen, Eisschnelllauf (0-1-0)
Vancouver 2010: Silber, Teamverfolgung, Herren
- Anders Haugen, Ski Nordisch (0-0-1)
Chamonix 1924: Bronze, Spezialsprunglauf, Herren
- Todd Hays, Bobsport (0-1-0)
Salt Lake City 2002: Silber, Viererbob, Herren
- Jennison Heaton, Bobsport/Skeleton (1-1-0)
St. Moritz 1928: Silber, Fünferbob, Herren
St. Moritz 1928: Gold, Skeleton, Herren
- Jack Heaton, Skeleton (0-2-1)
St. Moritz 1928: Silber, Skeleton, Herren
Lake Placid 1932: Bronze, Zweierbob, Herren
St. Moritz 1948: Silber, Skeleton, Herren
- Chad Hedrick, Eisschnelllauf (1-2-2)
Turin 2006: Bronze, 1500 m, Herren
Turin 2006: Gold, 5000 m, Herren
Turin 2006: Silber, 10.000 m, Herren
Vancouver 2010: Bronze, 1000 m, Herren
Vancouver 2010: Silber, Teamverfolgung, Herren
- Beth Heiden, Eisschnelllauf (0-0-1)
Lake Placid 1980: Bronze, 3000 m, Damen
- Eric Heiden, Eisschnelllauf (5-0-0)
Lake Placid 1980: Gold, 500 m, Herren
Lake Placid 1980: Gold, 1000 m, Herren
Lake Placid 1980: Gold, 1500 m, Herren
Lake Placid 1980: Gold, 5000 m, Herren
Lake Placid 1980: Gold, 10.000 m, Herren
- Carol Heiss, Eiskunstlauf (1-1-0)
Cortina d’Ampezzo 1956: Silber, Damen
Squaw Valley 1960: Gold, Damen
- Anne Henning, Eisschnelllauf (1-0-1)
Sapporo 1972: Gold, 500 m, Damen
Sapporo 1972: Bronze, 1000 m, Damen
- Kenneth Henry, Eisschnelllauf (1-0-0)
Oslo 1952: Gold, 500 m, Herren
- Jimmy Heuga, Ski Alpin (0-0-1)
Innsbruck 1964: Bronze, Slalom, Herren
- Thomas Hicks, Bobsport (0-0-1)
St. Moritz 1948: Bronze, Viererbob, Herren
- Lyman Hine, Bobsport (0-1-0)
St. Moritz 1928: Silber, Fünferbob, Herren
- Garrett Hines, Bobsport (0-1-0)
Salt Lake City 2002: Silber, Viererbob, Herren
- Steven Holcomb, Bobsport (1-2-0)
Vancouver 2010: Gold, Viererbob, Herren
Sotschi 2014: Silber, Viererbob, Herren
Sotschi 2014: Silber, Zweierbob, Herren
- Dianne Holum, Eisschnelllauf (1-2-1)
Grenoble 1968: Silber, 500 m, Damen
Grenoble 1968: Bronze, 1000 m, Damen
Sapporo 1972: Gold, 1500 m, Damen
Sapporo 1972: Silber, 3000 m, Damen
- Henry Homburger, Bobsport (0-1-0)
Lake Placid 1932: Silber, Viererbob, Herren
- Edmund Horton, Bobsport (0-1-0)
Lake Placid 1932: Silber, Viererbob, Herren
- Sarah Hughes, Eiskunstlauf (1-0-0)
Salt Lake City 2002: Gold, Damen

### I
- Daniel Immerfall, Eisschnelllauf (0-0-1)
Innsbruck 1976: Bronze, 500 m, Herren
- Clay Ives, Rennrodeln (0-0-1)
Salt Lake City 2002: Bronze, Doppelsitzer, Herren
- Alex Izykowski, Shorttrack (0-0-1)
Turin 2006: Bronze, 5000 m Staffel, Herren

### J
- Lindsey Jacobellis, Snowboard (0-1-0)
Turin 2006: Silber, Snowboardcross, Damen
- Irving Jaffee, Eisschnelllauf (2-0-0)
Lake Placid 1932: Gold, 5000 m, Herren
Lake Placid 1932: Gold, 10.000 m, Herren
- Dan Jansen, Eisschnelllauf (1-0-0)
Lillehammer 1994: Gold, 1000 m, Herren
- Travis Jayner, Shorttrack (0-0-1)
Vancouver 2010: Bronze, 5000 m Staffel, Herren
- David Jenkins, Eiskunstlauf (1-0-1)
Cortina d’Ampezzo 1956: Bronze, Herren
Squaw Valley 1960: Gold, Herren
- Hayes Alan Jenkins, Eiskunstlauf (1-0-0)
Cortina d’Ampezzo 1956: Gold, Herren
- Charles Jewtraw, Eisschnelllauf (1-0-0)
Chamonix 1924: Gold, 500 m, Herren
- Bill Johnson, Ski Alpin (1-0-0)
Sarajevo 1984: Gold, Abfahrt, Herren
- Randy Jones, Bobsport (0-1-0)
Salt Lake City 2002: Silber, Viererbob, Herren

### K
- Danny Kass, Snowboard (0-2-0)
Salt Lake City 2002: Silber, Halfpipe, Herren
Turin 2006: Silber, Halfpipe, Herren
- Hannah Kearney, Freestyle-Skiing (1-0-1)
Vancouver 2010: Gold, Buckelpiste, Damen
Sotschi 2014: Bronze, Buckelpiste, Damen
- Karol Kennedy, Eiskunstlauf (0-1-0)
Oslo 1952: Silber, Paare
- Peter Kennedy, Eiskunstlauf (0-1-0)
Oslo 1952: Silber, Paare
- Gus Kenworthy, Freestyle-Skiing (0-1-0)
Sotschi 2014: Silber, Slopestyle, Herren
- J. P. Kepka, Shorttrack (0-0-1)
Turin 2006: Bronze, 5000 m Staffel, Herren
- Nancy Kerrigan, Eiskunstlauf (0-1-1)
Albertville 1992: Bronze, Damen
Lillehammer 1994: Silber, Damen
- Billy Kidd, Ski Alpin (0-1-0)
Innsbruck 1964: Silber, Slalom, Herren
- Chris Klug, Snowboard (0-0-1)
Salt Lake City 2002: Bronze, Parallel-Riesenslalom, Herren
- Bill Koch, Ski Nordisch (0-1-0)
Innsbruck 1976: Silber, 30 km, Herren
- Mike Kohn, Bobsport (0-0-1)
Salt Lake City 2002: Bronze, Viererbob, Herren
- Sage Kotsenburg, Snowboard (1-0-0)
Sotschi 2014: Gold, Slopestyle, Herren
- Jonathan Kuck, Eisschnelllauf (0-1-0)
Vancouver 2010: Silber, Teamverfolgung, Herren
- Michelle Kwan, Eiskunstlauf (0-1-1)
Nagano 1998: Silber, Damen
Salt Lake City 2002: Bronze, Damen

### L
- Scotty Lago, Snowboard (0-0-1)
Vancouver 2010: Bronze, Halfpipe, Herren
- James Lamy, Bobsport (0-0-1)
Cortina d’Ampezzo 1956: Bronze, Viererbob, Herren
- Steven Langton, Bobsport (0-2-0)
Sotschi 2014: Silber, Viererbob, Herren
Sotschi 2014: Silber, Zweierbob, Herren
- Richard Lawrence, Bobsport (0-0-1)
Garmisch-Partenkirchen 1936: Bronze, Zweierbob, Herren
- Ted Ligety, Ski Alpin (2-0-0)
Turin 2006: Gold, Kombination, Herren
Sotschi 2014: Gold, Riesenslalom, Herren
- Hilary Lindh, Ski Alpin (0-1-0)
Albertville 1992: Silber, Abfahrt, Damen
- Tara Lipinski, Eiskunstlauf (1-0-0)
Nagano 1998: Gold, Damen
- Todd Lodwick, Ski Nordisch (0-1-0)
Vancouver 2010: Silber, Nordische Kombination Staffel, Herren
- Devin Logan, Freestyle-Skiing (0-1-0)
Sotschi 2014: Silber, Slopestyle, Damen
- Beatrix Loughran, Eiskunstlauf (0-2-1)
Chamonix 1924: Silber, Damen
St. Moritz 1928: Bronze, Damen
Lake Placid 1932: Silber, Paare
- Nancy Ludington, Eiskunstlauf (0-0-1)
Squaw Valley 1960: Bronze, Paare
- Ronald Ludington, Eiskunstlauf (0-0-1)
Squaw Valley 1960: Bronze, Paare
- Janet Lynn, Eiskunstlauf (0-0-1)
Sapporo 1972: Bronze, Damen
- Evan Lysacek, Eiskunstlauf (1-0-0)
Vancouver 2010: Gold, Herren

### M
- Phil Mahre, Ski Alpin (1-1-0)
Lake Placid 1980: Silber, Slalom, Herren
Sarajevo 1984: Gold, Slalom, Herren
- Steve Mahre, Ski Alpin (0-1-0)
Sarajevo 1984: Silber, Slalom, Herren
- Jordan Malone, Shorttrack (0-0-1)
Vancouver 2010: Bronze, 5000 m Staffel, Herren
- Julia Mancuso, Ski Alpin (1-2-1)
Turin 2006: Gold, Riesenslalom, Damen
Vancouver 2010: Silber, Abfahrt, Damen
Vancouver 2010: Silber, Kombination, Damen
Sotschi 2014: Bronze, Kombination, Damen
- Trevor Marsicano, Eisschnelllauf (0-1-0)
Vancouver 2010: Silber, Teamverfolgung, Herren
- Brian Martin, Rennrodeln (0-1-1)
Nagano 1998: Bronze, Doppelsitzer, Herren
Salt Lake City 2002: Silber, Doppelsitzer, Herren
- Patrick Martin, Bobsport (1-2-0)
St. Moritz 1948: Gold, Viererbob, Herren
Oslo 1952: Silber, Zweierbob, Herren
Oslo 1952: Silber, Viererbob, Herren
- Geoffrey Mason, Bobsport (1-0-0)
St. Moritz 1928: Gold, Fünferbob, Herren
- Travis Mayer, Freestyle-Skiing (0-1-0)
Salt Lake City 2002: Silber, Buckelpiste, Herren
- Donald McDermott, Eisschnelllauf (0-1-0)
Oslo 1952: Silber, 500 m, Herren
- Richard McDermott, Eisschnelllauf (1-0-1)
Innsbruck 1964: Gold, 500 m, Herren
Grenoble 1968: Bronze, 500 m, Herren
- Elizabeth McIntyre, Freestyle-Skiing (0-1-0)
Lillehammer 1994: Silber, Buckelpiste, Damen
- Andrea Mead-Lawrence, Ski Alpin (2-0-0)
Oslo 1952: Gold, Slalom, Damen
Oslo 1952: Gold, Riesenslalom, Damen
- Steve Mesler, Bobsport (1-0-0)
Vancouver 2010: Gold, Viererbob, Herren
- Elana Meyers, Bobsport (0-1-1)
Vancouver 2010: Bronze, Zweierbob, Damen
Sotschi 2014: Silber, Zweierbob, Damen
- Mary Meyers, Eisschnelllauf (0-1-0)
Grenoble 1968: Silber, 500 m, Damen
- Bode Miller, Ski Alpin (1-3-2)
Salt Lake City 2002: Silber, Riesenslalom, Herren
Salt Lake City 2002: Silber, Kombination, Herren
Vancouver 2010: Bronze, Abfahrt, Herren
Vancouver 2010: Silber, Super-G, Herren
Vancouver 2010: Gold, Kombination, Herren
Sotschi 2014: Bronze, Super-G, Herren
- James Millns, Eiskunstlauf (0-0-1)
Innsbruck 1976: Bronze, Eistanz
- Robert Minton, Bobsport (0-0-1)
Lake Placid 1932: Bronze, Zweierbob, Herren
- Tommy Moe, Ski Alpin (1-1-0)
Lillehammer 1994: Gold, Abfahrt, Herren
Lillehammer 1994: Silber, Super-G, Herren
- Jonny Moseley, Freestyle-Skiing (1-0-0)
Nagano 1998: Gold, Buckelpiste, Herren
- Peter Mueller, Eisschnelllauf (1-0-0)
Innsbruck 1976: Gold, 1000 m, Herren
- Eddie Murphy, Eisschnelllauf (0-1-0)
Lake Placid 1932: Silber, 5000 m, Herren

### N
- Cindy Nelson, Ski Alpin (0-0-1)
Innsbruck 1976: Bronze, Abfahrt, Damen

### O
- Jay O’Brien, Bobsport (1-1-0)
St. Moritz 1928: Silber, Fünferbob, Herren
Lake Placid 1932: Gold, Viererbob, Herren
- Colleen O’Connor, Eiskunstlauf (0-0-1)
Innsbruck 1976: Bronze, Eistanz
- Apolo Anton Ohno, Shorttrack (2-2-4)
Salt Lake City 2002: Silber, 1000 m, Herren
Salt Lake City 2002: Gold, 1500 m, Herren
Turin 2006: Gold, 500 m, Herren
Turin 2006: Bronze, 1000 m, Herren
Turin 2006: Bronze, 5000 m Staffel, Herren
Vancouver 2010: Bronze, 1000 m, Herren
Vancouver 2010: Silber, 1500 m, Herren
Vancouver 2010: Bronze, 5000 m Staffel, Herren
- Justin Olsen, Bobsport (1-0-0)
Vancouver 2010: Gold, Viererbob, Herren
- Peter Oppegard, Eiskunstlauf (0-0-1)
Calgary 1988: Bronze, Mixed

### P
- Joe Pack, Freestyle-Skiing (0-1-0)
Salt Lake City 2002: Silber, Springen, Herren
- Erin Pacs, Bobsport (0-0-1)
Vancouver 2010: Bronze, Zweierbob, Damen
- Richard Parke, Bobsport (1-0-0)
St. Moritz 1928: Gold, Fünferbob, Herren
- Derek Parra, Eisschnelllauf (1-1-0)
Salt Lake City 2002: Gold, 1500 m, Herren
Salt Lake City 2002: Gold, 5000 m, Herren
- Lea Ann Parsley, Skeleton (0-1-0)
Salt Lake City 2002: Silber, Damen
- Amy Peterson, Shorttrack (0-1-2)
Albertville 1992: Silber, 3000 m Staffel, Damen
Lillehammer 1994: Bronze, 500 m, Damen
Lillehammer 1994: Bronze, 3000 m Staffel, Damen
- Jeret Peterson, Freestyle-Skiing (0-1-0)
Vancouver 2010: Silber, Springen, Herren
- Noelle Pikus-Pace, Skeleton (0-1-0)
Sotschi 2014: Silber, Einsitzer, Damen
- Penny Pitou, Ski Alpin (0-2-0)
Squaw Valley 1960: Silber, Abfahrt, Damen
Squaw Valley 1960: Silber, Riesenslalom, Damen
- Joseph Polo, Curling (0-0-1)
Turin 2006: Bronze, Herren
- Leah Poulos, Eisschnelllauf (0-3-0)
Innsbruck 1976: Silber, 1000 m, Damen
Lake Placid 1980: Silber, 500 m, Damen
Lake Placid 1980: Silber, 1000 m, Damen
- Ross Powers, Snowboard (1-0-1)
Nagano 1998: Bronze, Halfpipe, Herren
Salt Lake City 2002: Gold, Halfpipe, Herren

### R
- Katherine Reutter, Shorttrack (0-1-1)
Vancouver 2010: Silber, 1000 m, Damen
Vancouver 2010: Bronze, 3000 m Staffel, Damen
- Edward Rimkus, Bobsport (1-0-0)
St. Moritz 1948: Gold, Viererbob, Herren
- Ronald Robertson, Eiskunstlauf (0-1-0)
Cortina d’Ampezzo 1956: Silber, Herren
- Jennifer Rodriguez, Eisschnelllauf (0-0-2)
Salt Lake City 2002: Bronze, 1000 m, Damen
Salt Lake City 2002: Bronze, 1500 m, Damen
- Diann Roffe-Steinrotter, Ski Alpin (1-1-0)
Albertville 1992: Silber, Riesenslalom, Damen
Lillehammer 1994: Gold, Super-G, Damen
- Shauna Rohbock, Bobsport (0-1-0)
Turin 2006: Silber, Zweierbob, Damen
- Shawn Rojeski, Curling (0-0-1)
Turin 2006: Bronze, Herren
- Barbara Roles, Eiskunstlauf (0-0-1)
Squaw Valley 1960: Bronze, Damen

### S
- Jean Saubert, Ski Alpin (0-1-1)
Innsbruck 1964: Bronze, Slalom, Damen
Innsbruck 1964: Silber, Riesenslalom, Damen
- Bill Schuffenhauer, Bobsport (0-1-0)
Salt Lake City 2002: Silber, Viererbob, Herren
- Douglas Sharp, Bobsport (0-0-1)
Salt Lake City 2002: Bronze, Viererbob, Herren
- Jim Shea, Skeleton (1-0-0)
Salt Lake City 2002: Gold, Herren
- Jack Shea, Eisschnelllauf (2-0-0)
Lake Placid 1932: Gold, 500 m, Herren
Lake Placid 1932: Gold, 1000 m, Herren
- Gordy Sheer, Rennrodeln (0-1-0)
Nagano 1998: Silber, Doppelsitzer, Herren
- Mikaela Shiffrin, Ski Alpin (1-0-0)
Sotschi 2014: Gold, Slalom, Damen
- Brian Shimer, Bobsport (0-0-1)
Salt Lake City 2002: Bronze, Viererbob, Herren
- John Shuster, Curling (0-0-1)
Turin 2006: Bronze, Herren
- Rusty Smith, Shorttrack (0-0-2)
Salt Lake City 2002: Bronze, 500 m, Herren
Turin 2006: Bronze, 5000 m Staffel, Herren
- Betsy Snite, Ski Alpin (0-1-0)
Squaw Valley 1960: Silber, Riesenslalom, Damen
- Johnny Spillane, Ski Nordisch (0-3-0)
Vancouver 2010: Silber, Nordische Kombination Normalschanze, Herren
Vancouver 2010: Silber, Nordische Kombination Großschanze, Herren
Vancouver 2010: Silber, Nordische Kombination Staffel, Herren
- Dan Steele, Bobsport (0-0-1)
Salt Lake City 2002: Bronze, Viererbob, Herren
- Curtis Stevens, Bobsport (1-0-0)
Lake Placid 1932: Gold, Zweierbob, Herren
- Hubert Stevens, Bobsport (1-0-0)
Lake Placid 1932: Gold, Zweierbob, Herren
- Paul Stevens, Bobsport (0-1-0)
Lake Placid 1932: Silber, Viererbob, Herren
- Nikki Stone, Freestyle-Skiing (1-0-0)
Nagano 1998: Gold, Springen, Damen
- Picabo Street, Ski Alpin (1-1-0)
Lillehammer 1994: Silber, Abfahrt, Damen
Nagano 1998: Gold, Super-G, Damen
- Rosalynn Sumners, Eiskunstlauf (0-1-0)
Sarajevo 1984: Silber, Damen
- Shana Sundstrom, Shorttrack (0-0-1)
Lillehammer 1994: Bronze, 3000 m Staffel, Damen

### T
- Hannah Teter, Snowboard (1-1-0)
Turin 2006: Gold, Halfpipe, Damen
Vancouver 2010: Silber, Halfpipe, Damen
- Debi Thomas, Eiskunstlauf (0-0-1)
Calgary 1988: Bronze, Damen
- Jarret Thomas, Snowboard (0-0-1)
Salt Lake City 2002: Bronze, Halfpipe, Herren
- Chris Thorpe, Rennrodeln (0-1-1)
Nagano 1998: Silber, Doppelsitzer, Herren
Salt Lake City 2002: Bronze, Doppelsitzer, Herren
- Charles Tickner, Eiskunstlauf (0-0-1)
Lake Placid 1980: Bronze, Herren
- Curtis Tomasevicz, Bobsport (1-1-0)
Vancouver 2010: Gold, Viererbob, Herren
Sotschi 2014: Silber, Viererbob, Herren
- Nion Tucker, Bobsport (1-0-0)
St. Moritz 1928: Gold, Fünferbob, Herren
- Cathie Turner, Shorttrack (2-1-1)
Albertville 1992: Silber, 3000 m Staffel, Damen
Albertville 1992: Gold, 500 m, Damen
Lillehammer 1994: Gold, 500 m, Damen
Lillehammer 1994: Bronze, 3000 m Staffel, Damen
- Arthur Tyler, Bobsport (0-0-1)
Cortina d’Ampezzo 1956: Bronze, Viererbob, Herren
- Francis Tyler, Bobsport (1-0-0)
St. Moritz 1948: Gold, Viererbob, Herren

### V
- Maribel Vinson, Eiskunstlauf (0-0-1)
Lake Placid 1932: Bronze, Damen
- Lindsey Vonn, Ski Alpin (1-0-2)
Vancouver 2010: Gold, Abfahrt, Damen
Vancouver 2010: Bronze, Super-G, Damen
Pyeongchang 2018: Bronze, Abfahrt, Damen

### W
- Ashley Wagner, Eiskunstlauf (0-0-1)
Sotschi 2014: Bronze, Team
- Alan Washbond, Bobsport (1-0-0)
Garmisch-Partenkirchen 1936: Gold, Zweierbob, Herren
- Jill Watson, Eiskunstlauf (0-0-1)
Calgary 1988: Bronze, Mixed
- Andrew Weibrecht, Ski Alpin (0-1-1)
Vancouver 2010: Bronze, Super-G, Herren
Sotschi 2014: Silber, Super-G, Herren
- Donna Weinbrecht, Freestyle-Skiing (1-0-0)
Albertville 1992: Bronze, Buckelpiste, Damen
- Seth Wescott, Snowboard (2-0-0)
Turin 2006: Gold, Snowboardcross, Herren
Vancouver 2010: Gold, Snowboardcross, Herren
- Charlie White, Eiskunstlauf (1-1-1)
Vancouver 2010: Silber, Eistanz
Sotschi 2014: Gold, Eistanz
Sotschi 2014: Bronze, Team
- Shaun White, Snowboard (2-0-0)
Turin 2006: Gold, Halfpipe, Herren
Vancouver 2010: Gold, Halfpipe, Herren
- Bryon Wilson, Freestyle-Skiing (0-0-1)
Vancouver 2010: Bronze, Buckelpiste, Herren
- Lauryn Williams, Bobsport (0-1-0)
Sotschi 2014: Silber, Zweierbob, Damen
- David Wise, Freestyle-Skiing (1-0-0)
Sotschi 2014: Gold, Halfpipe, Herren
- Chris Witty, Eisschnelllauf (1-1-1)
Nagano 1998: Silber, 1000 m, Damen
Nagano 1998: Bronze, 1500 m, Damen
Salt Lake City 2002: Gold, 1000 m, Damen
- Tim Wood, Eiskunstlauf (0-1-0)
Grenoble 1968: Silber, Herren
- Paul Wylie, Eiskunstlauf (0-1-0)
Albertville 1992: Silber, Herren

### Y
- Kristi Yamaguchi, Eiskunstlauf (1-0-0)
Albertville 1992: Gold, Damen
- Sheila Young, Eisschnelllauf (1-1-1)
Innsbruck 1976: Gold, 500 m, Damen
Innsbruck 1976: Bronze, 1000 m, Damen
Innsbruck 1976: Silber, 1500 m, Damen

### Z
- Nikki Ziegelmeyer, Shorttrack (0-1-1)
Albertville 1992: Silber, 3000 m Staffel, Damen
Lillehammer 1994: Bronze, 3000 m Staffel, Damen

### Mannschaftsmedaillen
- Chamonix 1924, Eishockey: Gold, Herren
Taffy Abel, Herbert Drury, Alphonse Lacroix, John Langley, John Lyons, Justin McCarthy, Willard Rice, Irving Small, Frank Synott
- Lake Placid 1932, Eishockey: Silber, Herren
Ty Anderson, Johnny Bent, John Chase, John Cookman, Doug Everett, Franklin Farrell, Joseph Fitzgerald, Ted Frazier, John Garrison, Gerard Hallock, Robert Livingston, Francis Nelson, Winthrop Palmer, Gordon Smith
- Garmisch-Partenkirchen 1936, Eishockey: Bronze, Herren
John Garrison, August Kammer, Philip LaBatte, John Lax, Thomas Moon, Elbridge Ross, Paul Rowe, Francis Shaughnessy, Gordon Smith, Francis Spain, Frank Stubbs
- Oslo 1952, Eishockey: Silber, Herren
Rube Bjorkman, Leonard Ceglarski, Joseph Czarnota, Richard Desmond, Andre Gambucci, Clifford Harrison, Gerald Kilmartin, John Mulhern, John Noah, Arnold Oss, Robert Rompre, James Sedin, Allen Van, Donald Whiston, Ken Yackel
- Cortina d’Ampezzo 1956, Eishockey: Silber, Herren
Wendell Anderson, Wellington Burtnett, Eugene Campbell, Gordon Christian, Bill Cleary, Richard Dougherty, Willard Ikola, John Matchefts, John Mayasich, Dick Meredith, Daniel McKinnon, Weldon Olson, John Petroske, Kenneth Purpur, Donald Rigazio, Dick Rodenheiser, Ed Sampson
- Squaw Valley 1960, Eishockey: Gold, Herren
Roger Christian, Bill Christian, Bill Cleary, Bob Cleary, Eugene Grazia, Paul Johnson, John Kirrane, John Mayasich, Jack McCartan, Robert McVey, Dick Meredith, Rodney Paavola, Larry Palmer, Weldon Olson, Edwyn Owen, Dick Rodenheiser, Tommy Williams
- Sapporo 1972, Eishockey: Silber, Herren
Kevin Ahearn, Charles Brown, Henry Boucha, Keith Christiansen, Mike Curran, Robbie Ftorek, Mark Howe, Jeffrey Hymanson, Stuart Irving, Jim McElmury, Dick McGlynn, Tom Mellor, Ronald Naslund, Wally Olds, Frank Sanders, Craig Sarner, Peter Sears, Timothy Sheehy
- Lake Placid 1980, Eishockey: Gold, Herren
Bill Baker, Neal Broten, Dave Christian, Steve Christoff, Jim Craig, Mike Eruzione, John Harrington, Mark Johnson, Rob McClanahan, Ken Morrow, Jack O’Callahan, Mark Pavelich, Mike Ramsey, Buzz Schneider, Dave Silk, Bob Suter, Eric Strobel, Phil Verchota, Mark Wells, Steve Janaszak
- Nagano 1998, Eishockey: Gold, Damen
Chris Bailey, Laurie Baker, Alana Blahoski, Lisa Brown-Miller, Karyn Bye, Colleen Coyne, Sara DeCosta, Tricia Dunn, Cammi Granato, Katie King, Shelley Looney, Sue Merz, Allison Mleczko, Tara Mounsey, Vicki Movsessian, Angela Ruggiero, Jenny Schmidgall, Sarah Tueting, Gretchen Ulion
- Salt Lake City 2002, Eishockey: Silber, Herren
Mike Richter, Mike Dunham, Tom Barrasso, Phil Housley, Brian Leetch, Brian Rafalski, Chris Chelios, Gary Suter, Tom Poti, Aaron Miller, Brett Hull, John LeClair, Mike Modano, Jeremy Roenick, Scott Young, Bill Guerin, Tony Amonte, Brian Rolston, Doug Weight, Keith Tkachuk, Adam Deadmarsh, Mike York, Chris Drury
- Salt Lake City 2002, Eishockey: Silber, Damen
Krissy Wendell, Lindsay Wall, Sarah Tueting, Angela Ruggiero, Cammi Granato, Tricia Dunn, Sara DeCosta, Natalie Darwitz, Julie Chu, Karyn Bye, Laurie Baker, Chris Bailey, Jenny Potter, Tara Mounsey, Allison Mleczko, Sue Merz, Shelley Looney, Katie King, Andrea Kilbourne, Courtney Kennedy
- Turin 2006, Eishockey: Bronze, Damen
Pam Dreyer, Chanda Gunn, Courtney Kennedy, Angela Ruggiero, Lyndsay Wall, Helen Resor, Caitlin Cahow, Molly Engstrom, Jamie Hagerman, Krissy Wendell, Kim Insalaco, Jenny Potter, Julie Chu, Kelly Stephens, Kathleen Kauth, Kristin King, Katie King, Natalie Darwitz, Tricia Dunn-Luoma, Sarah Parsons
- Vancouver 2010, Eishockey: Silber, Herren
David Backes, Dustin Brown, Ryan Callahan, Chris Drury, Tim Gleason, Erik Johnson, Jack Johnson, Patrick Kane, Ryan Kesler, Phil Kessel, Jamie Langenbrunner, Ryan Malone, Ryan Miller, Brooks Orpik, Zach Parise, Joe Pavelski, Jonathan Quick, Brian Rafalski, Bobby Ryan, Paul Stastny, Ryan Suter, Tim Thomas, Ryan Whitney
- Vancouver 2010, Eishockey: Silber, Damen
Kacey Bellamy, Caitlin Cahow, Lisa Chesson, Julie Chu, Natalie Darwitz, Meghan Duggan, Molly Engstrom, Hilary Knight, Jocelyne Lamoureux, Monique Lamoureux, Erika Lawler, Gigi Marvin, Brianne McLaughlin, Jenny Potter, Angela Ruggiero, Molly Schaus, Kelli Stack, Karen Thatcher, Jessie Vetter, Kerry Weiland, Jinelle Zaugg-Siergiej
- Sotschi 2014, Eishockey: Silber, Damen
Kacey Bellamy, Megan Bozek, Alex Carpenter, Julie Chu, Kendall Coyne, Brianna Decker, Meghan Duggan, Lyndsey Fry, Amanda Kessel, Hilary Knight, Jocelyne Lamoureux, Monique Lamoureux, Gigi Marvin, Brianne McLaughlin, Michelle Picard, Josephine Pucci, Molly Schaus, Anne Schleper, Kelli Stack, Lee Stecklein, Jessie Vetter
- Pyeongchang 2018, Eishockey: Gold, Damen
Cayla Barnes, Kacey Bellamy, Hannah Brandt, Dani Cameranesi, Kendall Coyne, Brianna Decker, Meghan Duggan, Kali Flanagan, Nicole Hensley, Megan Keller, Amanda Kessel, Hilary Knight, Jocelyne Lamoureux-Davidson, Monique Lamoureux-Morando, Gigi Marvin, Sidney Morin, Kelly Pannek, Amanda Pelkey, Emily Pfalzer, Alex Rigsby, Maddie Rooney, Haley Skarupa, Lee Stecklein